# Claude Monet
Claude Monet (París, 14 de noviembre de 1840-Giverny, 5 de diciembre de 1926) fue un pintor francés, uno de los creadores del impresionismo. El término impresionismo deriva del título de su obra Impresión, sol naciente (1872).
Sus primeras obras, hasta la mitad de la década de 1860, son de estilo realista. Monet logró exponer algunas en el Salón de París. A partir del final de la década de 1860 comenzó a pintar obras impresionistas. Esta desviación del gusto de la época, que era marcado por las academias de arte, empeoró su situación económica a la vez que afianzó su decisión de continuar en ese azaroso camino.
En la década de 1870 formó parte de las exposiciones impresionistas en las cuales también participaron Pierre-Auguste Renoir y Edgar Degas. Su obra Impresión, sol naciente formó parte del Salon des Refusés de 1874. Su carrera fue impulsada por el marchante Paul Durand-Ruel, pero a pesar de esto su situación financiera permaneció siendo difícil hasta mediados de la década de 1890. En esta época, Monet desarrolló el concepto de las «series», en las que un motivo es pintado repetidas veces con distinta iluminación. Al mismo tiempo comenzó a trabajar en el famoso jardín de su casa en Giverny con estanques de nenúfares que luego utilizó como motivo para sus pinturas.

## Vida

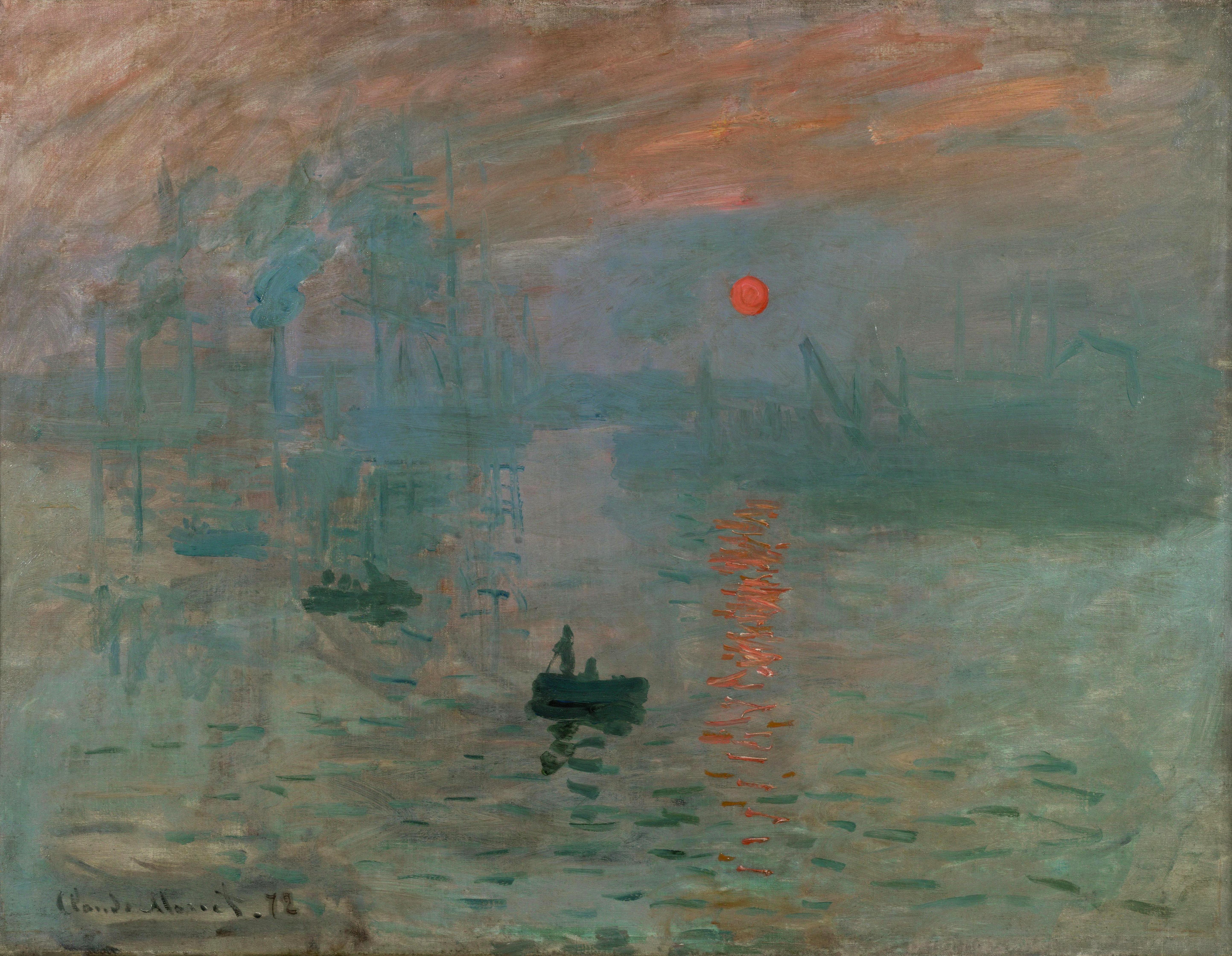
Impresión, sol naciente, 1872. Museo Marmottan Monet, París

Claude Monet nació el 14 de noviembre de 1840 en la Rue Lafitte 45 de París. Era el segundo hijo de Claude Adolphe Monet y su esposa Louise Justine Aubrée. Su padre era propietario de un negocio que comerciaba con especias provenientes de las colonias ultramarinas francesas. El 20 de mayo de 1841, fue bautizado en la parroquia de la iglesia local, Notre-Dame-de-Lorette como Oscar-Claude. Para 1845 la situación del negocio había decaído a tal punto que la familia se mudó al puerto de El Havre, en la desembocadura del Sena, donde vivía la media hermana de su padre, Marie-Jeanne Lecadre. El esposo de esta, Jacques Lecadre, era comerciante de especias de ultramar al por mayor y proveedor naval. Él le dio trabajo al padre de Monet en su negocio. La familia de Monet pasaba los inviernos en su casa de El Havre y los veranos en la casa de campo de los Lecadre, en el balneario de Sainte-Adresse. Posteriormente la familia se mudó a Baraqueville pero no permanecieron ahí mucho tiempo debido a que tuvieron que mudarse nuevamente por razones del trabajo de Adolphe Monet.
Entre 1851 y 1857 Claude Monet asistió a la escuela secundaria en El Havre, donde recibió clases de dibujo de Jacques-François Ochard. No le gustaba la disciplina escolar y prefería estar en el farallón o junto al mar. Durante sus clases dibujaba caricaturas de sus profesores y otros estudiantes que eran expuestas en el escaparate del único comerciante de marcos para cuadros de El Havre. A la edad de 15 años Monet era ya conocido como caricaturista en toda la ciudad y recibía encargos por los que cobraba hasta 20 francos.

### Formación

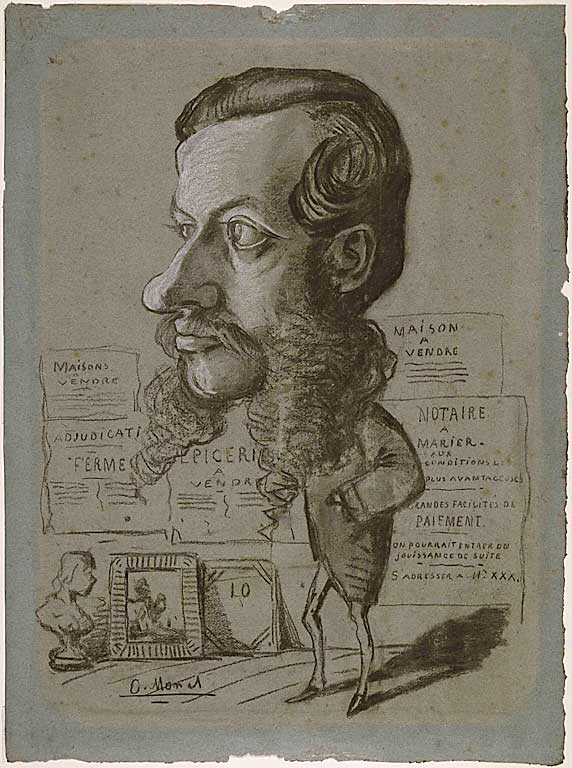
Caricatura del notario Léon Marchon, 1855/1856, Art Institute of Chicago

Junto a las caricaturas de Monet en el escaparate de la marquería, eran expuestas marinas de Eugène Boudin. A Monet no le gustaban estos cuadros y rechazó una oferta para conocer a Boudin. En una ocasión, al entrar a la tienda, Monet no se percató de que Boudin se encontraba presente y el comerciante aprovechó la oportunidad para presentarlos. El pintor alabó el talento de Monet y le aconsejó no limitarse al dibujo y que pintara paisajes al aire libre.
Después de la muerte de su madre el 28 de enero de 1857, su tía, que era pintora aficionada y mantenía contacto con el pintor Armand Gautier, se encargó del joven Claude Monet. Tras la muerte de Jacques Lecadre, el padre de Claude tomó las riendas del negocio y la familia se mudó a la casa que fuera del difunto. De estos años provienen los primeros paisajes de Monet y toma la decisión de convertirse en pintor. El padre de Claude solicitó ante los magistrados de El Havre una beca, la cual fue rechazada en el primer intento. A pesar de ello Monet viajó a París para visitar la exposición del Salón de París. Allí tomó contacto con los artistas Constant Troyon y Armand Gautier, y trabajó en el atelier del pintor Charles Monginot, que era amigo de Boudin. Durante este tiempo Monet obtuvo apoyo financiero de su padre. Además tenía a su disposición 2000 francos que había ganado con sus caricaturas y que eran manejados por su tía. A partir del año 1860 se redujo el apoyo financiero de su padre, pues Monet se oponía a matricularse en la École des Beaux-Arts a la que su padre quería que asistiera. Monet se matriculó en cambio en la escuela privada de pintura Academia Suiza, donde se dedicó al estudio de figuras. Monet visitó exposiciones en la colonia de artistas de Barbizon. Los pintores de la Escuela de Barbizon rechazaban el estilo, difundido en la época, de paisajes idealizados y preferían en su lugar paisajes con un nuevo estilo de realismo pictórico, donde eran más importantes las impresiones de la luz. Monet también pasaba el tiempo en el Brasserie des Martyrs, un punto de encuentro para varios pintores y escritores modernos.
En abril de 1861 Claude Monet recibió el llamamiento para el servicio militar obligatorio, que duraba siete años. Se le presentó la oportunidad de evitar el servicio militar mediante el pago de 2500 francos, pero carecía de los fondos necesarios y su familia solo le ofreció hacer el pago si abandonaba la pintura y tomaba las riendas del negocio en El Havre. Monet se decidió por la pintura y fue destinado a la caballería en Argelia. Debido a que enfermó de fiebre tifoidea, pudo regresar en el verano de 1862 a El Havre. Ahí conoció al neerlandés Johan Barthold Jongkind, junto al cual hizo estudios de paisajes al aire libre. En noviembre de 1862 fue librado de los últimos seis años del servicio militar mediante un pago de 3000 francos hecho por su tía. Su educación pictórica fue puesta a cargo de Auguste Toulmouche, un pintor de género parisino, que estaba casado con la prima de su tía Marie-Jeanne Lecadre. Este le recomendó a Monet que acudiera al atelier de Charles Gleyre, en el que también estaban inscritos Pierre-Auguste Renoir, Alfred Sisley y Frédéric Bazille. Durante la Pascua de 1863 Monet viajó junto con Bazille a Chailly, en las cercanías de Barbizon, donde pintaron paisajes. Repitieron el viaje al año siguiente. Continuó sus estudios en el atelier de Gleyre hasta que cerró en julio de 1864 por enfermedad del maestro. Ese verano Monet y Bazille viajaron a la costa del Canal de la Mancha en Normandía, seguidos más tarde por Boudin y Jongkind, para pintar. Debido a desacuerdos, la familia de Monet lo amenazó con terminar el apoyo financiero que le daba, por lo que por primera vez pidió dinero prestado a Bazille. Durante sus estudios, a pesar de sus dificultades económicas, Monet se presentaba como burgués y usaba camisas finas, por lo que era tomado como un dandi por sus compañeros.

### Exposiciones en el Salón de París

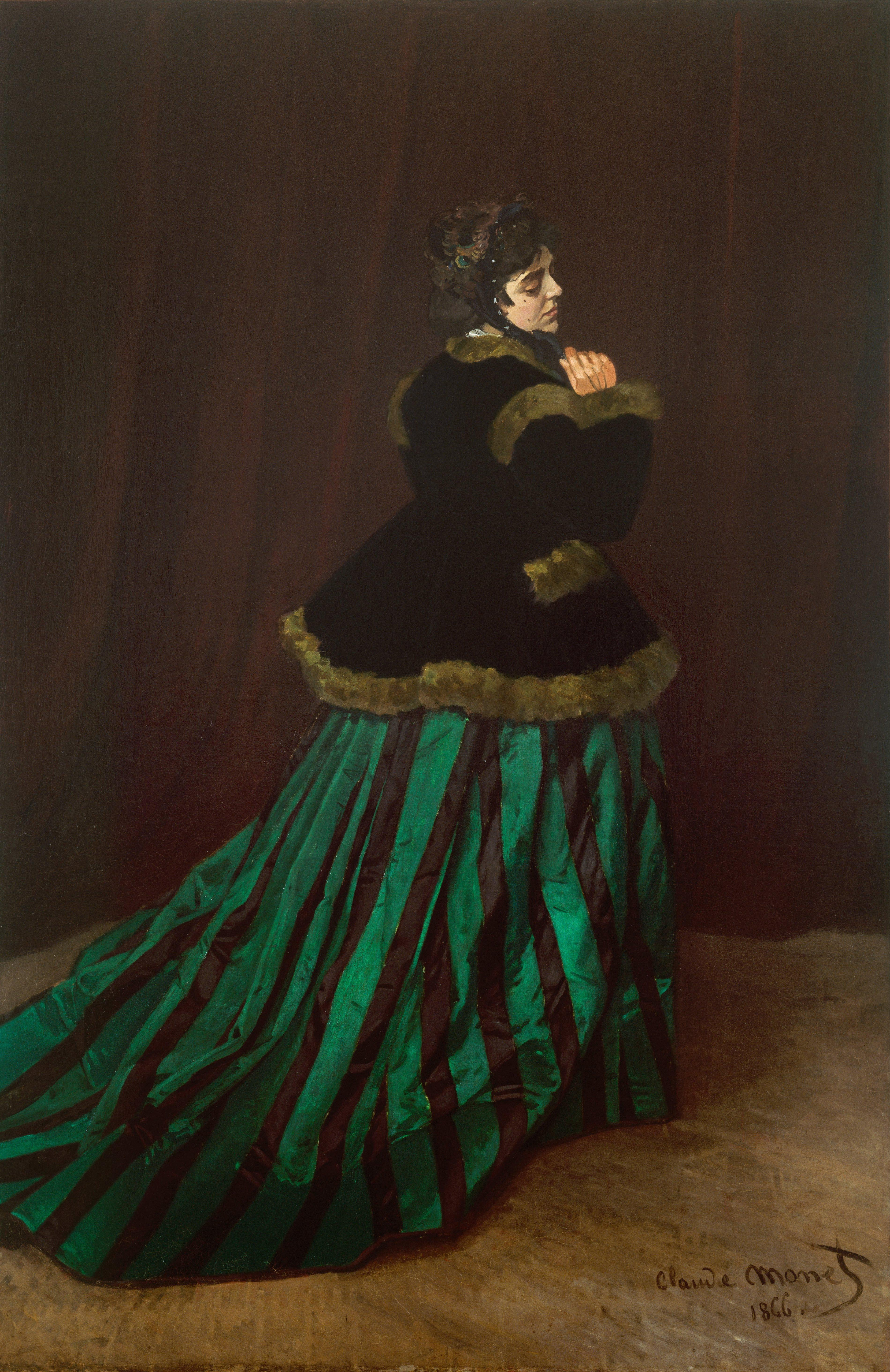
Camille con vestido verde, 1866, Kunsthalle Bremen

En 1864 fue expuesto un bodegón de flores de Monet en una exposición de la ciudad de Ruan. Al mismo tiempo recibió un encargo de Louis-Joseph-François Gaudibert para pintar dos retratos. Este encargo tuvo un importante significado para Monet porque posteriormente el hijo de Gaudibert le hizo otros encargos de retratos que le ayudaron económicamente. A fines de 1864 o principios de 1865, Monet y Bazille establecieron un atelier conjunto en París. En el Salón de París del año 1865, Monet pudo mostrar dos marinas. Estas pinturas fueron bien recibidas por la crítica y dio lugar para que Monet planeara la monumental obra El desayuno para la exposición del Salón de 1866. Sin embargo no pudo terminar la pintura a tiempo. Durante el trabajo en esta obra, utilizó a Camille Doncieux como modelo, con la que estableció una relación amorosa. Monet planeó la pintura en imitación a la obra Almuerzo sobre la hierba, de Édouard Manet, que había desatado un escándalo al presentar una mujer desnuda sin un trasfondo mitológico, pero la pintura de Monet era más bien conservadora y se ajustaba al gusto de las masas. Monet era un admirador de la obra de Manet y a partir de 1866 tuvo contacto cercano con él. Como el cuadro planeado para el Salón no pudo estar terminado a tiempo, Monet pintó en tan solo cuatro días la obra Camille con vestido verde, que fue acogida de forma positiva por la crítica.
Por sus dificultades financieras fingió una ruptura con Camille para acercarse nuevamente a su familia, de la que esperaba ayuda económica. Por esta razón pasó el verano de 1867 con su familia en Sainte-Adresse, mientras que Camille, que se encontraba embarazada, permaneció en París y era cuidada por Bazille. El 8 de agosto de 1867 nació el primer hijo de Monet, Jean. Debido a que no quería dejar desamparados a su querida y a su hijo, regresó a París. Ese año fue rechazada la pintura Mujeres en el jardín por el Salón. Para apoyar económicamente a su amigo, Bazille compró esta obra a plazos y lo tomó nuevamente en su atelier. La situación financiera de Monet continuó siendo difícil y en 1868 vivió en Étretat y Fécamp, donde nuevamente obtuvo encargos del naviero Gaudibert, quien además pagó la realización de unas pinturas de Monet. Al final del año huyó nuevamente de sus acreedores hacia París. En 1870 el jurado rechazó nuevamente un cuadro preparado para el Salón. El 26 de junio de ese año se casó con Camille Doncieux. Por su selección de temas y estilo de pintura, Monet se distanciaba cada vez más del Salón de París y por lo tanto del éxito económico.
Con el comienzo de la guerra franco-prusiana en julio de 1870, Monet abandona Francia y se muda a Londres para evitar ser reclutado. Sus amigos Bazille y Manet participaron en la guerra. El 28 de noviembre de 1870 Bazille murió en el frente de batalla. Durante su estancia en Londres, Monet conoció al marchante de arte Paul Durand-Ruel, así como las obras del paisajista William Turner, en cuyas pinturas los contornos se difuminan en la luz. El 17 de julio de 1871 muere el padre de Claude y recibe una pequeña herencia. Al terminar la guerra, en el otoño de 1871, Monet regresa a Francia viajando por los Países Bajos. Alquila una casa con jardín en Argenteuil y gracias a la herencia y la dote de Camille, la familia goza por primera vez de un bienestar burgués. En 1872 Durand-Ruel vende varias pinturas de Monet, quien acondiciona una barca y pinta en la orilla del Sena.

### Exposiciones impresionistas
En 1873 Claude Monet conoce en Argenteuil a Gustave Caillebotte, con el que acuerda realizar exposiciones conjuntas. Para este propósito es fundada en diciembre la Sociéte Anonyme Coopérative d' Artistes-Peintres, -Sculpteurs, -Graveurs, etc. A esta sociedad se unieron los artistas que más tarde formarían el núcleo del impresionismo.
La primera exposición del grupo se realizó en 1874 en el atelier del fotógrafo Nadar en el Boulevard des Capucines de París. Inspirado por una de las obras expuestas, Impresión, sol naciente, que Monet había pintado en 1872 en El Havre junto con otras obras, el crítico de arte Leroy, de la revista Le Charivari, la llamó «la exposición de los impresionistas». Así fue como nació el término impresionismo, que en un principio fue usado a manera de burla por los críticos y que luego fue utilizado por los mismos artistas, basándose en la pintura de Monet. La exposición no tuvo mayor resonancia y la sociedad fue disuelta al fin de ese mismo año. En 1876 se realizó una segunda exposición impresionista en las dependencias del marchante de arte Durand-Ruel donde Monet expuso 18 pinturas. En ese año conoció a Ernest Hoschedé, que era dueño de unos grandes almacenes y quien le encargó la pintura de unos paneles decorativos para el castillo de Rottenbourg. El 17 de marzo de 1878 nació el segundo hijo de Monet, Michel. Ese verano la familia se mudó a Vétheuil, donde les siguió Alice Hoschedé con sus seis hijos, después de que su marido se declarara en bancarrota. El 5 de septiembre de 1879 murió la esposa de Monet, Camille, a la edad de 32 años, a consecuencia de un aborto inducido fallido.
En 1881 Durand-Ruel compró más pinturas de Monet y además lo apoyó económicamente para que realizara un viaje a la costa de Normandía para pintar. En diciembre de 1881 Claude Monet y Alice Hoschedé se mudan junto con sus hijos a Poissy.
La exposición de los impresionistas de 1882 es la última en la que Monet participa. A partir de ese momento su alejamiento de los otros impresionistas es cada vez más marcado y lo acusan de no apoyar al grupo por motivos egoístas. Monet intentó nuevamente exponer en el Salón de París y una de sus pinturas fue aceptada por el jurado.

### Giverny

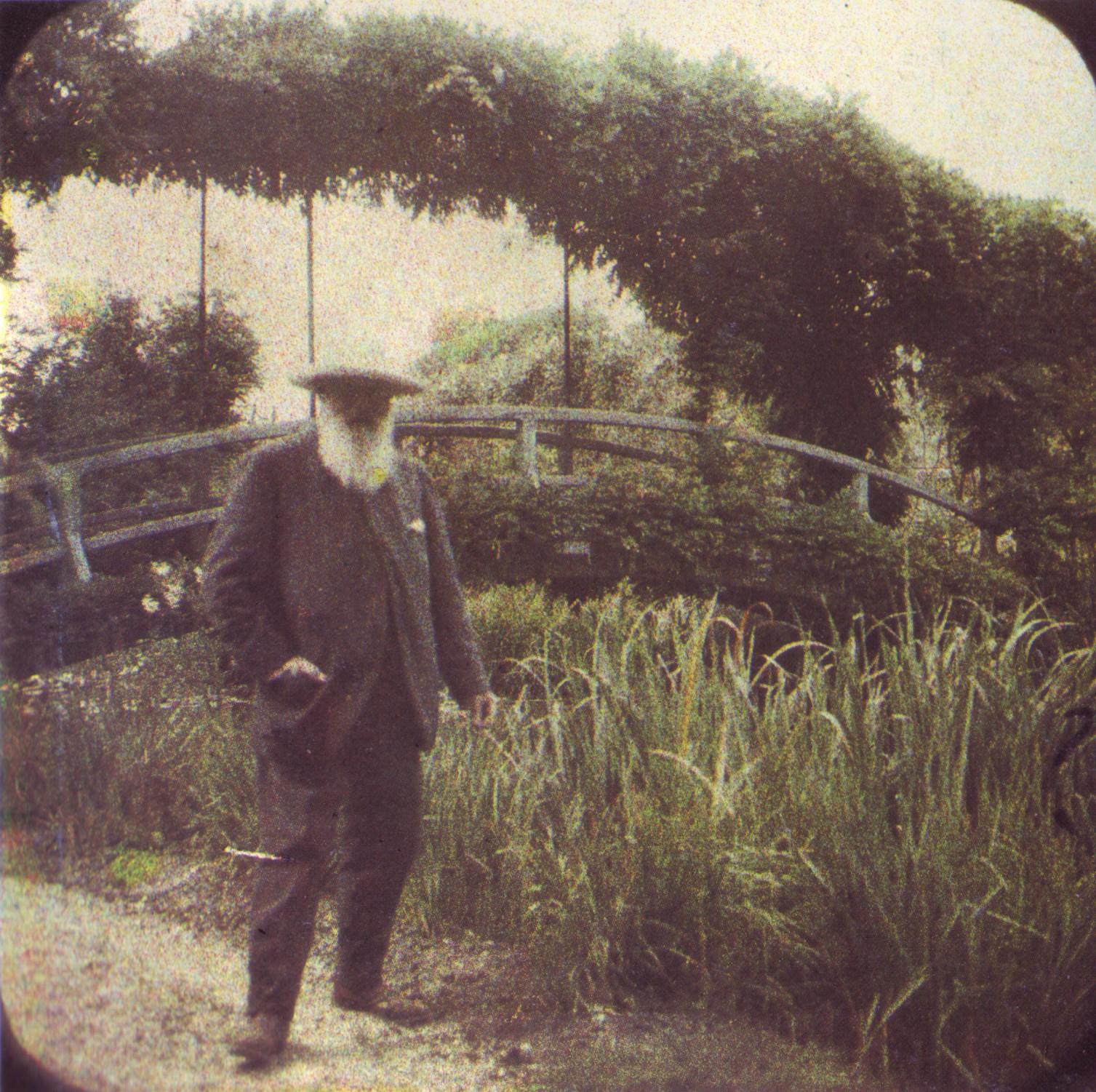
Monet en su jardín. Al fondo, se ve el puente japonés.

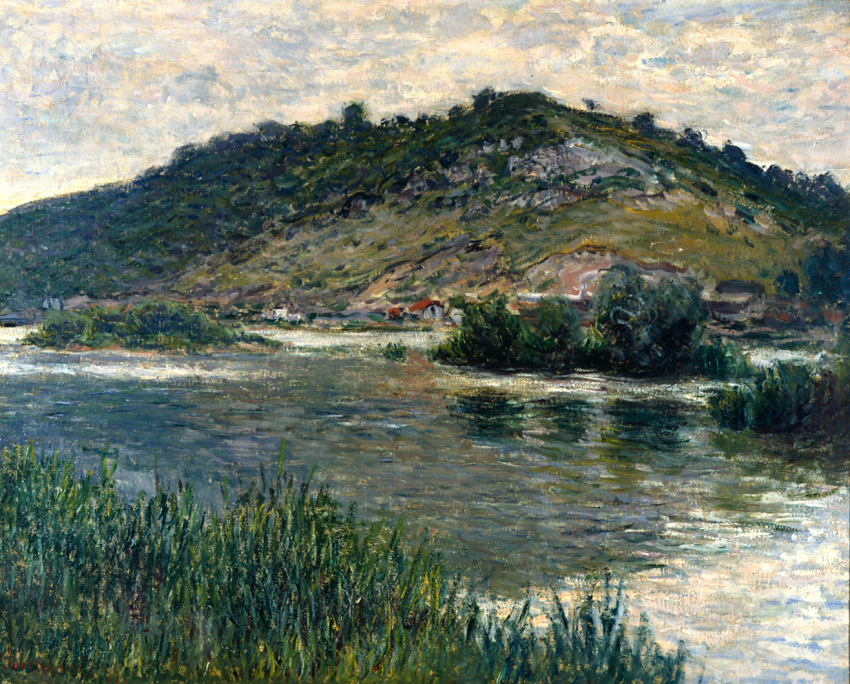
Paisaje en Port-Villez, 1883.

En 1883, Durand-Ruel organiza una exposición individual con pinturas de Monet. Esta exposición tuvo una crítica favorable, sin embargo no resultó en grandes ventas. A pesar de esto, la situación económica de Monet mejoró gracias a que el mercado de obras impresionistas se reanima a partir del principio de la década de 1880. Monet alquiló una casa en Giverny donde creó su famoso jardín. Se mudó ahí junto a sus dos hijos y Alice Hoschedé y los suyos. 
En diciembre de 1883, se fue con Renoir a la costa mediterránea. Ambos recorren la ruta de Marsella a Génova y luego visitan a Cezanne en L'Estaque. Después de un breve regreso a Giverny, Monet reanudó, solo en enero de 1884, el camino hacia el sur. Se fue esta vez a Bordighera y Menton. Impresionado por la naturaleza y los paisajes salvajes, Monet pinta unas cuarenta pinturas que representan los lugares más pintorescos como los valles de Sasso o Nervia.
En noviembre de 1884, comenzó una larga amistad con el escritor Octave Mirbeau, que a partir de entonces se convierte en su bardo oficial y contribuye a su reconocimiento.
En 1885, con ocasión de un viaje a la costa de Normandía, en Étretat, Monet entró en un acuerdo con el galerista Georges Petit, para que pudiera comprar y vender algunas de las obras del pintor. Como resultado, la exclusividad que tenía Durand-Ruel hasta entonces se rompió. A finales del año, Monet anunció su deseo de tratar únicamente con Petit. Por otra parte, Monet, no deseando depender totalmente de los galeristas, se entrevista y desarrolla su red de coleccionistas.
En 1886, a pesar de la ruptura entre los dos hombres, Paul Durand-Ruel abrió las puertas del mercado estadounidense a Monet estableciendo vínculos con la American Art Association. El reconocimiento oficial que obtiene al otro lado del Atlántico ayuda a desarrollar el mercado del arte impresionista en Francia en la década de 1890.
En 1886 hace otro viaje a los Países Bajos. En el otoño de 1886 Monet pinta en Bretaña, donde conoce a su futuro biógrafo, Gustave Geffroy. De enero hasta abril de 1888 pinta en la Costa Azul y en el verano viaja nuevamente a Londres. Luego de su regreso a Francia, rechazó la cruz de la Legión de Honor. Al año siguiente juntó dinero para comprar la pintura Olympia a la viuda de su amigo Manet, que luego donaría al Louvre. En 1890 Monet compró la casa en Giverny, en la que había vivido por varios años, gracias a que su situación económica había mejorado debido a las ventas regulares de sus obras. Con compras adicionales de terreno expandió cada vez más su propiedad e invirtió mucho dinero en el cuidado de su jardín. Se enfrentó con la desconfianza de los campesinos locales que temían algún peligro para sus terrenos y ganado, ya que Monet plantaba plantas exóticas como la tuberosa de México entre otras especies exóticas. A fines de la década de 1880 un pequeño grupo de pintores estadounidenses visitó Giverny para conocer a Monet. Entre ellos se encontraba Theodore Robinson, que fue uno de los primeros artistas estadounidenses en introducir el impresionismo en su obra. Monet no mantuvo contacto cercano con los llamados «givernistas» ya que nunca quiso asumir el rol de maestro.
En 1891 muere Ernest Hoschedé, lo que permitió que Monet y la viuda de este, Alice, legitimaran su relación mediante el matrimonio en julio de 1892. En ese mismo año se casó su hijastra Suzanne con uno de los «givernistas», el pintor Theodore Butler. En 1895 Monet viaja a Noruega, donde visitó a uno de sus hijastros. 
En 1897 construyó en Giverny un segundo atelier ya que necesitaba más espacio para su trabajo. Al mismo tiempo fueron expuestos veinte cuadros suyos en la Bienal de Venecia. Durante el verano se casó su hijo Jean con su hermanastra, Blanche Hoschedé. Los años 1896 y 1897 van a ser mucho más tranquilos para Monet. De hecho, se dedicó más a sus jardines de Giverny: por un lado, continuando su desarrollo y, por otro lado, comenzando a utilizarlos como motivo de sus pinturas (que duraron hasta el final de su vida). Además, no viajó mucho, excepto para ir a la costa de Normandía, especialmente a Pourville y Varengeville donde pintó La Maison du pêcheur o La Falaise en Varengeville.
En el Caso Dreyfus, Monet apoyó decididamente a Zola en 1897 y expresó su admiración por el acusado. En particular, firmó la llamada petición "manifiesto de intelectuales" publicada en el diario L'Aurore, pero se negó a participar en un grupo de apoyo.
En 1898, se enteró de la muerte de su amigo de adolescencia, Eugène Boudin
En enero de 1899, poco antes de morir, Alfred Sisley lo convocó a su casa de Moret-sur-Loing y le encomendó a sus hijos. El 1 de mayo de 1899, Claude Monet organizó una venta por la Galerie Georges Petit para beneficio de los hijos de Sisley, que fue un gran éxito por la cotización que alcanzaron sus obras y recibió un eco en los medios de comunicación sin precedentes para Sisley. En 1899 y 1900 Monet realizó varios viajes a Londres. Junto con su esposa Alice, viajó en automóvil a Madrid donde estudió a los maestros españoles. En Giverny trabajó sobre todo en las pinturas de nenúfares, en 1906 pospuso varias veces una exposición planeada por Durand-Ruel.

### Últimos años y muerte
En el año 1908 se evidenciaron los primeros indicios de la enfermedad de los ojos de Monet. Entre septiembre y diciembre de ese año estuvo junto con su esposa en Venecia, donde no solamente pintó, sino que también estudió en las iglesias y museos de la ciudad las obras de los artistas Tiziano y Paolo Veronese. El 19 de mayo de 1911 murió su segunda esposa, Alice. Al año siguiente su visión empeoró y se le diagnosticaron cataratas en ambos ojos. En 1912 se expusieron sus cuadros de Venecia en la galería Bernheim-Jeune con gran éxito. Georges Clemenceau y otros amigos le recomendaron en 1914 que donase pinturas de la serie de nenúfares al Estado francés, pero Monet que en otras ocasiones había rechazado títulos honorarios de Estado, no fue persuadido. Después de la muerte de su hijo, Jean Monet, la viuda de este se encargó de los asuntos del hogar en Giverny. En 1915 Monet hizo construir ahí un tercer atelier aún más grande que los anteriores, donde pintó los nenúfares (ninfeas) de su jardín.

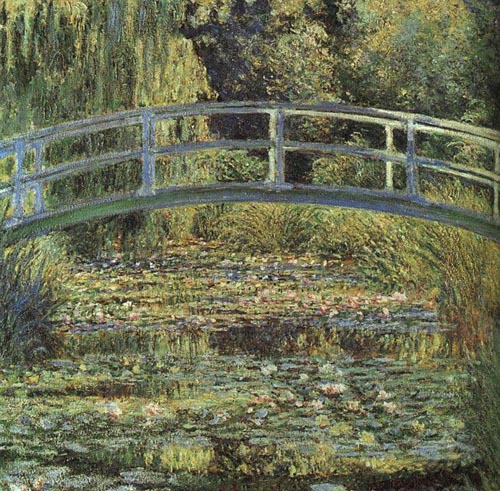
Nenúfares, c. 1899. Musee d'Orsay, París.

Al terminar la Primera Guerra Mundial con el armisticio del 11 de noviembre de 1918, Monet le donó al Estado francés ocho de sus pinturas de la serie de los nenúfares. En 1921, deprimido por su creciente ceguera, consideró solicitar el retorno de las pinturas. En ese mismo año se realizó una gran exposición retrospectiva de su obra en las dependencias de Durand-Ruel. No fue hasta 1922, a instancias de su amigo Clemenceau, que Claude Monet firmó un acuerdo notarial que legalizaba la donación, con lo que los cuadros pasaron a ser propiedad del Estado. Luego de dos operaciones de cataratas en 1923, Monet recuperó la vista. Comenzó a pintar nuevamente sus grandes pinturas de nenúfares, pero se vio obstaculizado por la depresión.
En sus últimos años Monet destruyó por cuenta propia varias de sus pinturas, ya que no quería que obras sin terminar, bocetos y borradores entraran al mercado de arte, como en efecto sucedió después de su muerte.
El 5 de diciembre de 1926, murió en Giverny.
Su casa fue donada por su hijo Michel, su único heredero, a la Academia Francesa de Bellas Artes en 1966. A través de la Fundación Claude Monet, la casa y los jardines fueron abiertos al público en 1980 luego de una restauración y es actualmente una atracción para turistas de todo el mundo que visitan Giverny.

## Obra

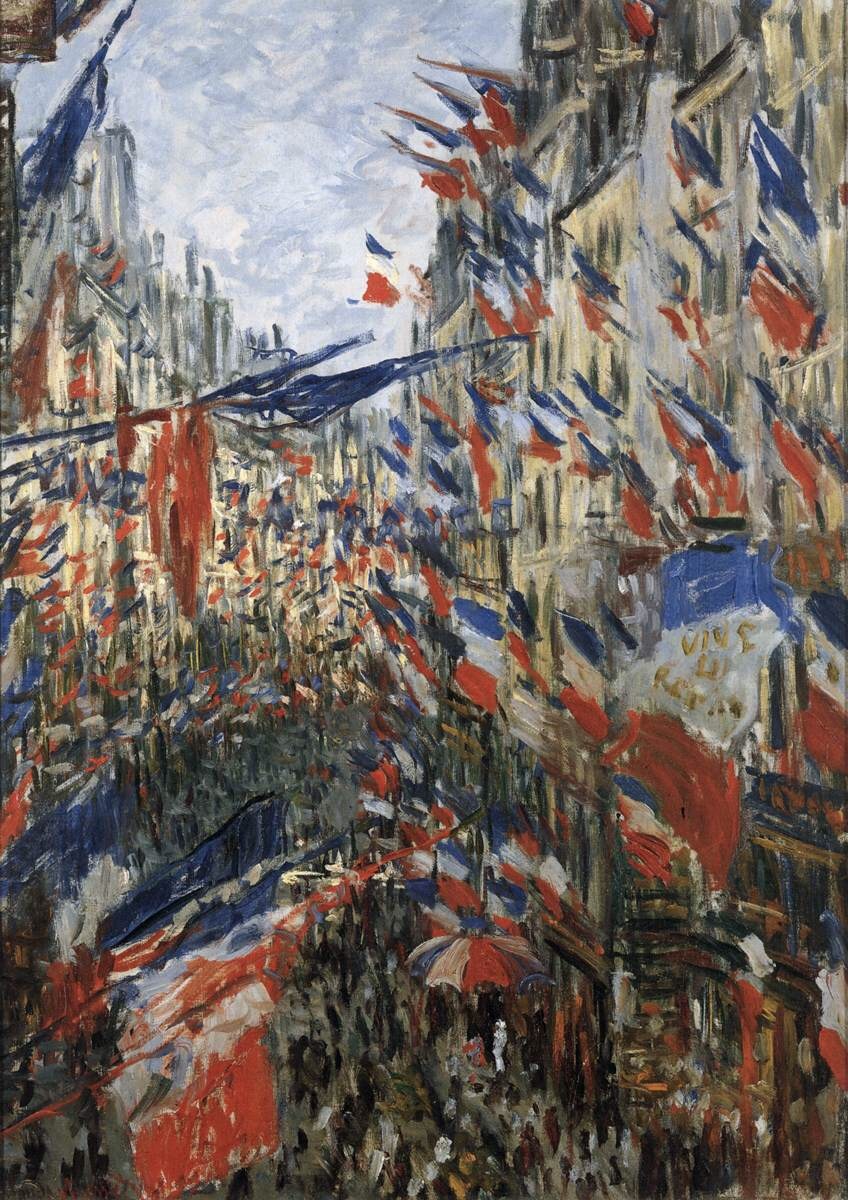
La calle Montorgueil con banderas, 1886.

Ningún pintor del grupo fue tan puramente impresionista como Monet. En su obra el factor dominante es un claro esfuerzo por incorporar el nuevo modo de visión, sobre todo el carácter de la luz, mientras que la composición de grandes masas y superficies sirve únicamente para establecer cierta coherencia. Por su parte, Renoir fue el pintor que nos convence de que la estética del impresionismo fue, sobre todo, hedonista. El placer parece la cualidad más evidente de su obra, el placer inmediato y ardiente que produce en él la pintura. Nunca se dejó agobiar por problemas de estilo y llegó a decir que el objeto de un cuadro consiste simplemente en decorar una pared y que por eso era importante que los colores fueran agradables por sí mismos.
De todos los impresionistas, Monet fue el que con más énfasis practicó el plenairismo, es decir la práctica de la pintura al plein-air (en francés: 'aire pleno, total' y también —y ese es el significado que aquí más nos importa— aire libre), la pintura al aire libre. Aunque existe gran cantidad de pintores paisajistas previos a Monet, se nota en ellos que la factura de sus obras ha sido realizada principalmente dentro del taller tras un previo esbozo. Hasta la segunda mitad de siglo XIX, las pinturas (óleo, temple) eran realizadas artesanalmente y envasadas en frascos, pomos, etc. La invención de los tarros y tubos de pintura (un positivo producto de la Revolución industrial), permitió a los pintores llevar sus óleos o témperas al aire libre, bajo el sol, sin que estos elementos se secaran u oxidaran rápidamente como había sucedido hasta entonces.
Al aire libre, bajo la luz directa del sol, pudo minuciosamente observar y plasmar casi inmediatamente, con pinceladas libres, los efectos de la luz sobre los objetos, los cambios, las vibraciones de esa luz; por esta razón la pintura de Monet resulta especialmente vital y llena de armonías.
Inspirado en el ambiente de sus jardines en Giverny, inició en 1906 la serie de cuadros muy grandes sobre plantas florales acuáticas, (los cuadros de ninfeas y nenúfares que pueden admirarse actualmente en el museo parisino de La Orangerie).
Todo puede deducirse de una simple afirmación que realizara el artista: 

El motivo es para mí del todo secundario; lo que quiero representar es lo que existe entre el motivo y yo. Claude Monet

Aunque algunos autores siguen atribuyendo a su problema en la vista su abstracción pictórica, considerando su retorno a un estilo más controlado luego de las operaciones de cataratas en 1923.

## Series

### Étretat
Monet se sintió durante muchos de los años de su carrera anterior a Giverny muy atraído por la costa normanda y en especial por los acantilados de Étretat con su famoso arco la Porte d'Aval, que pintó desde diferentes perspectivas y en diversas condiciones climáticas y lumínicas.

Acantilados de Étretat
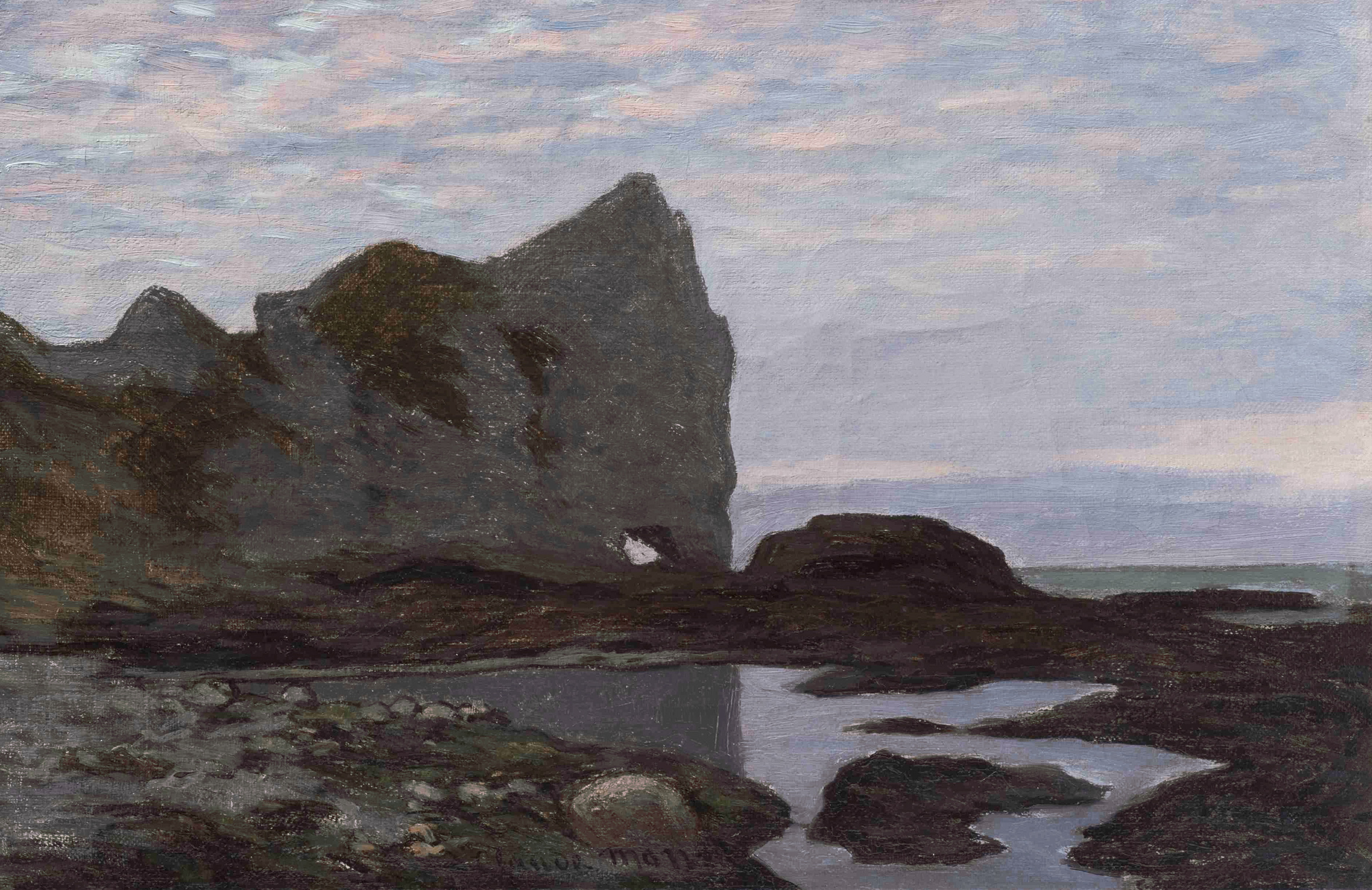
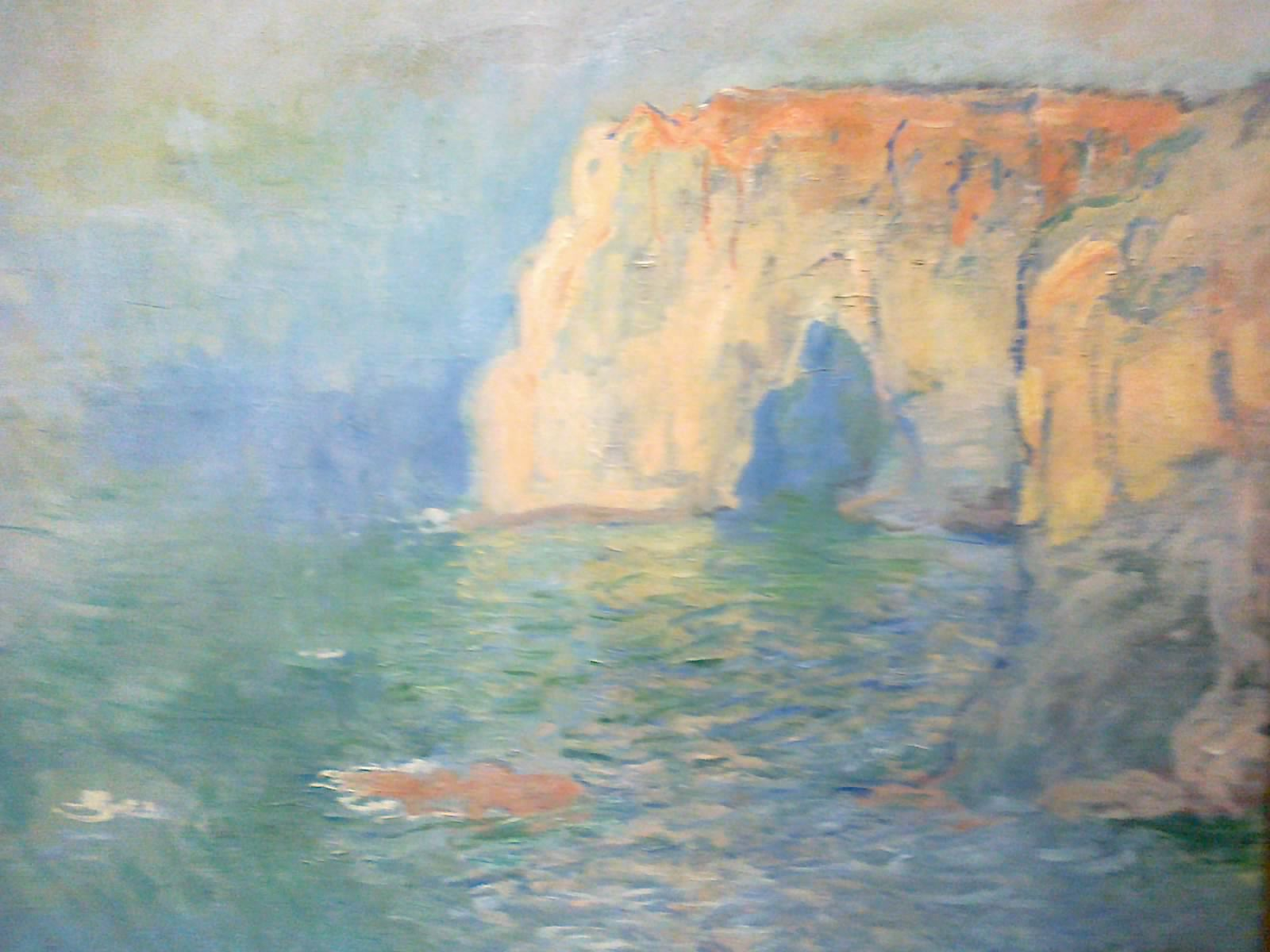
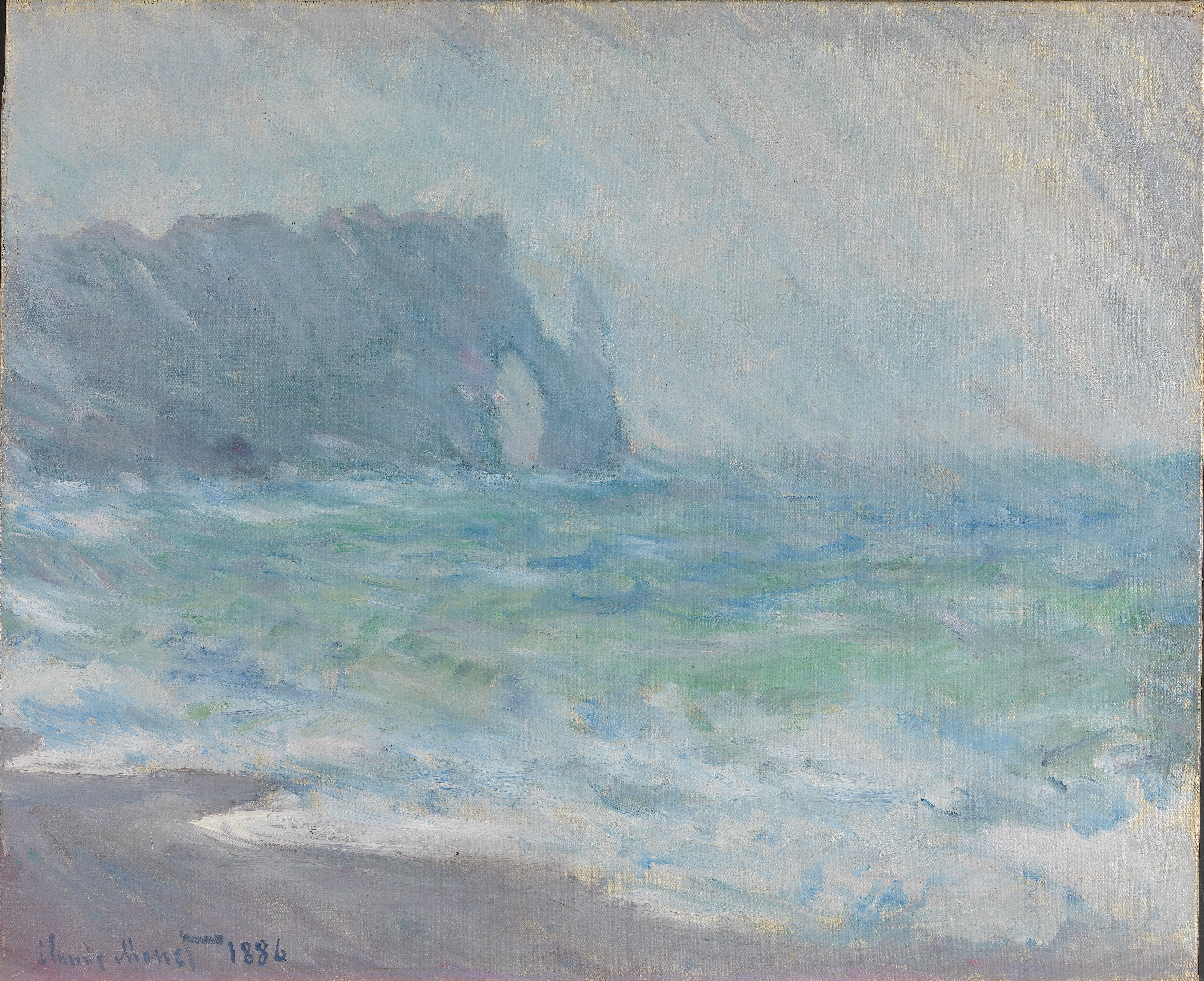
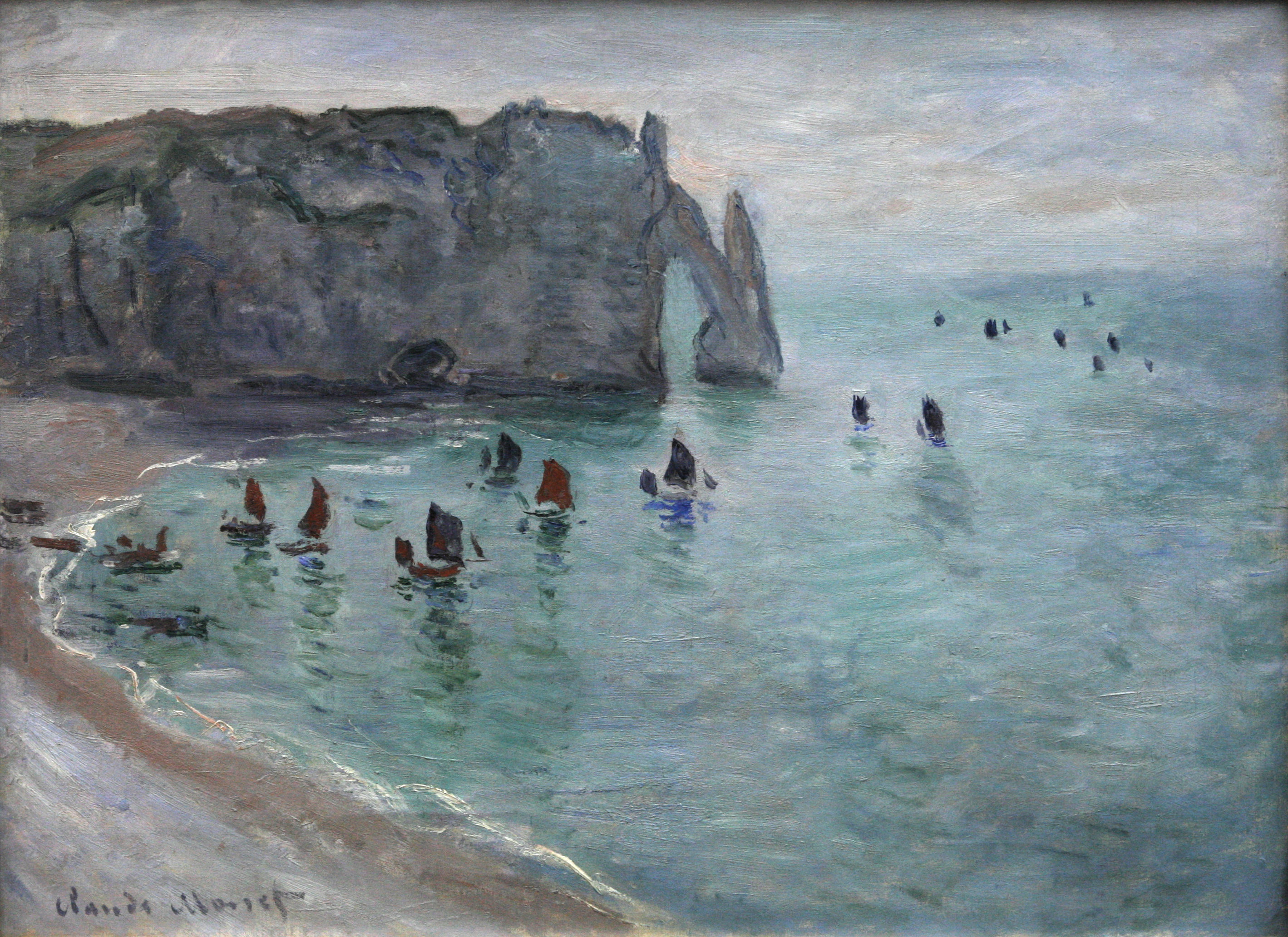
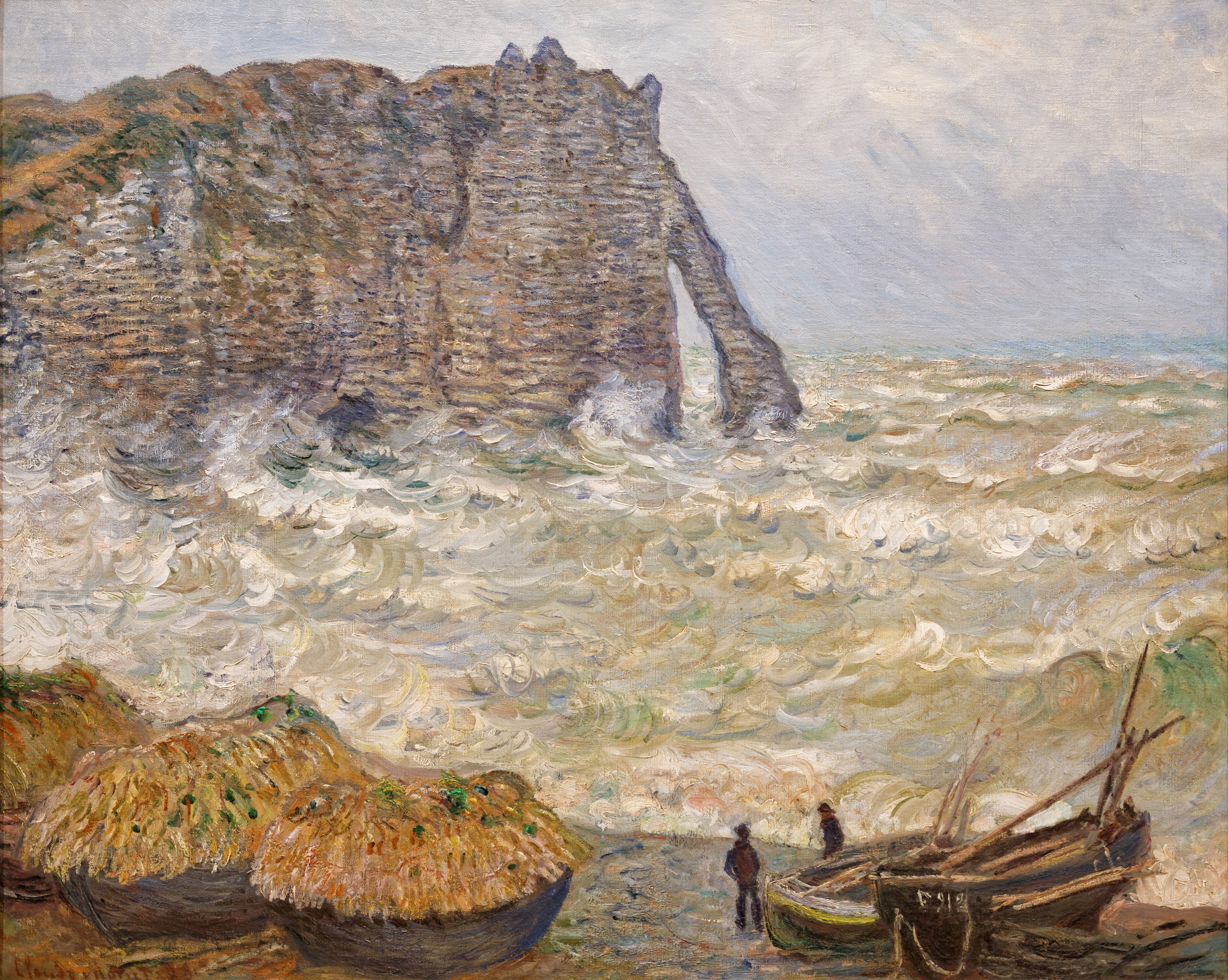
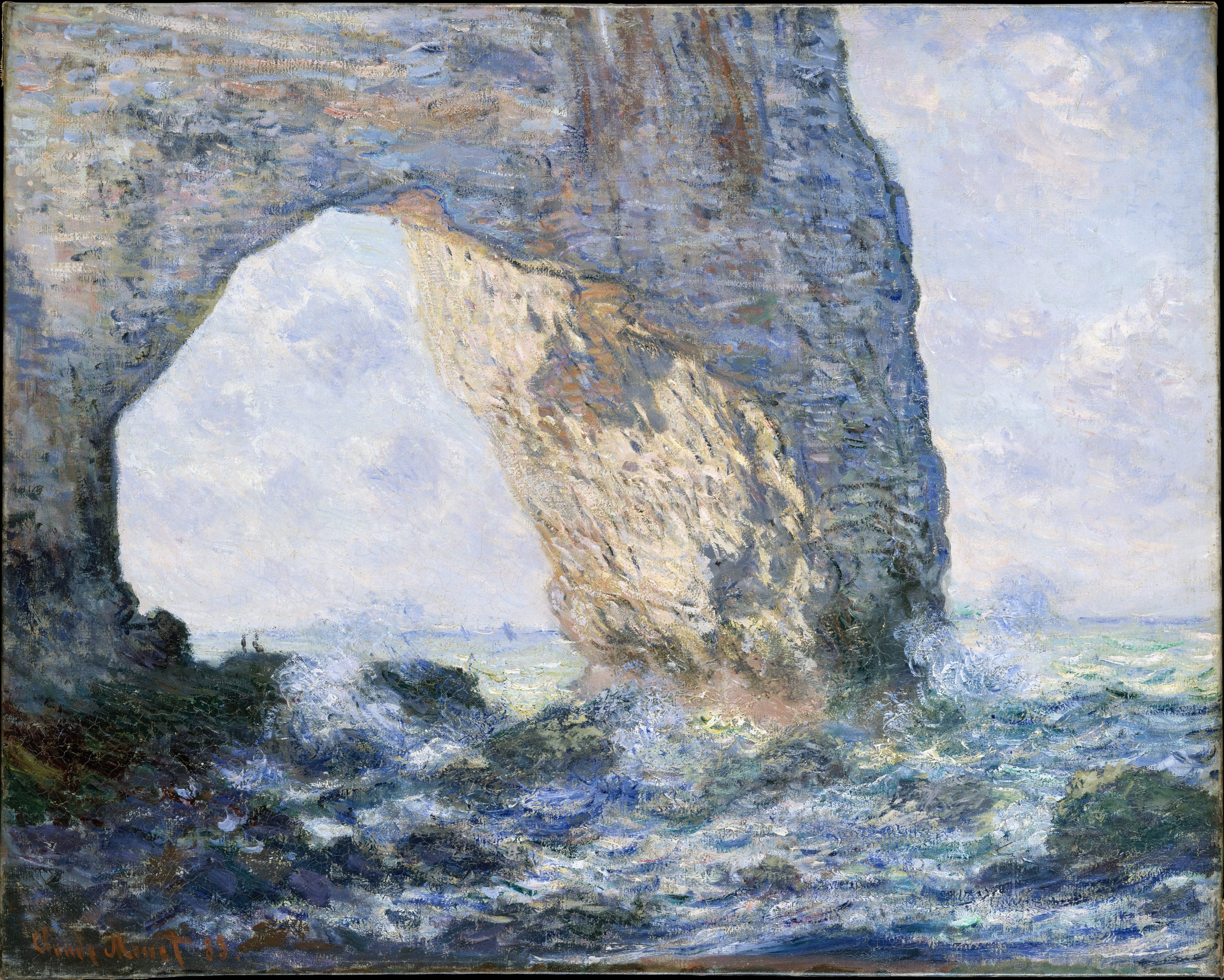
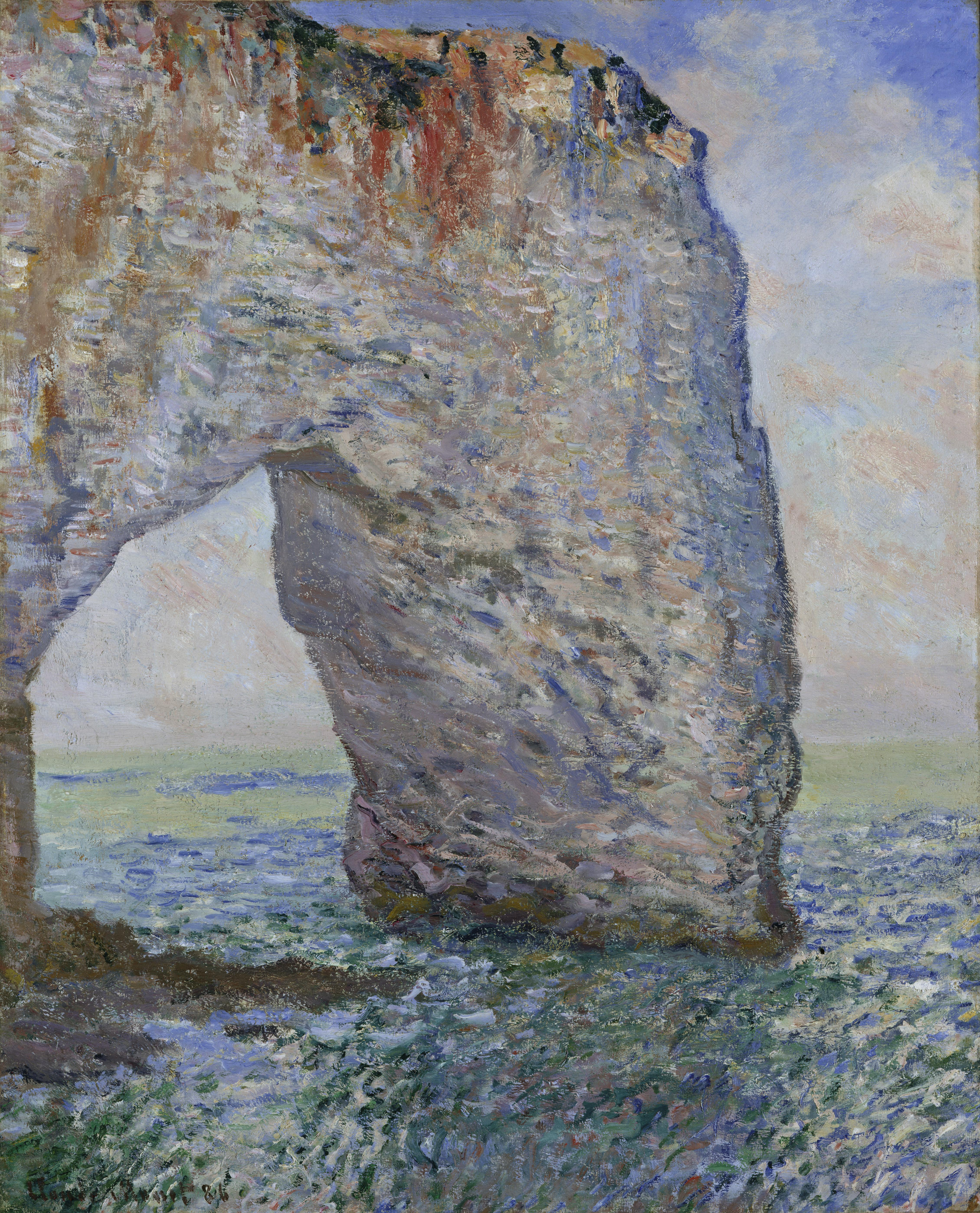
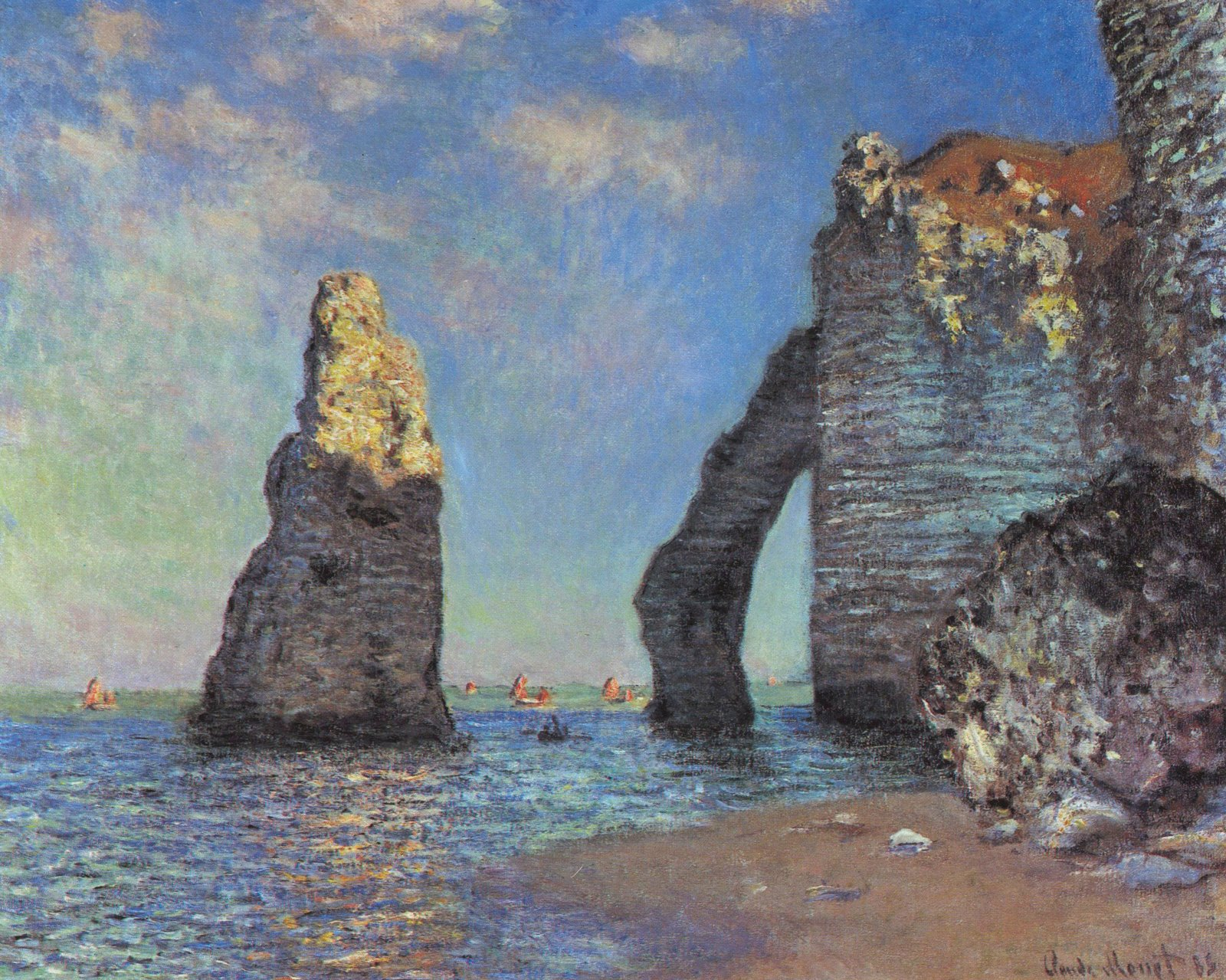
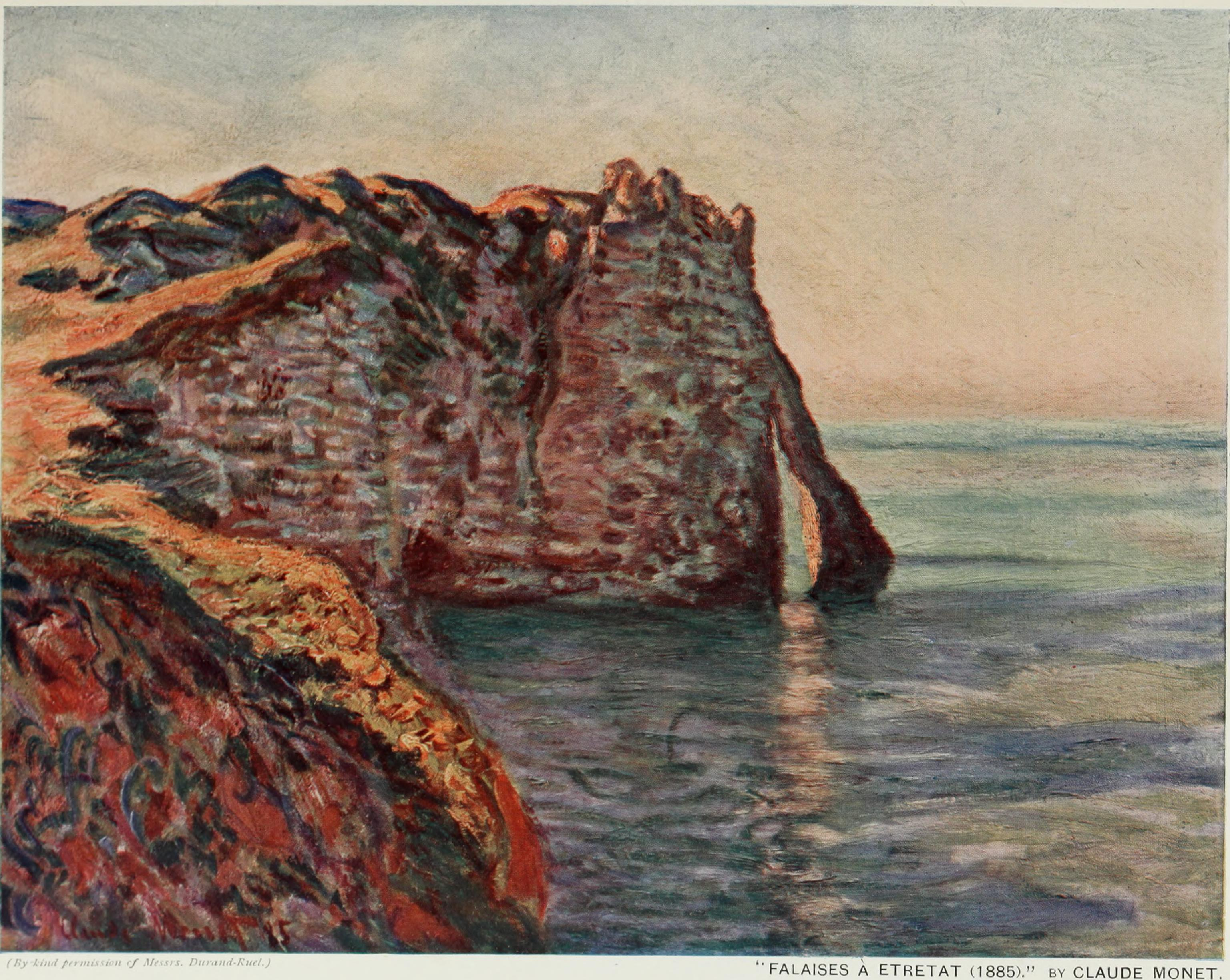
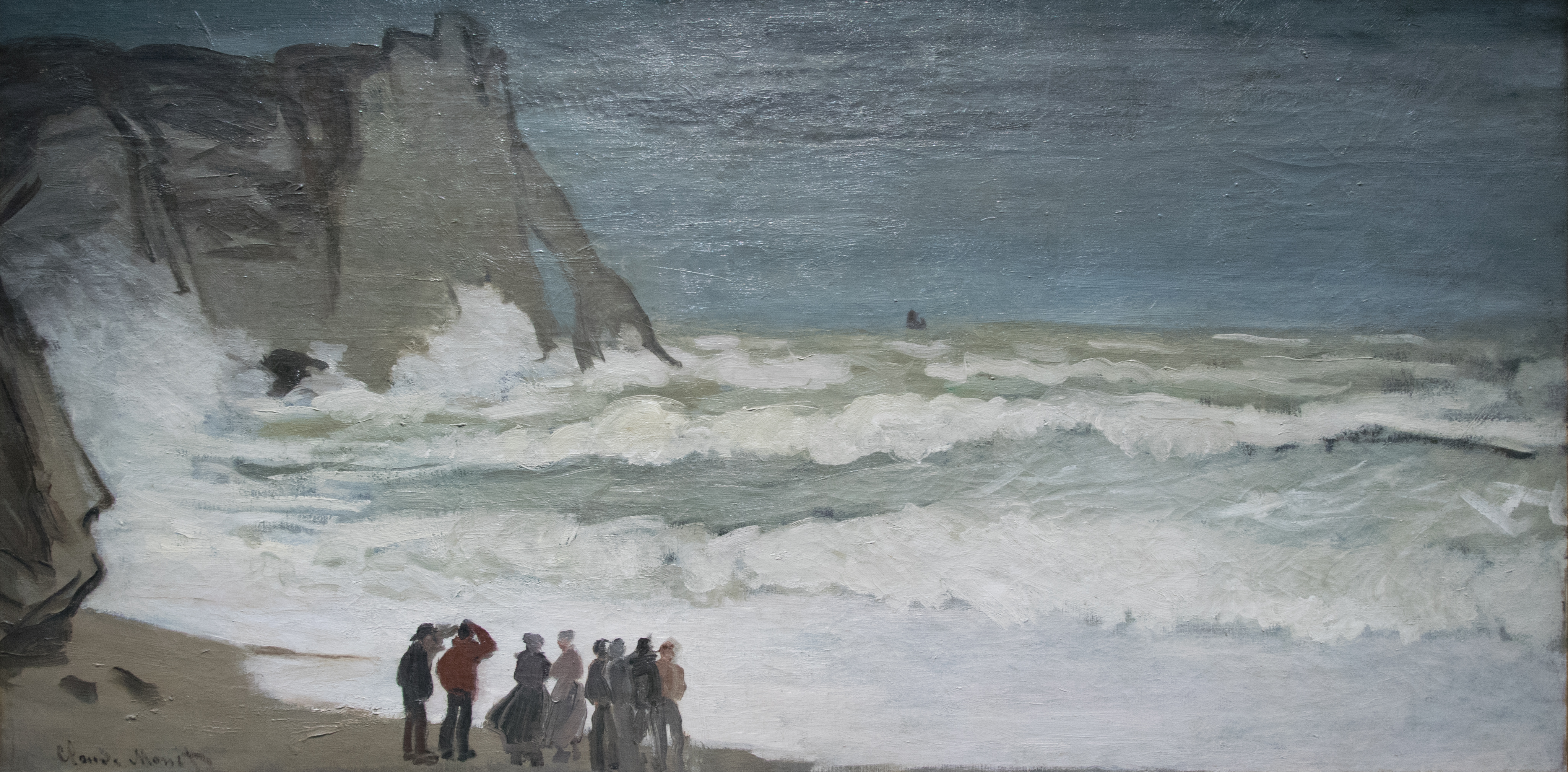
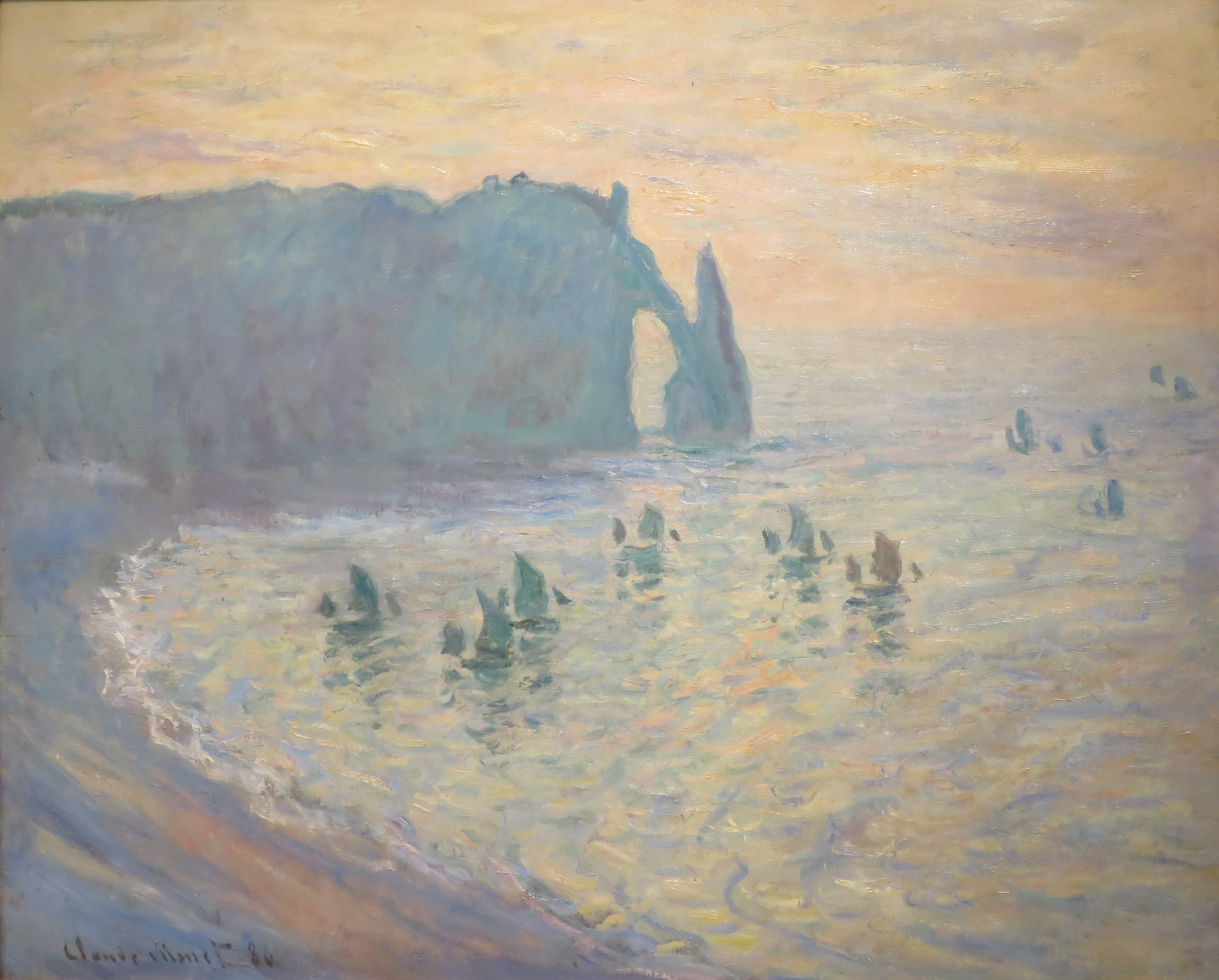
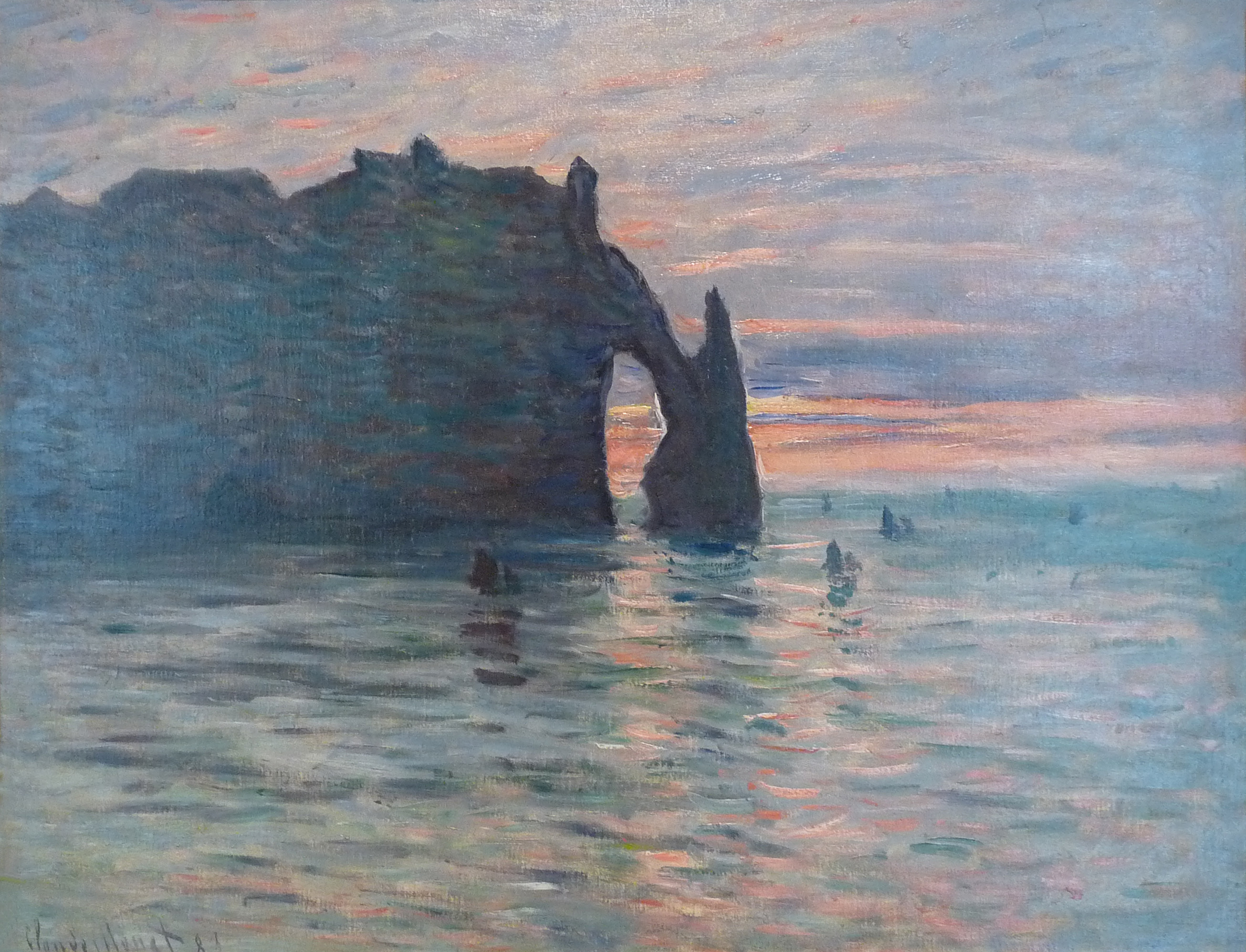
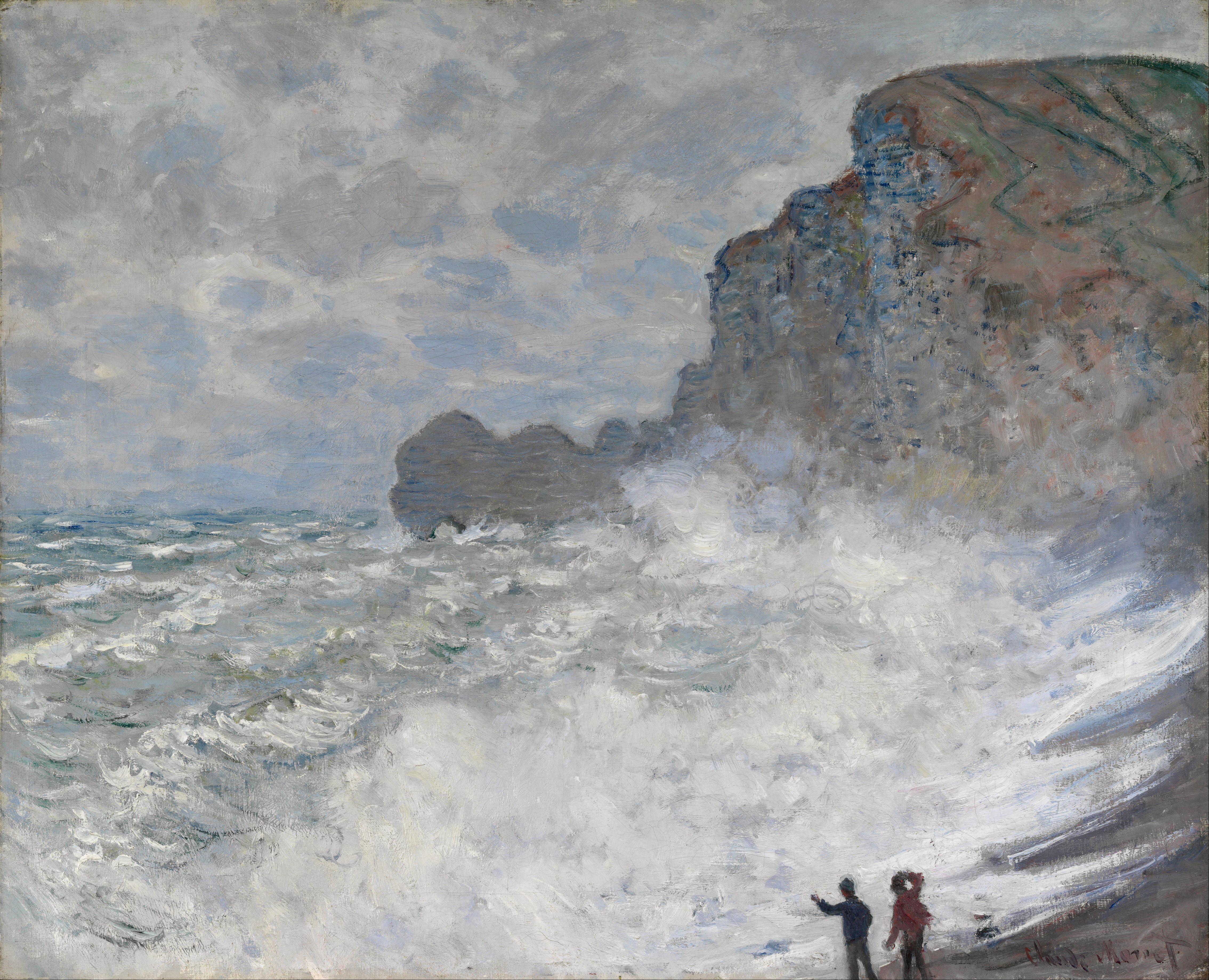
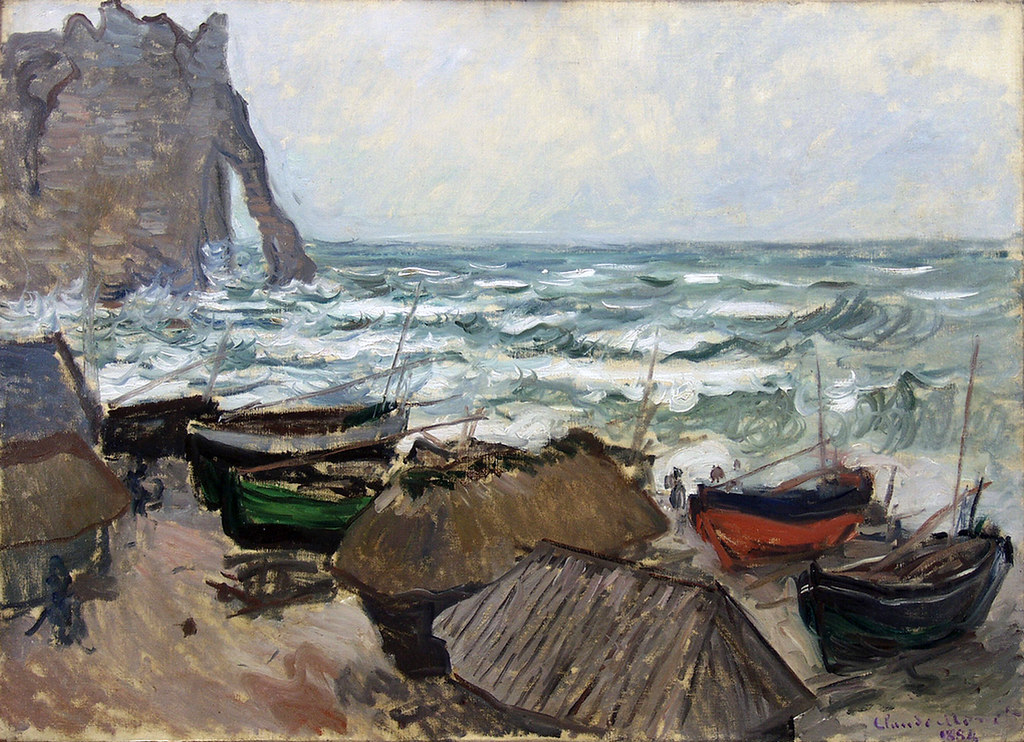
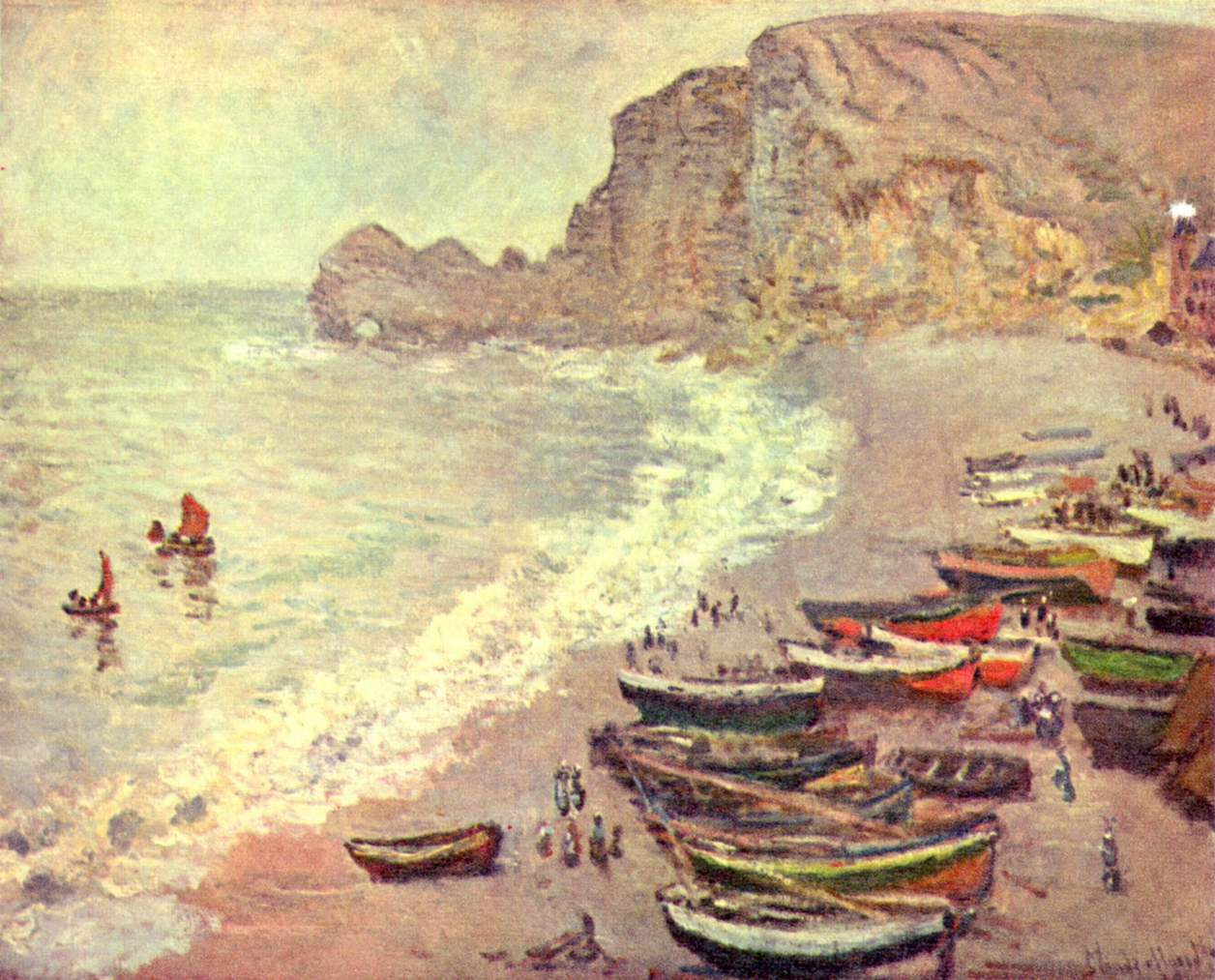
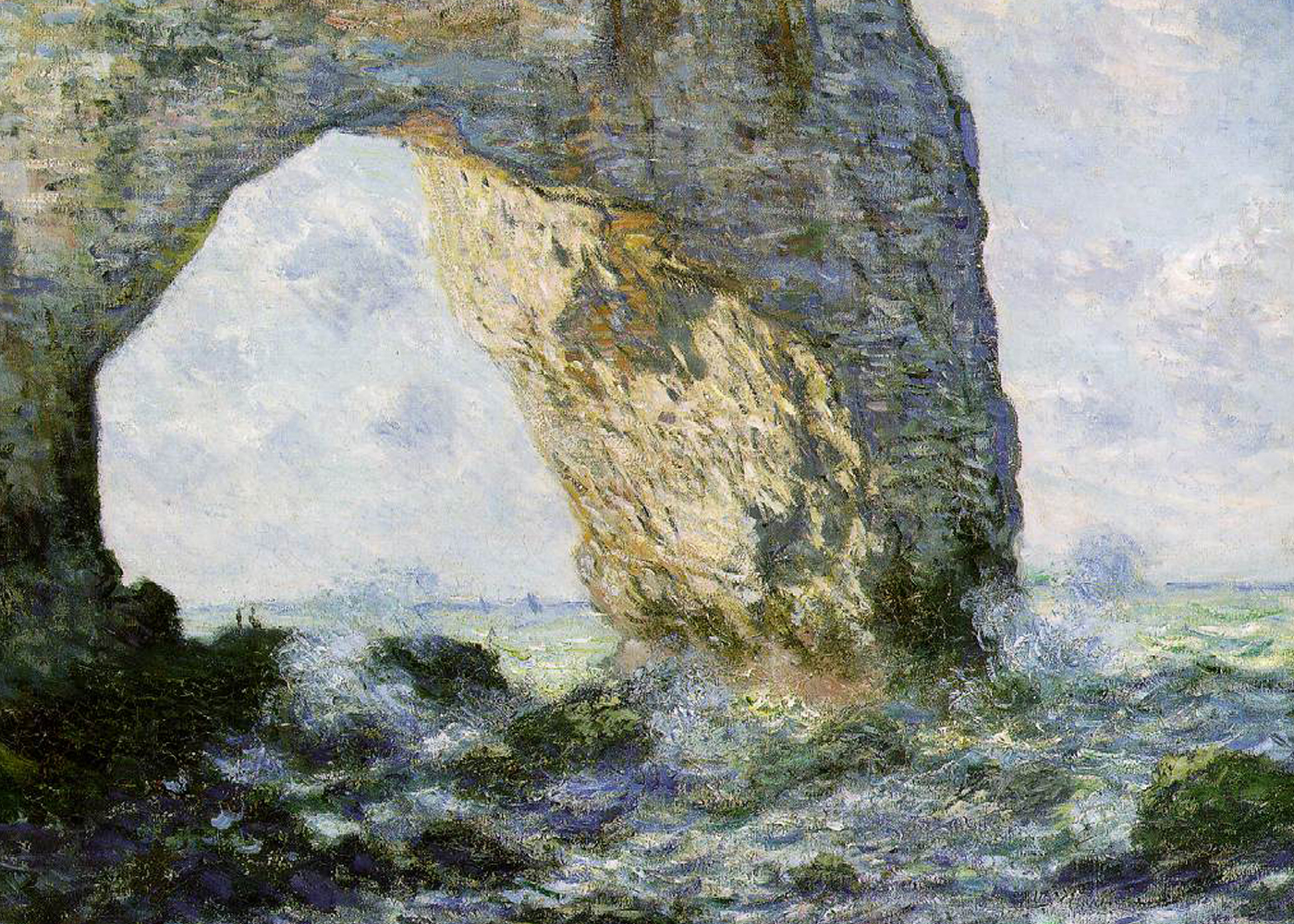
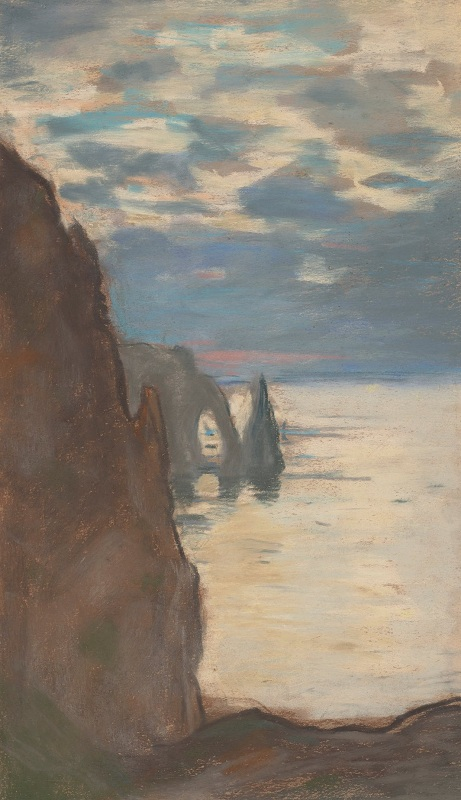
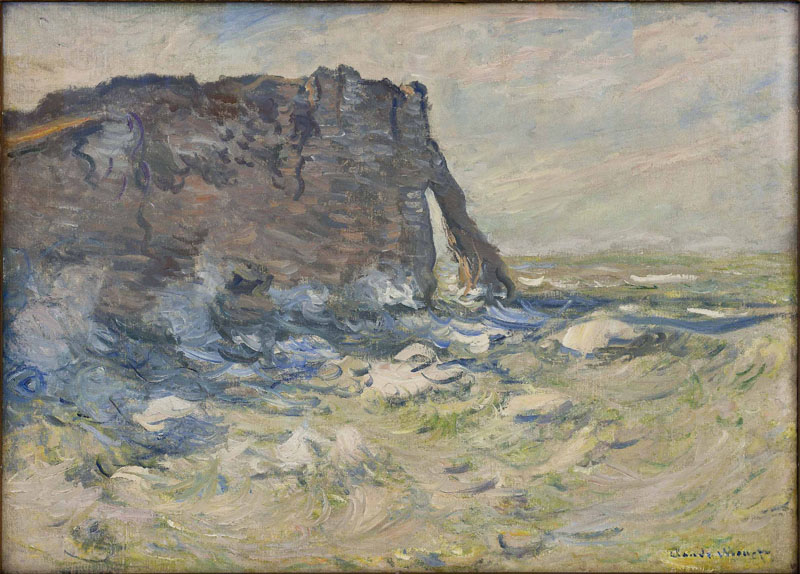
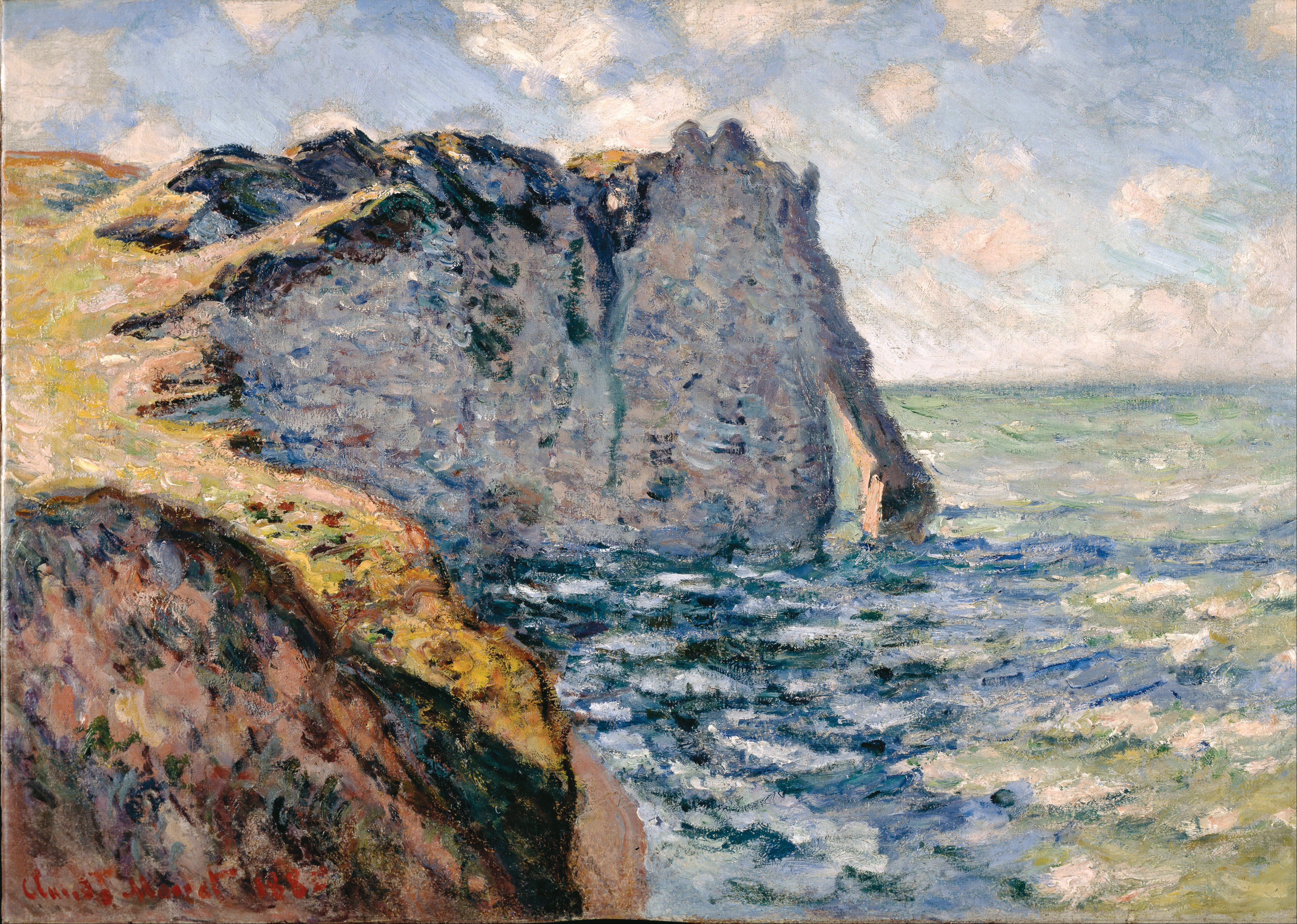
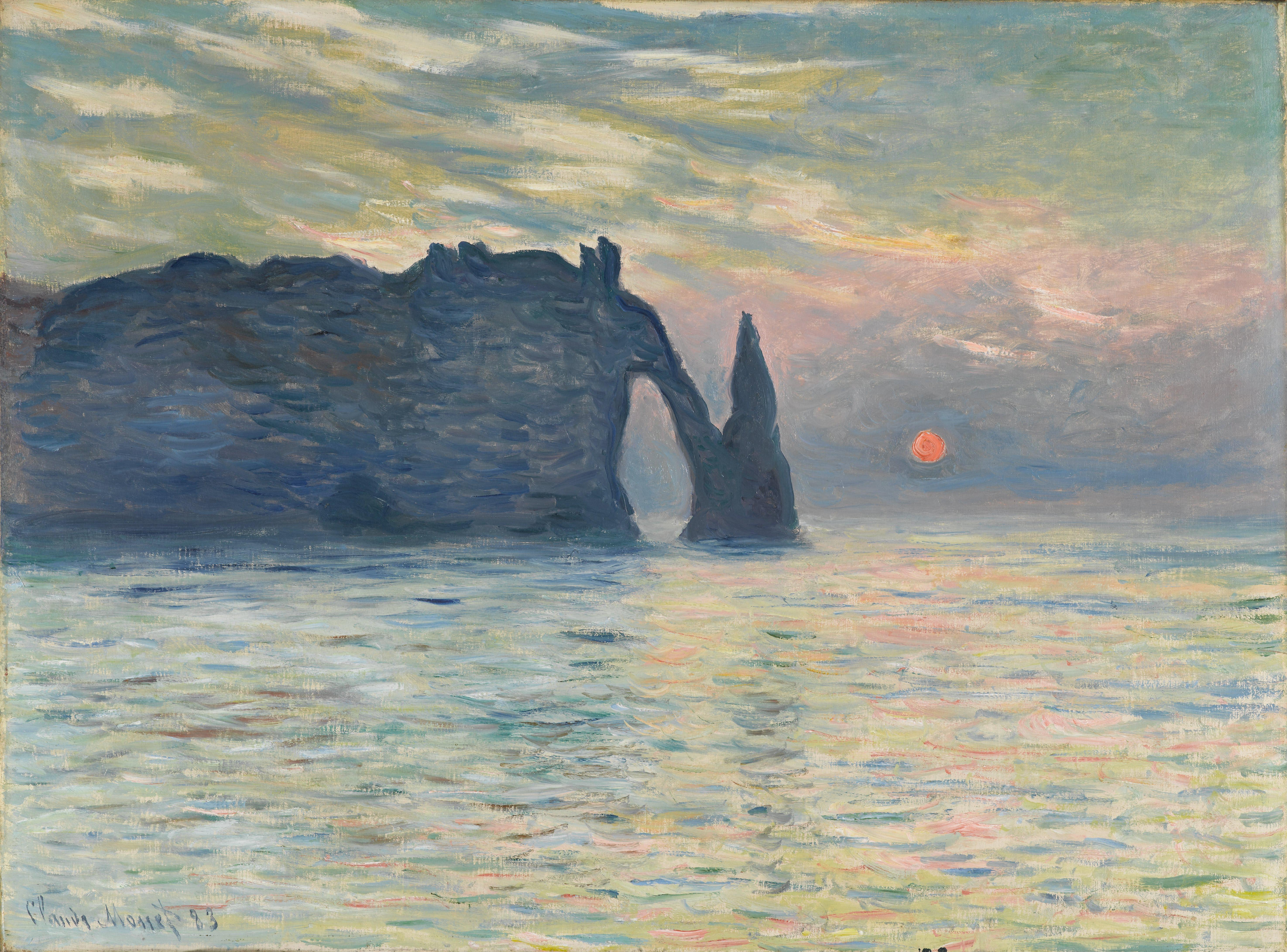
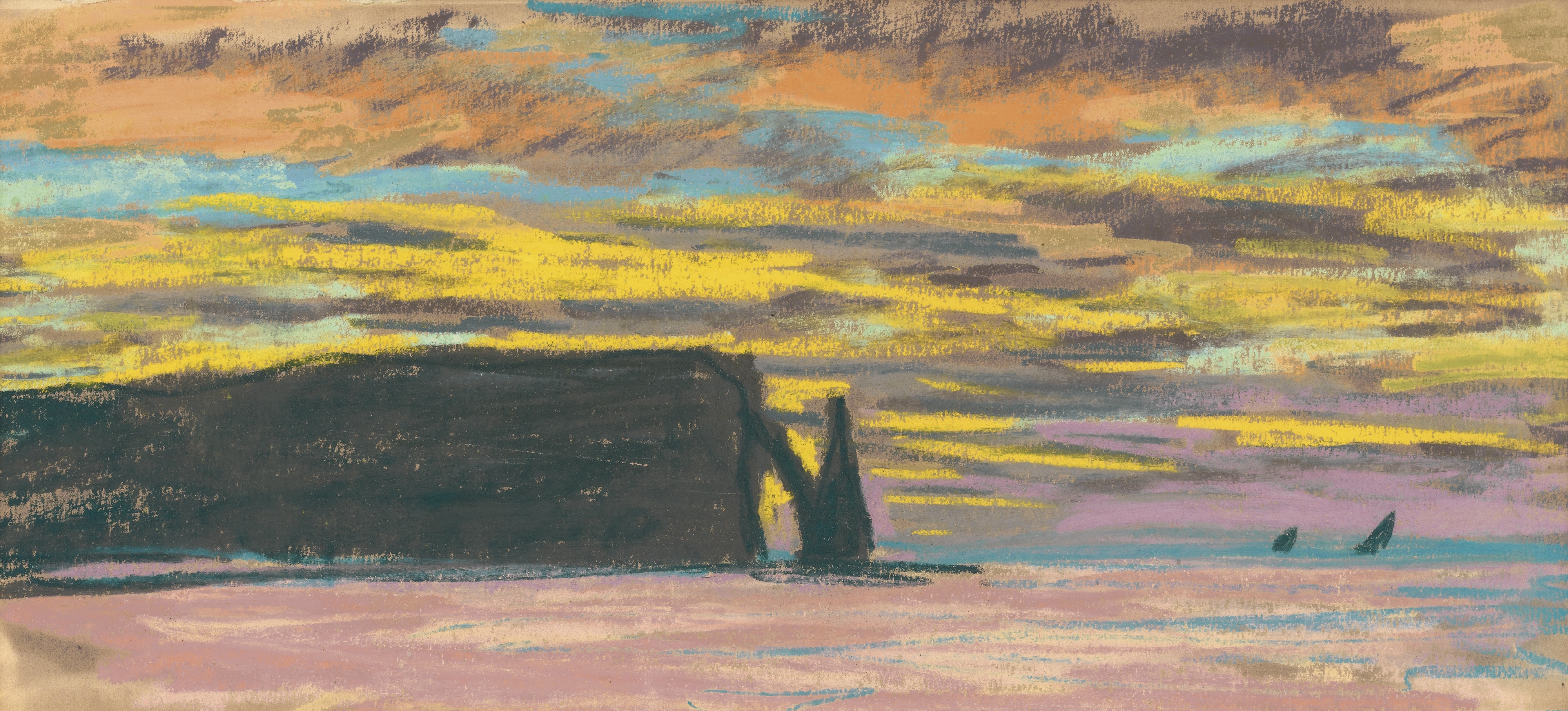
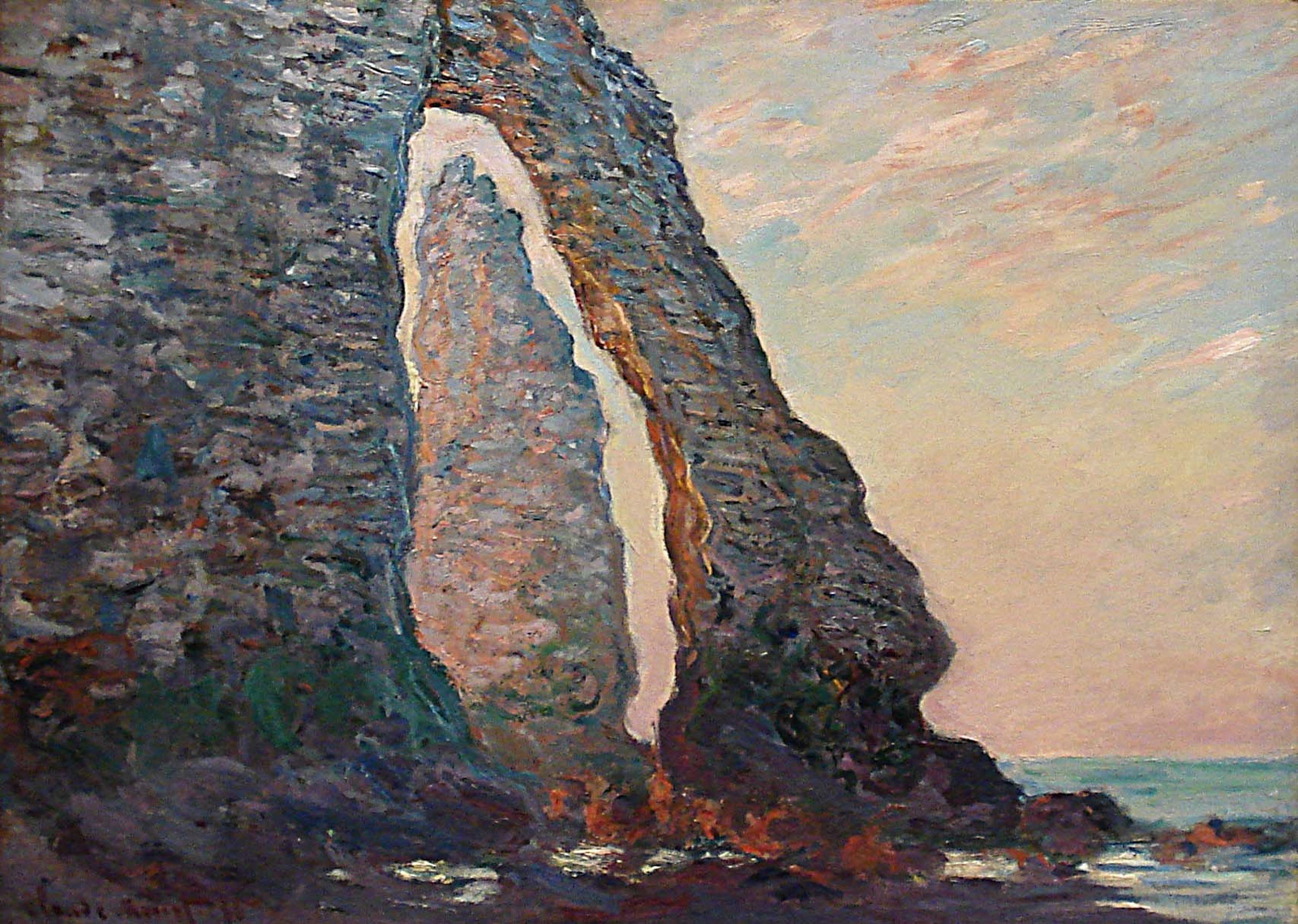
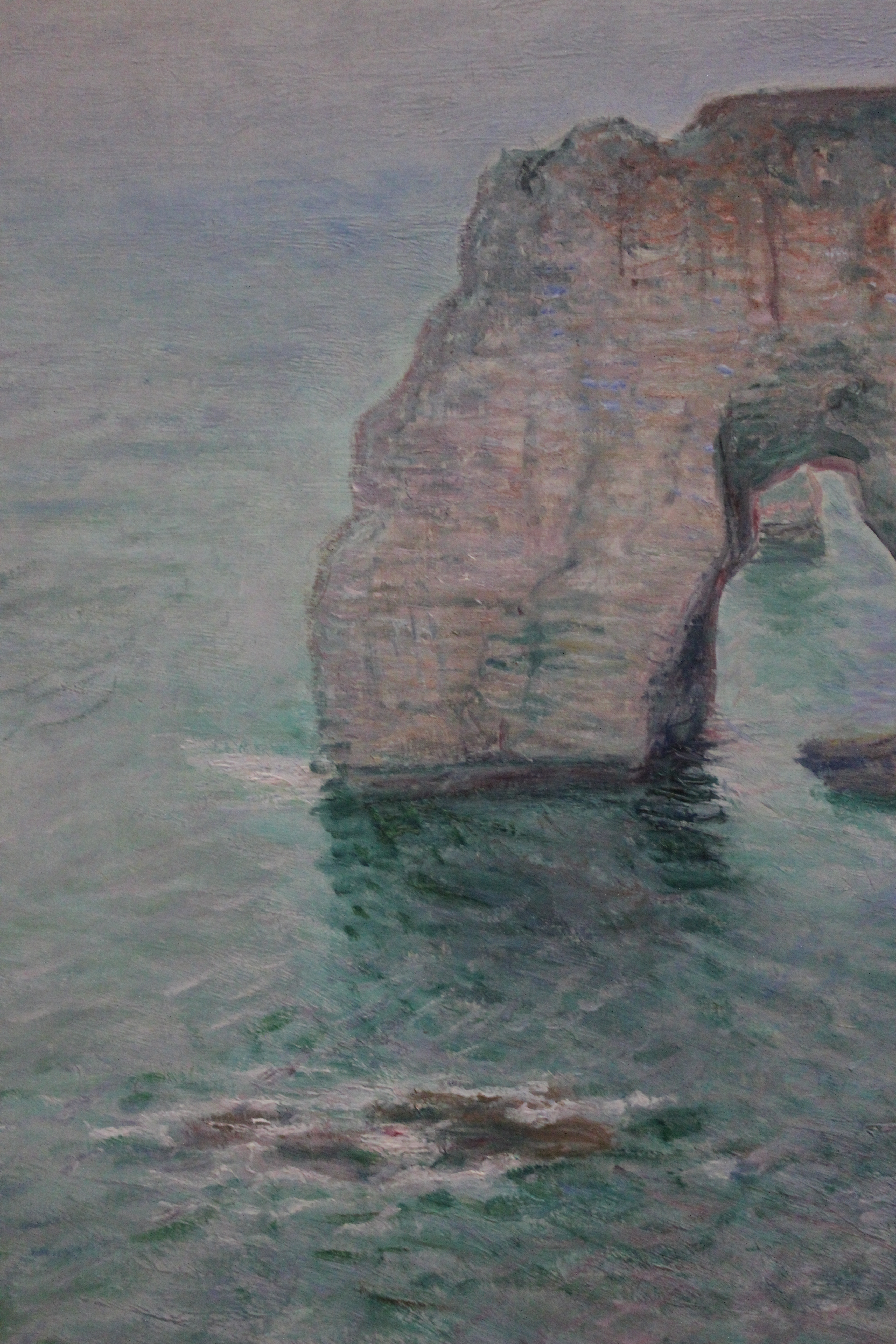
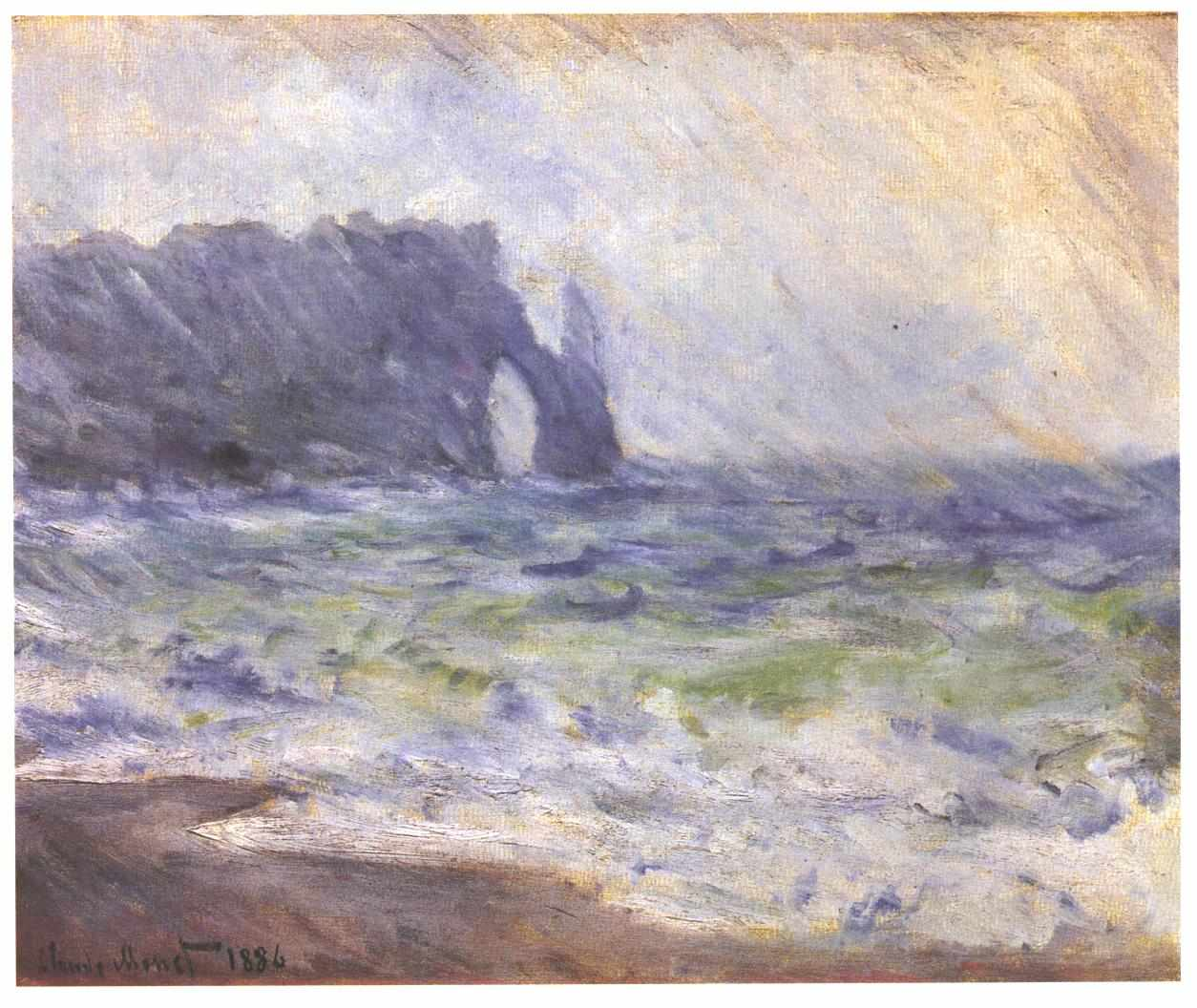

### Los Almiares (1890-1891)
El año 1890 fue un año clave en la vida de Monet. Los viajes de trabajo se vuelven mucho más raros. Llega el tiempo de la serie, un género pictórico conocido por su amigo Boudin, cuya idea se impuso gradualmente con las estaciones de Saint-Lazare, luego por ejemplo en 1886 con las dos versiones de figura al aire libre de la Mujer con paraguas vuelta hacia la derecha y la Mujer con paraguas girada a la izquierda), las Rocas de Belle-Île el mismo año y especialmente La Petite Creuse en 1889, durante su estancia en Fresselines. Este período comenzó a finales de 1890 con Los Almiares, una serie de más de veinte versiones. Estos imponentes almiares de trigo estaban cerca de su casa. Comenzó a pintarlos en 1888, pero el año 1890 marca realmente el comienzo de la repetición incansable del mismo motivo en busca de diferentes efectos. Este enraizamiento es confirmado por la compra del Clos de Giverny en el otoño de 1890 por 22.000 francos.
Solo dos meses después, el 4 de mayo de 1891, una exposición dedicada a Monet abre sus puertas en la galería parisina de Durand-Ruel. Con el título de obras recientes de Claude Monet, propone, entre otras cosas, quince pinturas de Los Almiares. En el catálogo, cada uno de estos lienzos lleva el título Almiares, pero con la indicación del momento recogido. Tanto las pinturas como este detalle de presentación son un éxito crítico, especialmente con los periodistas.

Serie de Los Almiares
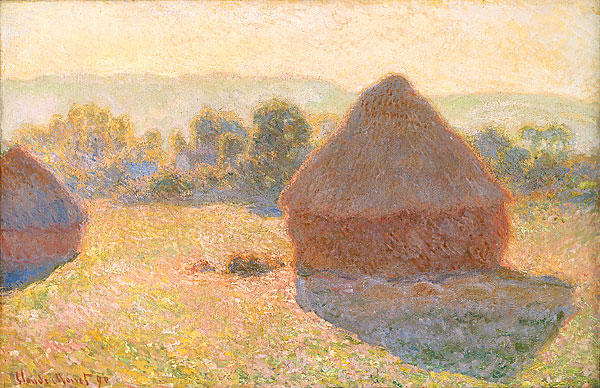
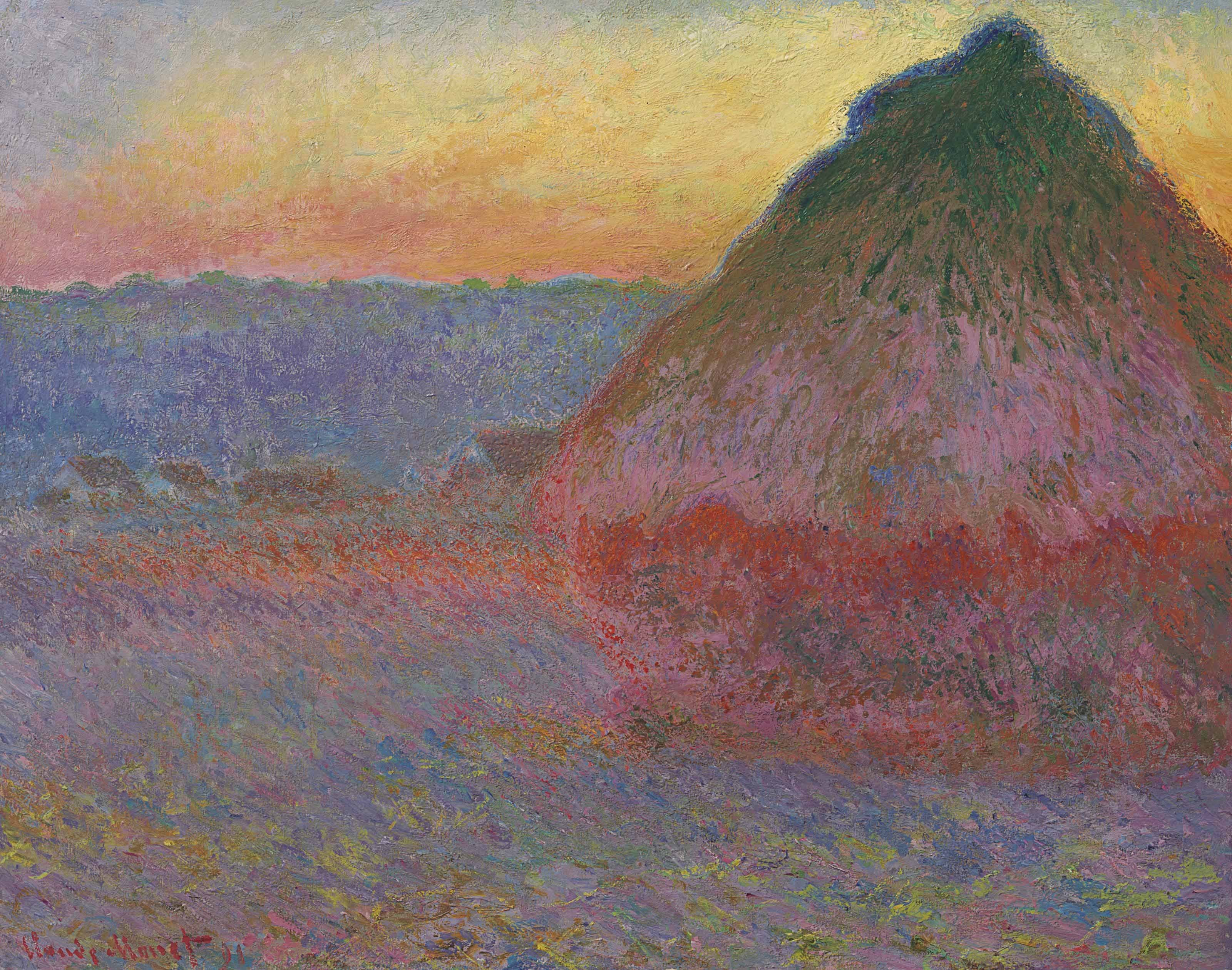
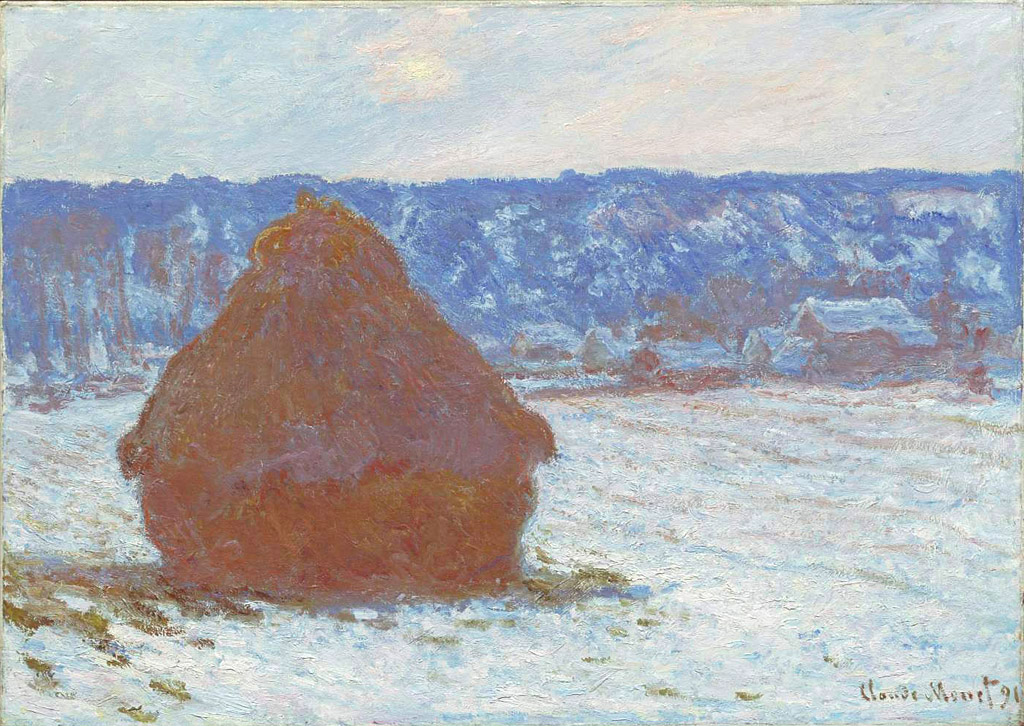
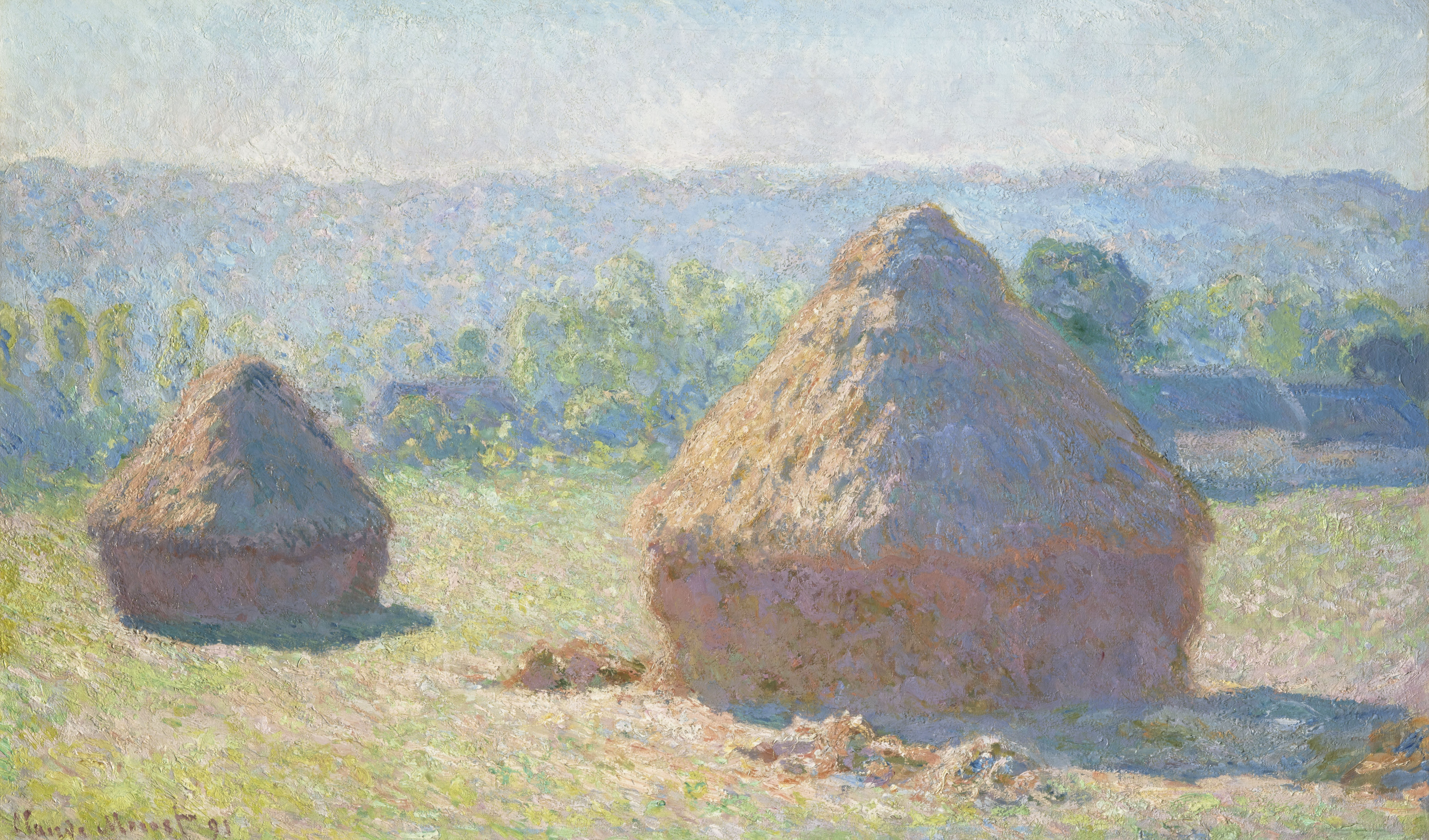
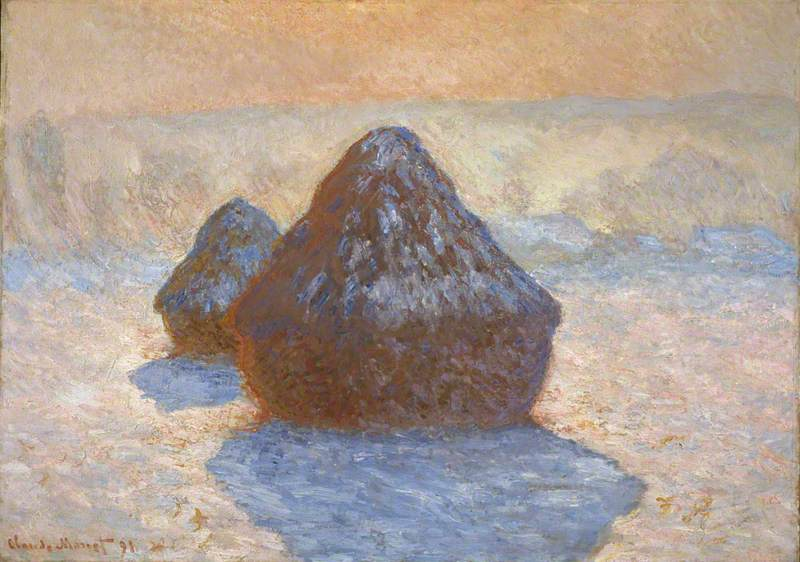
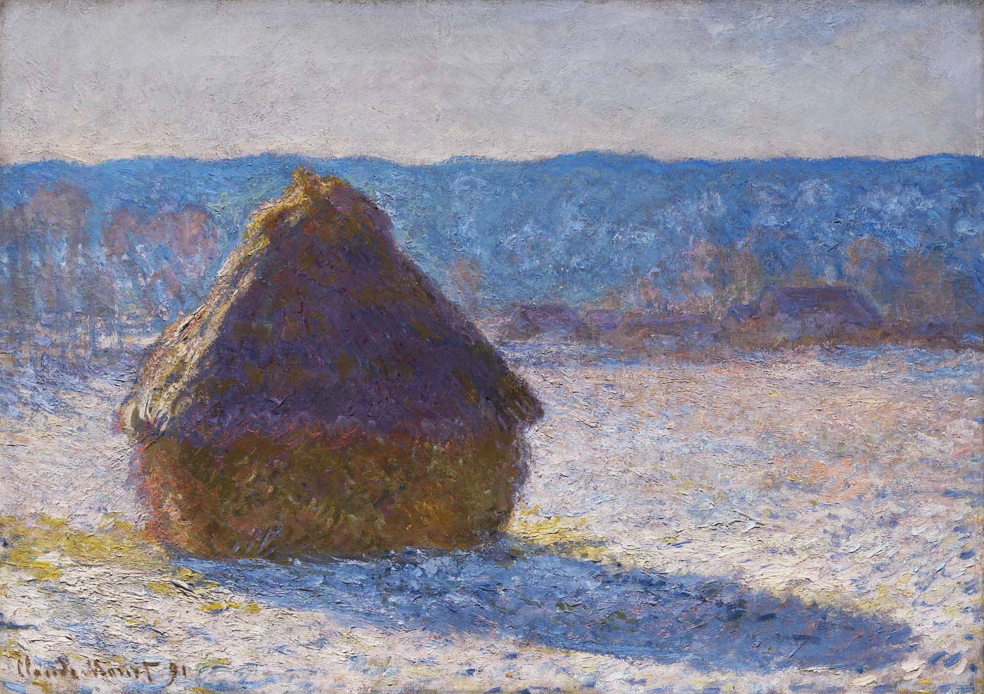
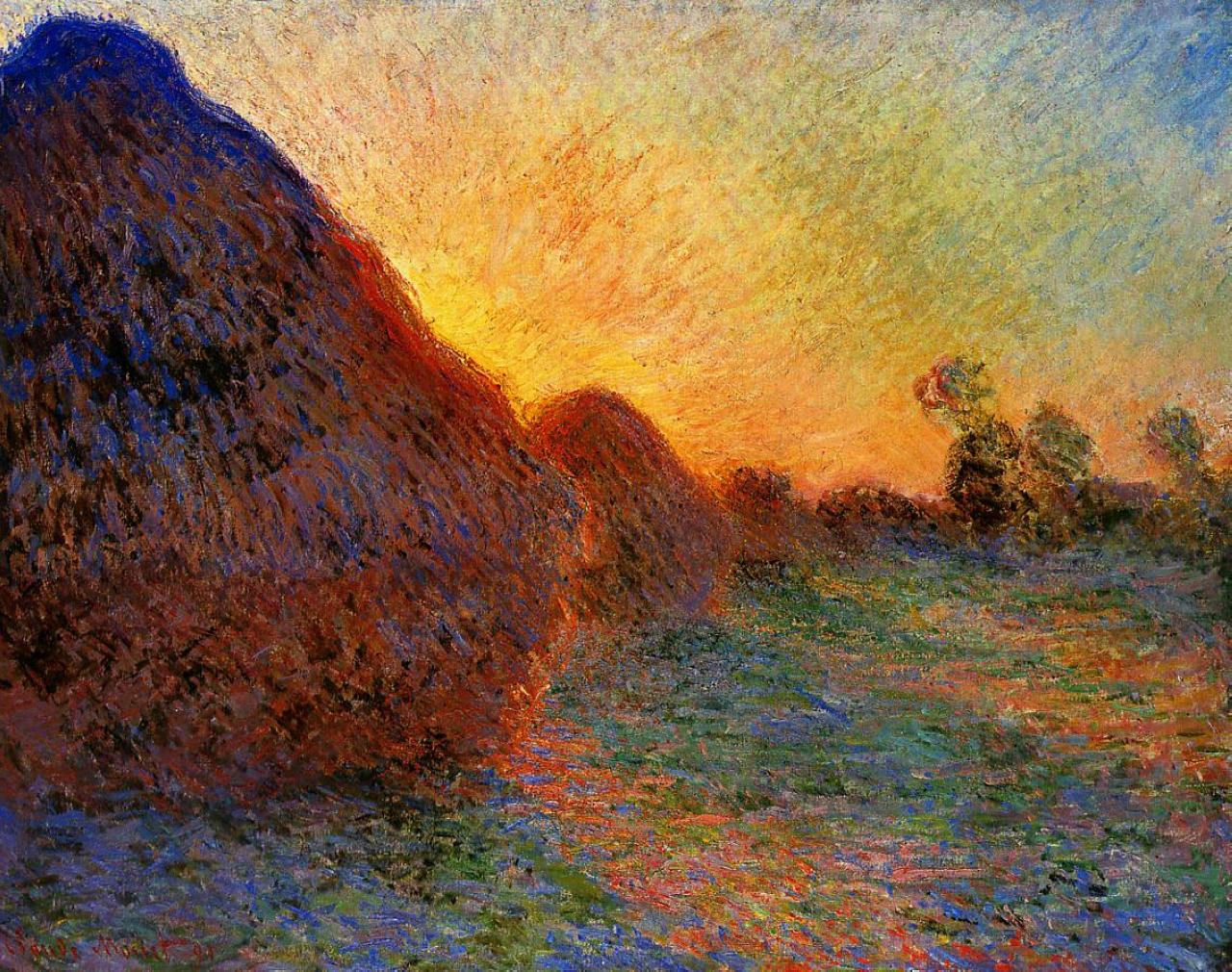
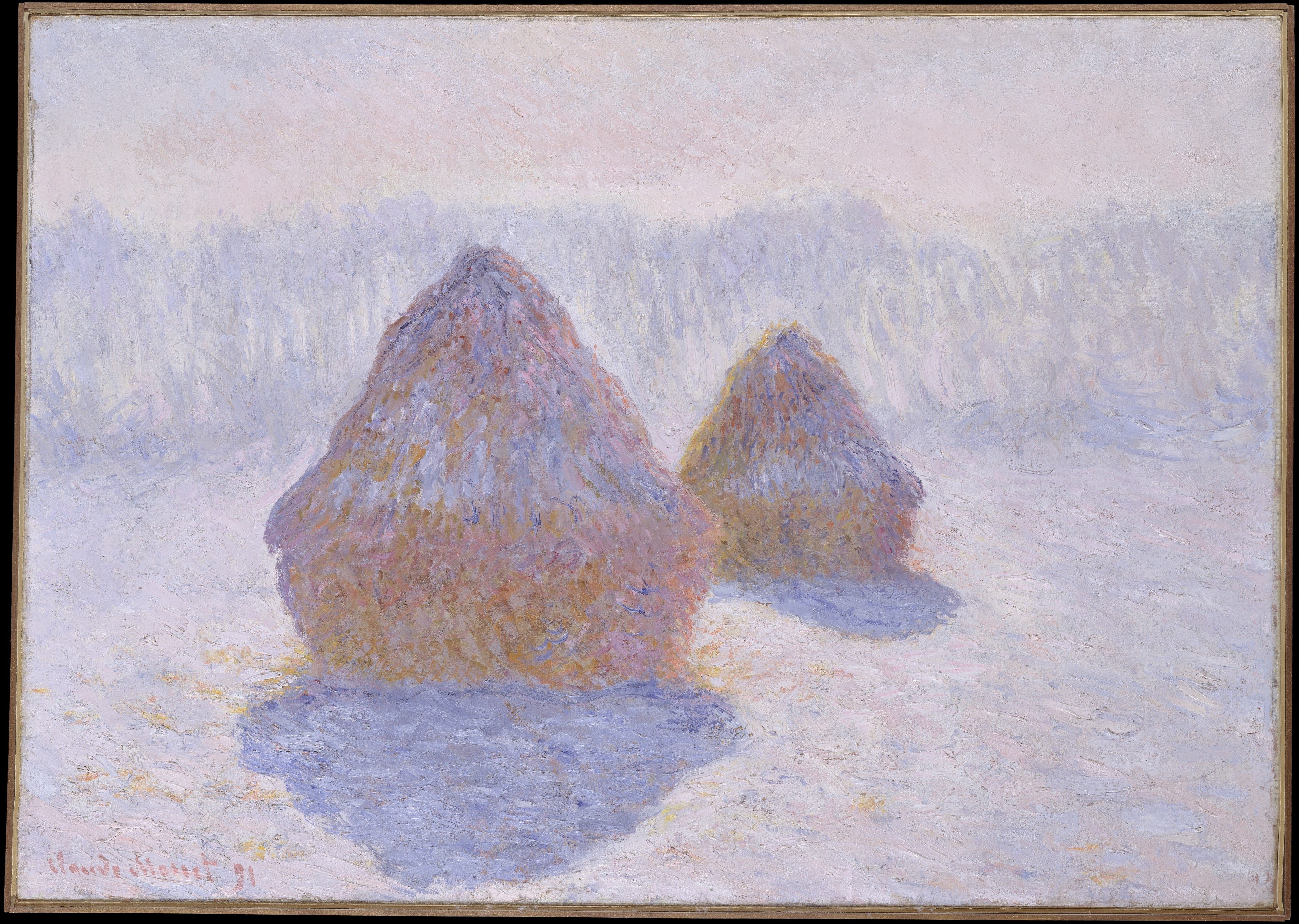
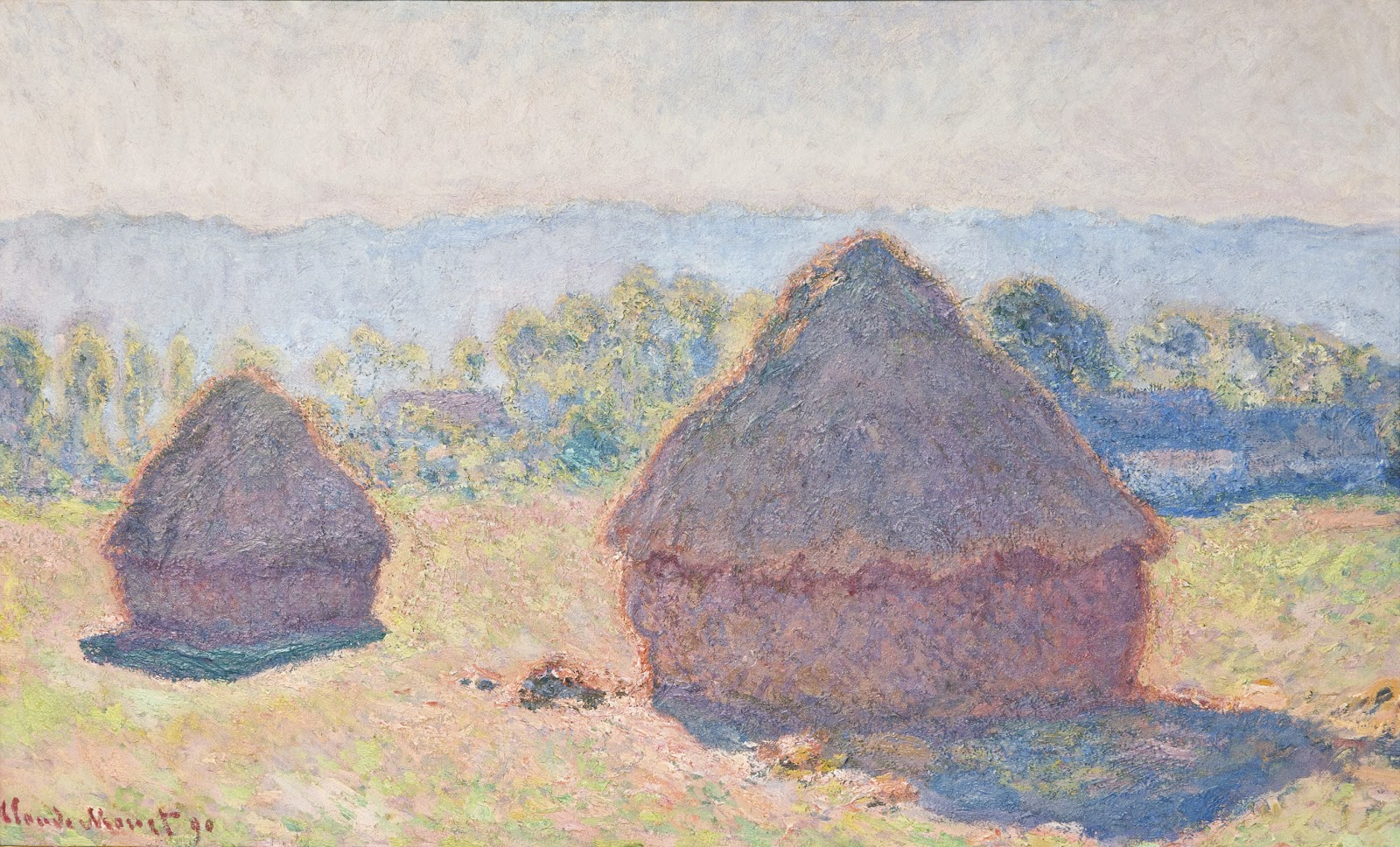
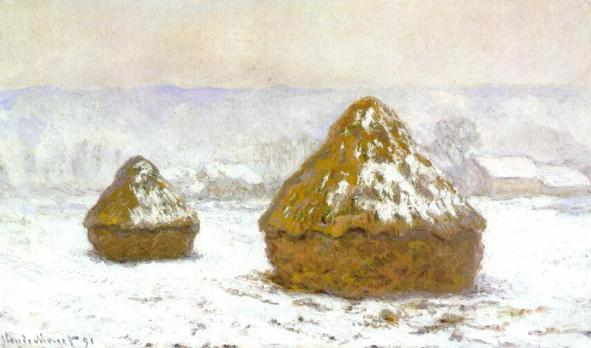
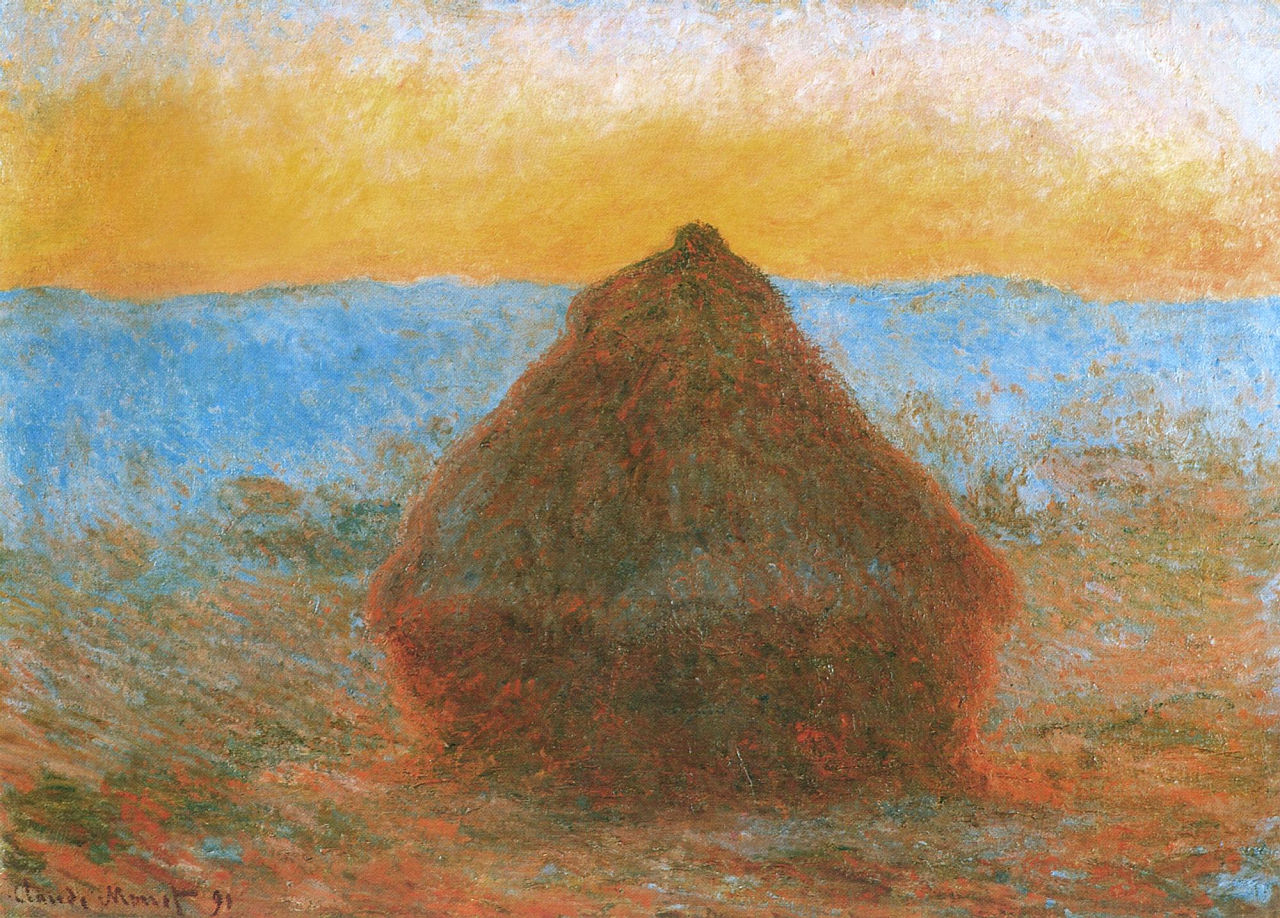
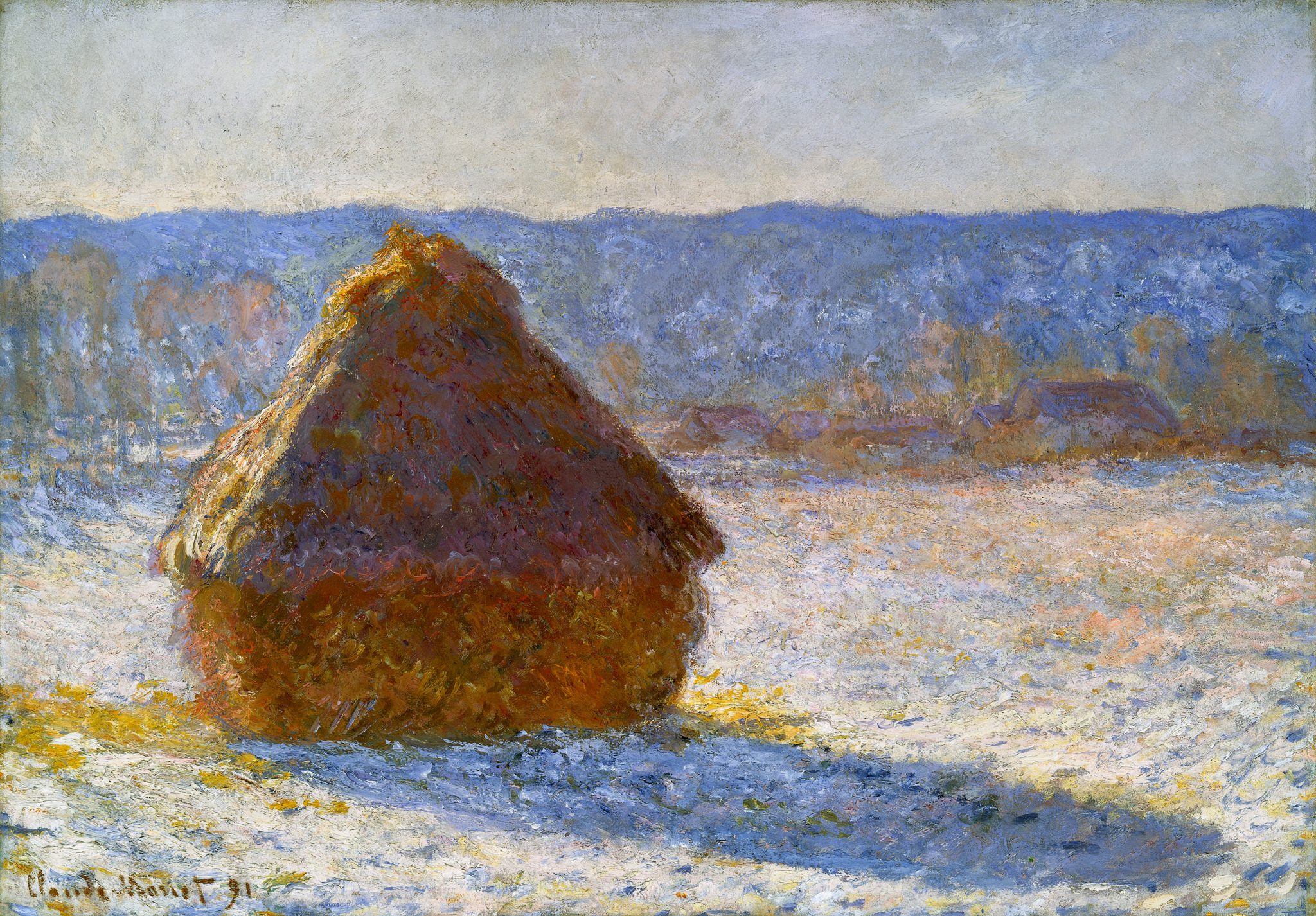
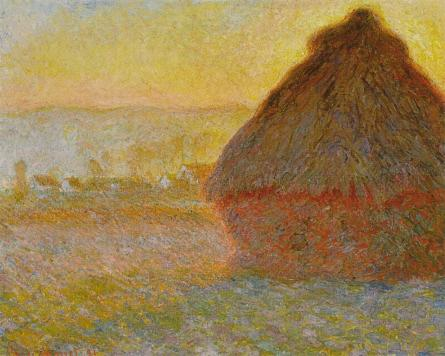
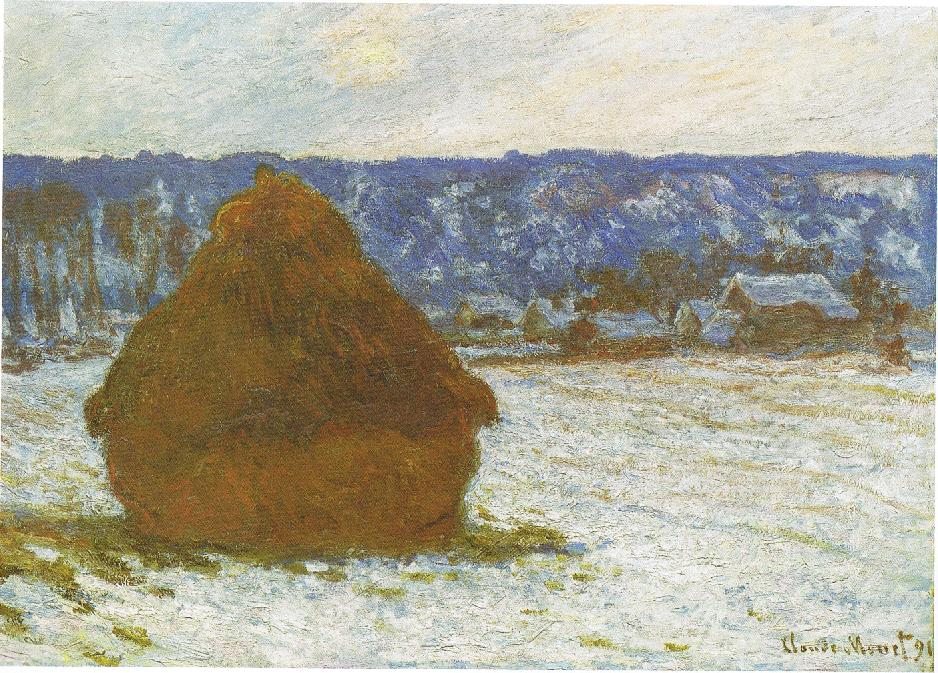

### Los Álamos
En 1891, Monet siguió el curso del Epte en busca de un nuevo motivo que podría ser el tema de una serie: Los Álamos. Trabaja allí desde finales de primavera hasta finales de otoño. El 8 de octubre de 1891, pagó al comerciante de madera para retrasar la corta de estos árboles que estaban en Limetz.
Inmediatamente terminada, esta serie despierta el interés de los comerciantes y galeristas: Maurice Jouant, compra varios lienzos para la galería Boussod y Valadon; Durand-Ruel adquirió siete de ellos por 28 000 francos y creó una exposición dedicada exclusivamente a esta serie.

Serie de Los Álamos
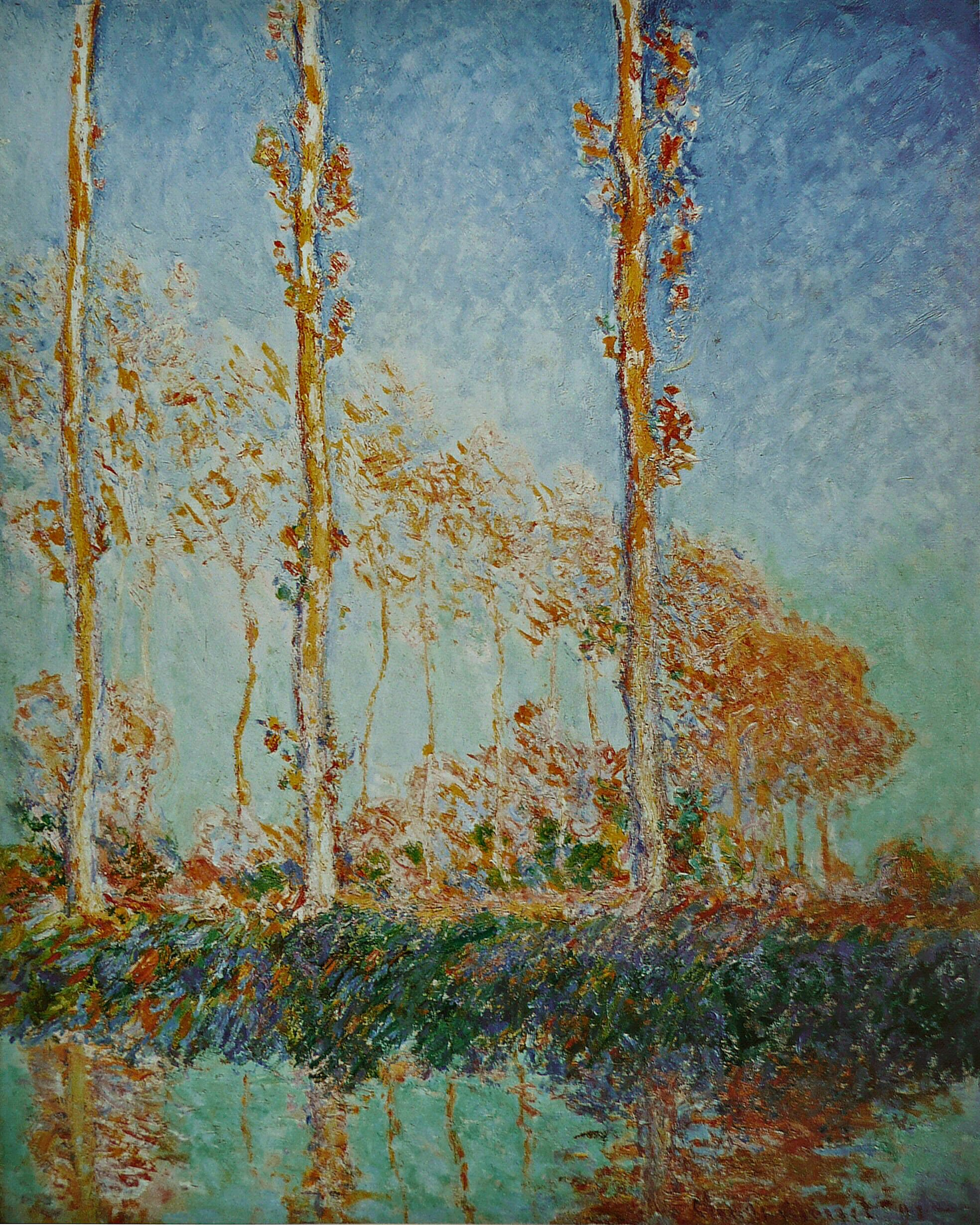
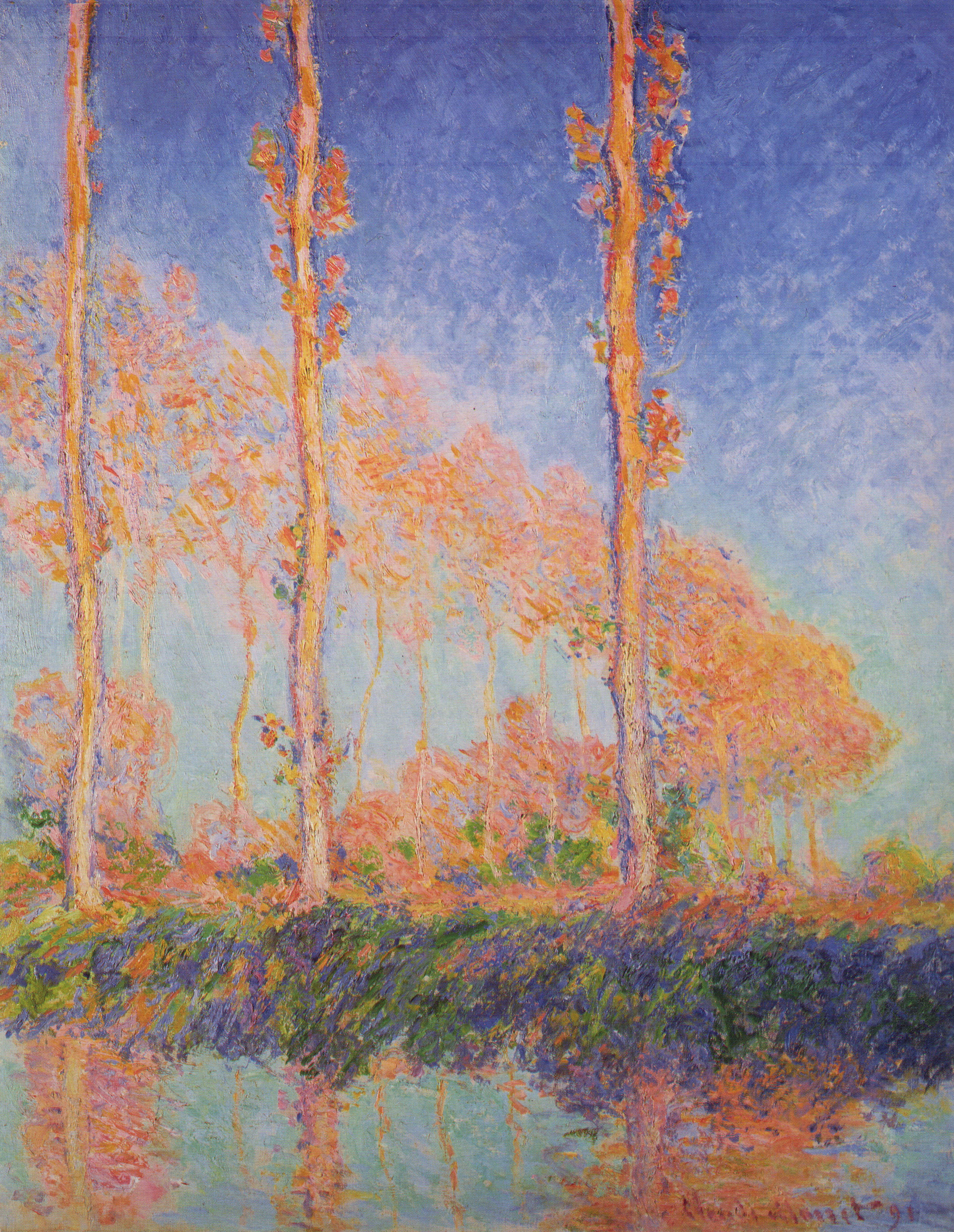

### La catedral de Ruan (1892-1895)
En 1892, Monet buscó un nuevo tema que pudiera ser objeto de una serie y que no fuera un elemento natural. Su elección se basa en la catedral de Rouen. Sus primeros trabajos, que realiza desde la casa de Fernand Levy, situada frente a la catedral, no resultan como él desea. Cuando regresa a Giverny en abril, insatisfecho, se niega a mostrar los resultados a nadie, excepto a sus amigos más fieles. Regresó a Rouen el 16 de febrero de 1893, y se trasladó a dos lugares diferentes, siempre frente al edificio y a diferentes horas del día.
Completó las veintiocho pinturas que componían la serie de catedrales en el taller en 1894. Al igual que la serie anterior, las catedrales están condenadas al éxito y Monet lo sabe. Por eso va a hacer competir a sus galeristas, especialmente entre Georges Durand-Ruel y Georges Petit. Esta estratagema le permite obtener las mejores condiciones de exhibición y una suma mayor de dinero para la venta de estas pinturas.
Para la serie de catedrales, Durand-Ruel obtuvo la exclusividad de exhibirla (a un precio no insignificante de 12 000 francos por cada uno de los lienzos). Esta exposición tiene lugar del 10 de mayo al 31 de mayo de 1895, y se titula "Obras recientes". El éxito se produce de nuevo. Entre las muchas críticas de los periodistas, la de Georges Clemenceau, titulada Revolución de las Catedrales, se distingue particularmente por la relevancia y exactitud de su análisis.
Por último, cabe señalar que, a principios de 1895, es decir, antes de la exposición dedicada en parte a las catedrales, Monet viajó a Noruega, a Christianía, el actual Oslo. Coloca su caballete en particular en el Lago Daeli, el Monte Kolsaas, Kirkerud o Sandviken. Pintó un total de 28 pinturas que apenas volvió a retocar, una vez que hubo vuelto a Francia.

Serie de La catedral de Ruan
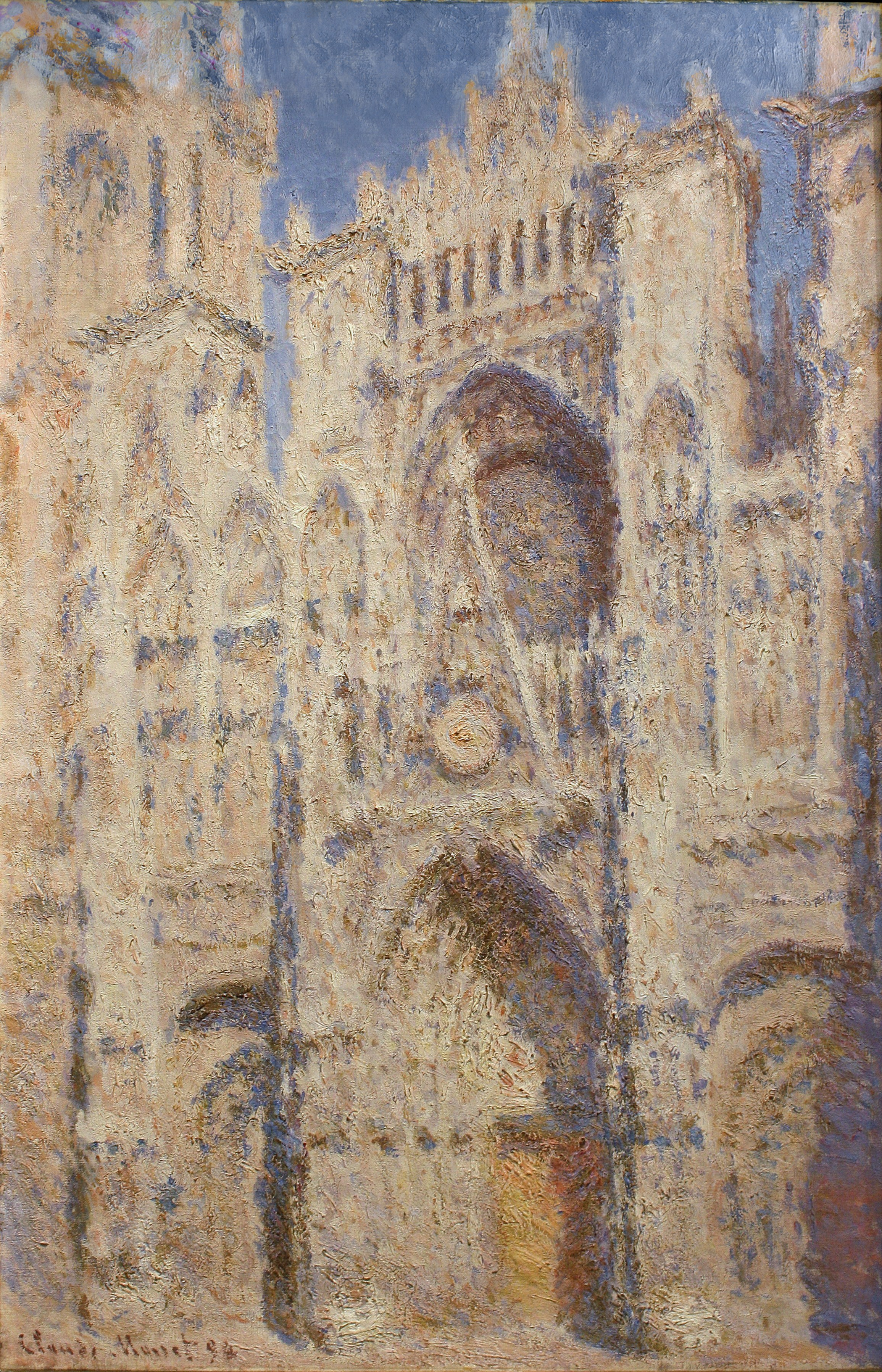
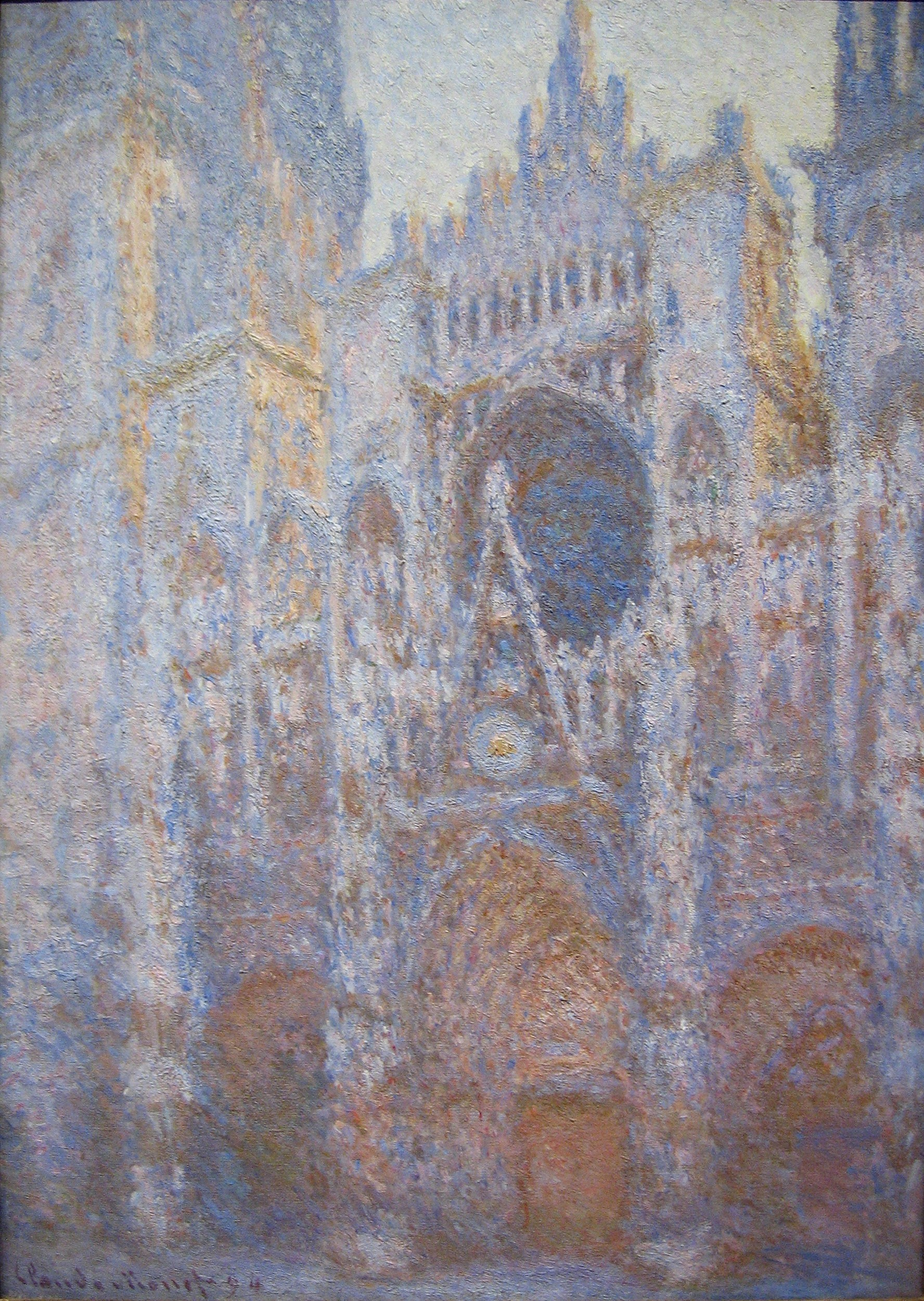
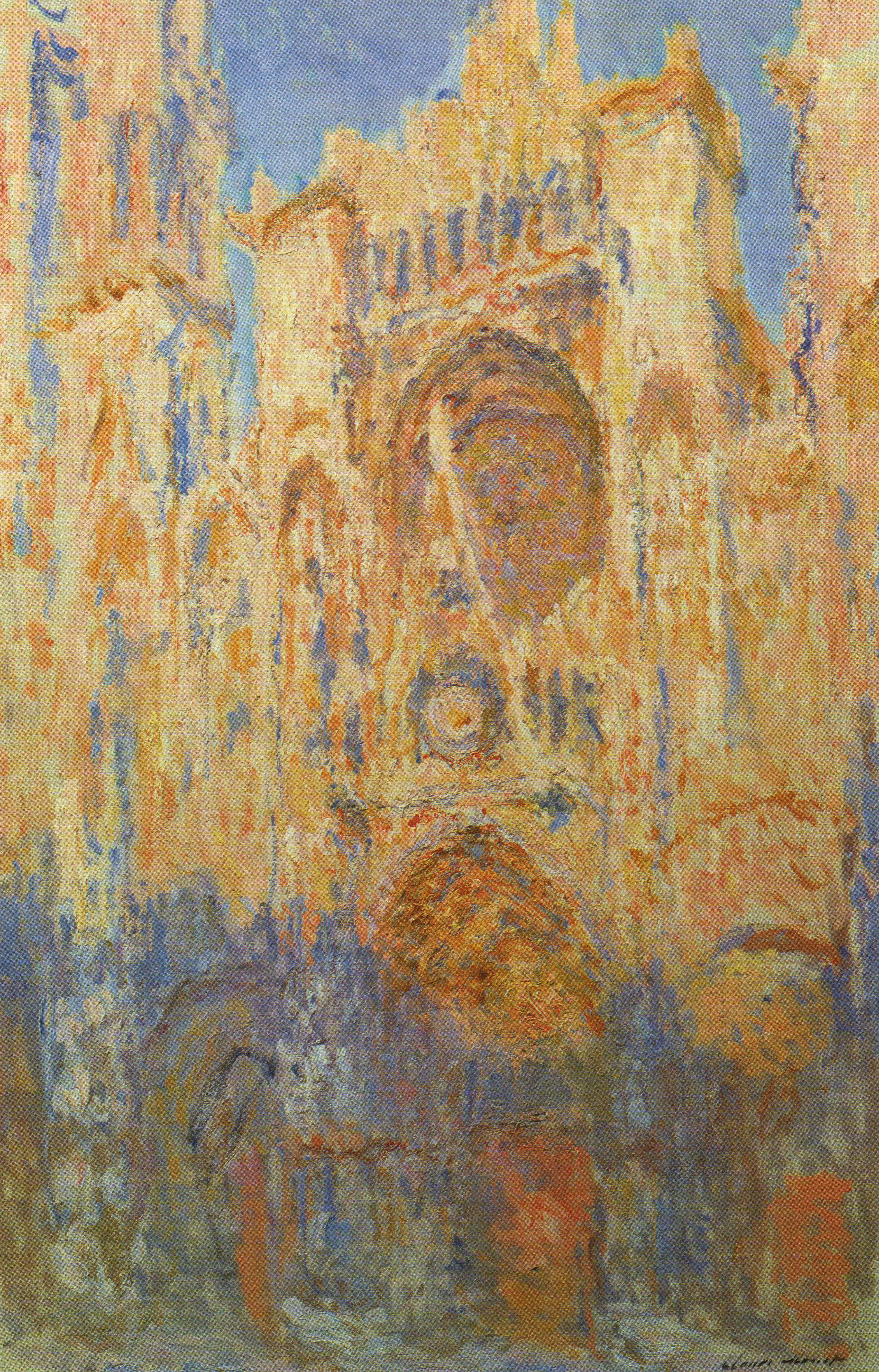
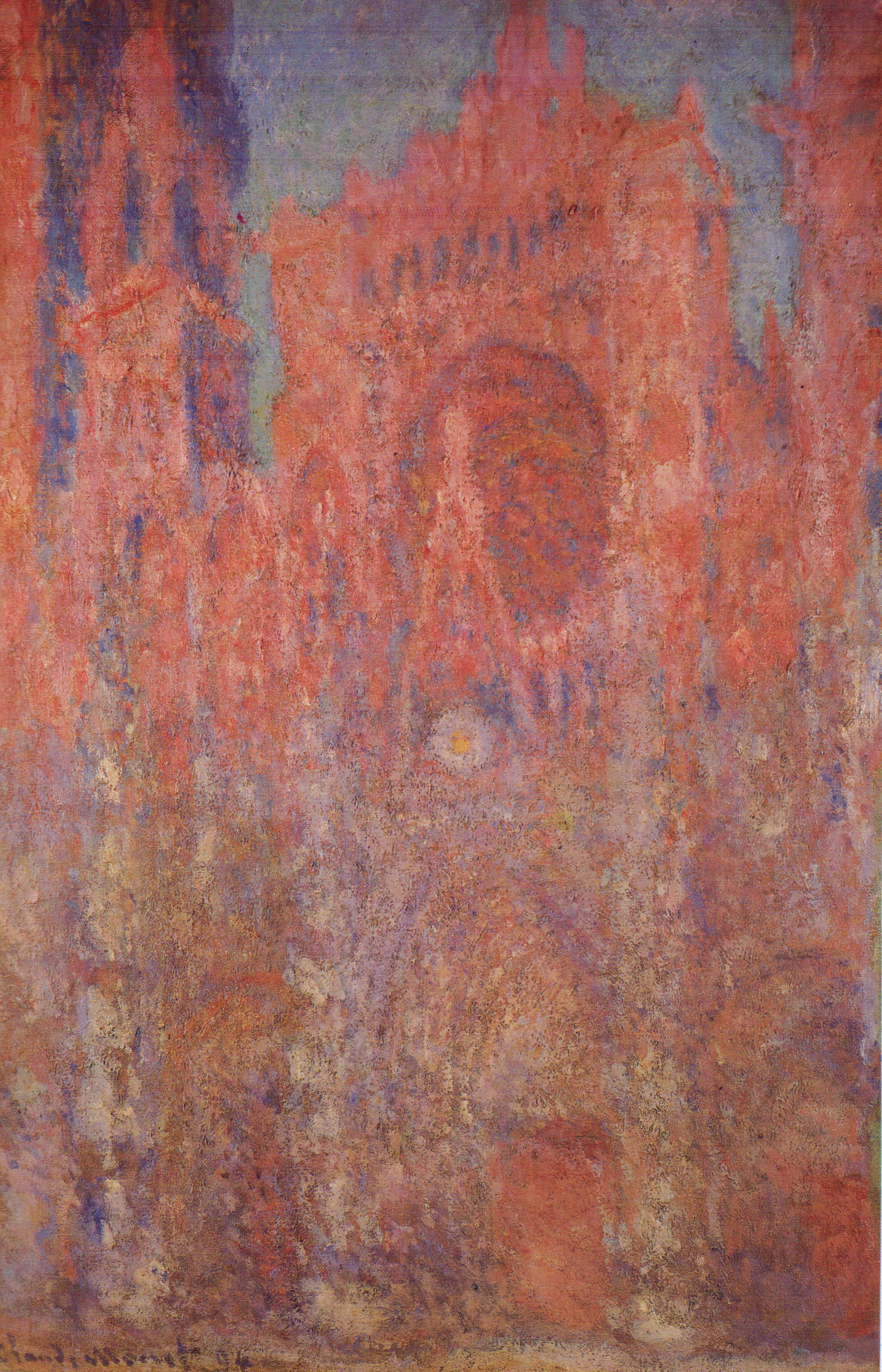
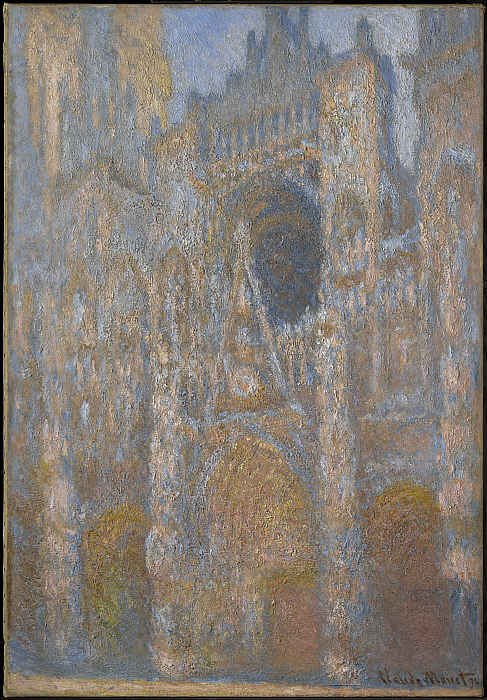
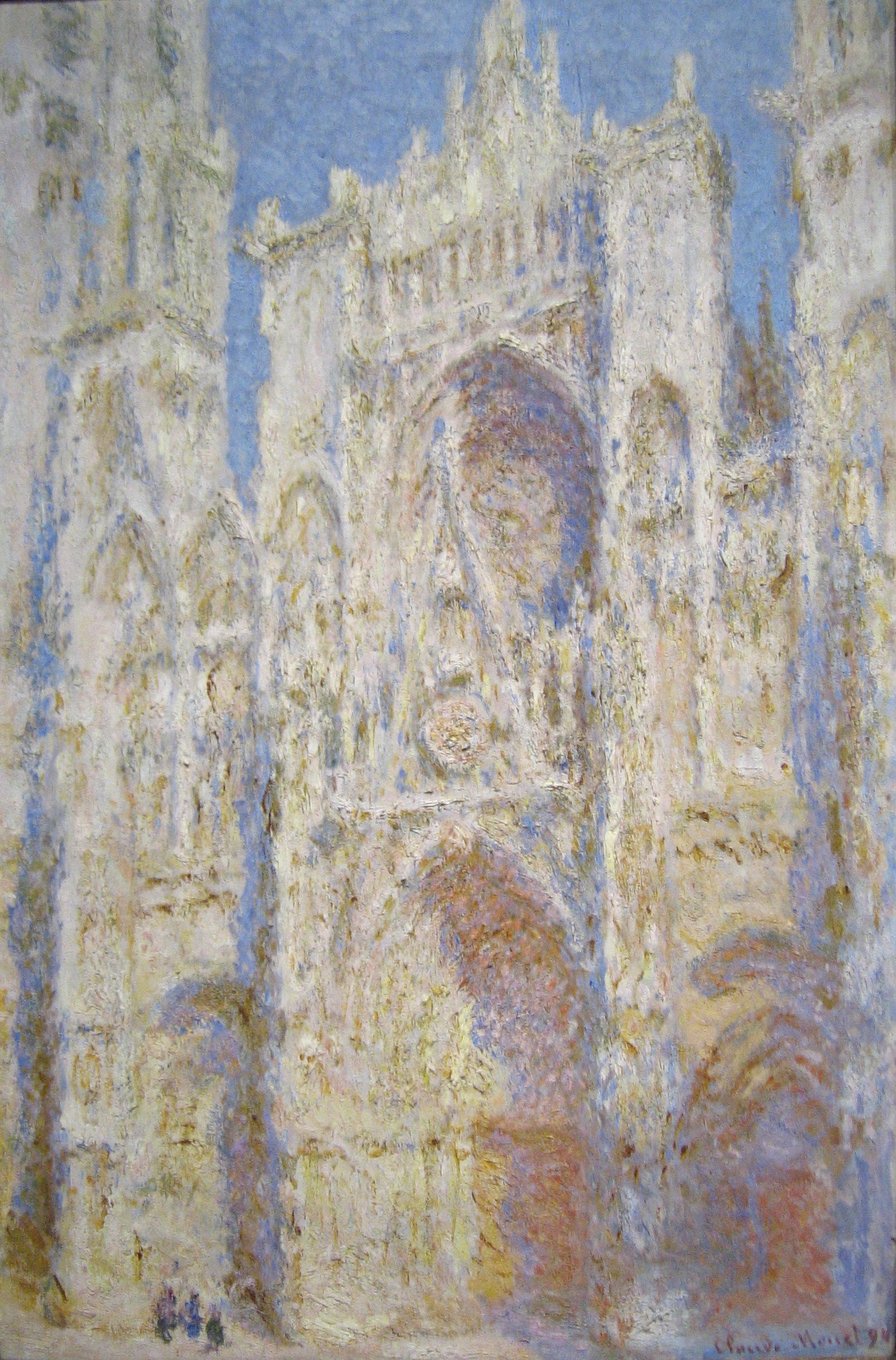
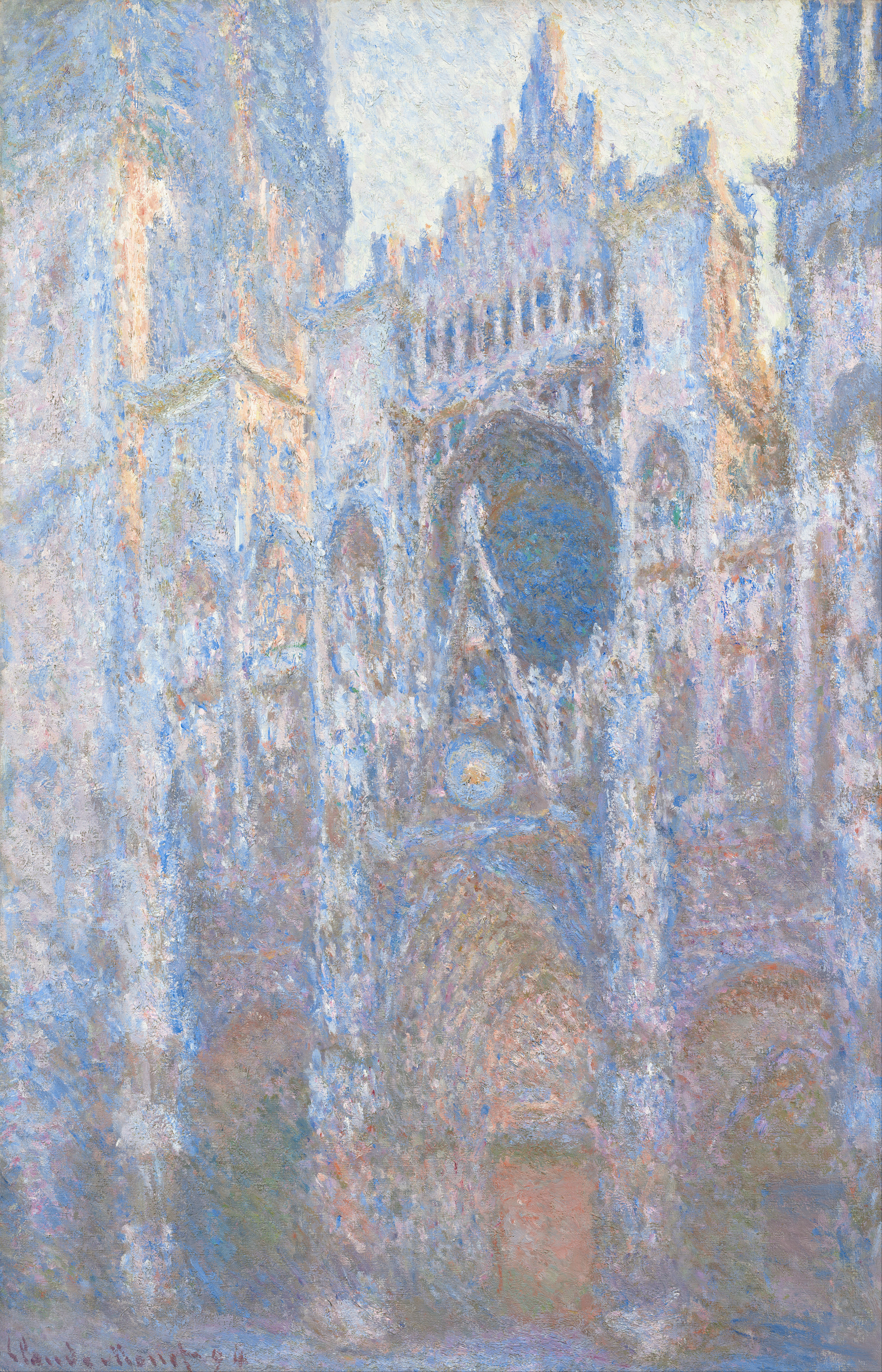
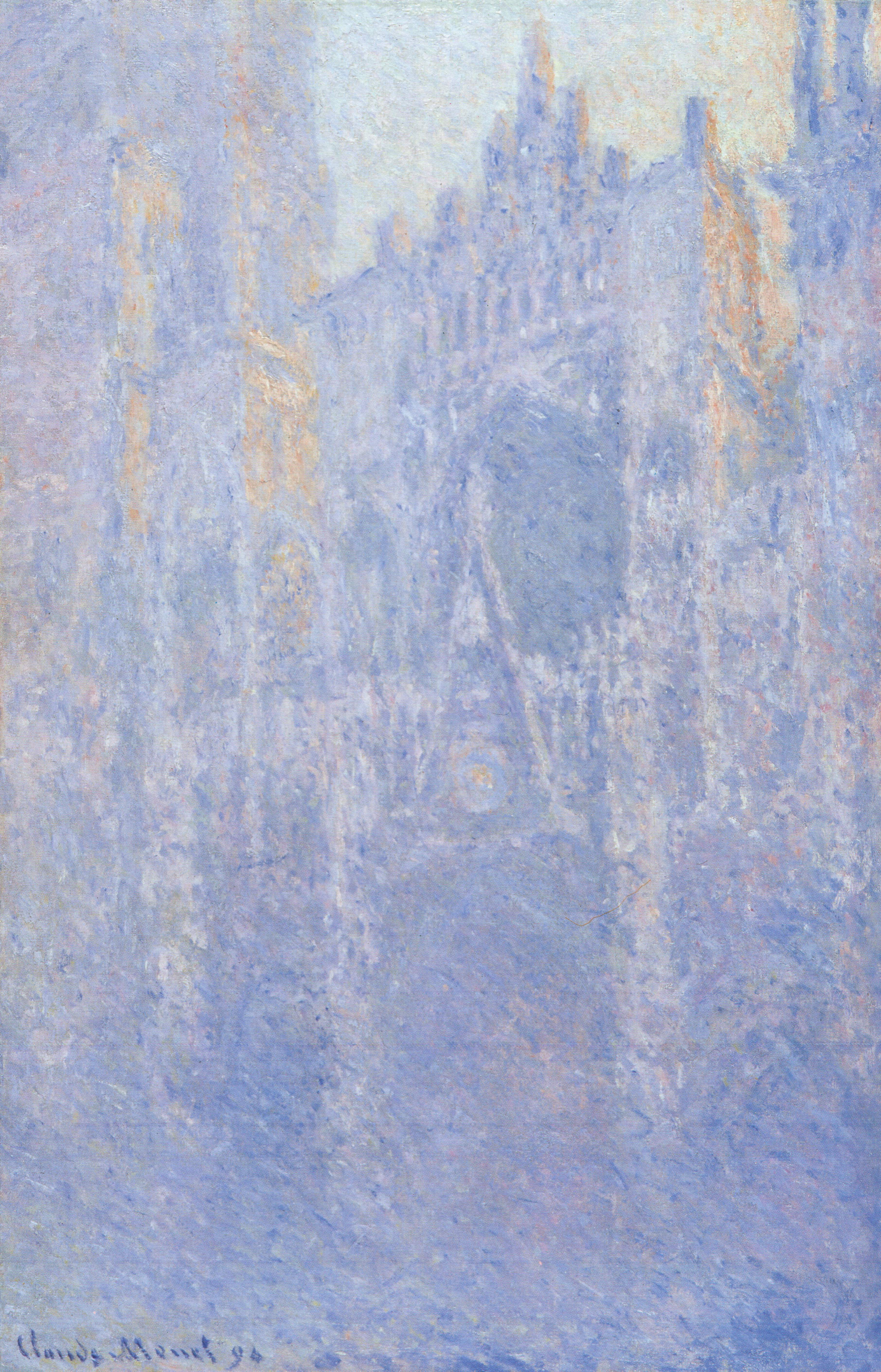
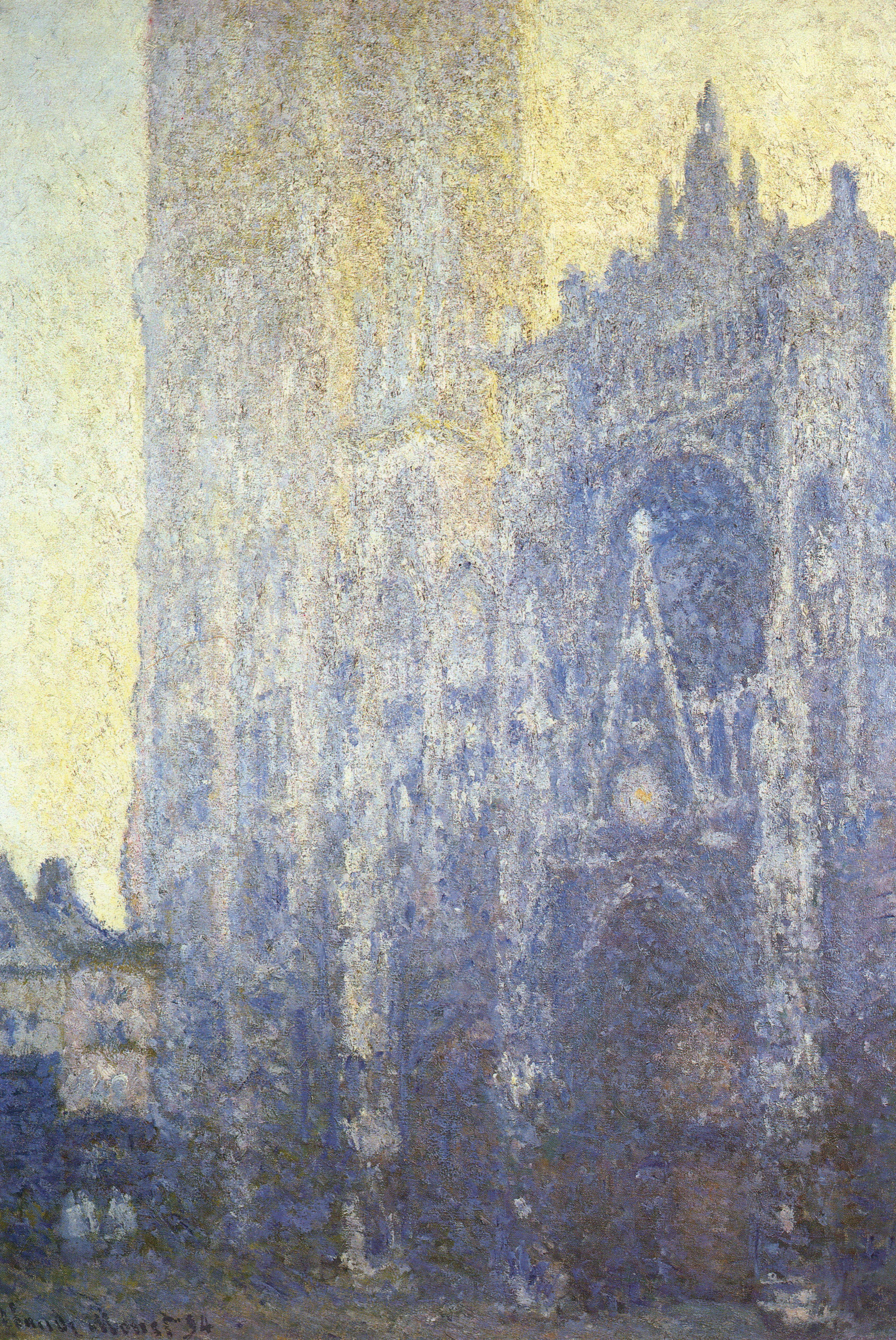
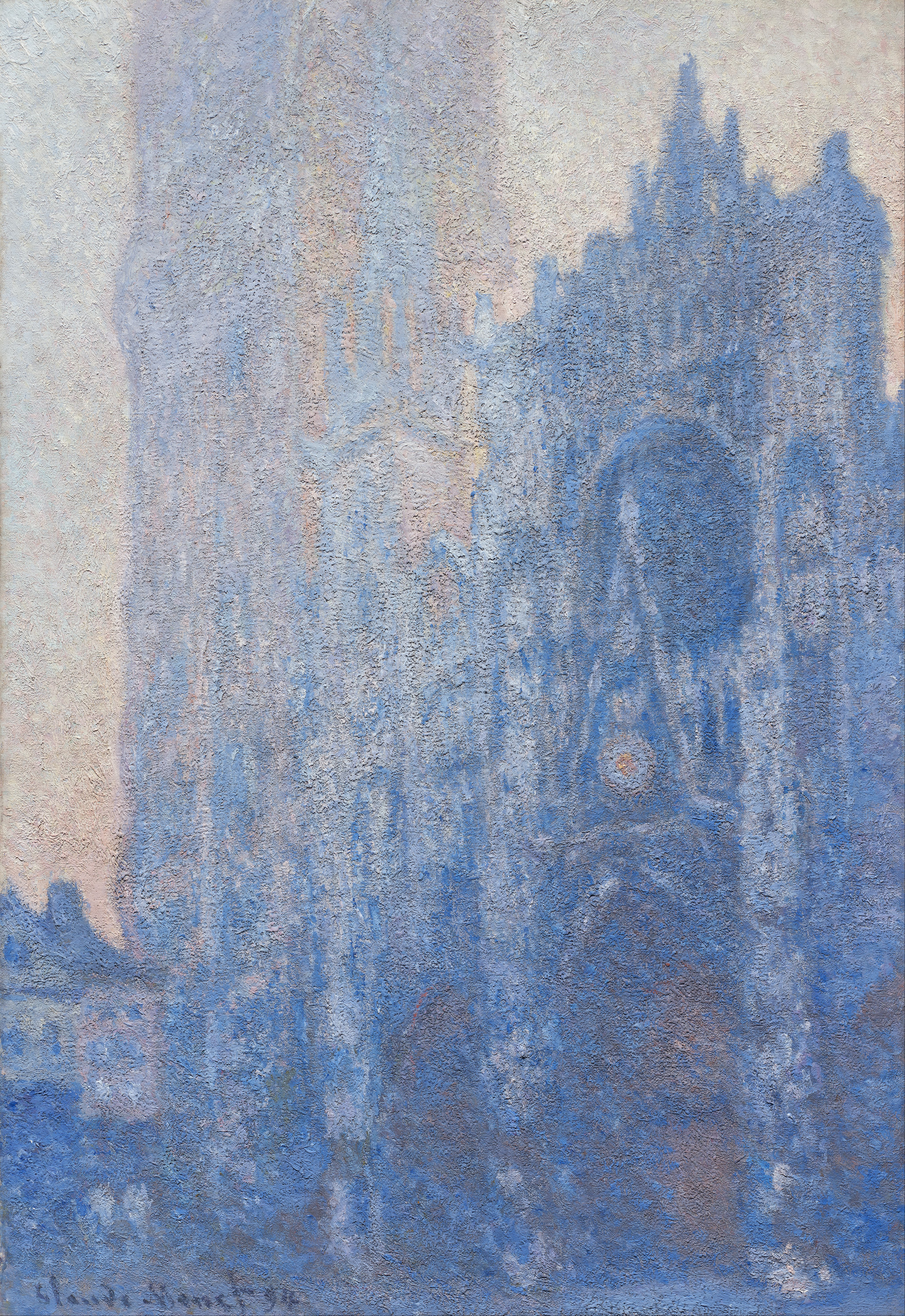
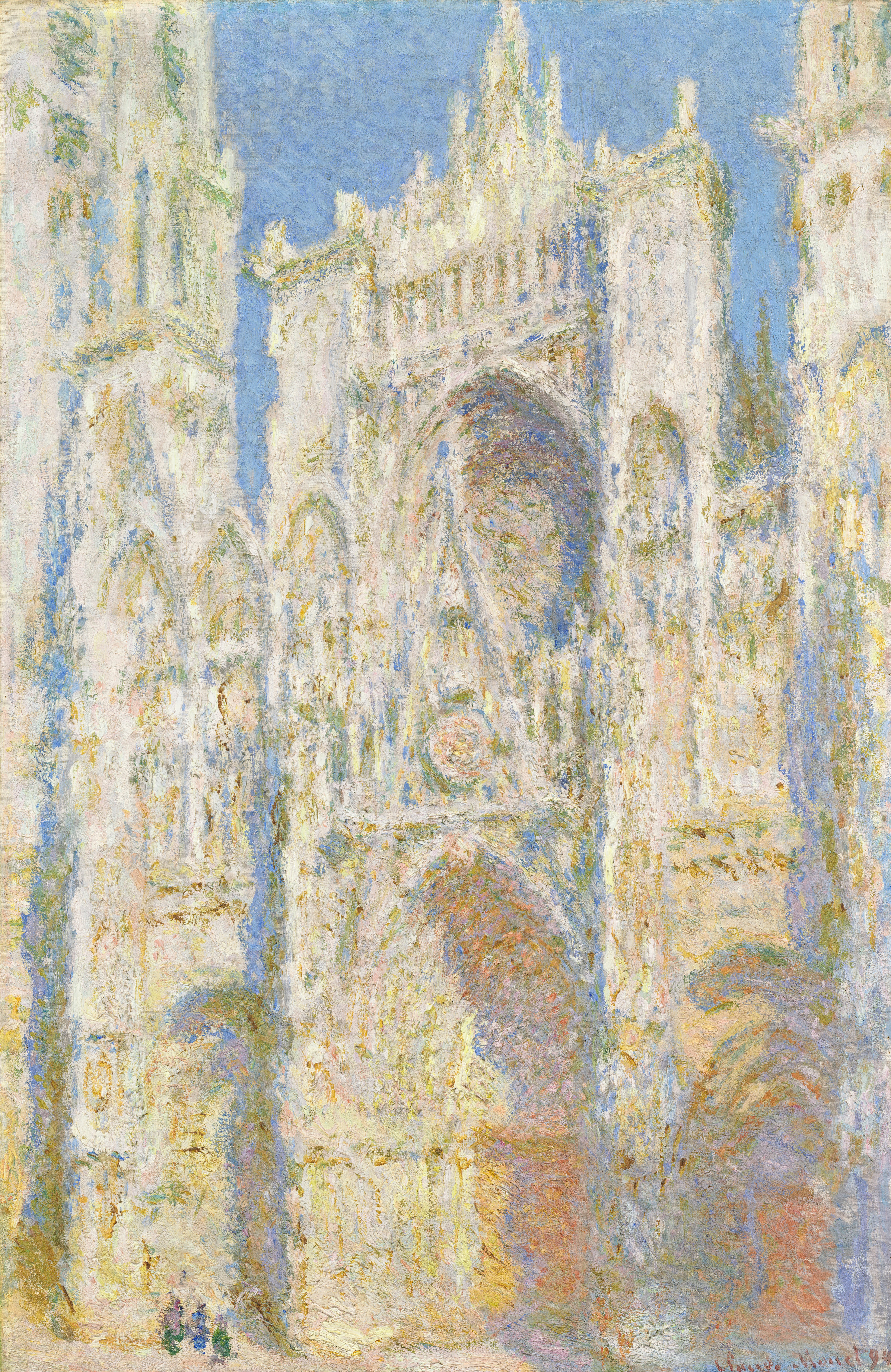
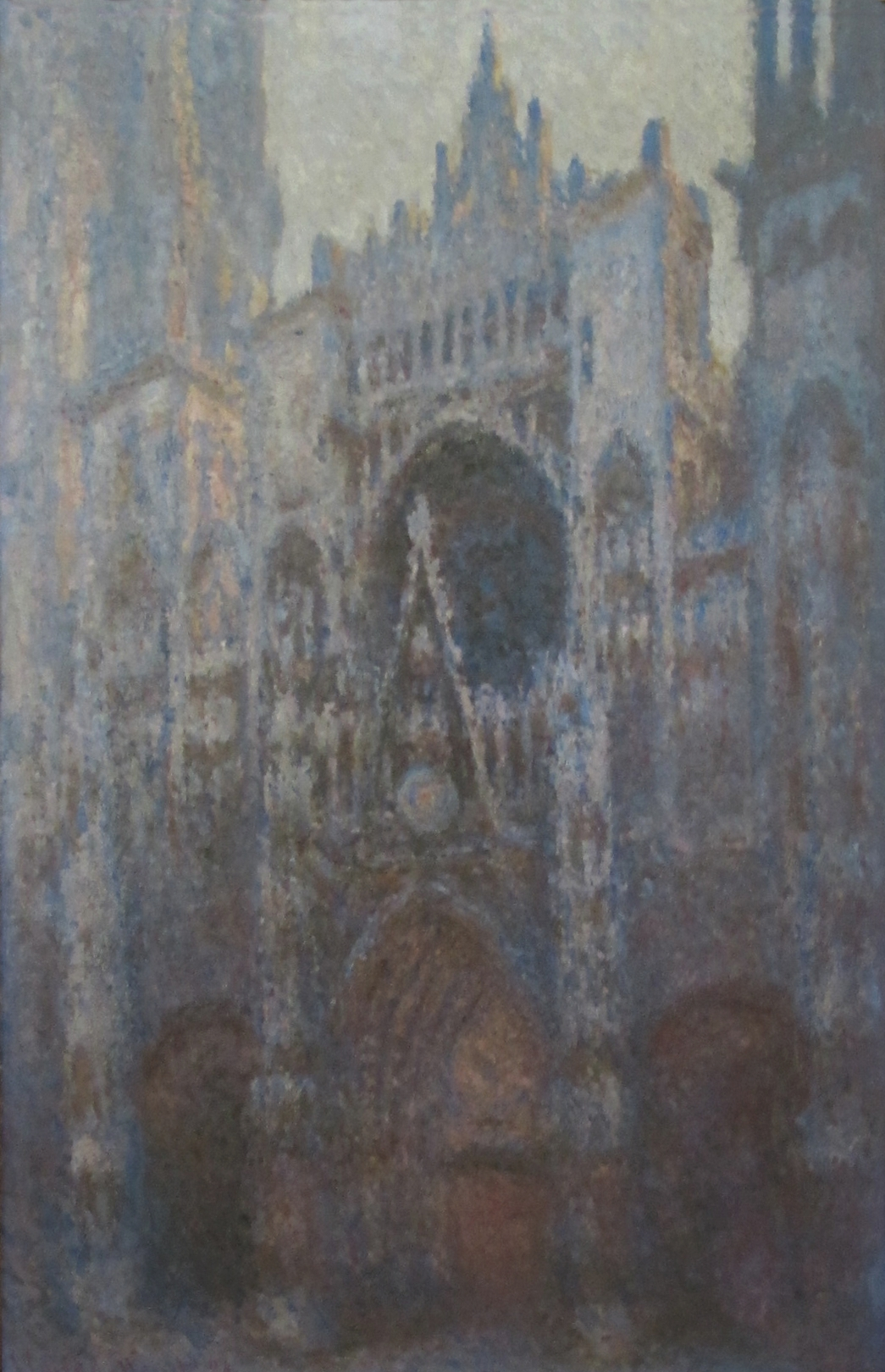
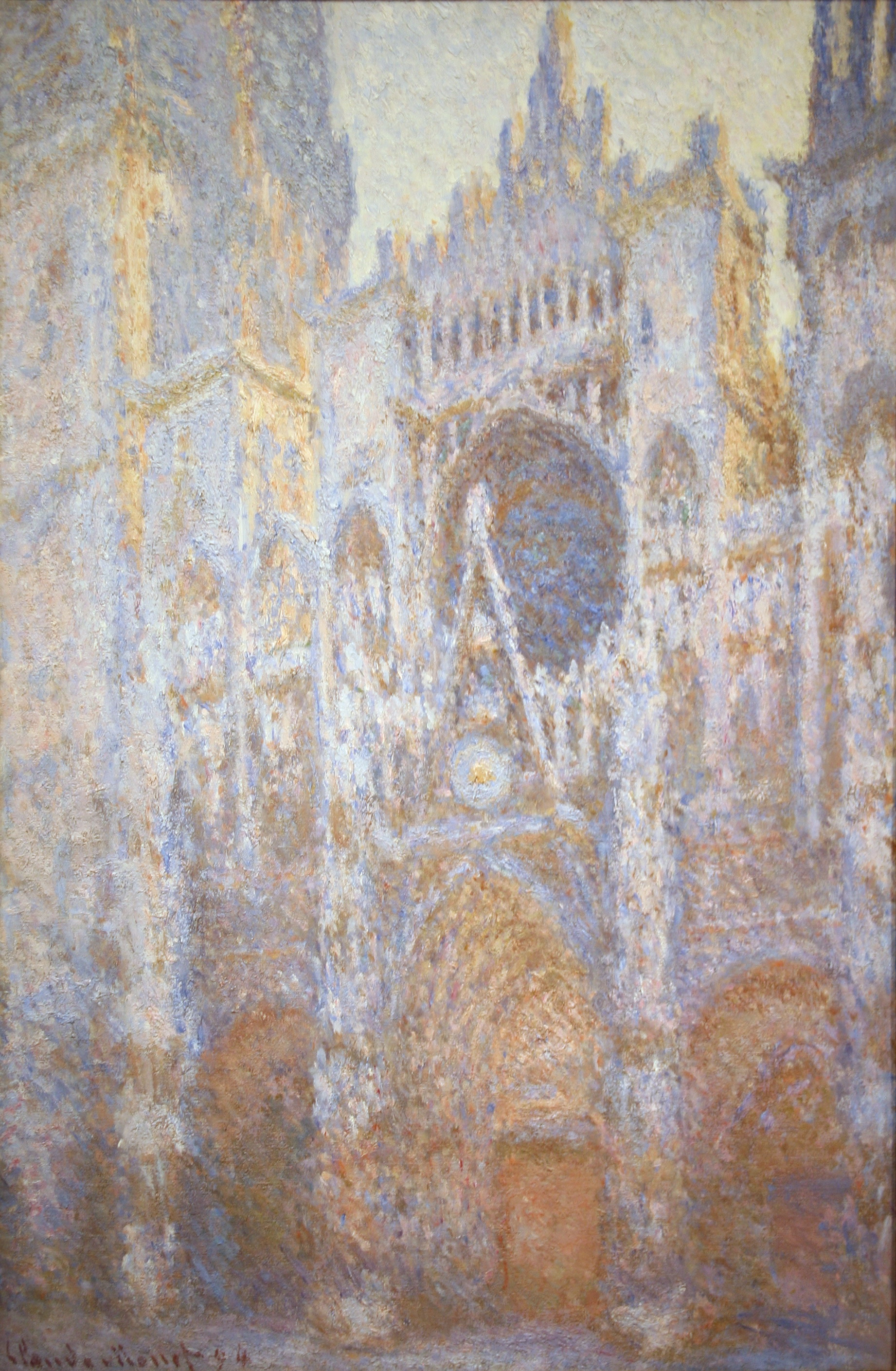
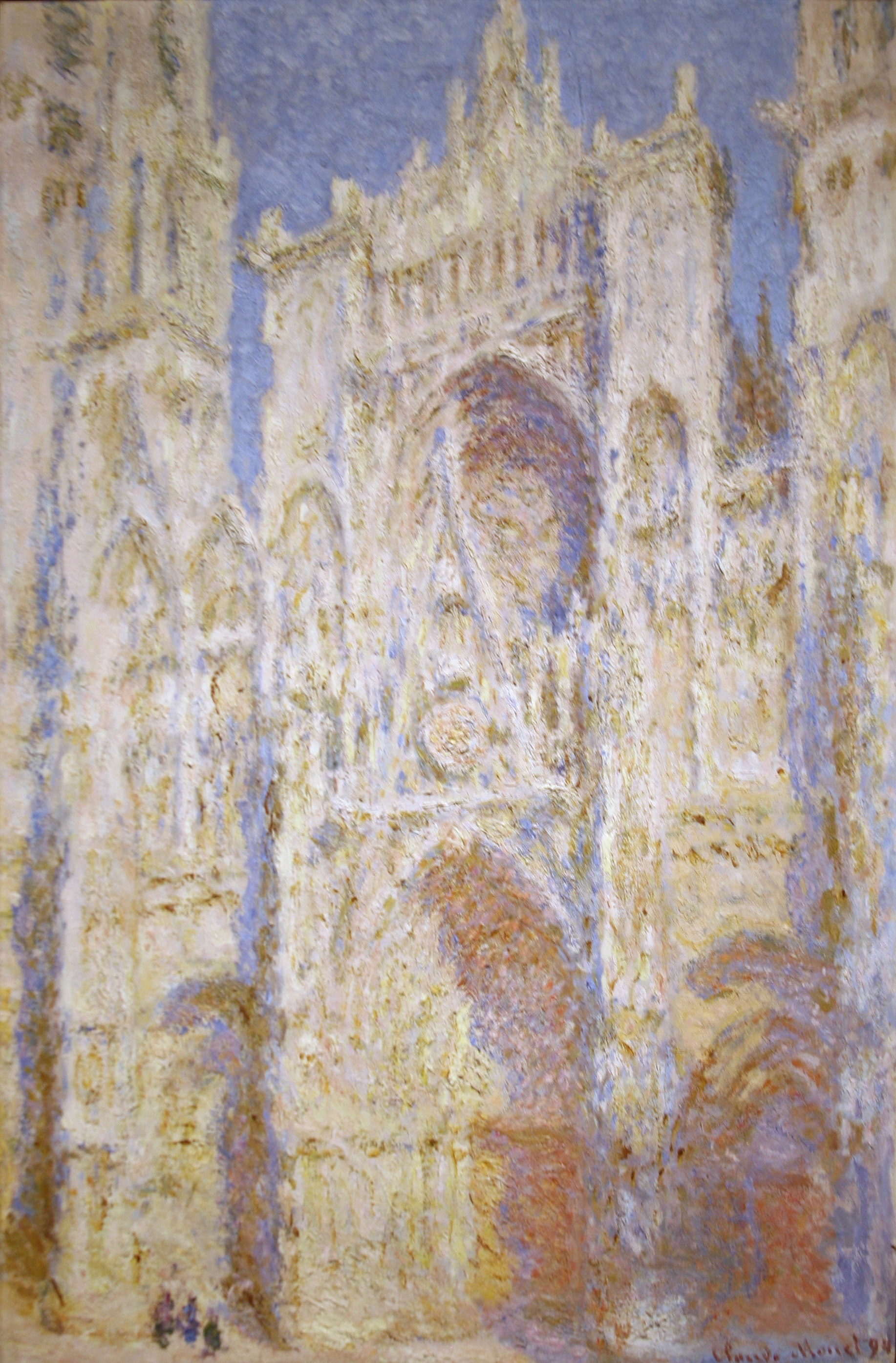
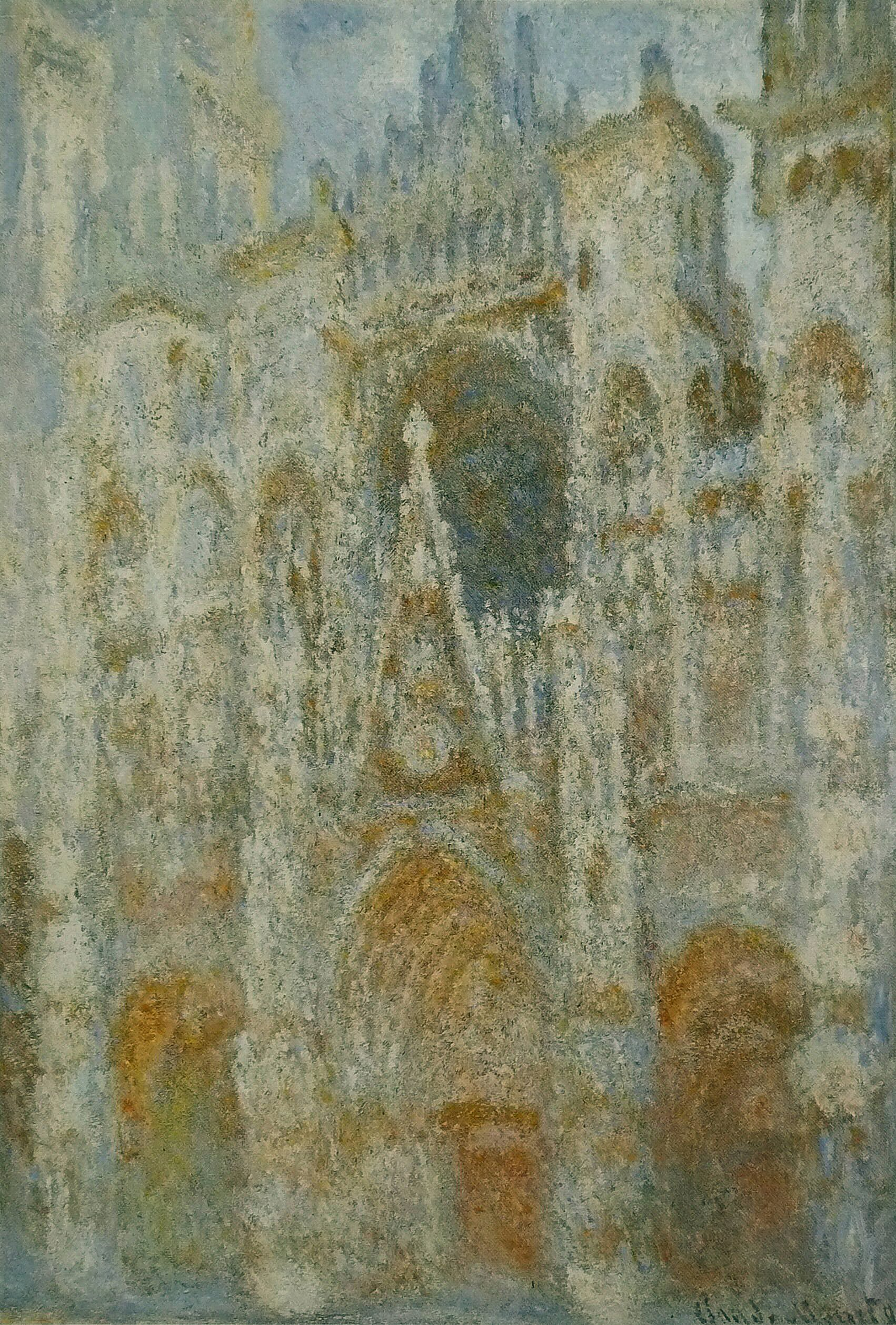
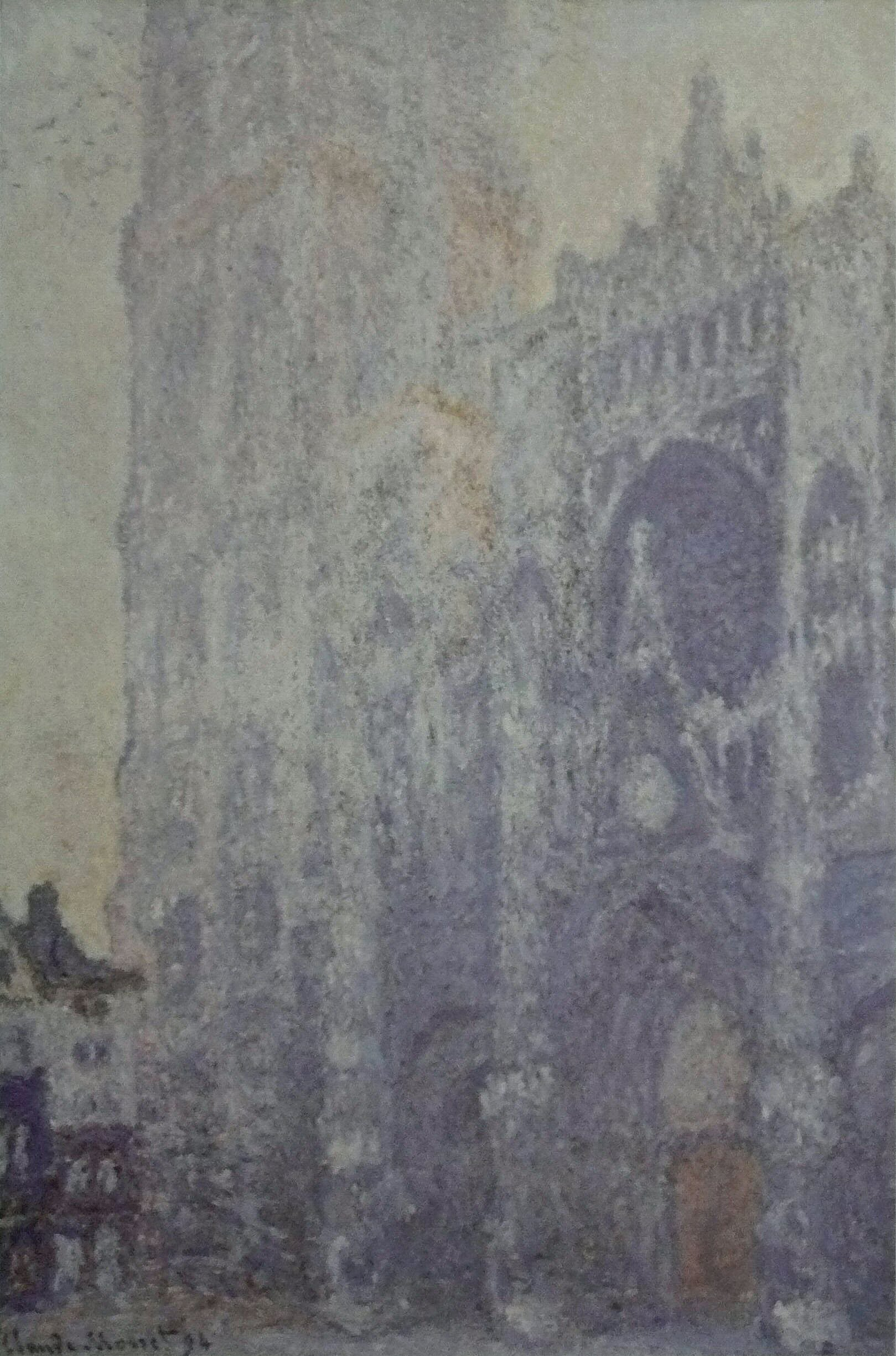
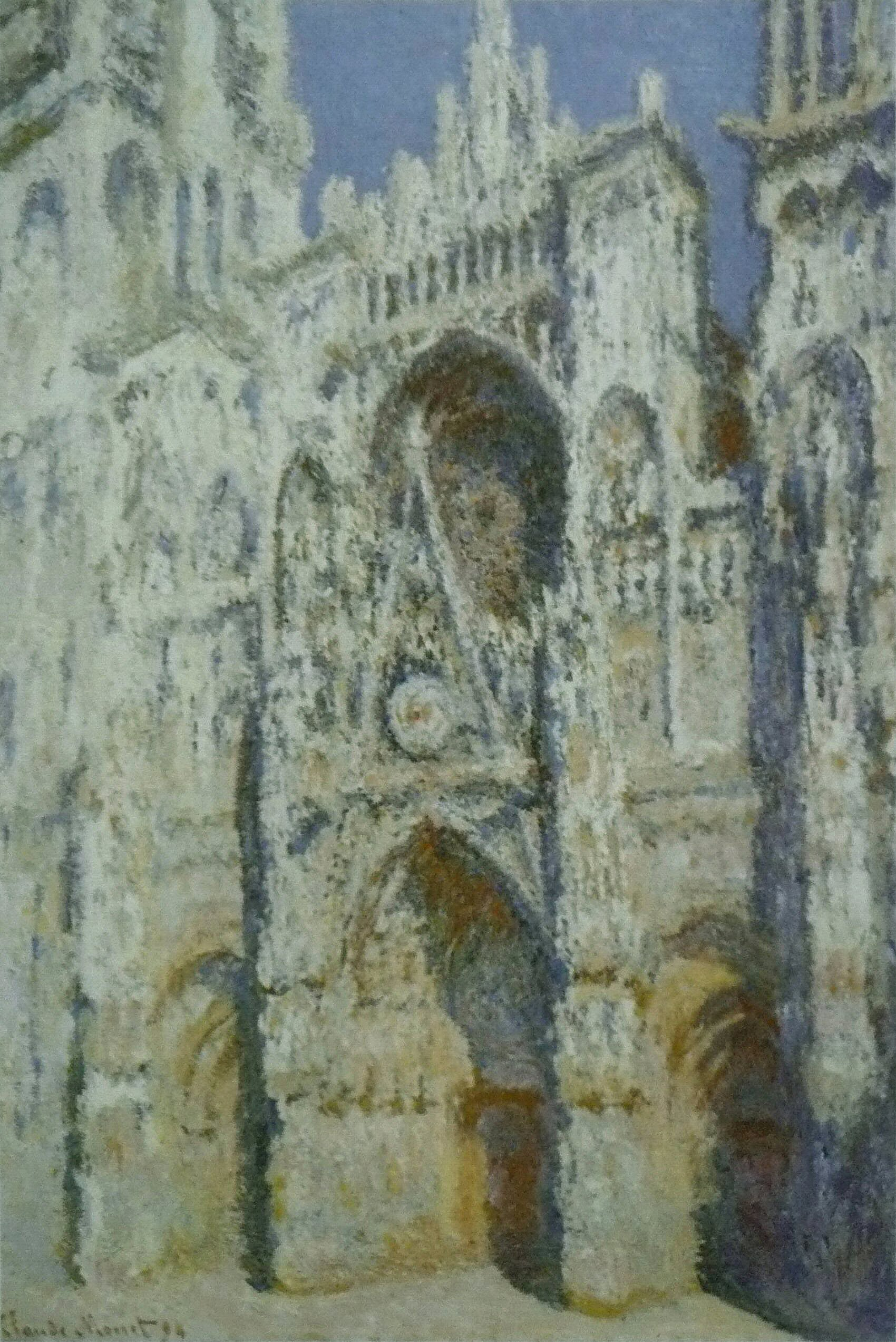
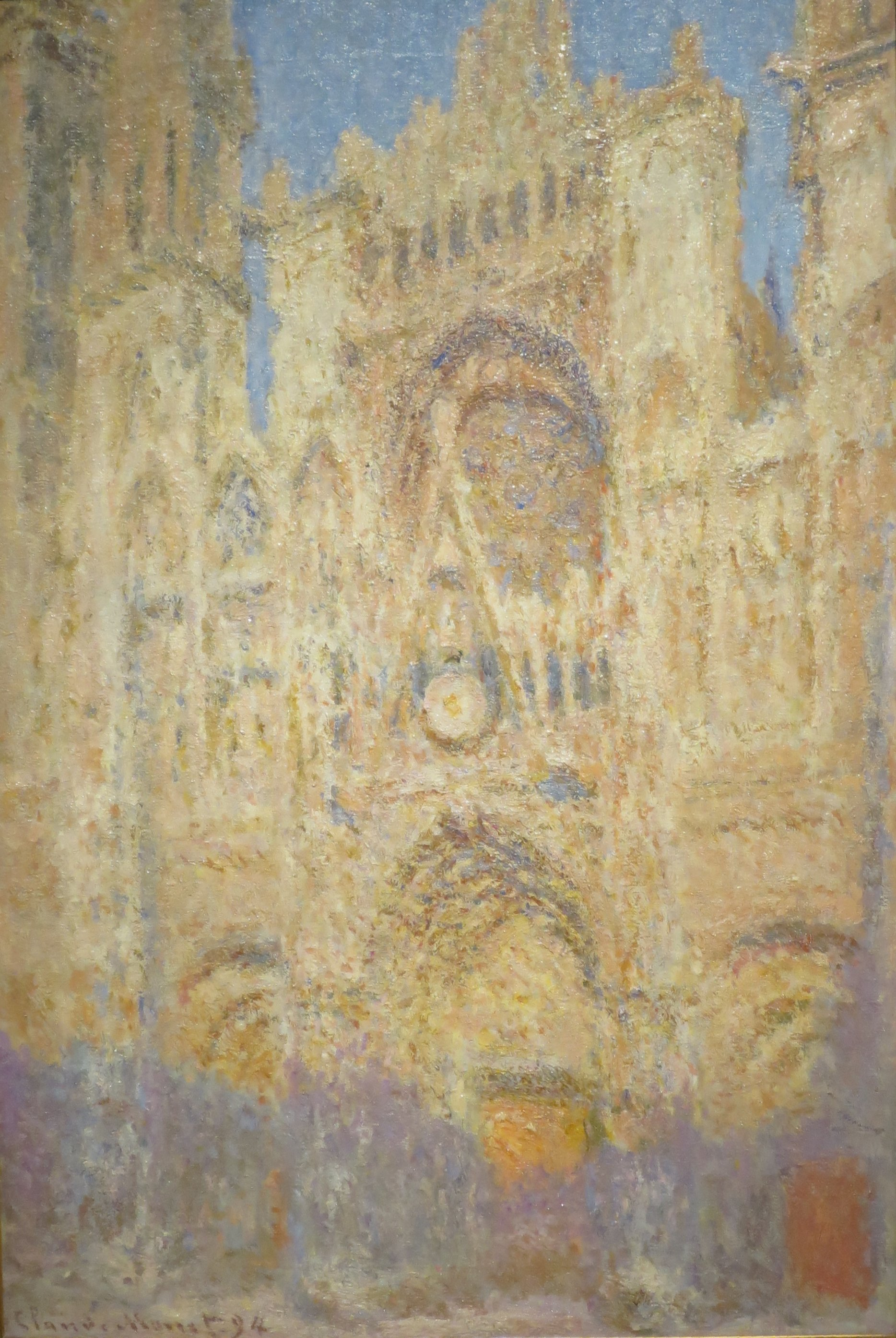
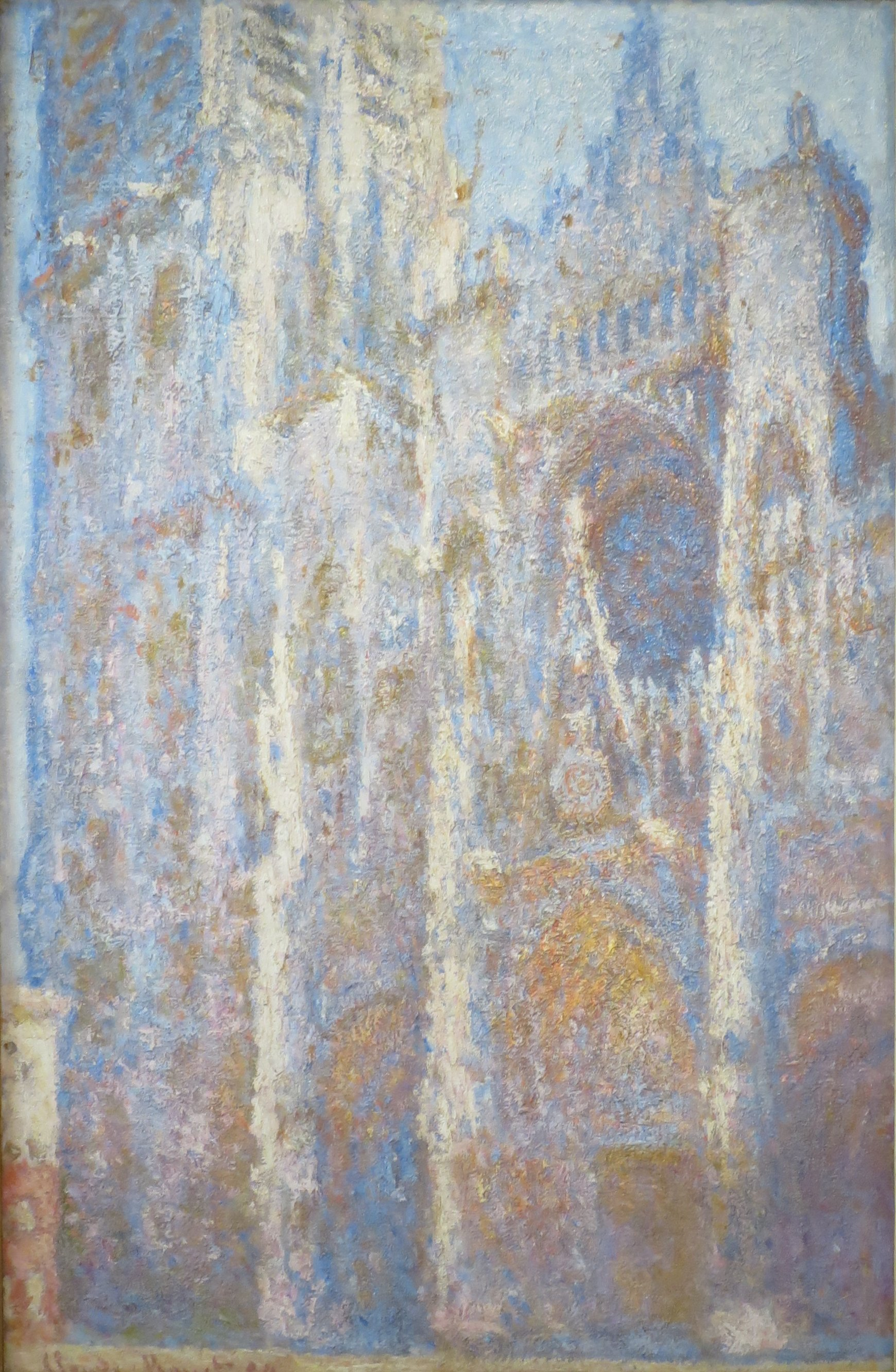
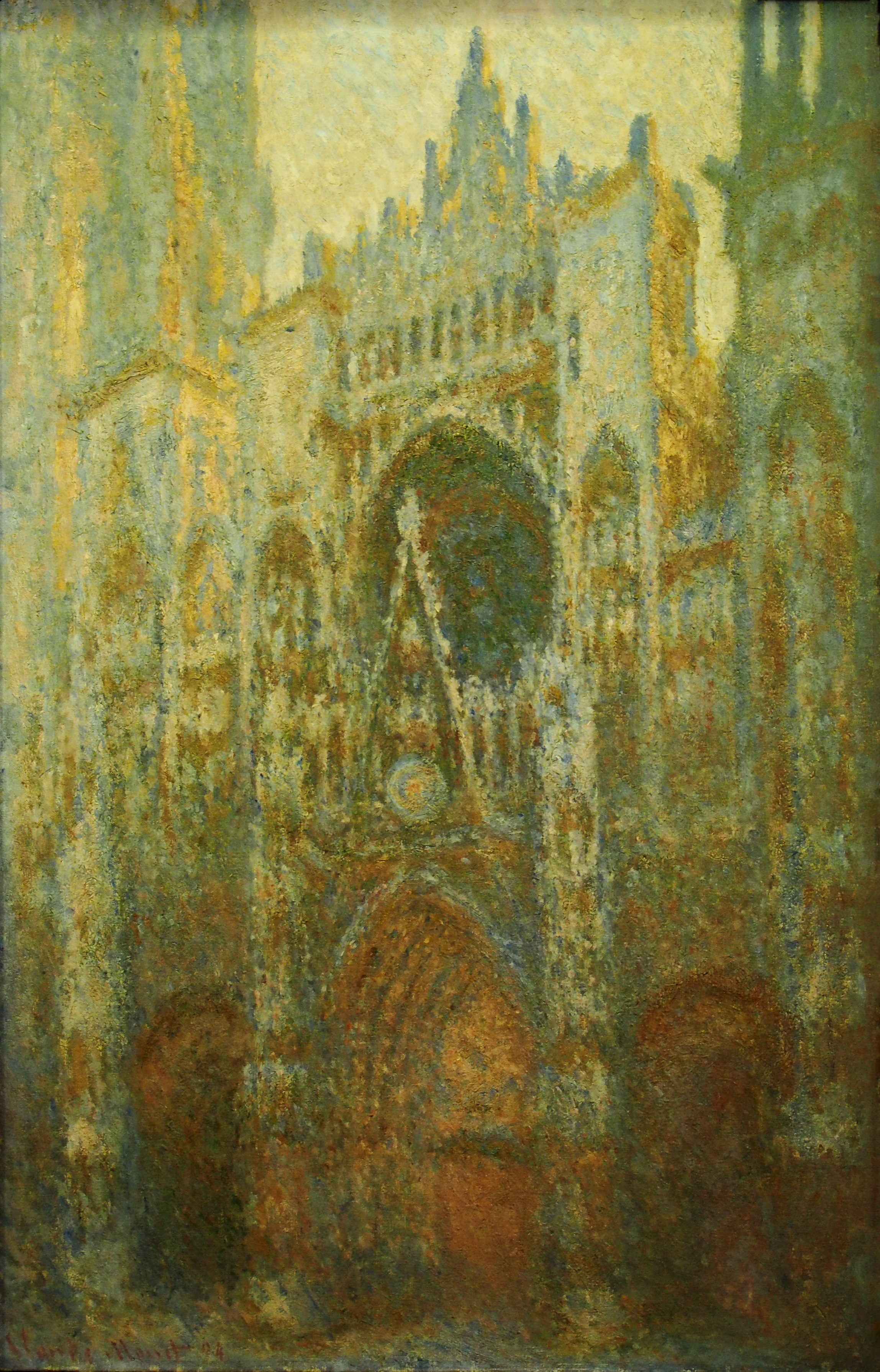
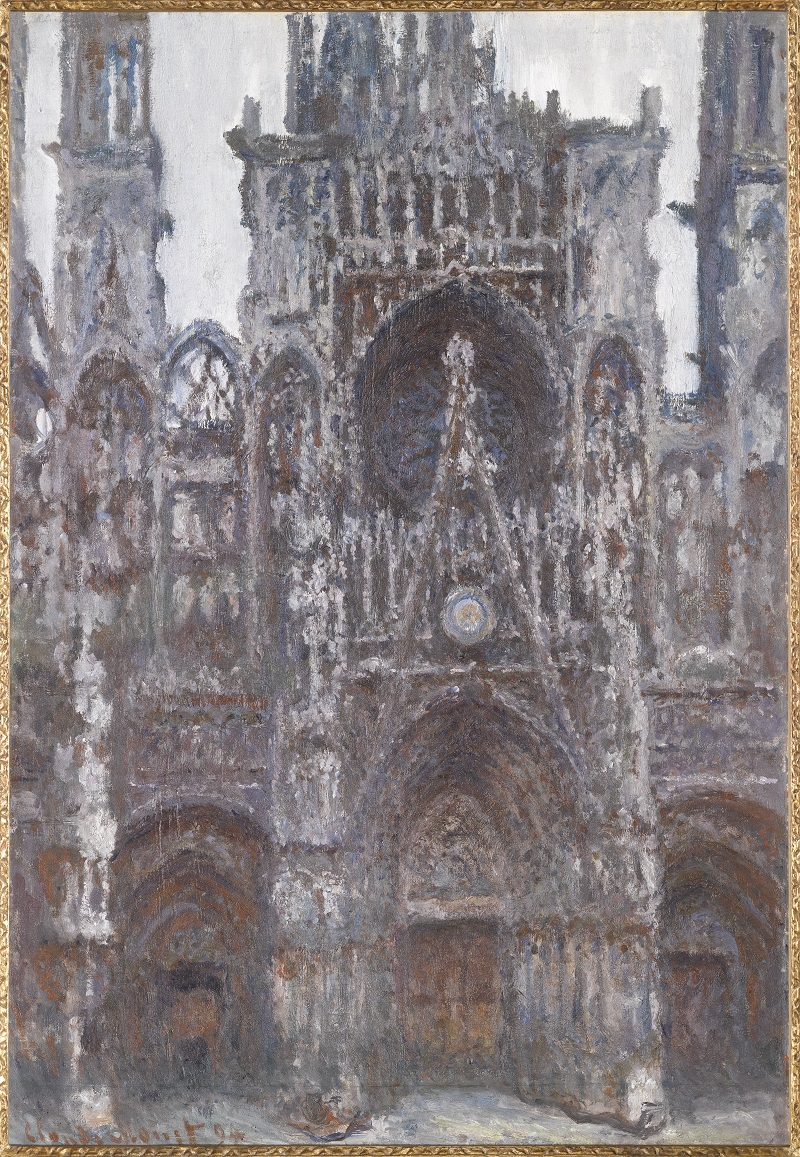
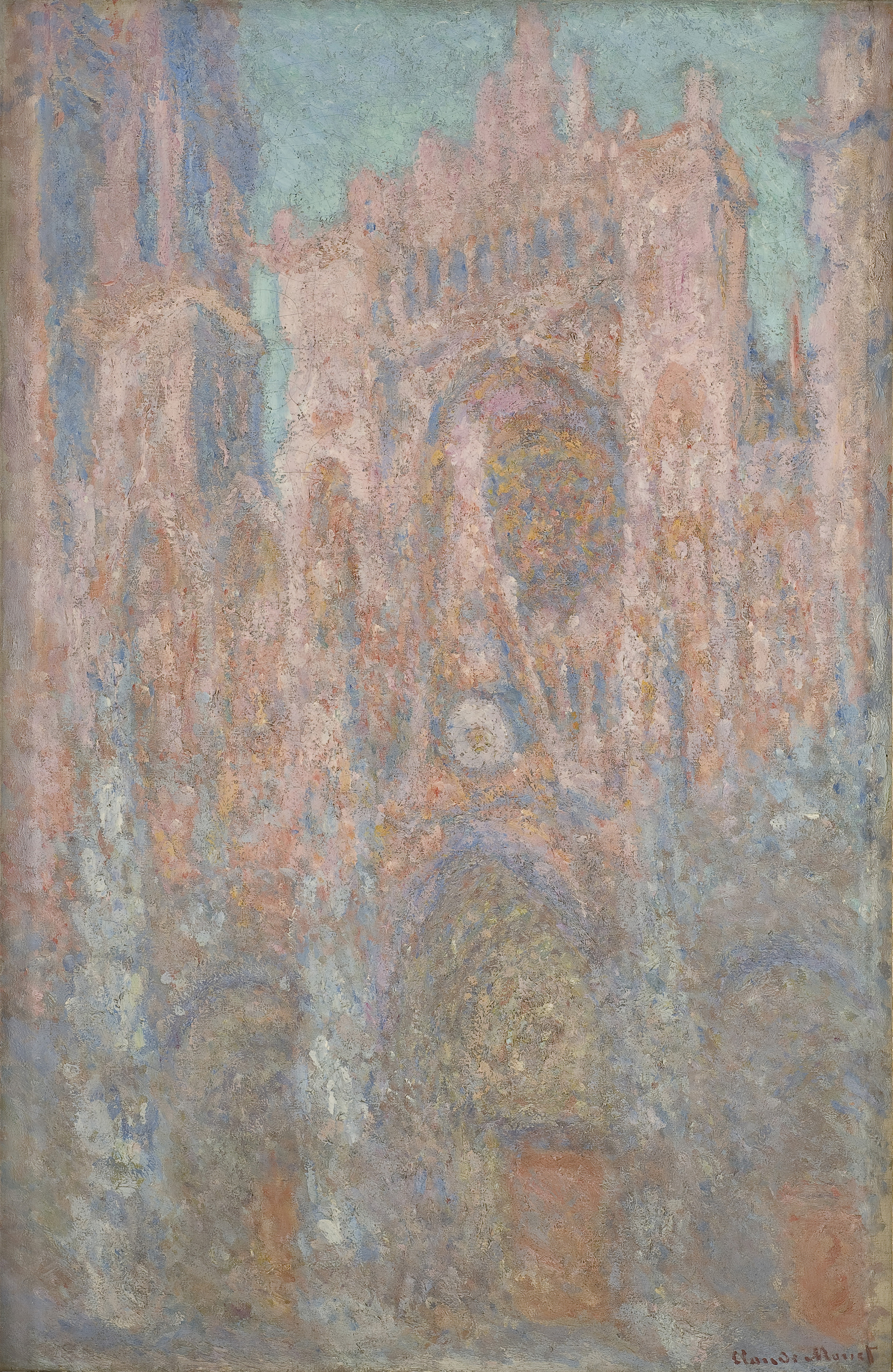
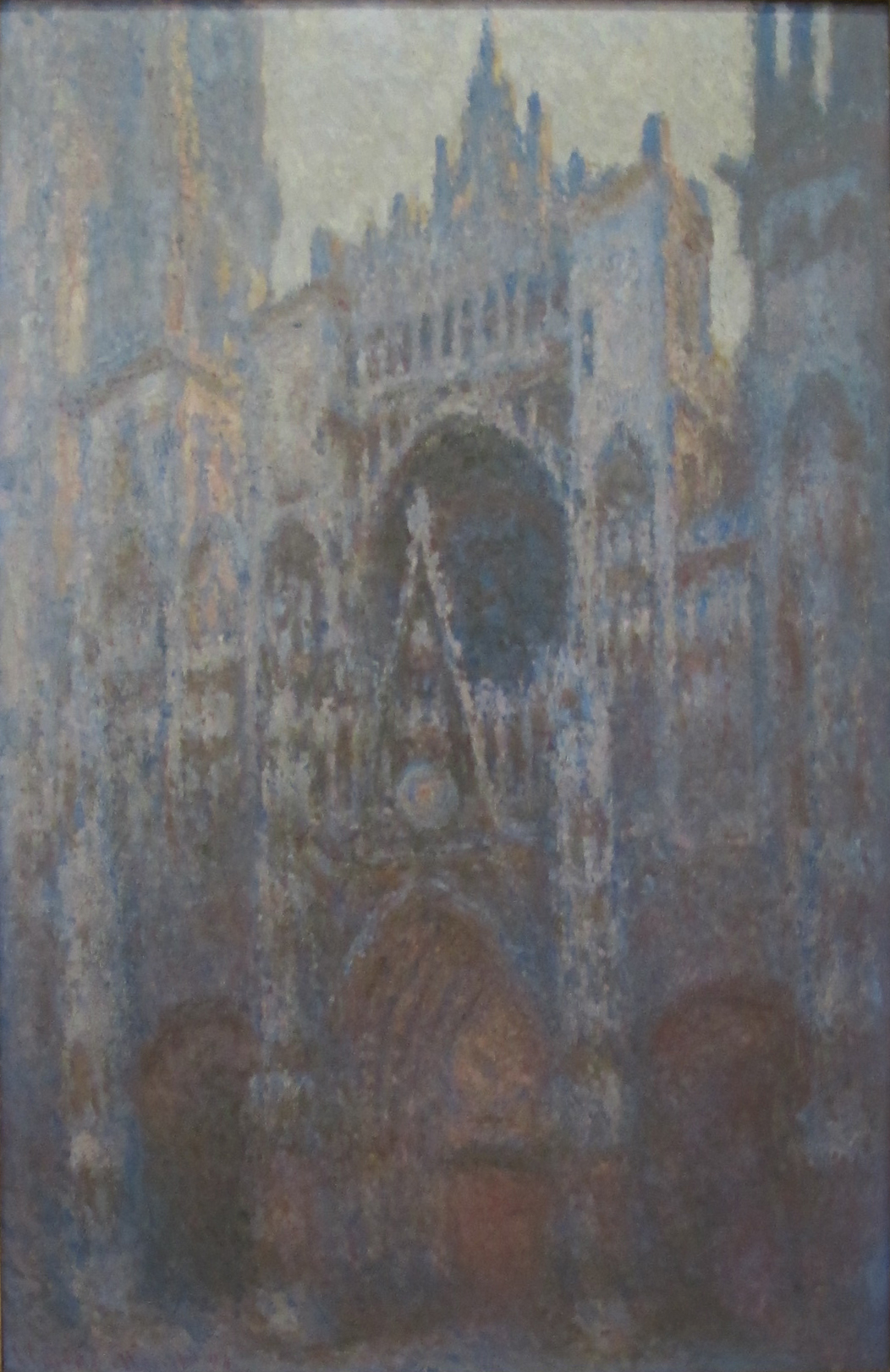
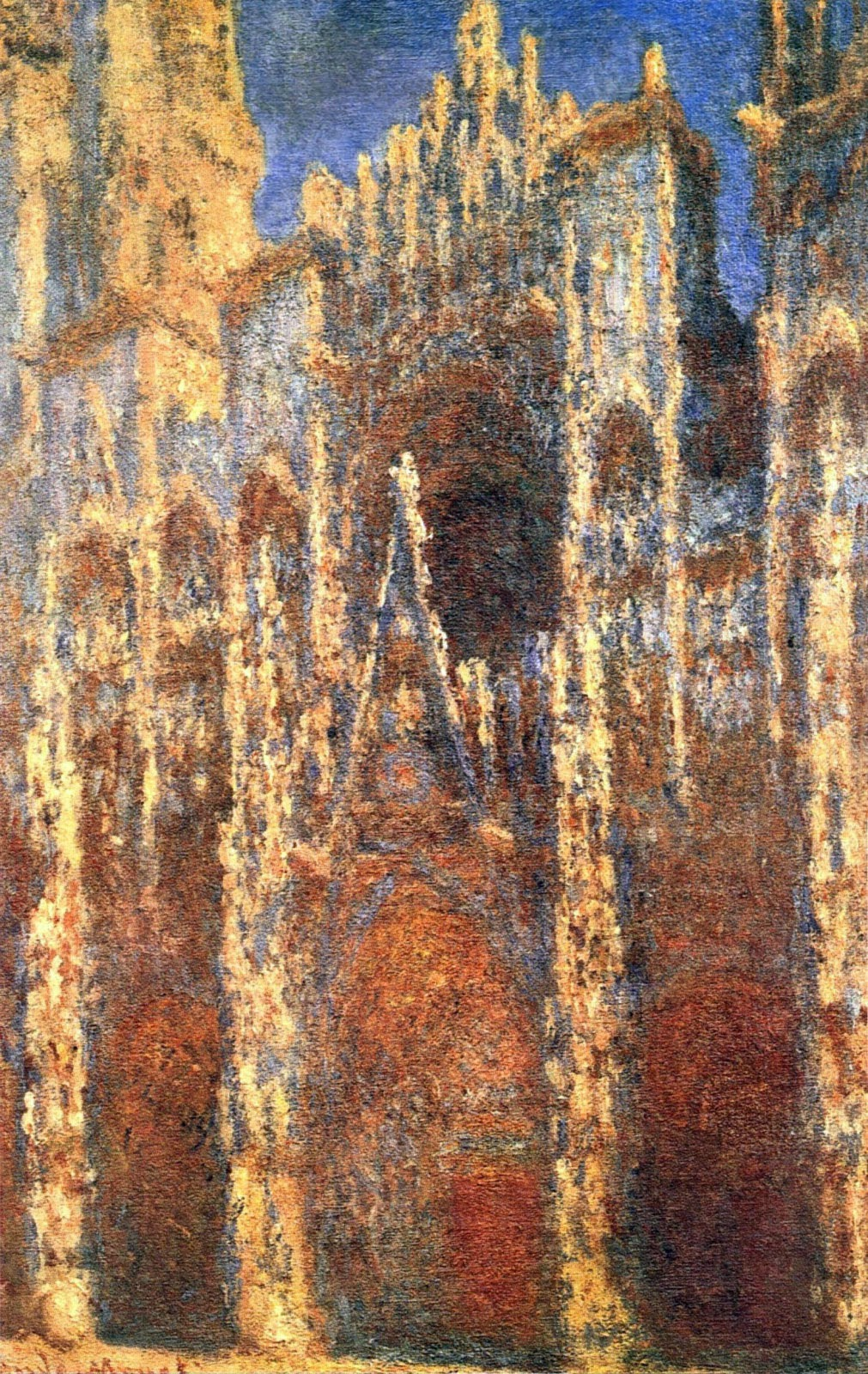

### Vistas de Londres (1899-1904)
En el otoño de 1899, con su esposa, hizo el primero de una serie de tres viajes a Londres para visitar a su hijo Michel, que vivía allí desde la primavera. Durante estas tres estancias de 1899 a 1901, pintó una serie dedicada al Parlamento de Londres y cuyo tema recurrente es la niebla sobre el Támesis. La producción de esta serie continúa con un trabajo de retoque en el estudio hasta 1904. La serie Vistas del Támesis en Londres 1900 a 1904 se exhibe en mayo y junio de 1904 y constituye el mayor triunfo de la carrera del pintor hasta entonces.
En 1900, los impresionistas fueron expuestos en la Exposición Universal de París, un signo de reconocimiento oficial. Sus lienzos, dos de ellos de Monet, se colocan en el Grand Palais como parte de la exposición del Centenario.
En 1904, del 9 de mayo al 4 de junio, Monet expuso en la galería de Durand-Ruel. Presenta treinta y siete vistas del Támesis en Londres. A pesar de obtener un éxito innegable, las voces críticas, más receptivas a las formas geométricas impuestas por Cézanne, se manifiestan, rechazando la disolución de las formas que Monet muestra en sus lienzos.

Serie de Vistas de Londres
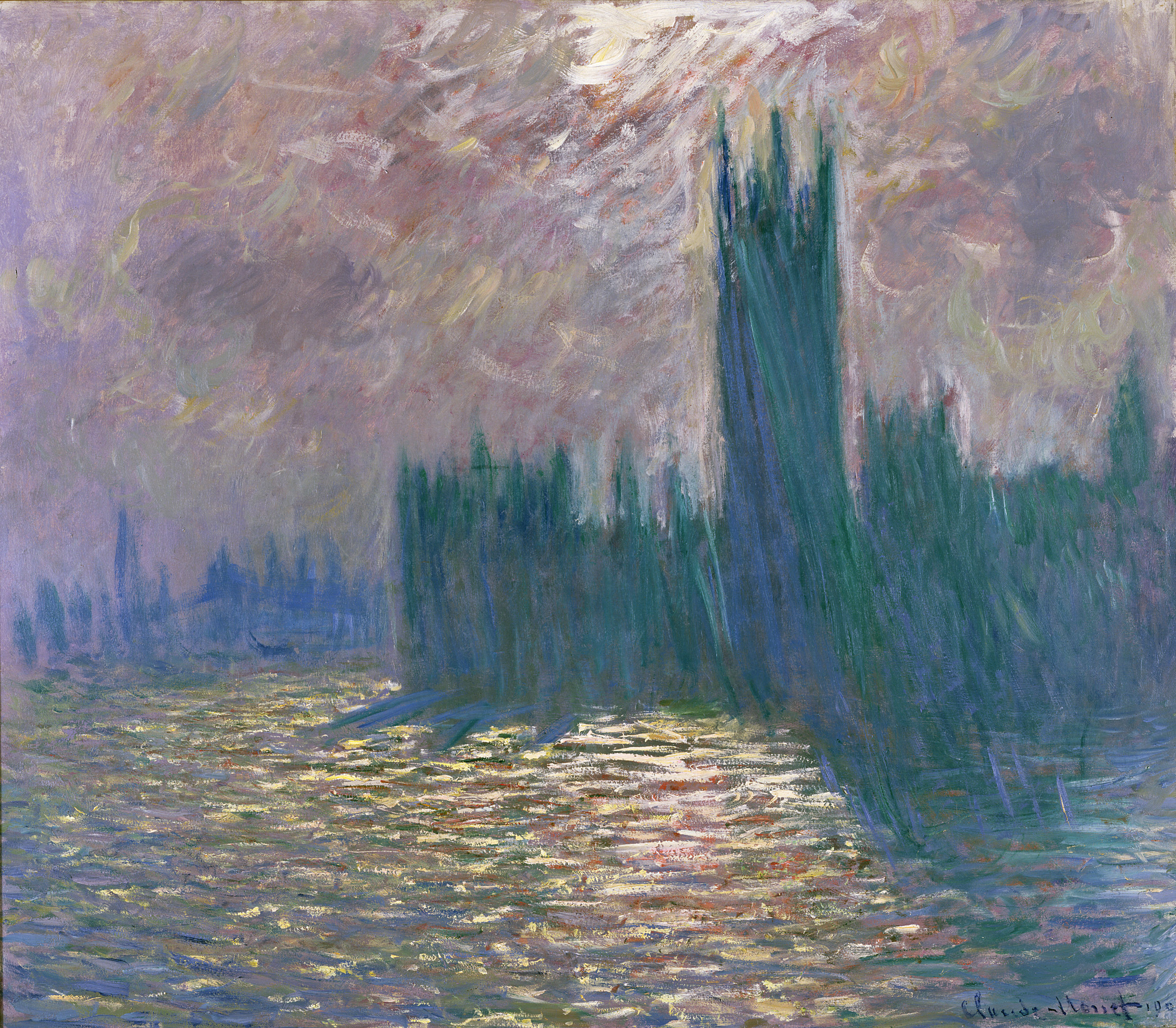
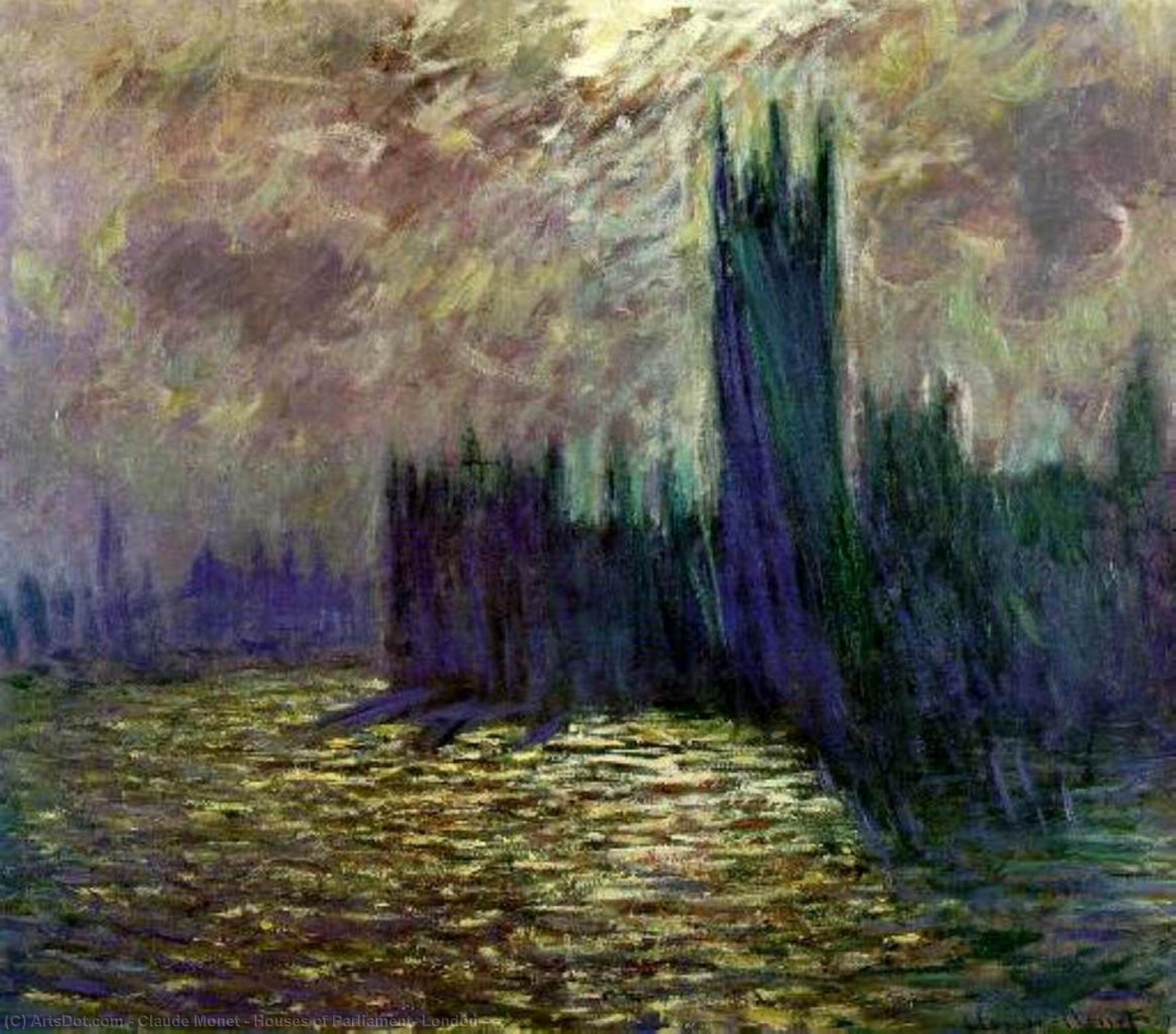
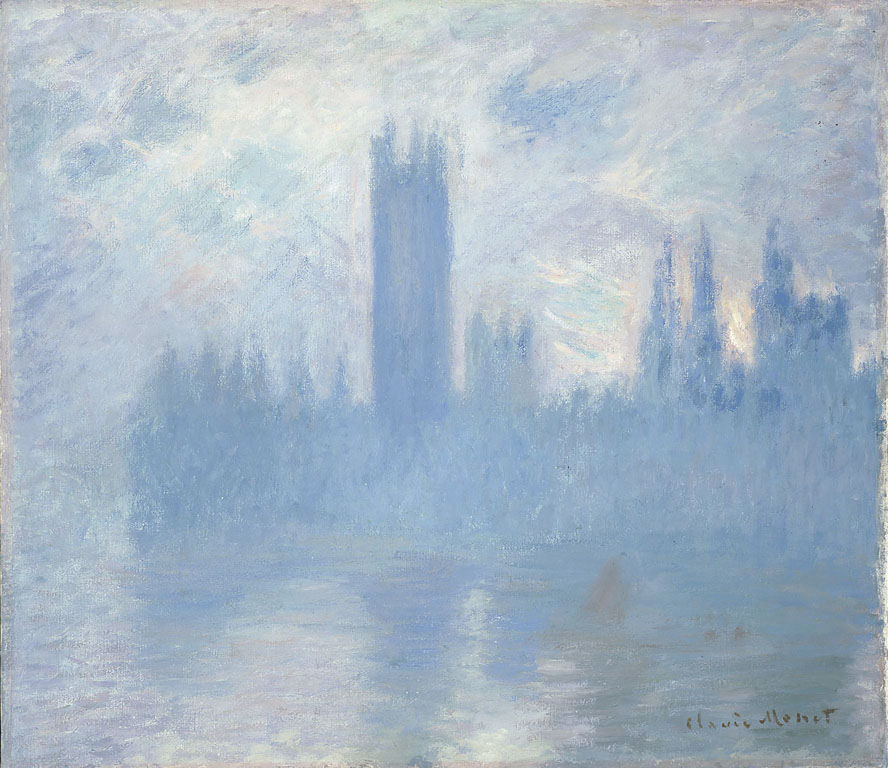
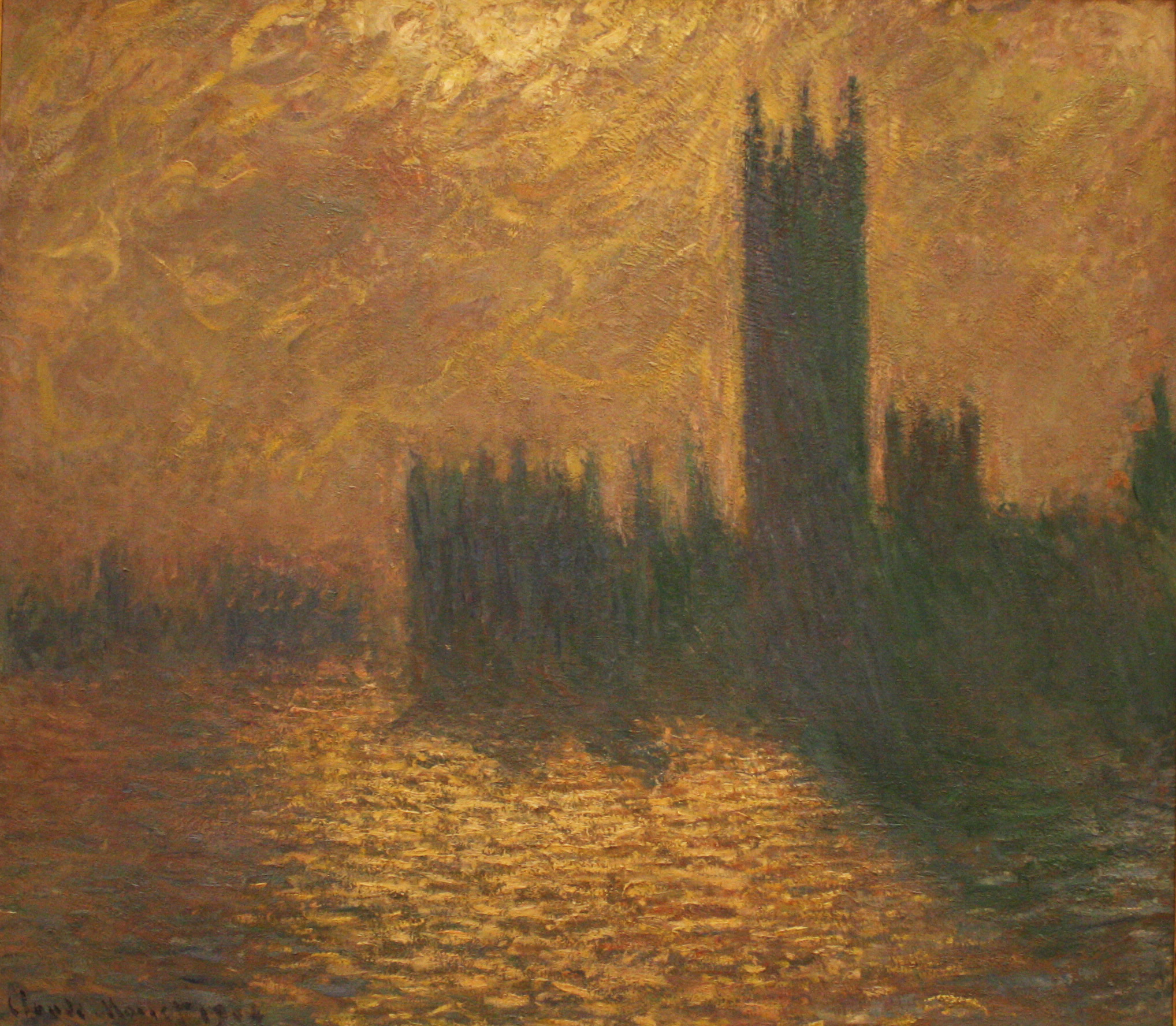
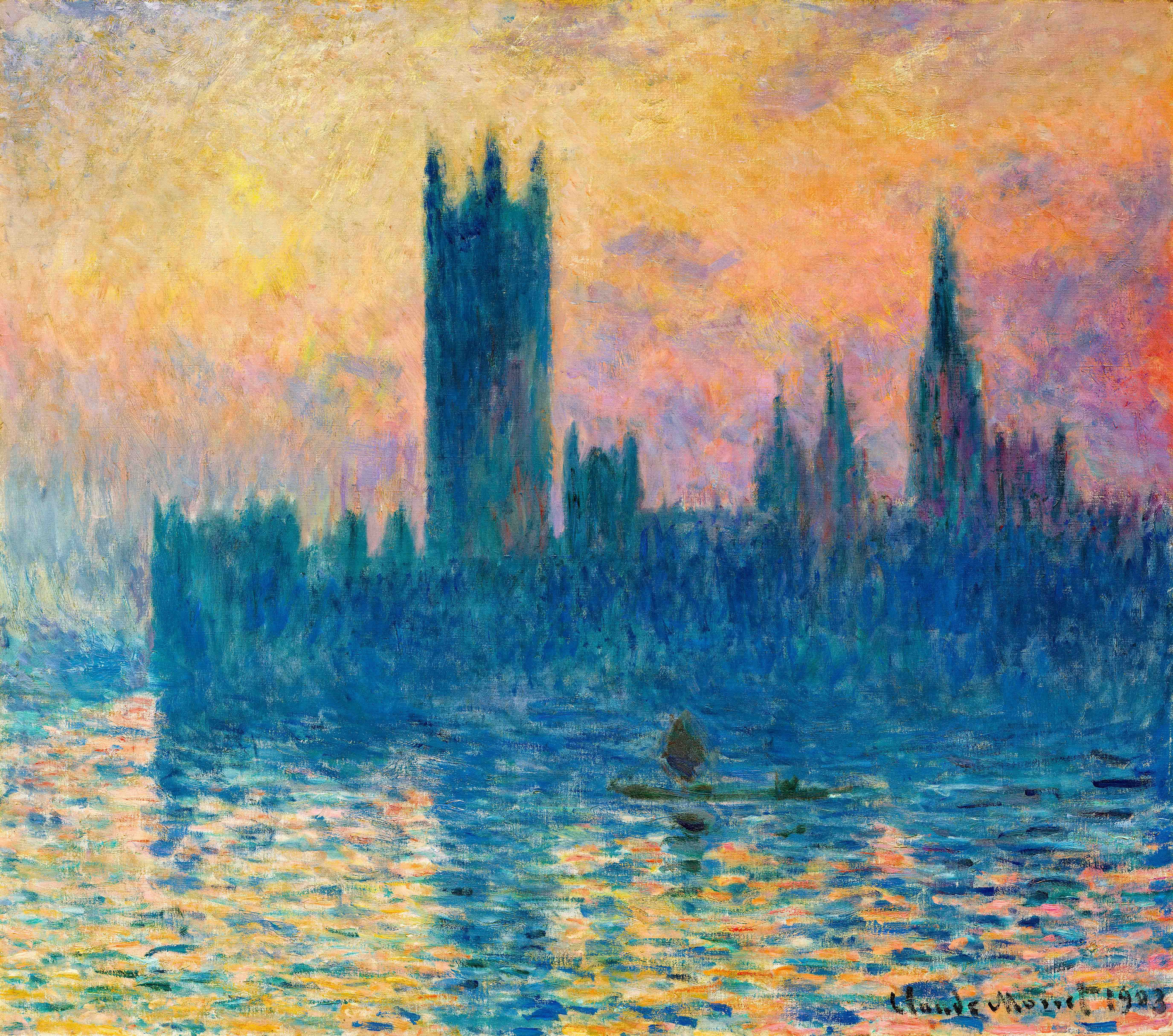
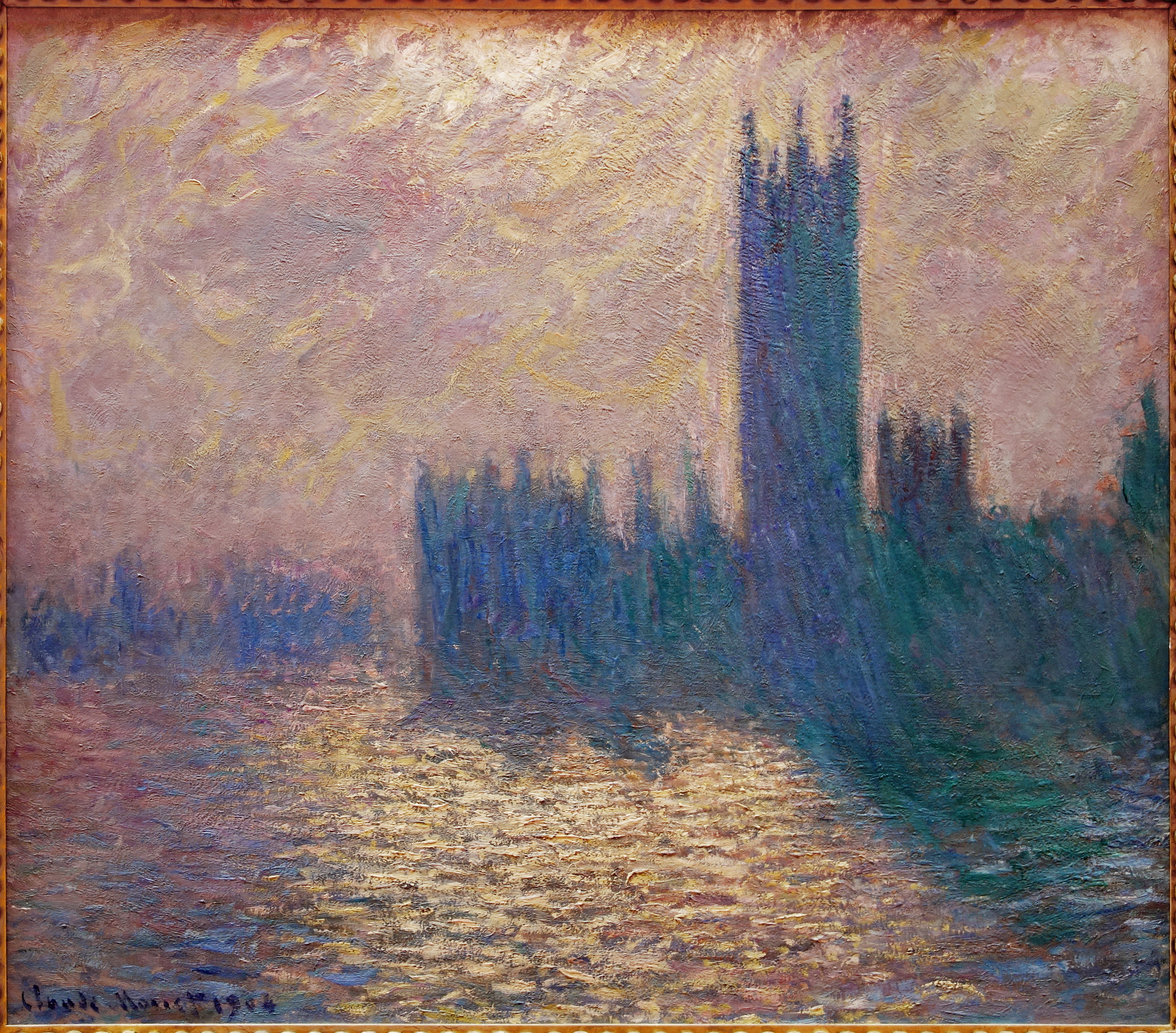
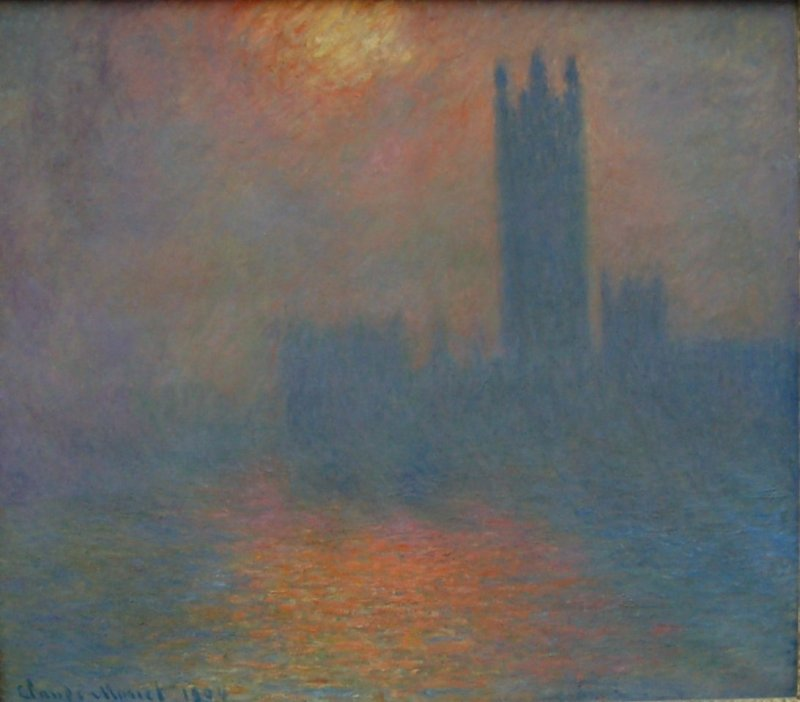
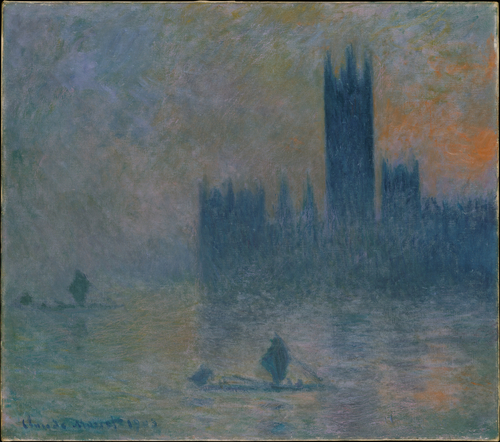
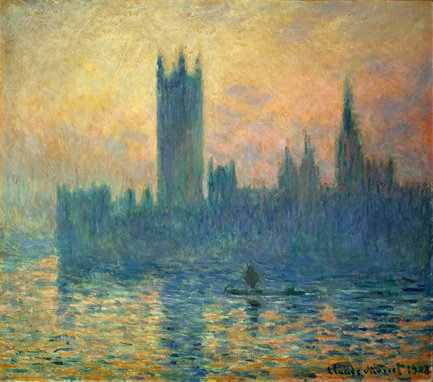
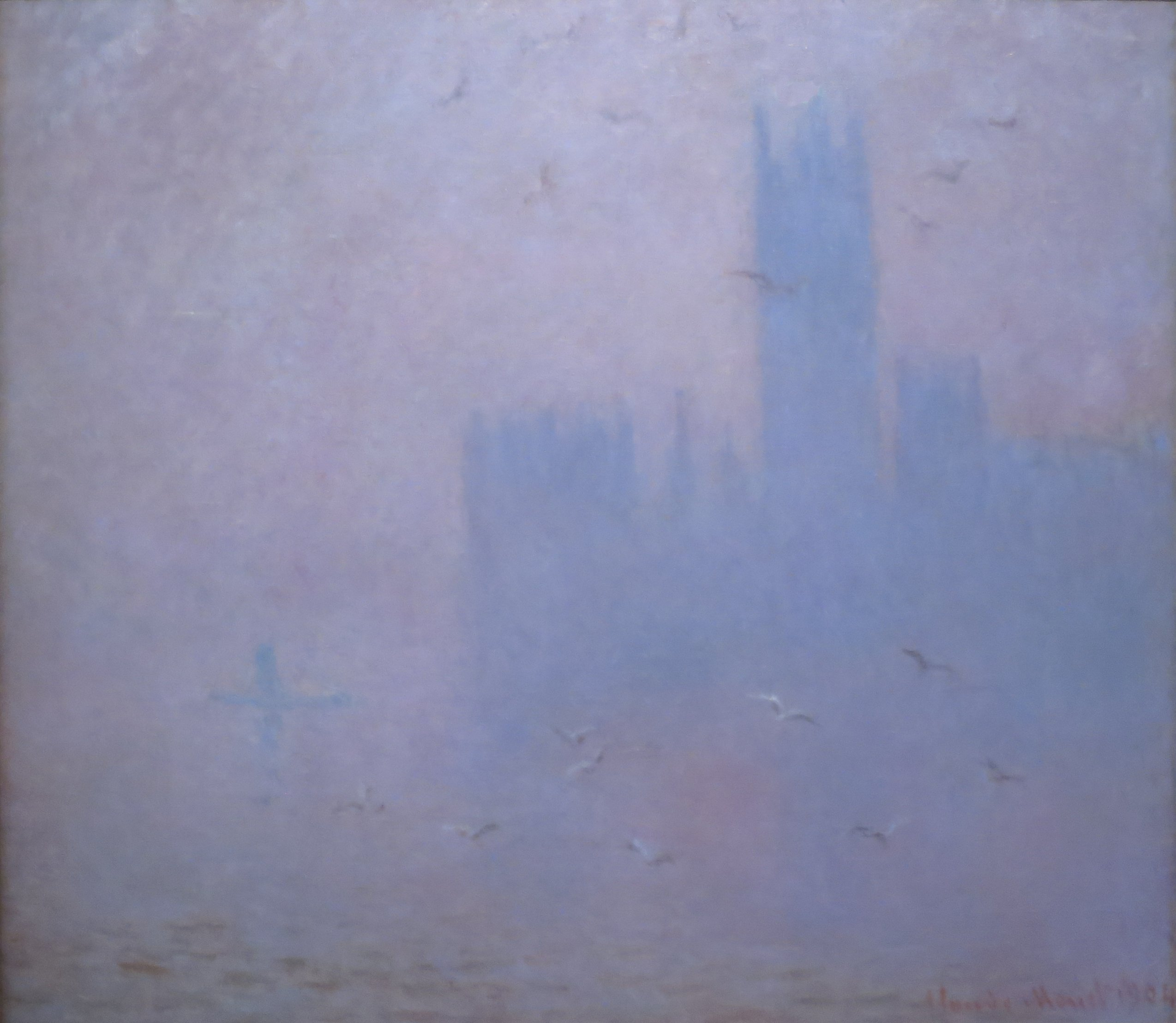

### Los Nenúfares
Después de Londres, Monet pintó principalmente la naturaleza controlada: su propio jardín, sus nenúfares, su charca y su puente. Del 22 de noviembre al 15 de diciembre de 1900, se realizó una nueva exposición dedicada a estos temas en la Galería Durand-Ruel. Se presentan una docena de versiones de Les Nymphéas. La misma exposición se organizó en Nueva York en febrero de 1901, donde fue un gran éxito.
En 1901, Monet agrandó su estanque comprando un prado en el otro lado del Ru, el río local. Luego divide su tiempo entre el trabajo en la naturaleza y el trabajo en su estudio.
Las pinturas dedicadas a los nenúfares evolucionan según las transformaciones del jardín. Además, Monet cambió gradualmente la estética abandonando, alrededor de 1905, cualquier hito del límite al nivel del agua y por lo tanto de perspectiva. También cambió la forma y el tamaño de sus lienzos de soportes rectangulares a soportes cuadrados y luego circulares.
Sin embargo, es importante señalar que estas pinturas se crean con gran dificultad: Monet, de hecho, pasa el tiempo reanudándolas para encontrar el efecto y la impresión perfectos y, cuando falla, no duda en destruirlos. Después de varios aplazamientos desde 1906, la exposición, llamada Les Nymphéas, serie de paisajes de agua, se inauguró finalmente el 6 de mayo de 1909. Comprendiendo cuarenta y ocho lienzos de 1903 a 1908, esta exposición es de nuevo un gran éxito.

Serie de Los Nenúfares
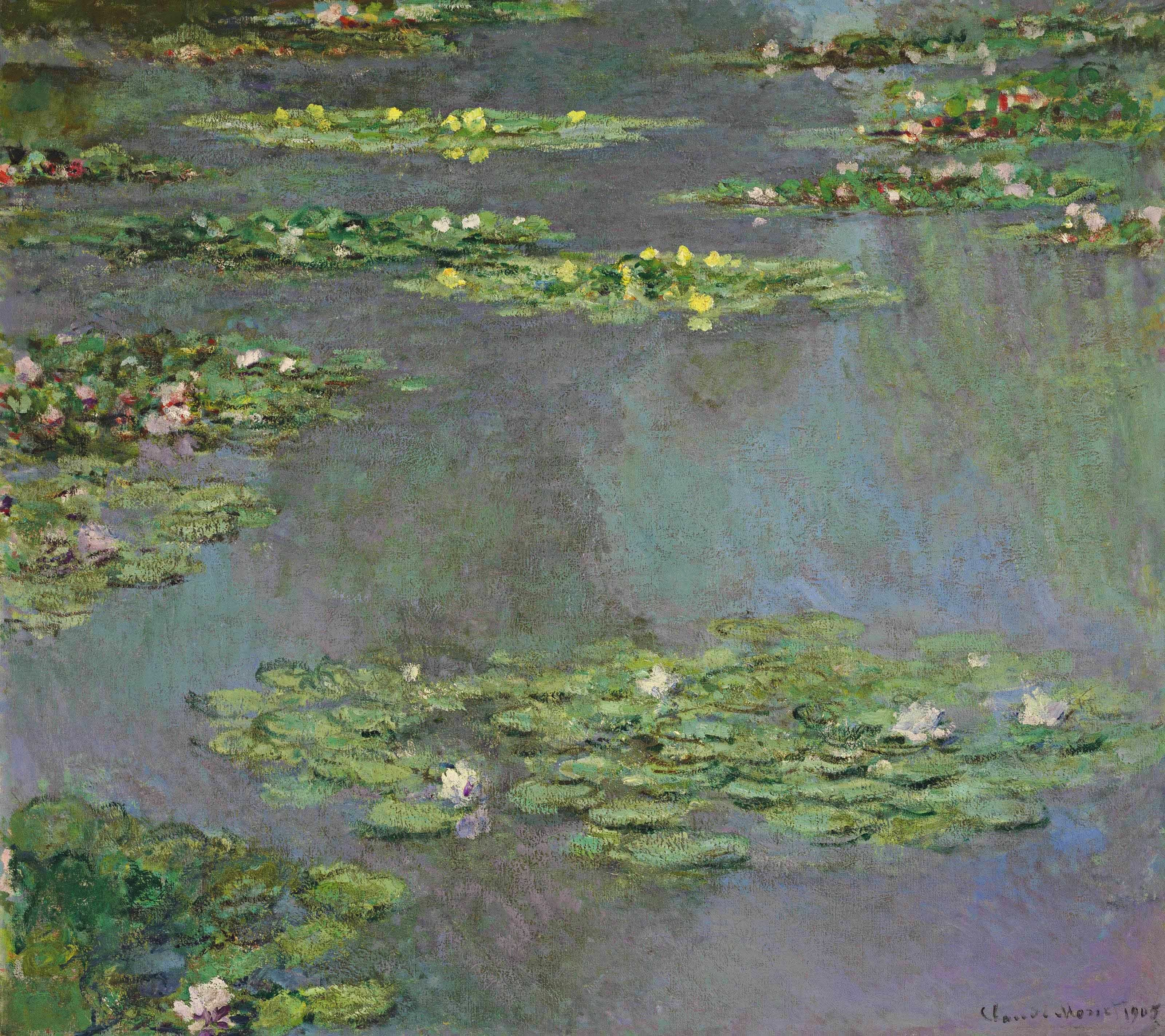
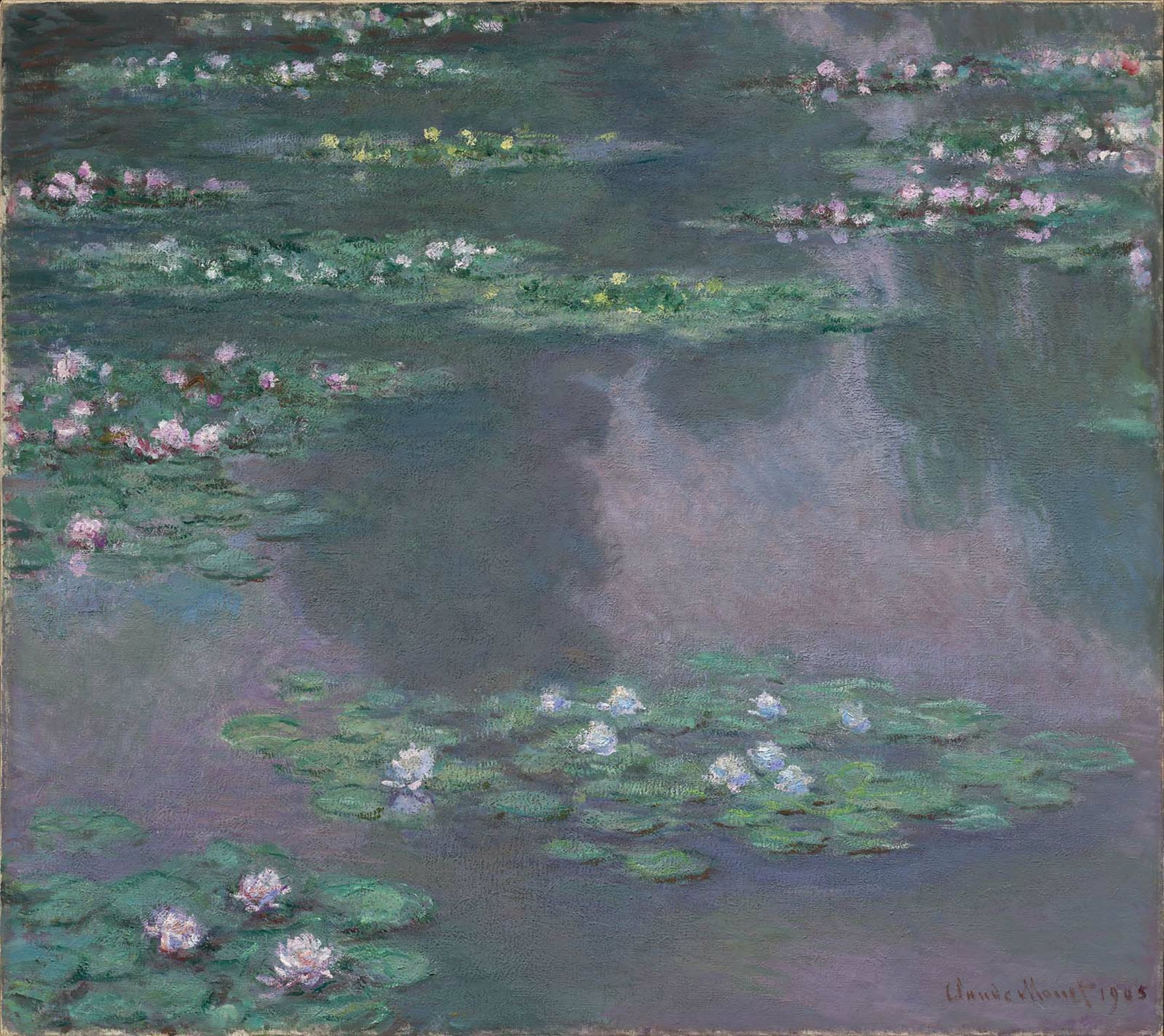
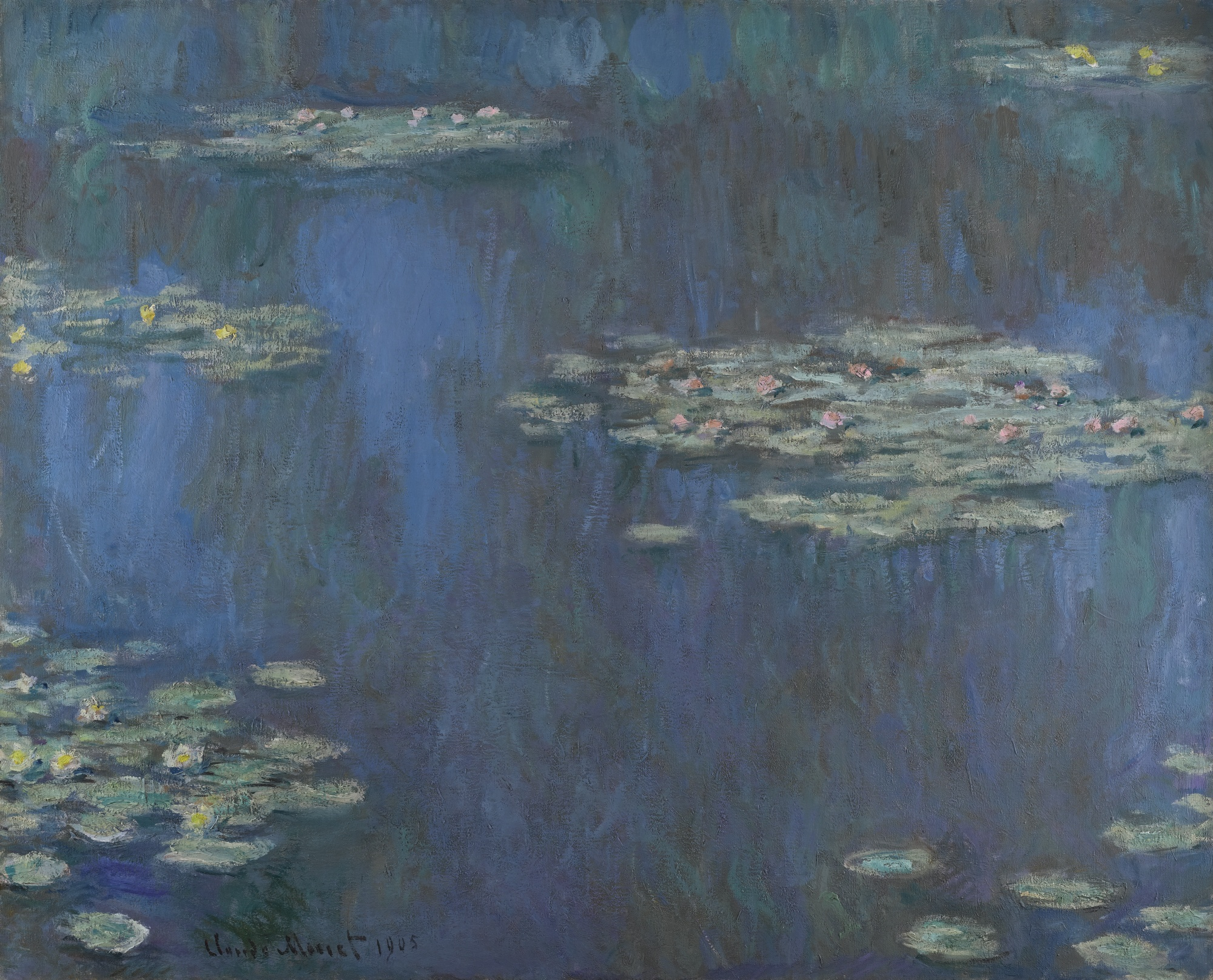
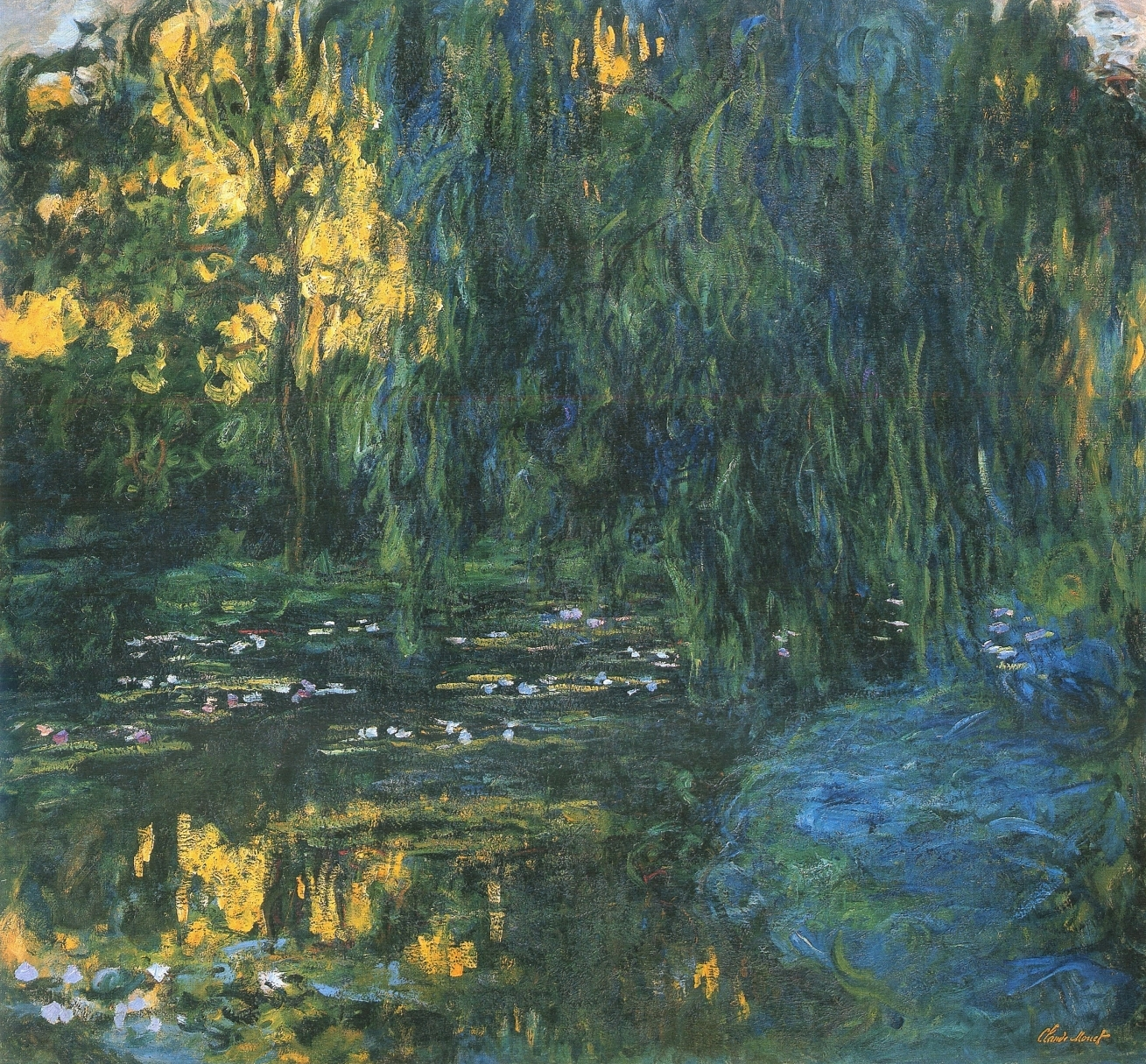
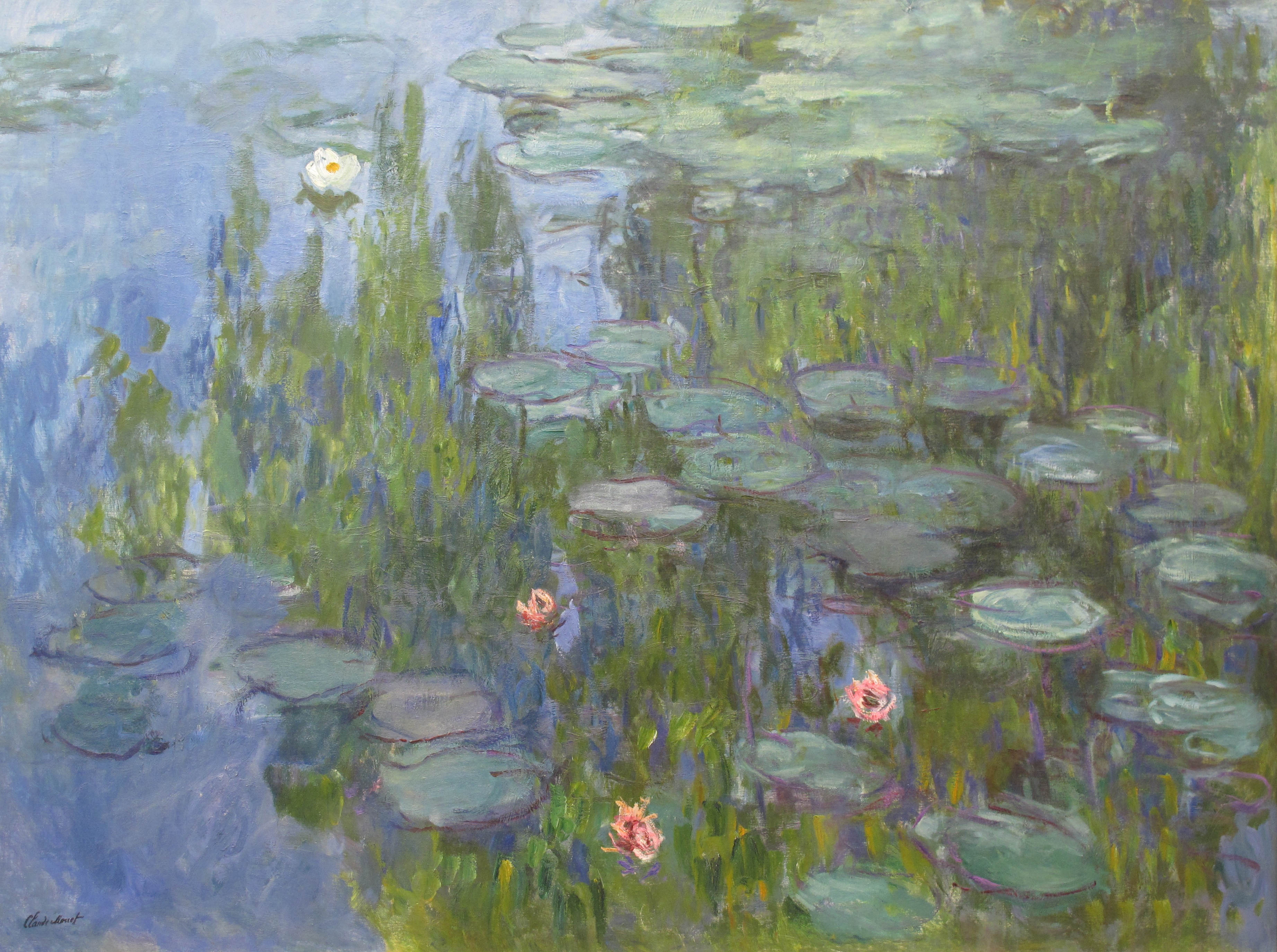
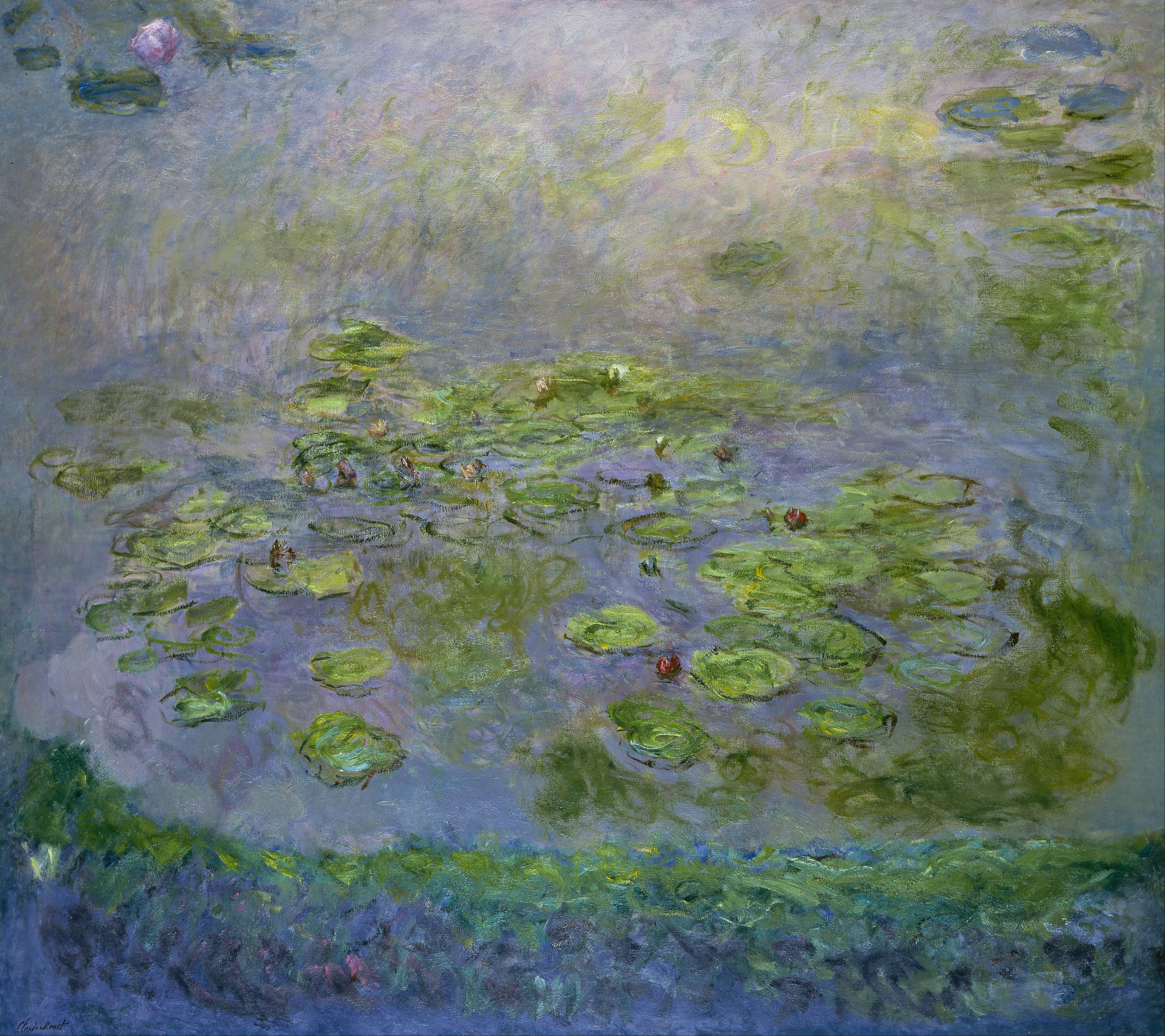
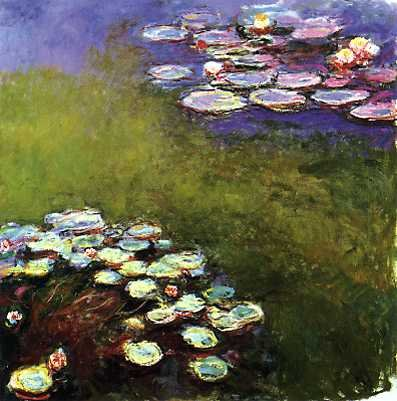
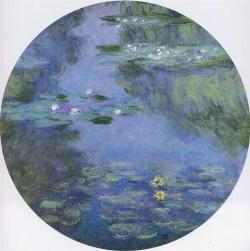
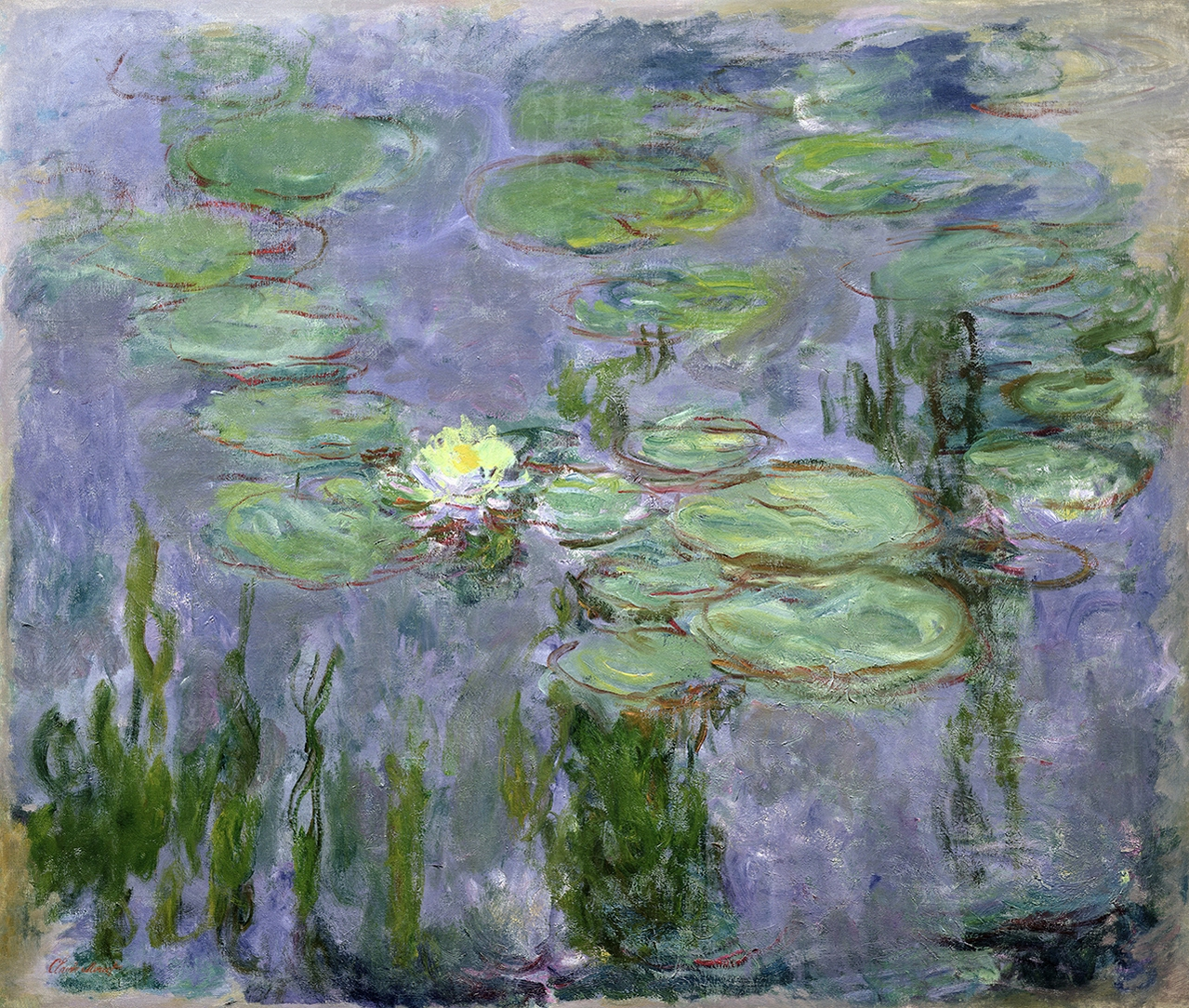
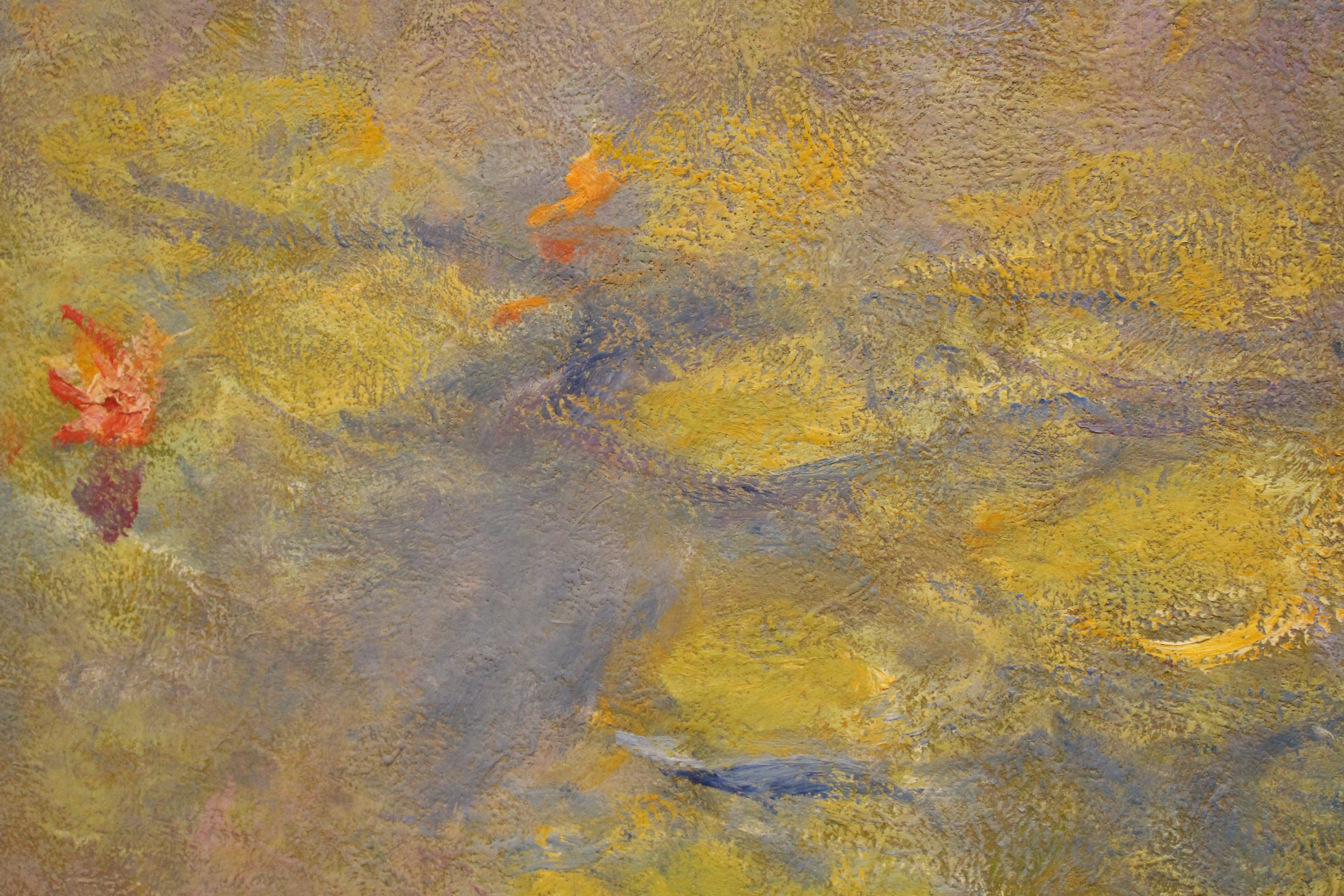
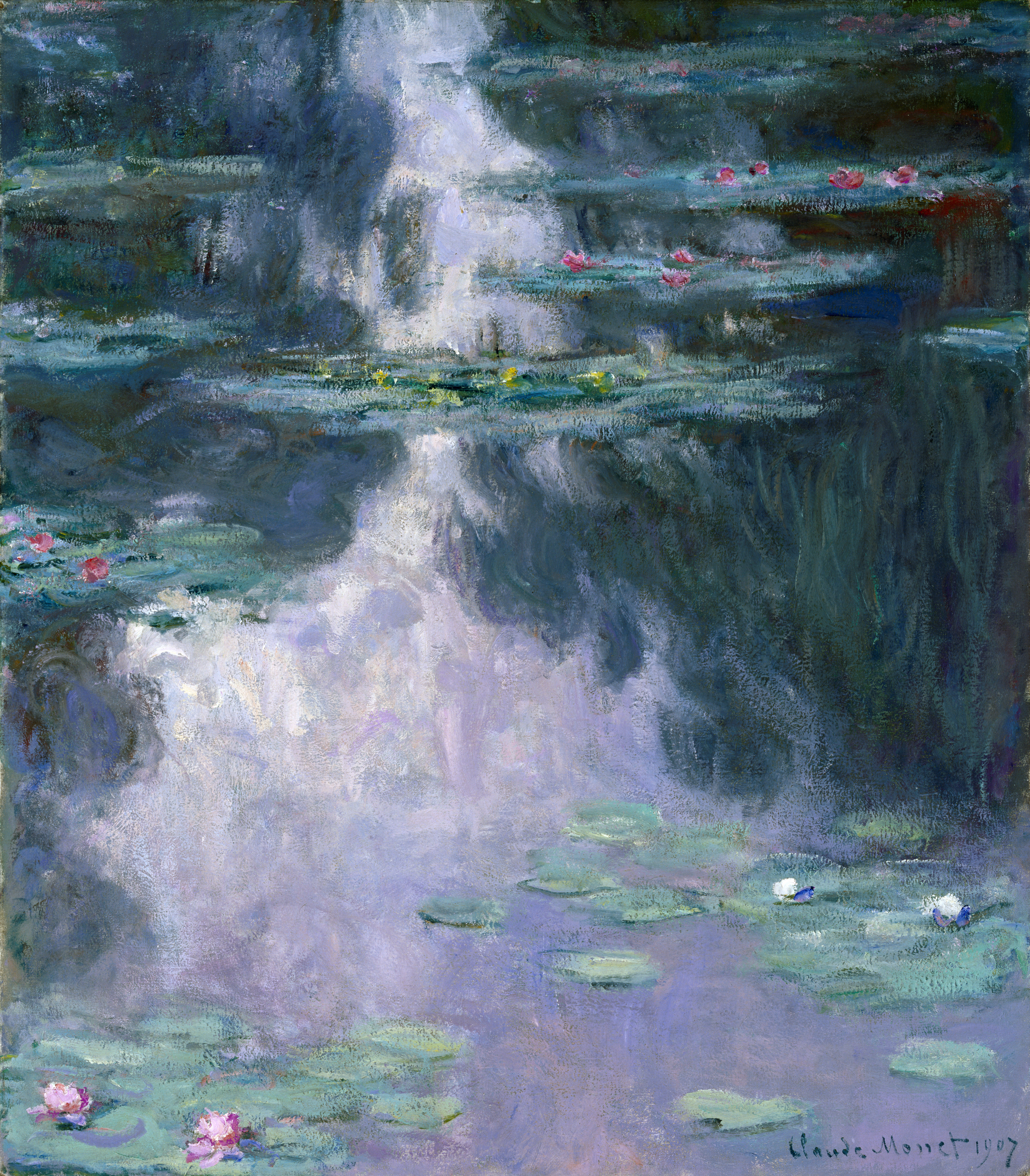
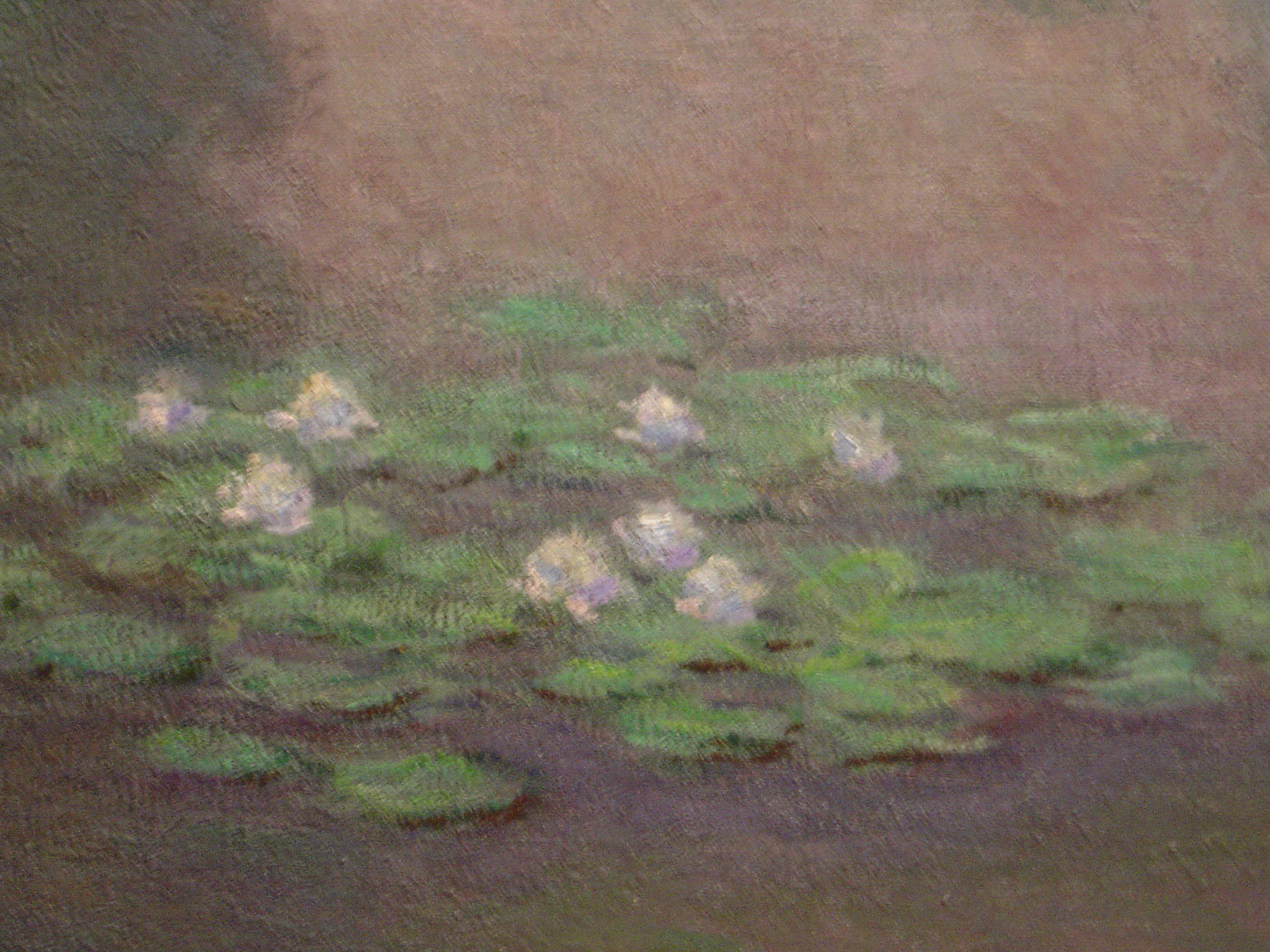
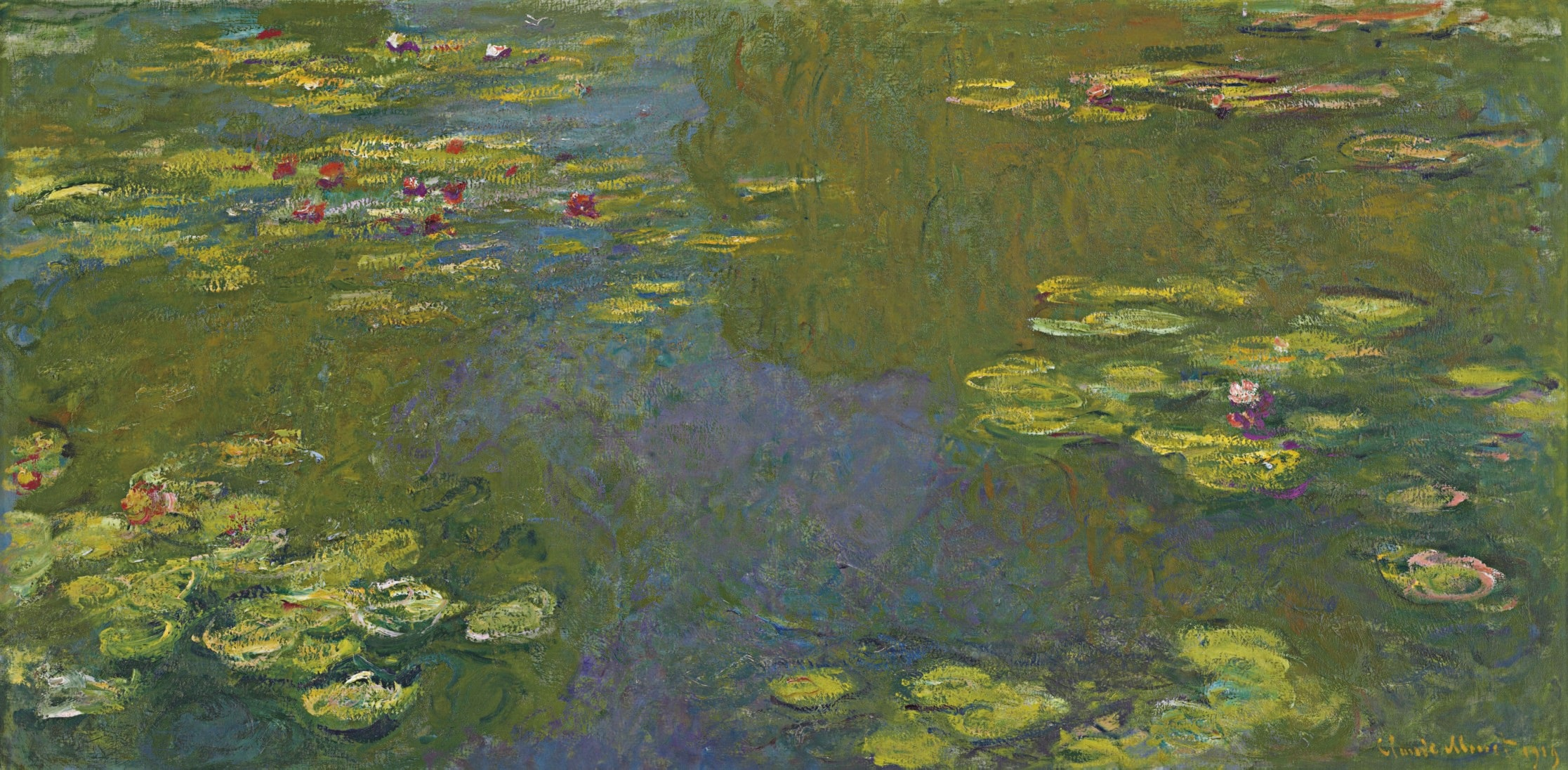
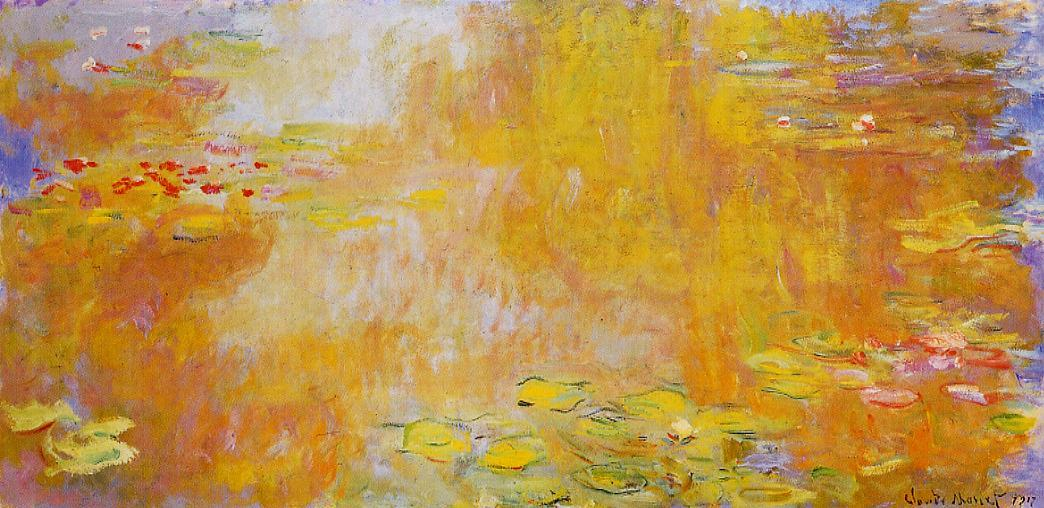
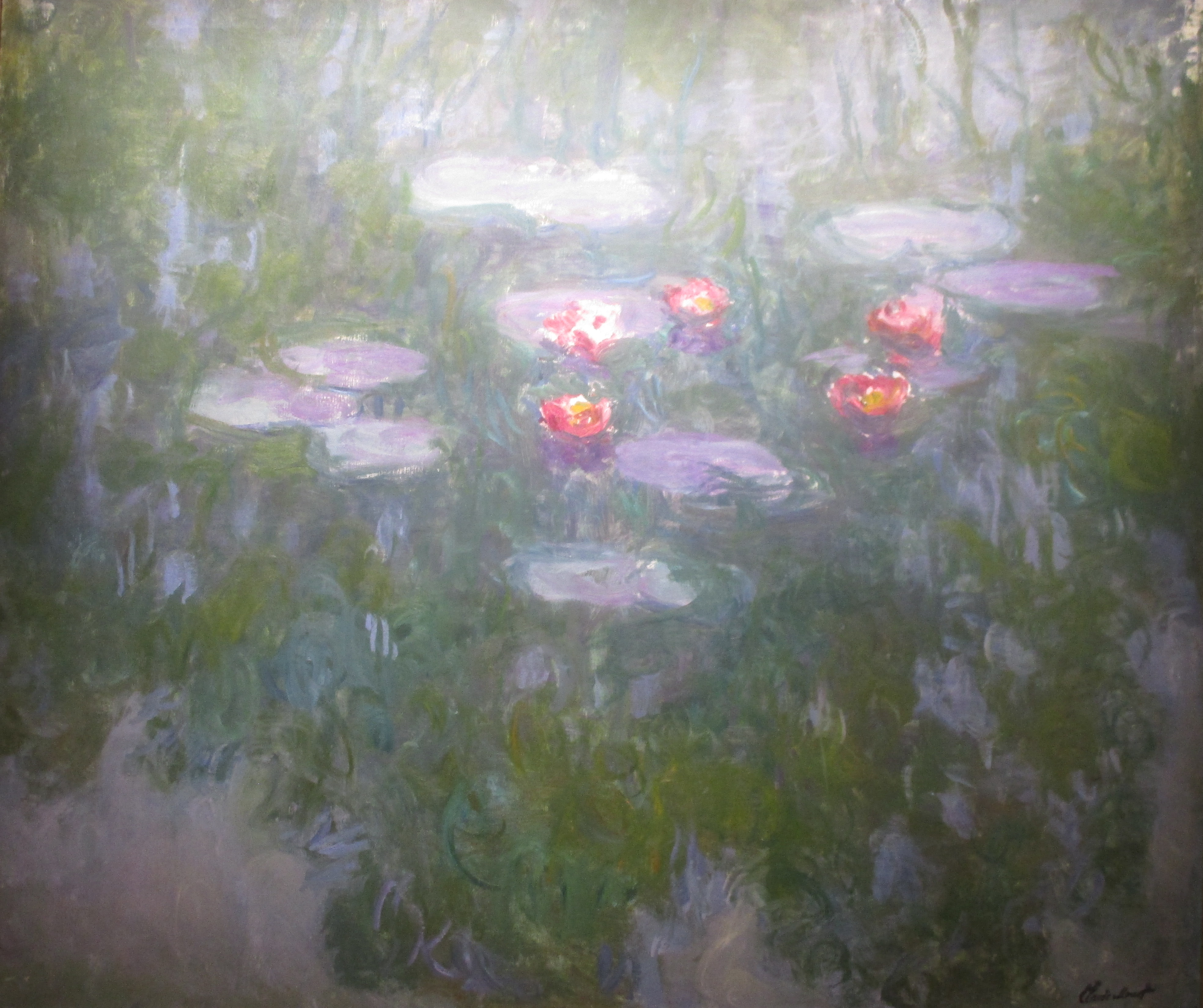
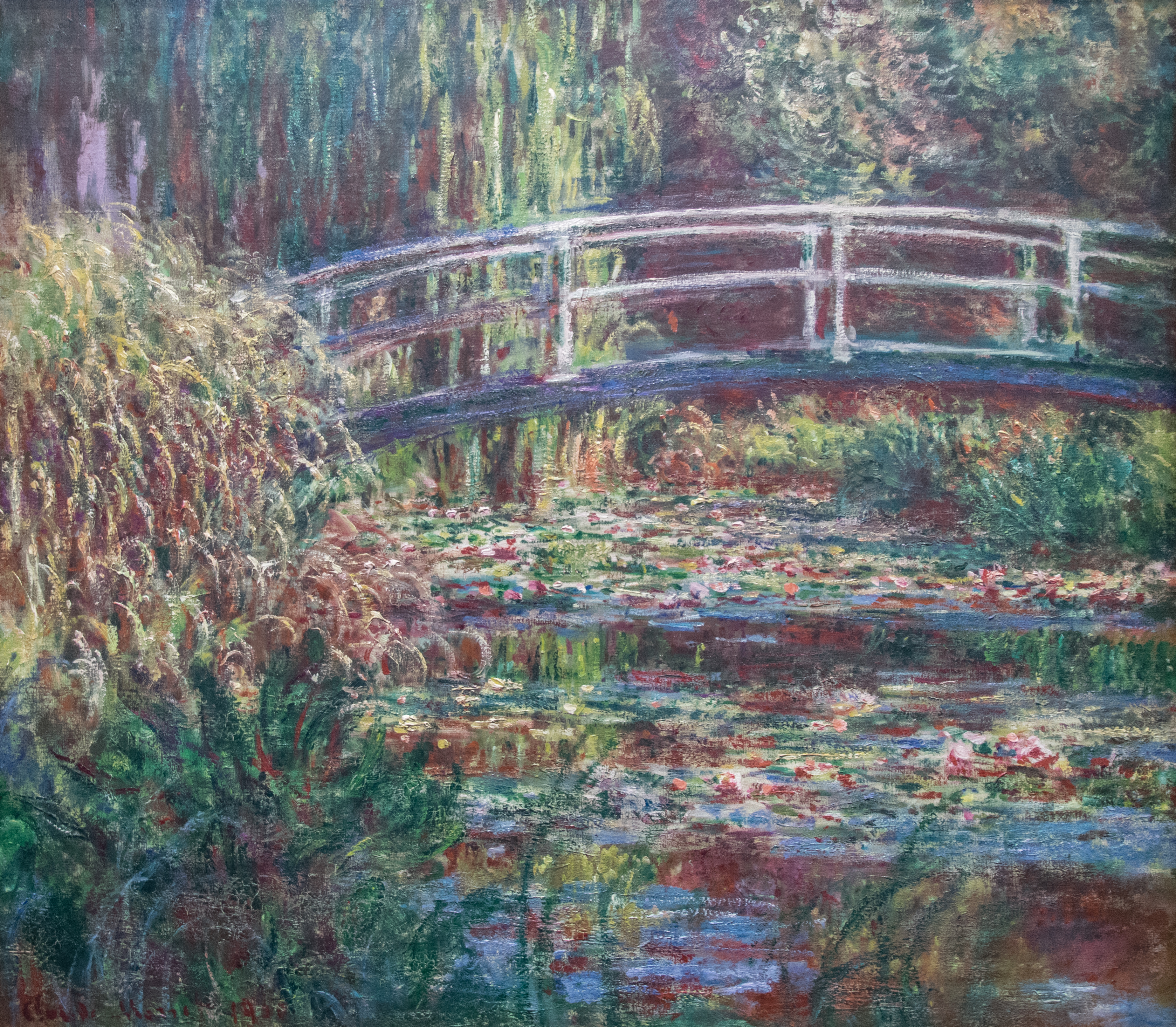
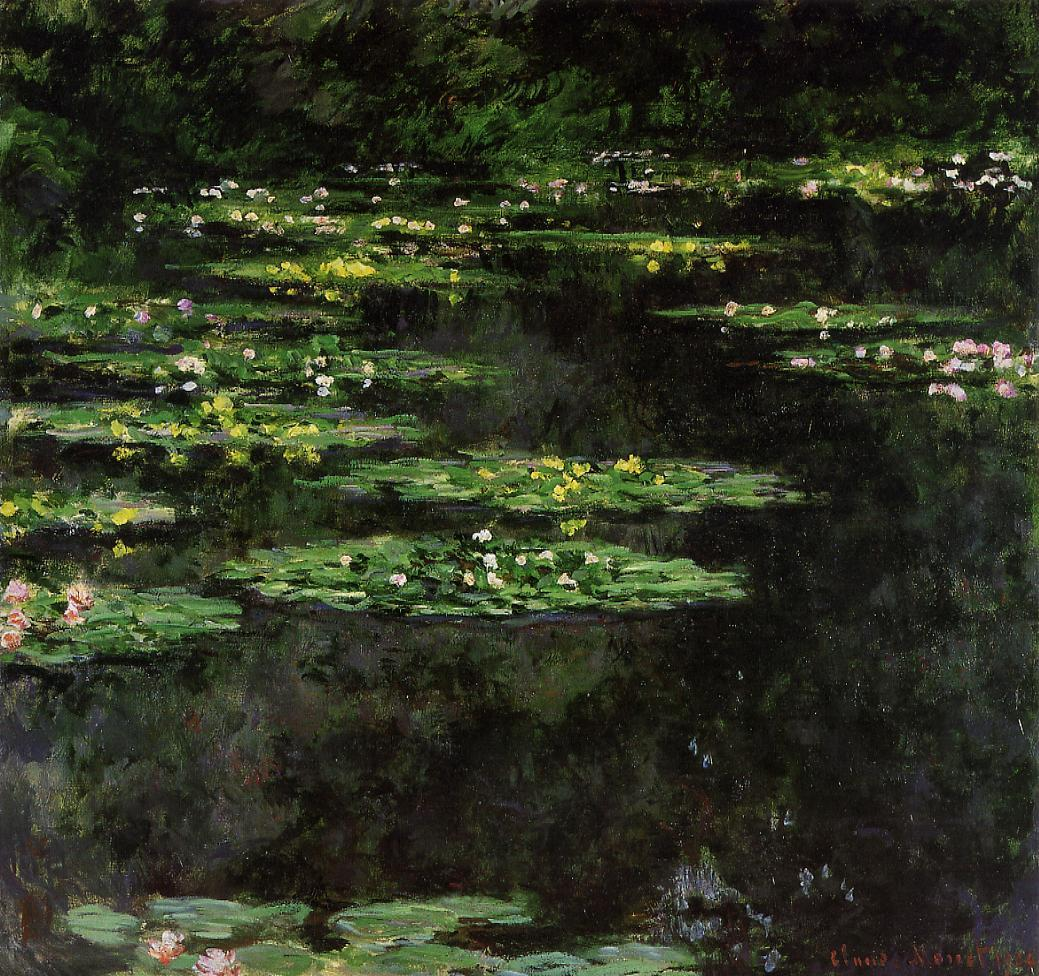
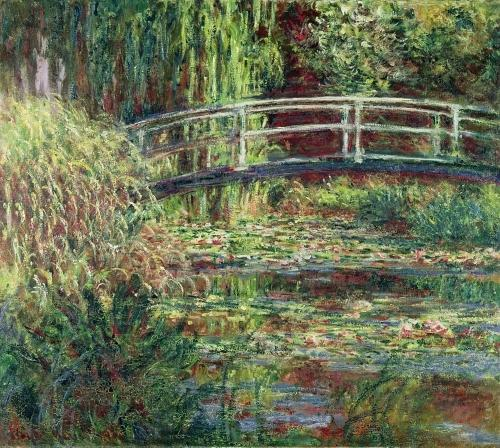
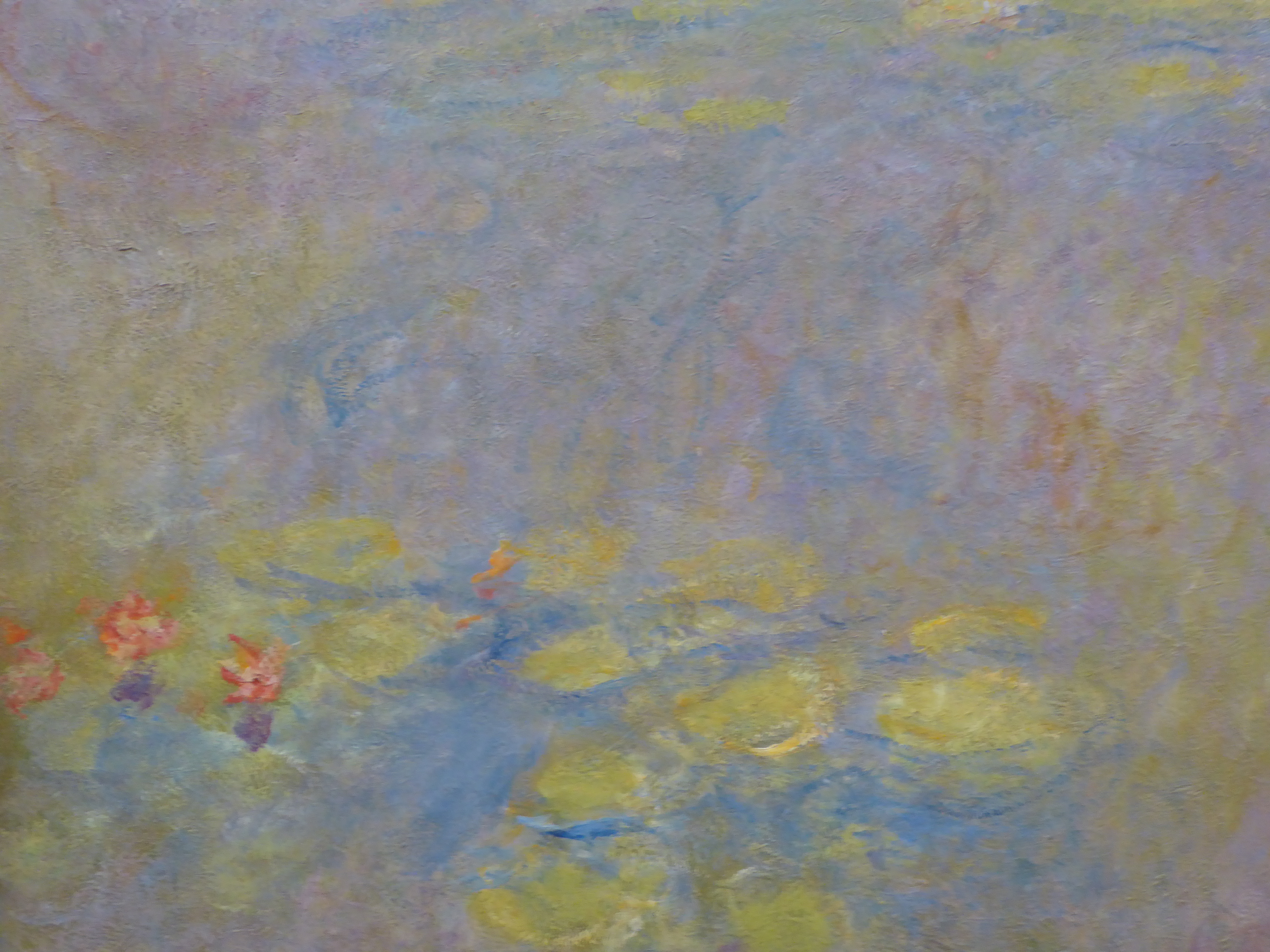
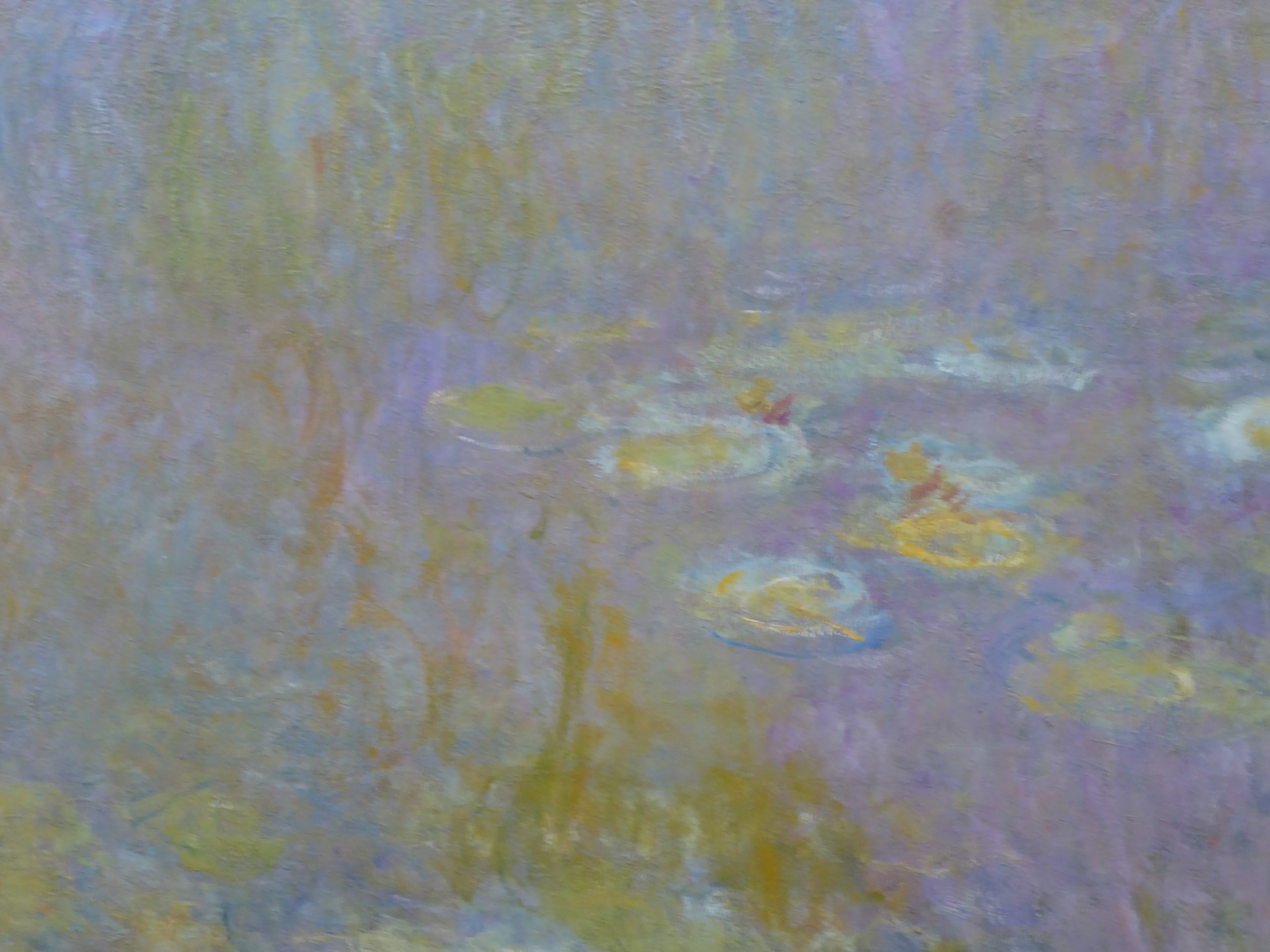
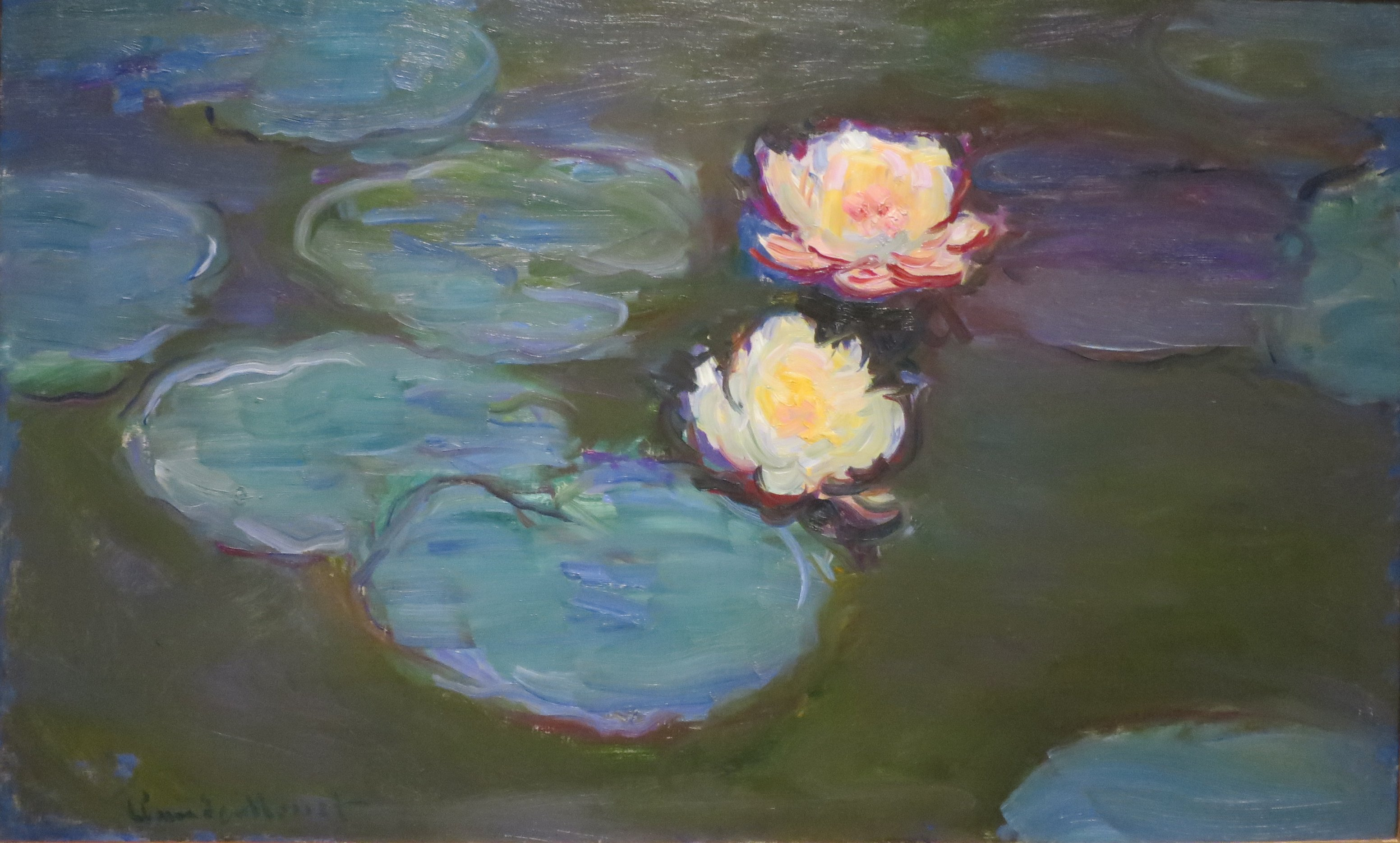
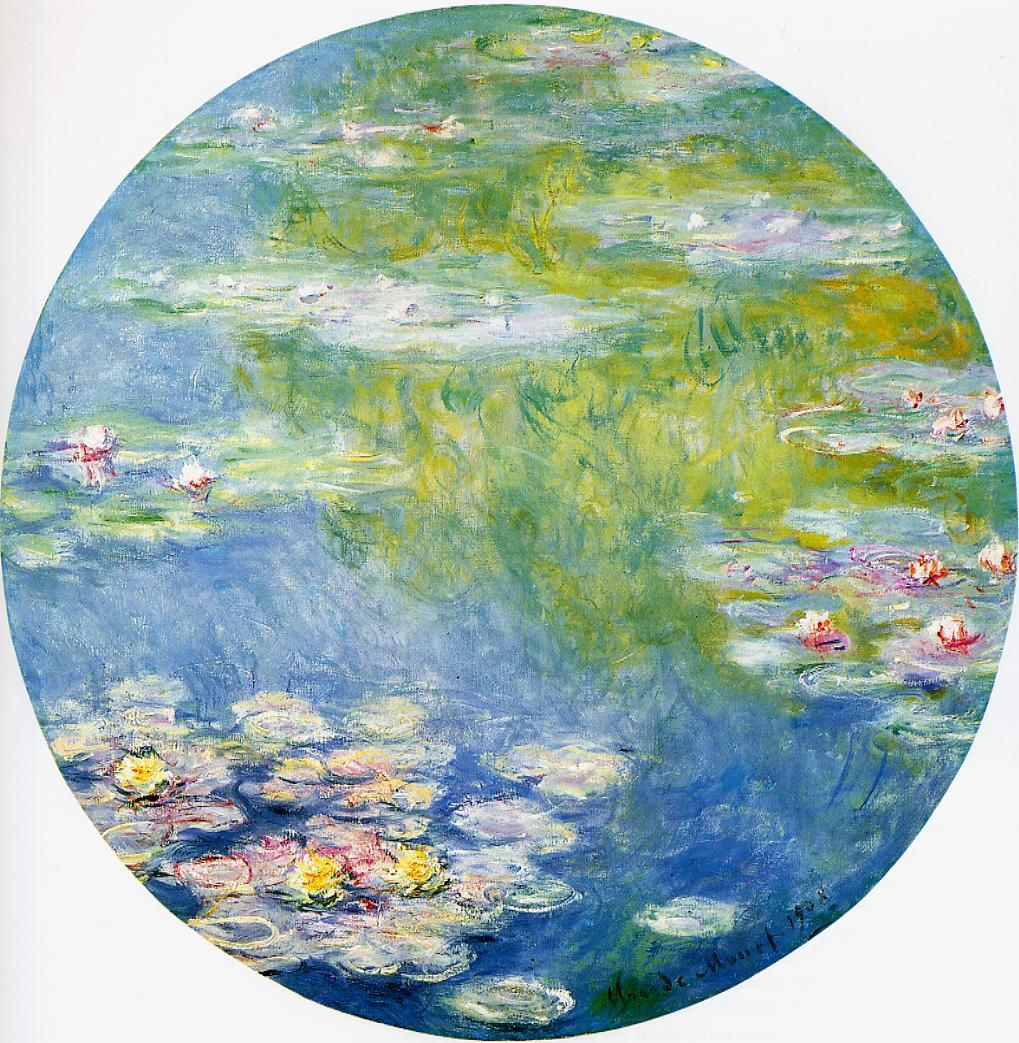
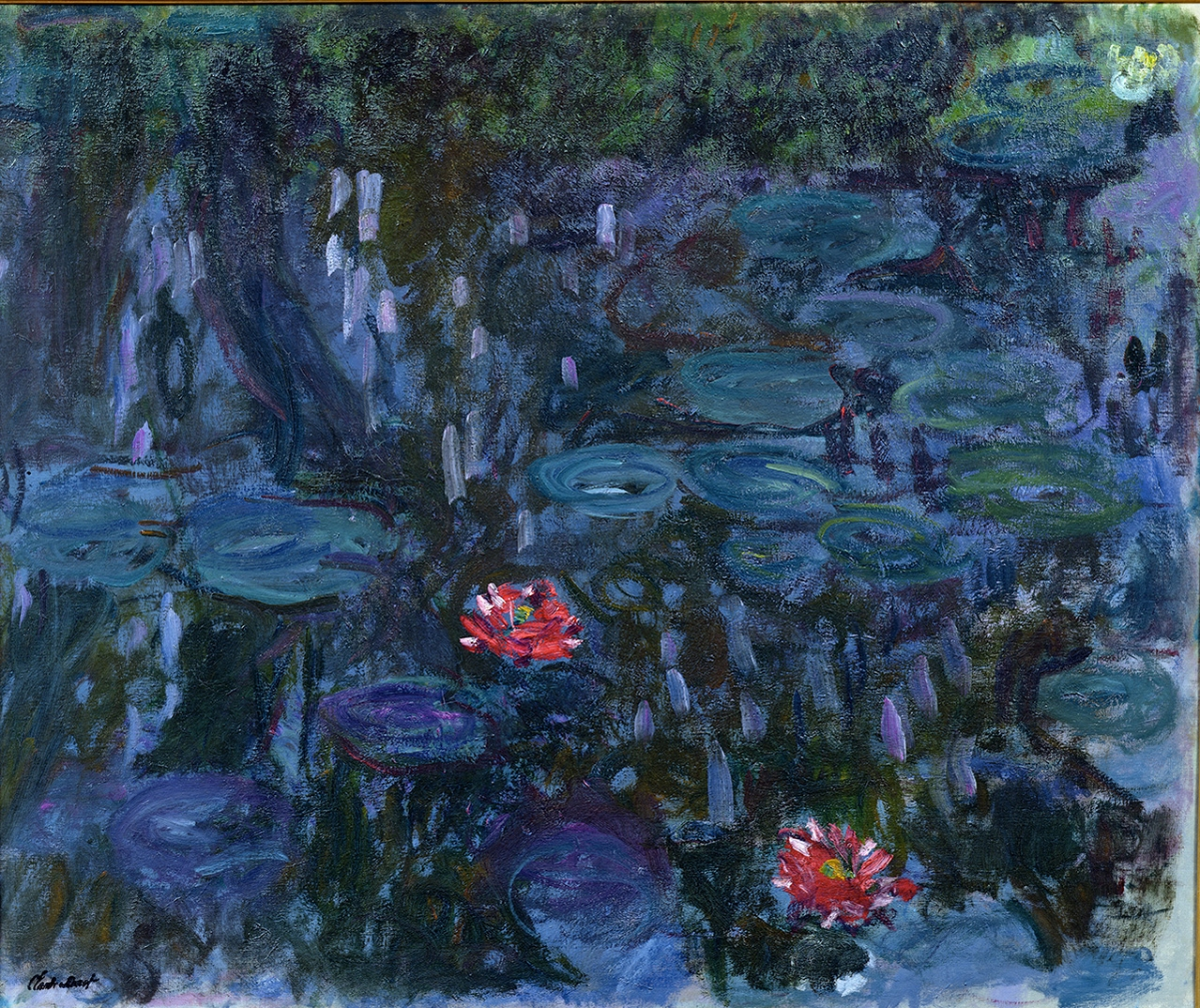
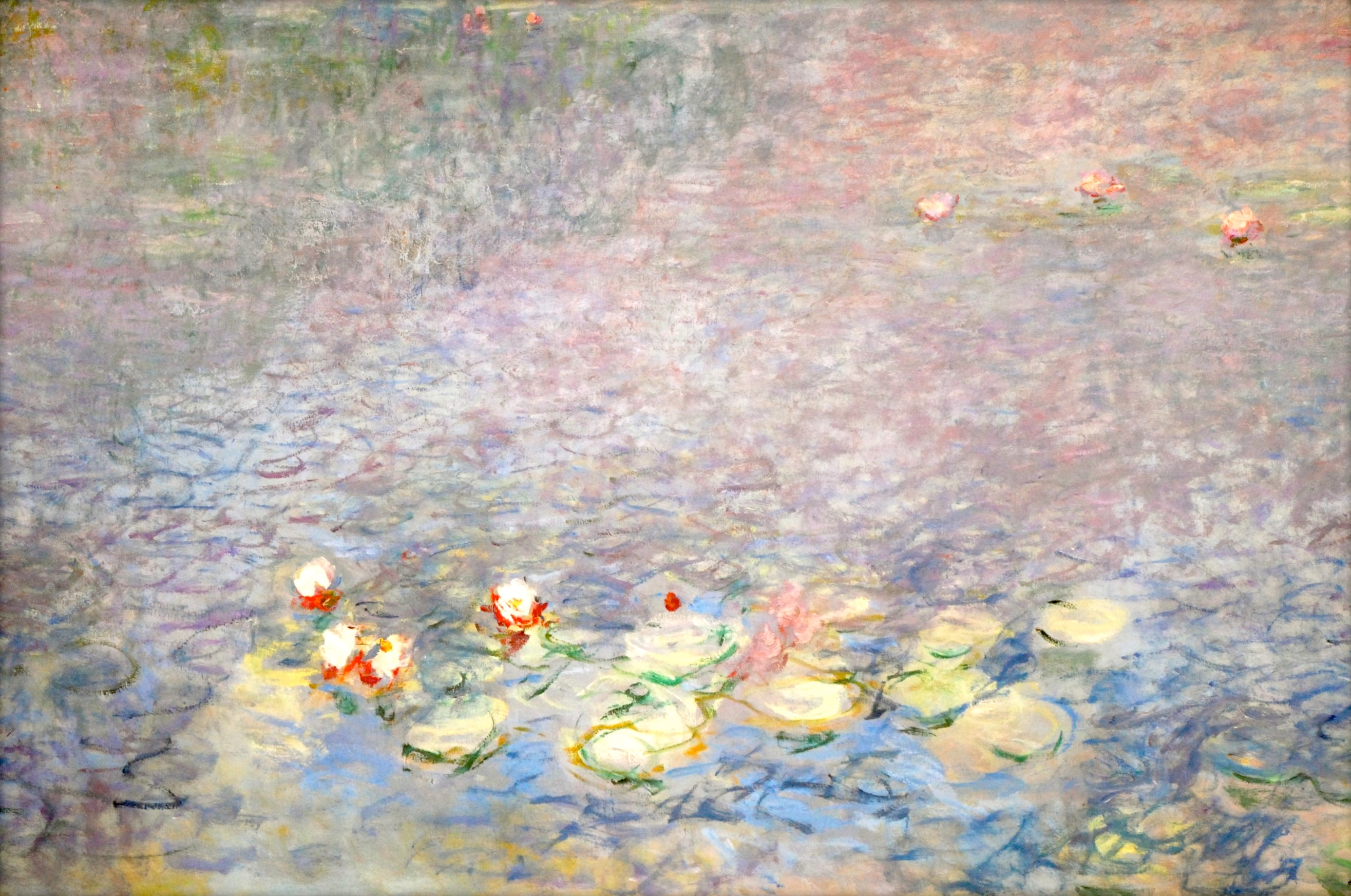
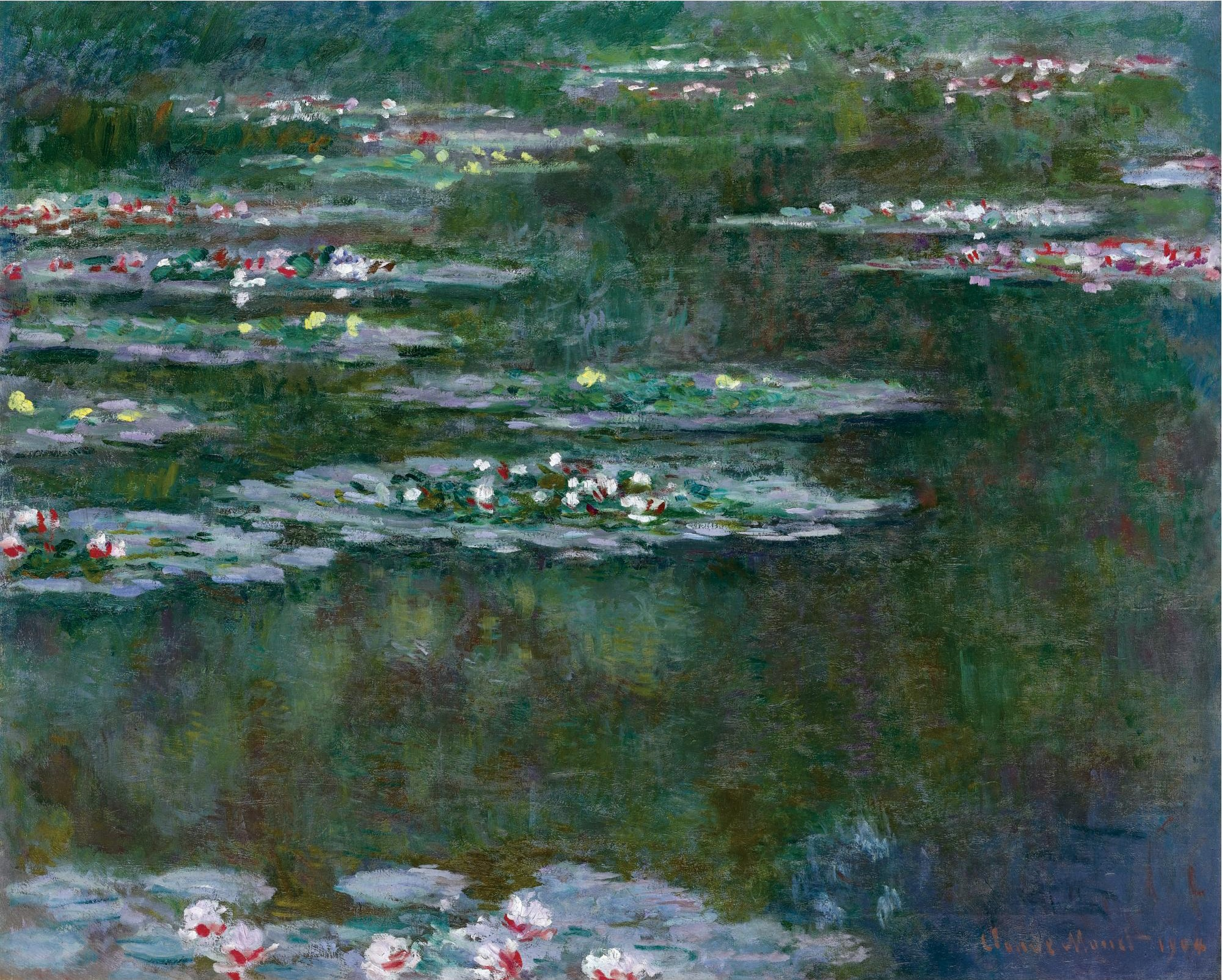
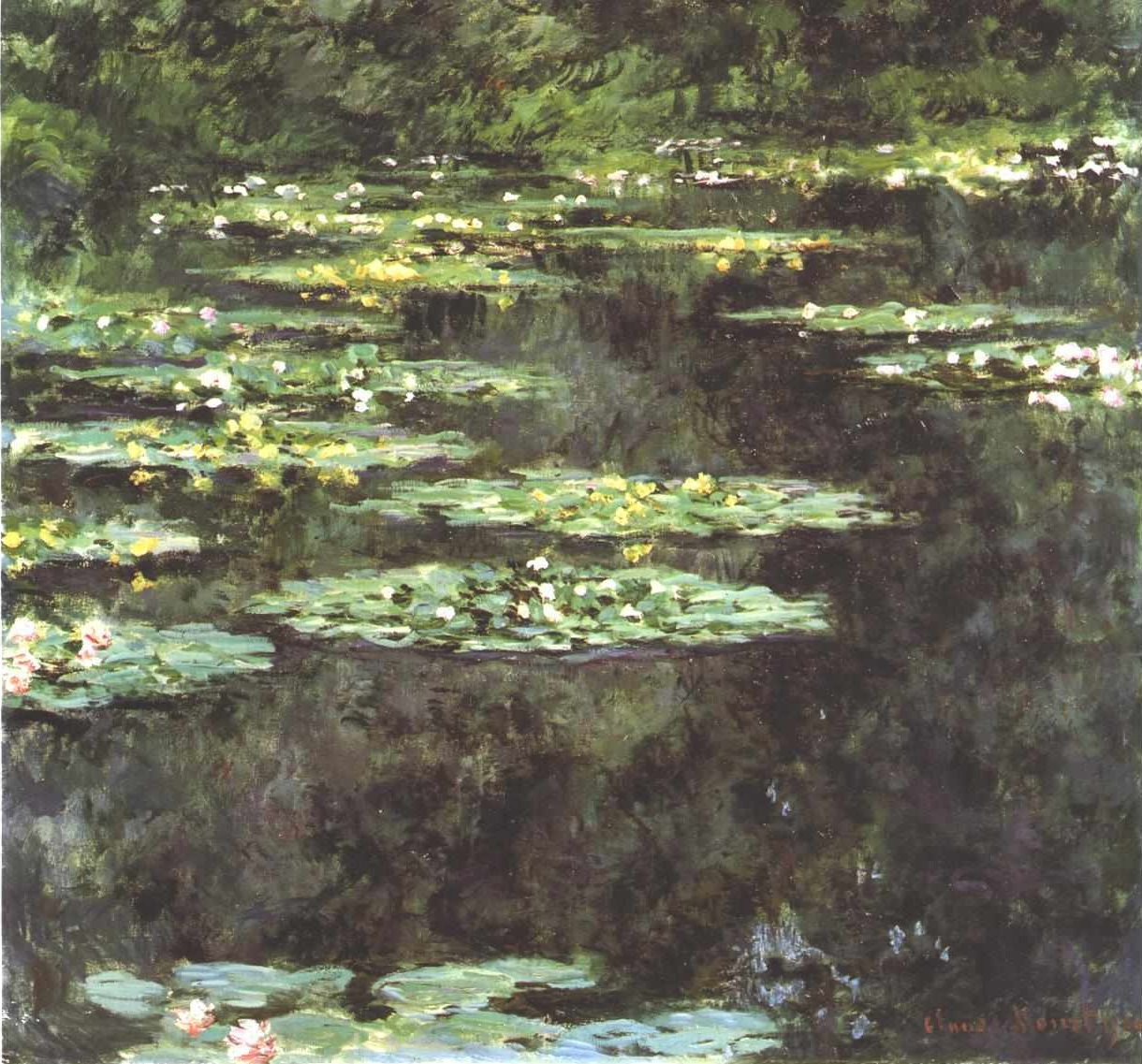
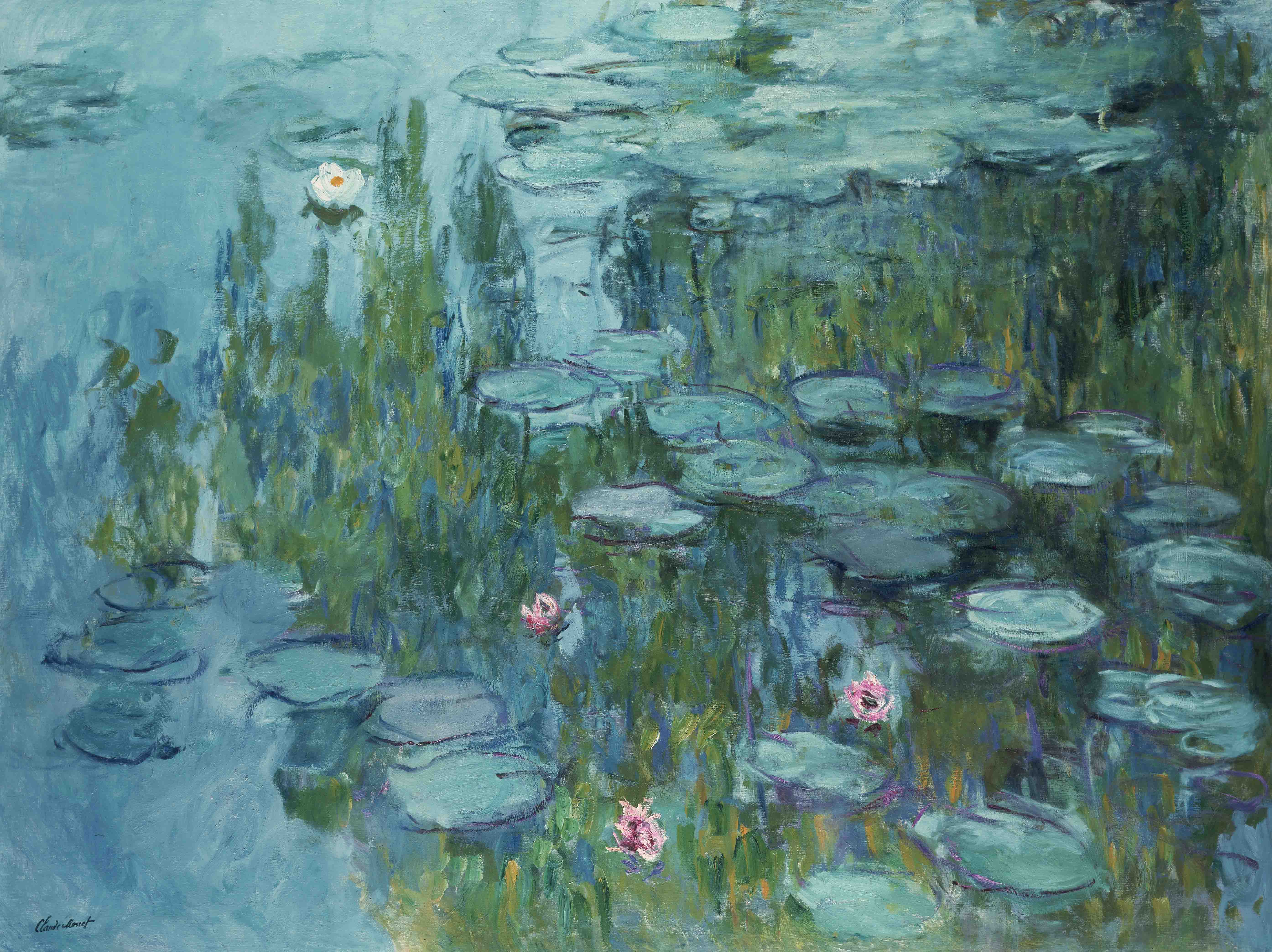

### Venecia
En el otoño de 1908, Monet y su esposa se quedaron en Venecia, en el Palazzo Barbaro, en compañía de una élite apasionada por el arte. En esta buena compañía, el pintor se distrae a menudo y tiene alguna dificultad en su trabajo. Durante el mes de su estancia, realiza solo unos cuantos esbozos. Como resultado, hizo una segunda visita un año más tarde, y esta vez produjo muchas pinturas que volvería a tomar en su estudio. Finalmente fueron entregadas en 1912 y exhibidas en la galería de los hermanos Bernheim-Jeune.

Serie de Venecia
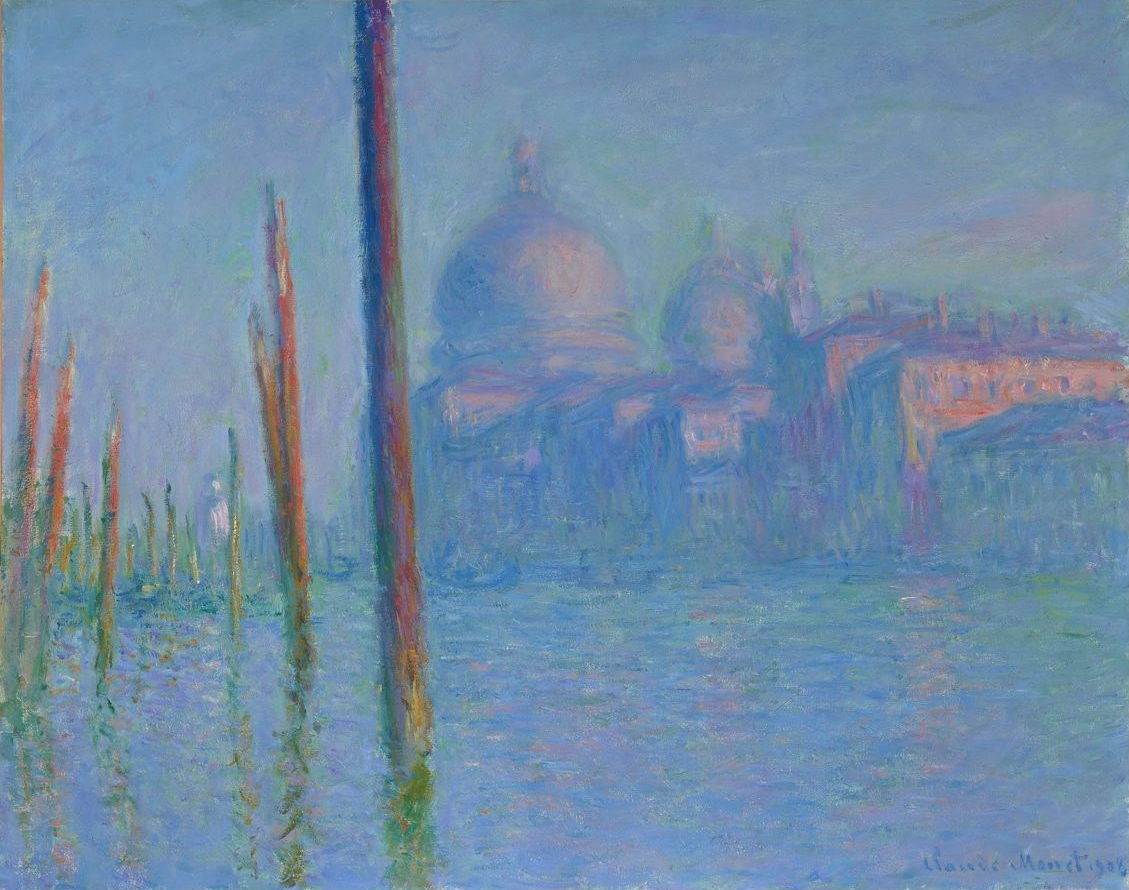
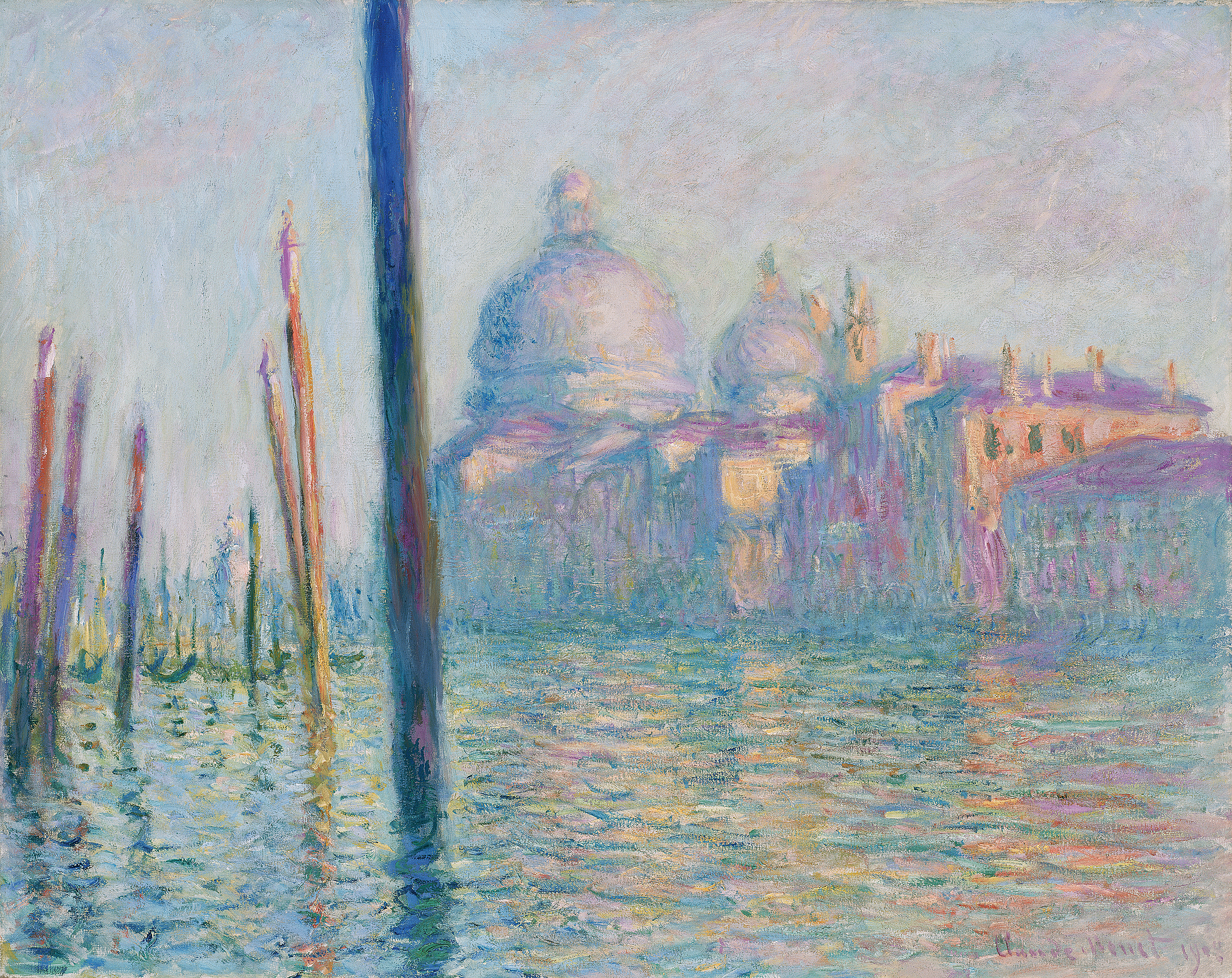
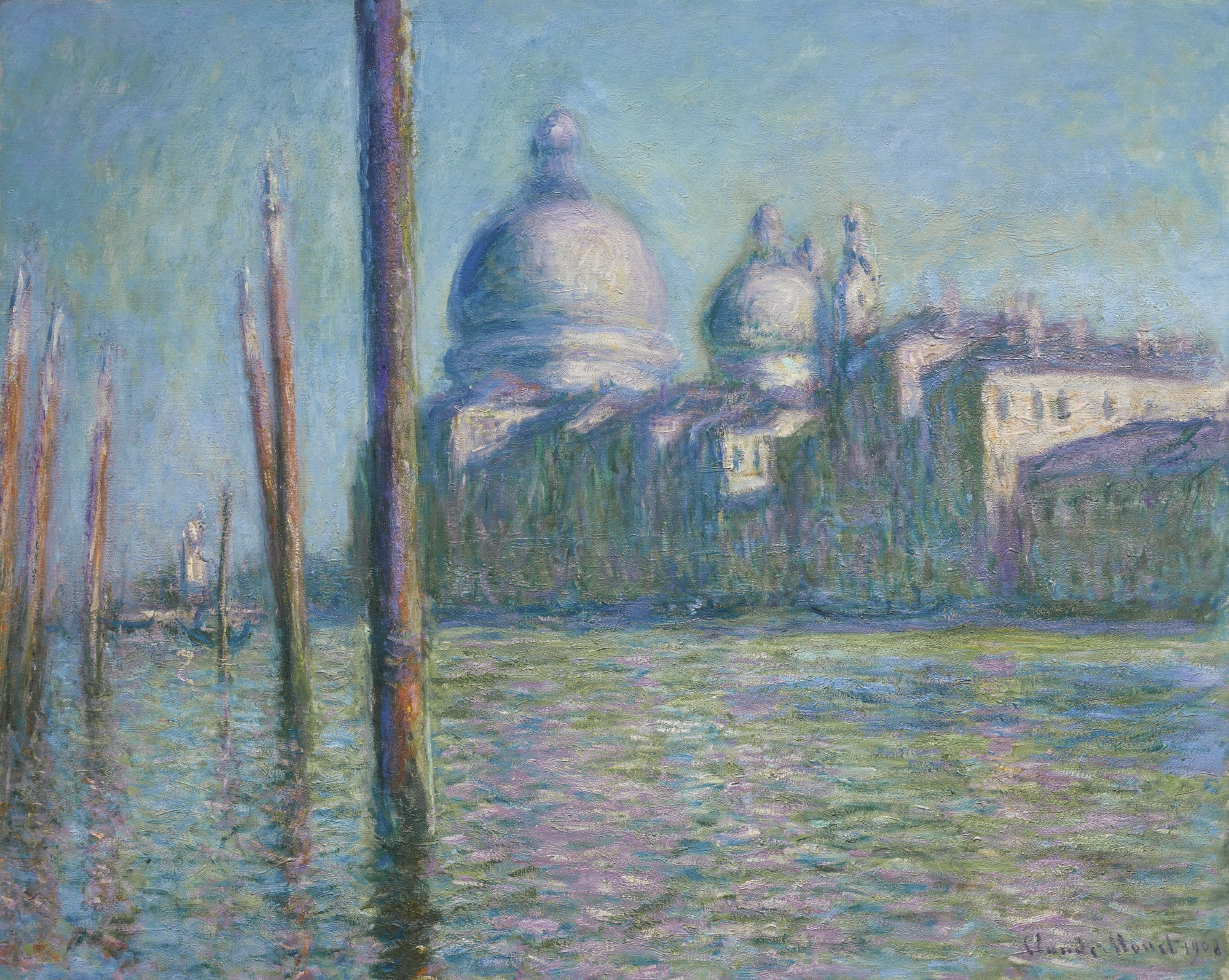
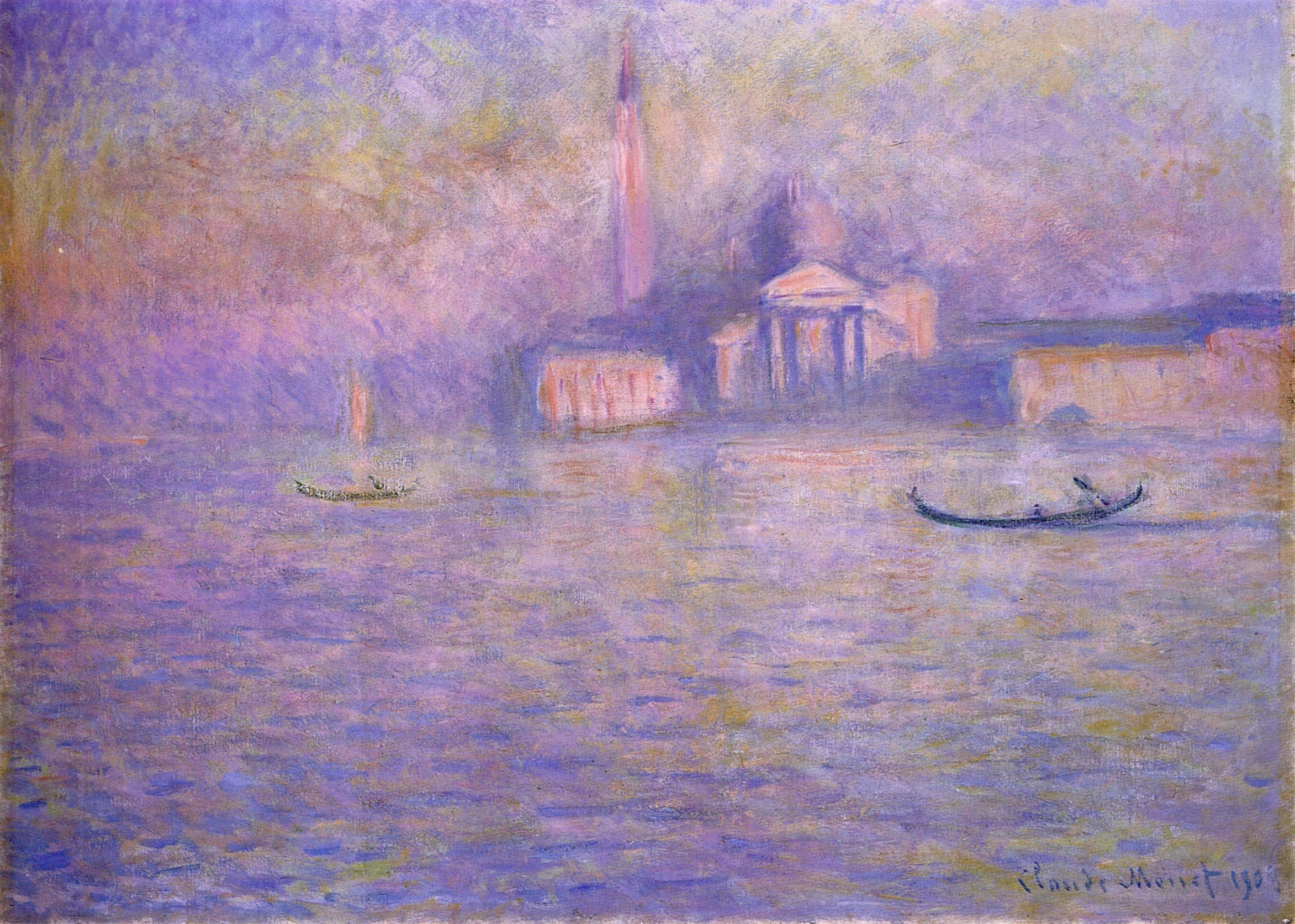
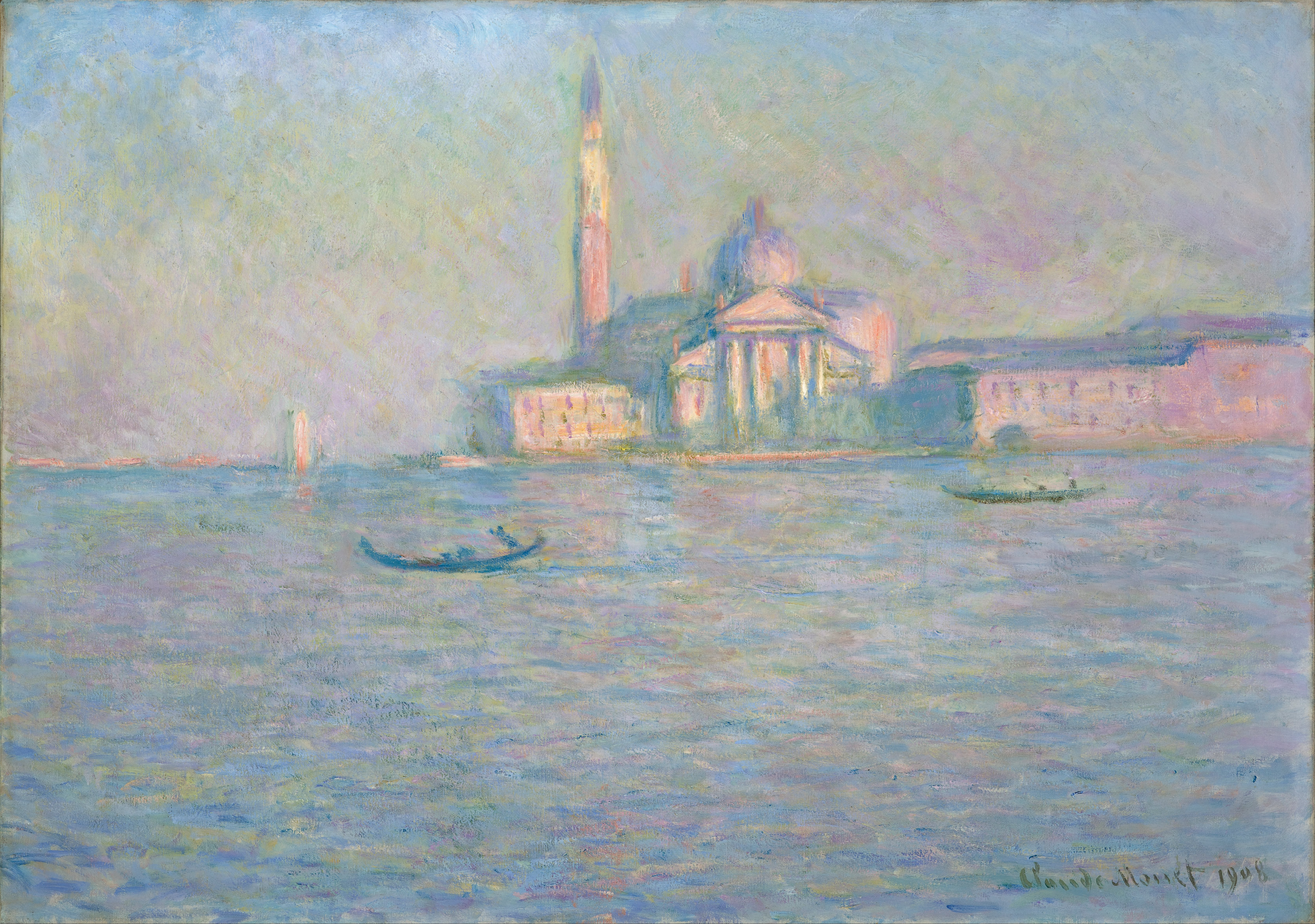
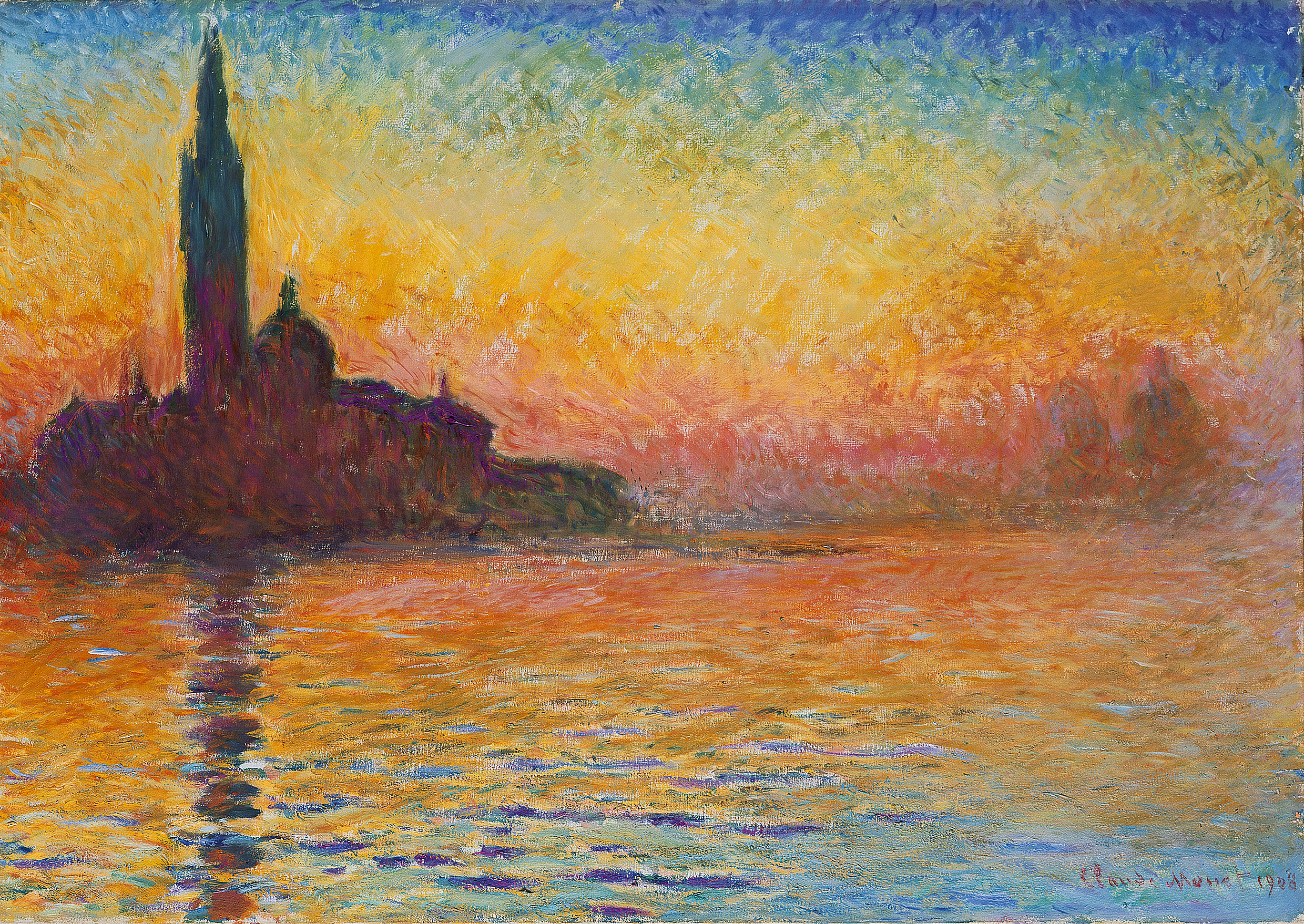
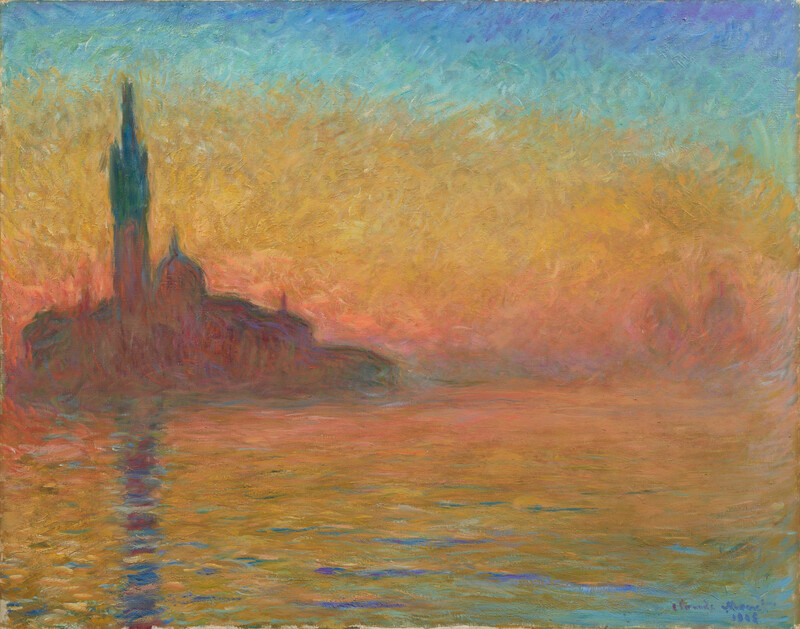
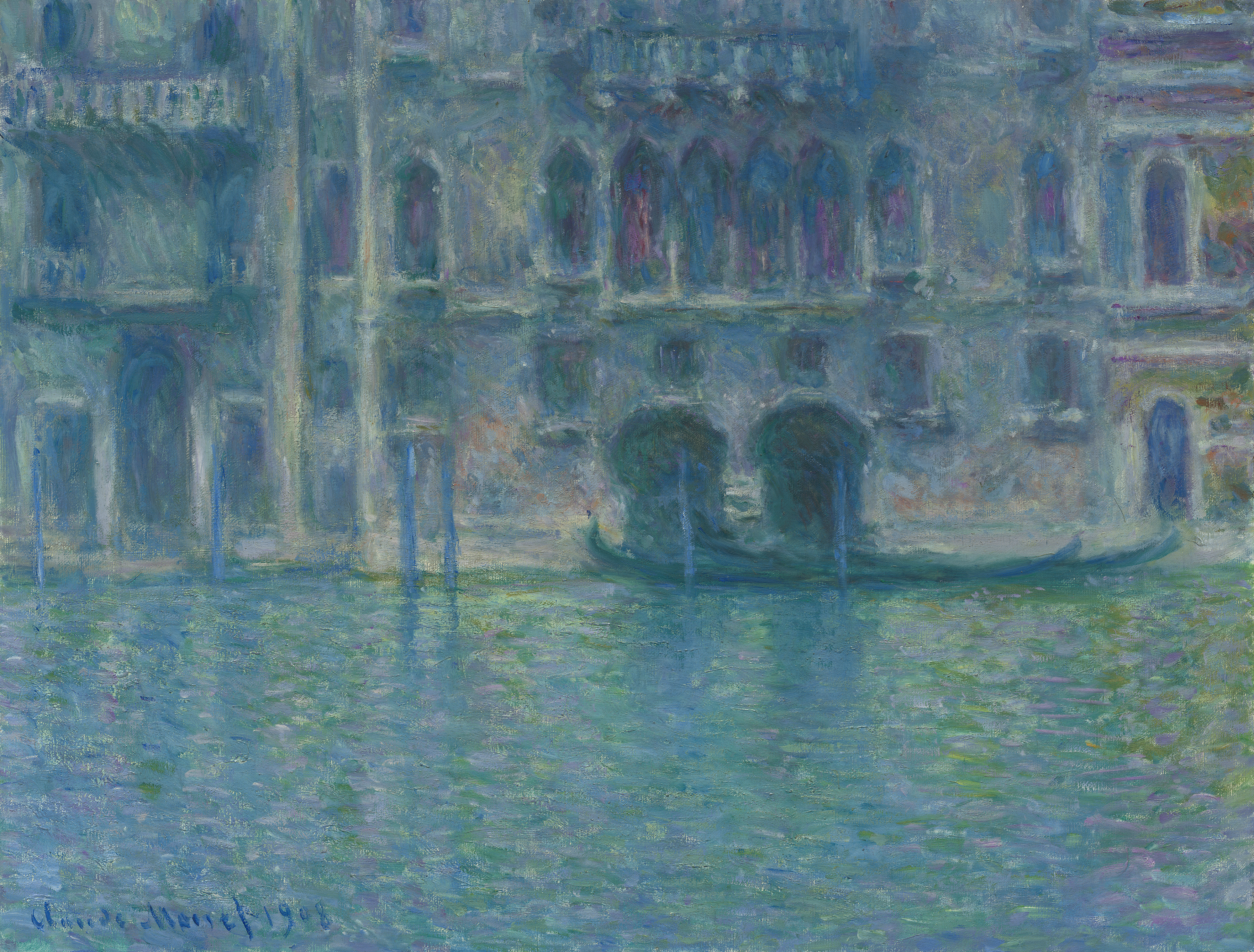
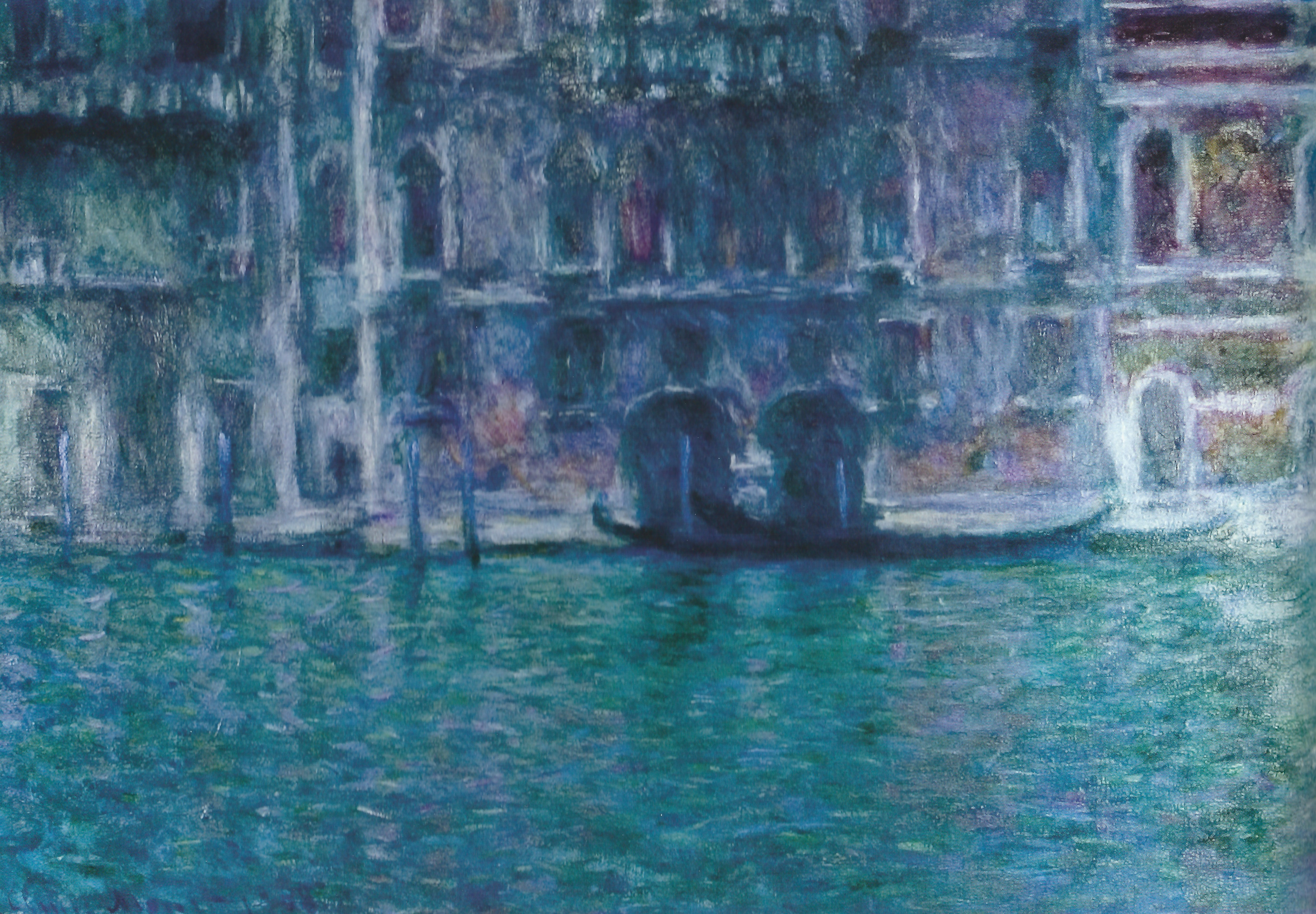
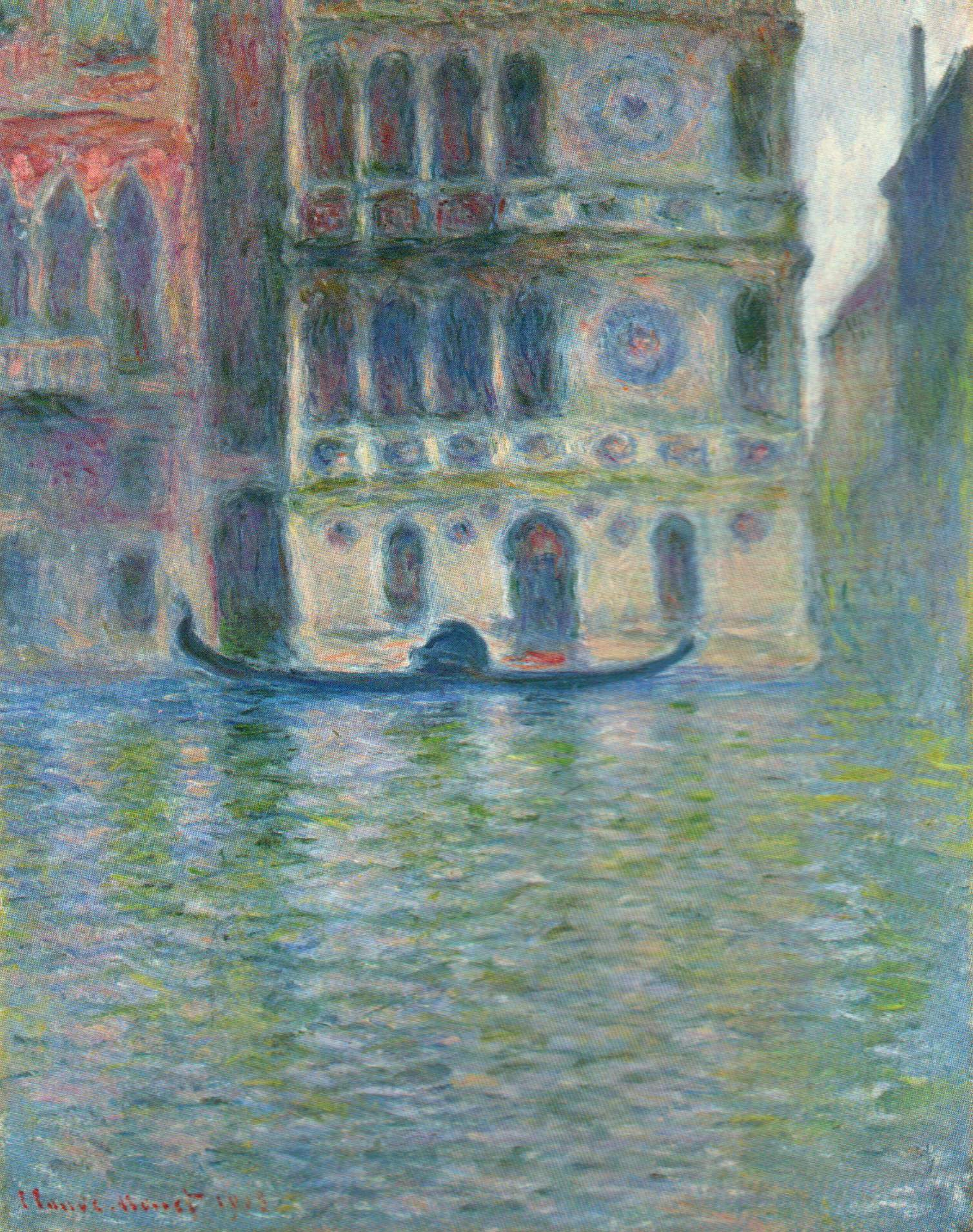
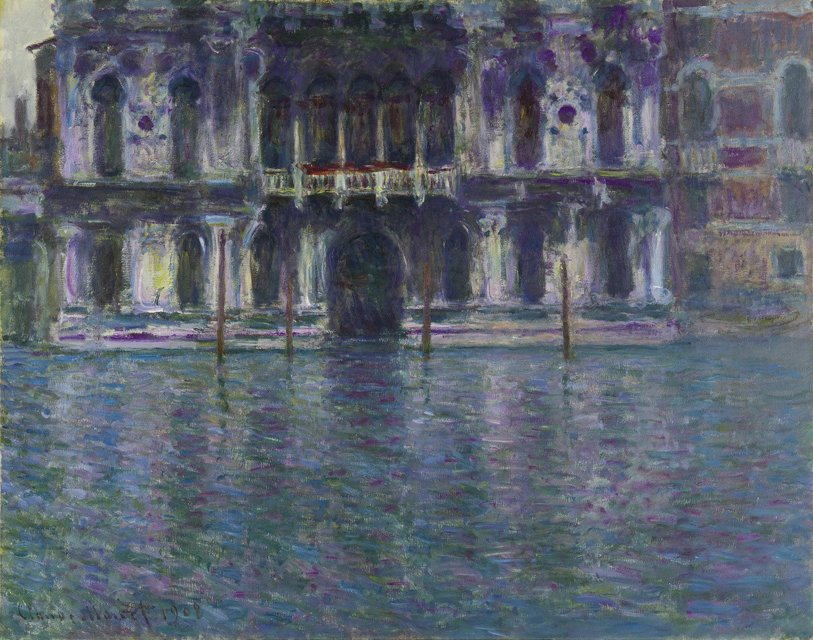
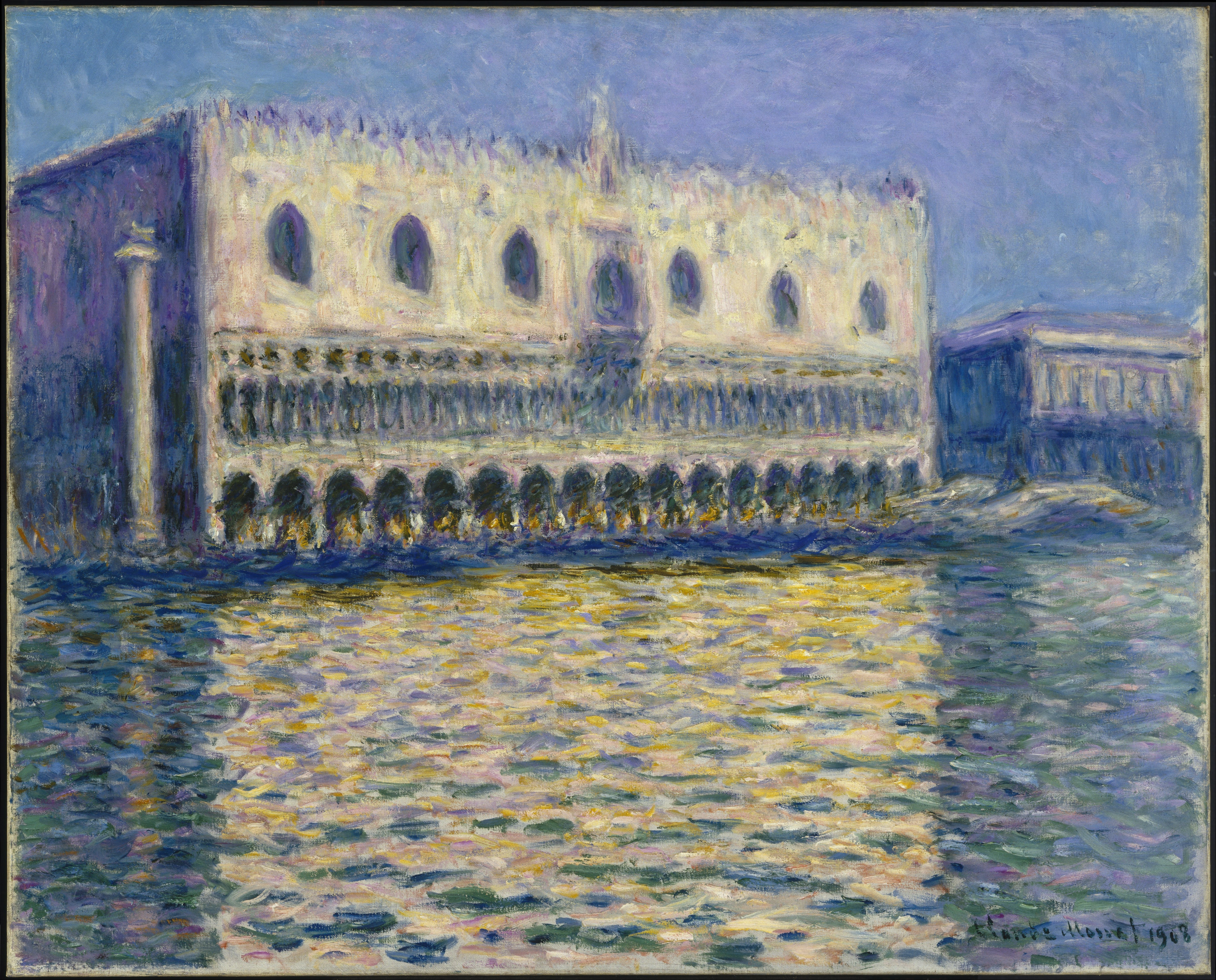
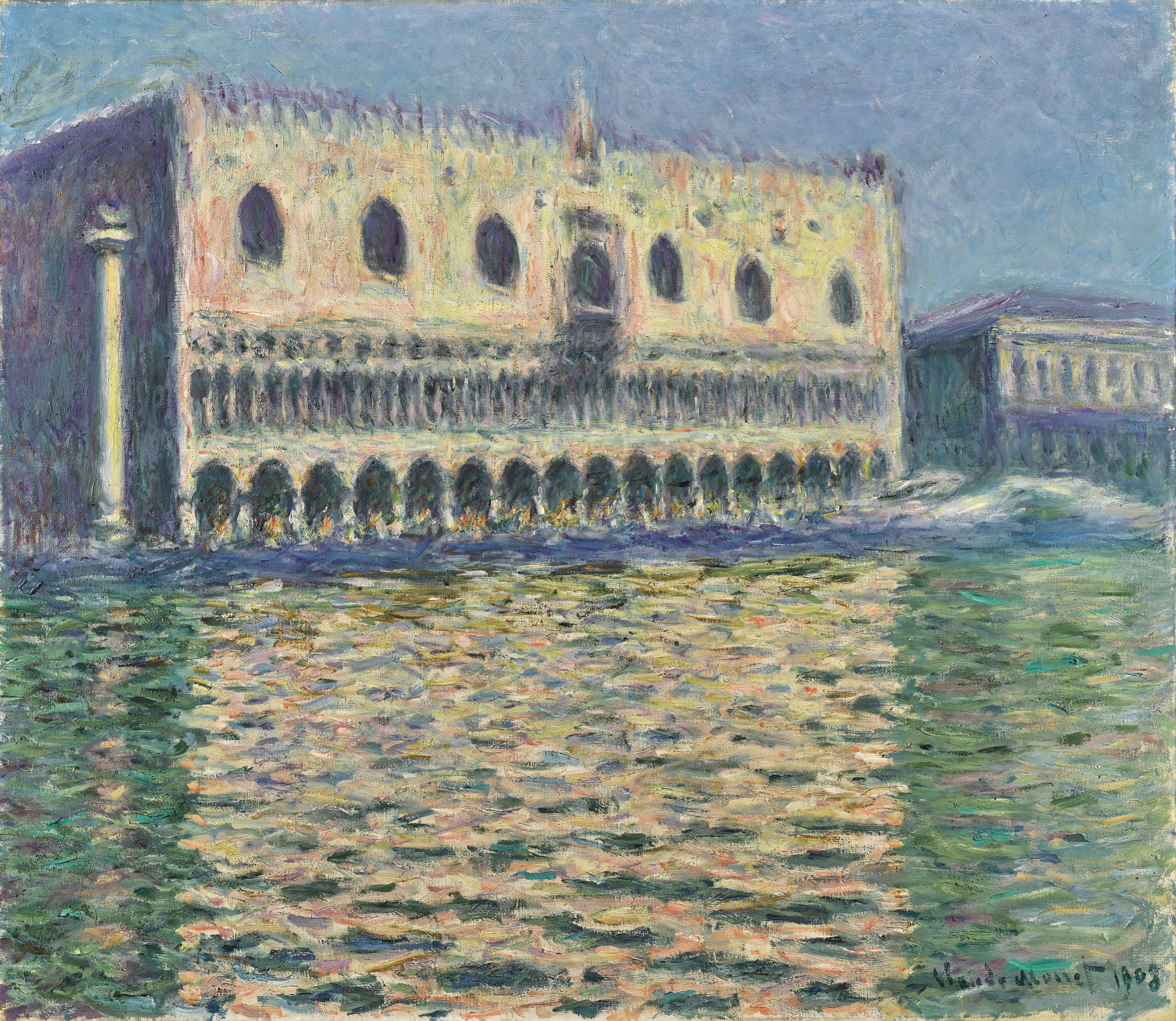
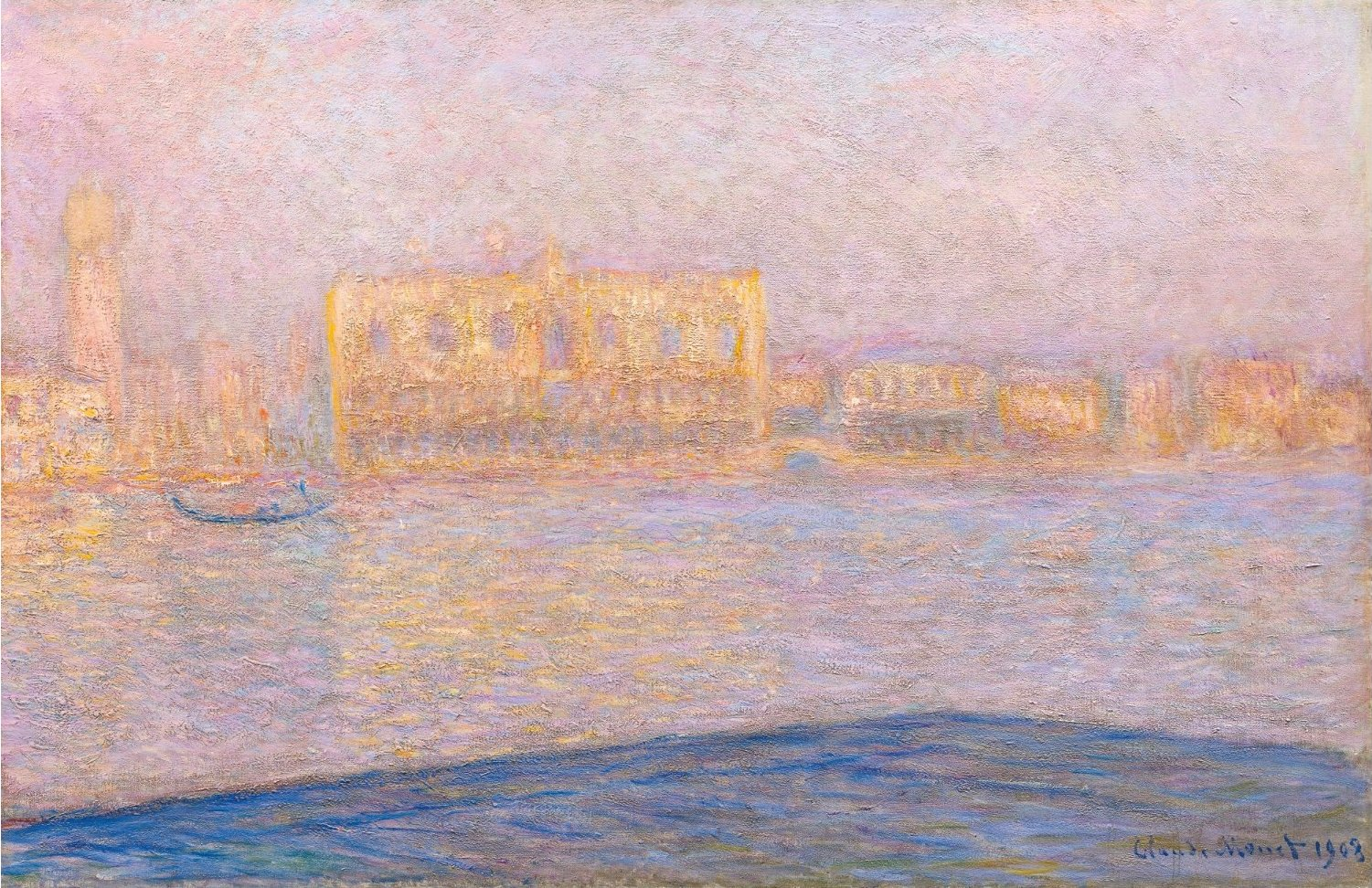
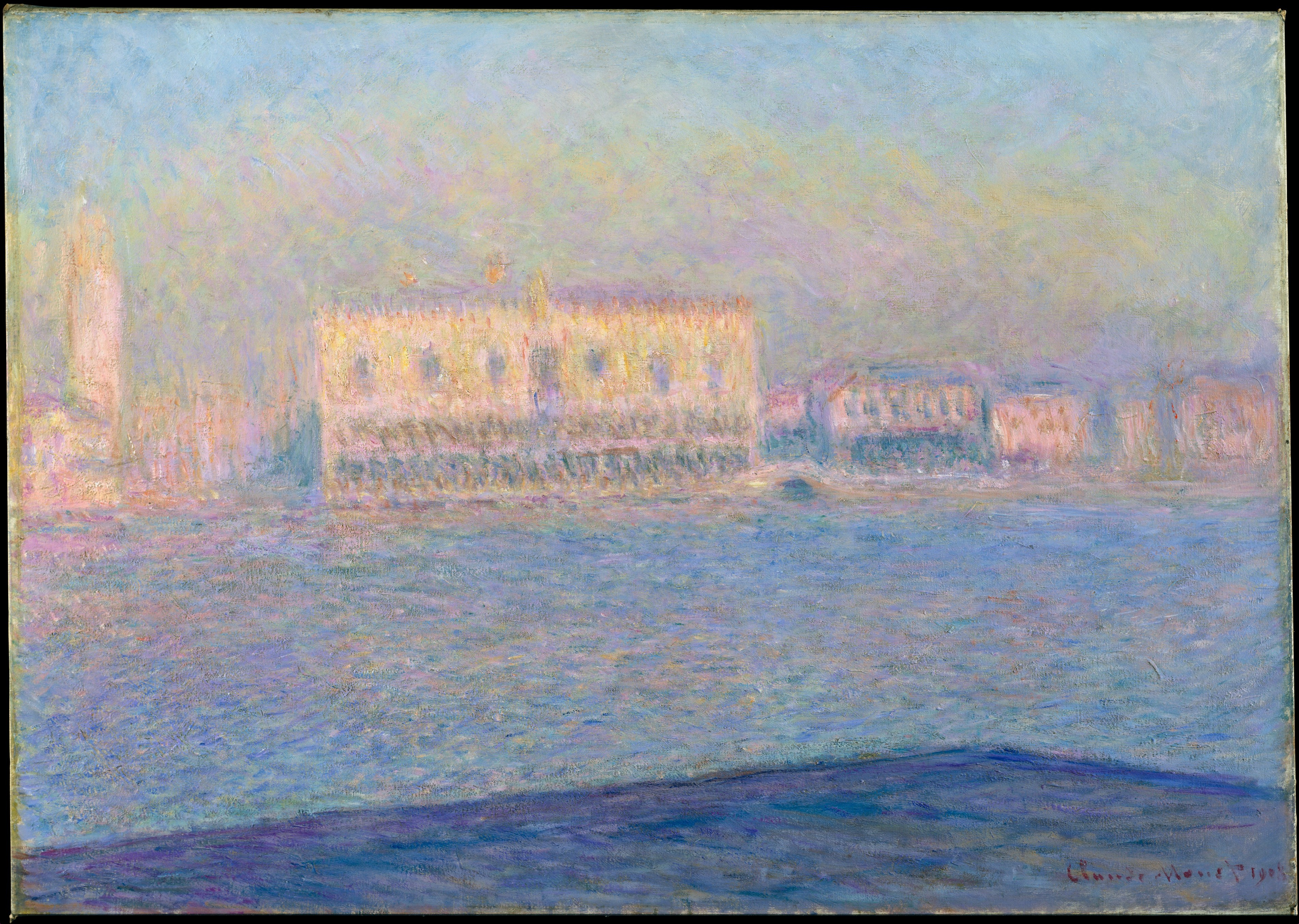
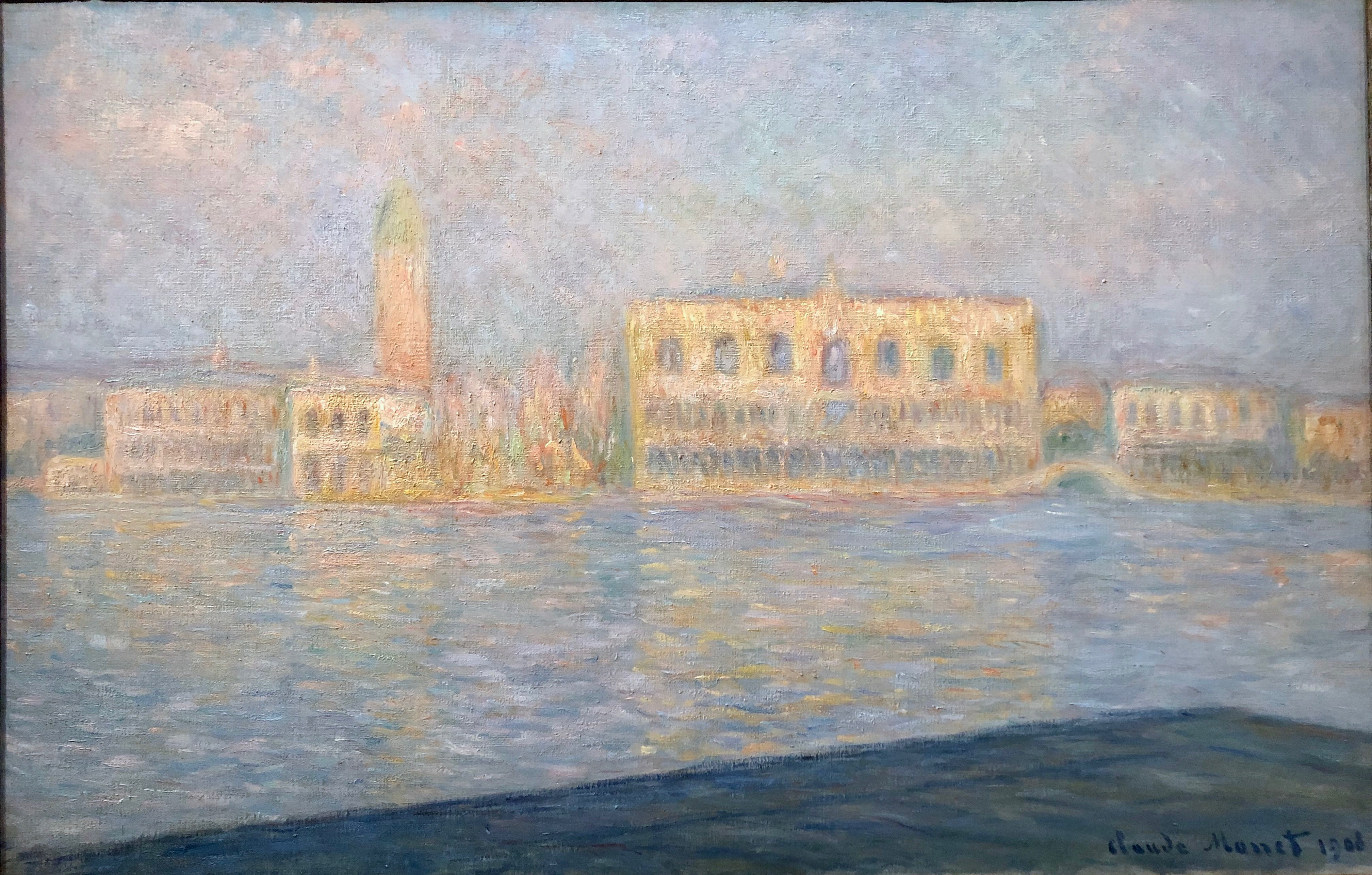
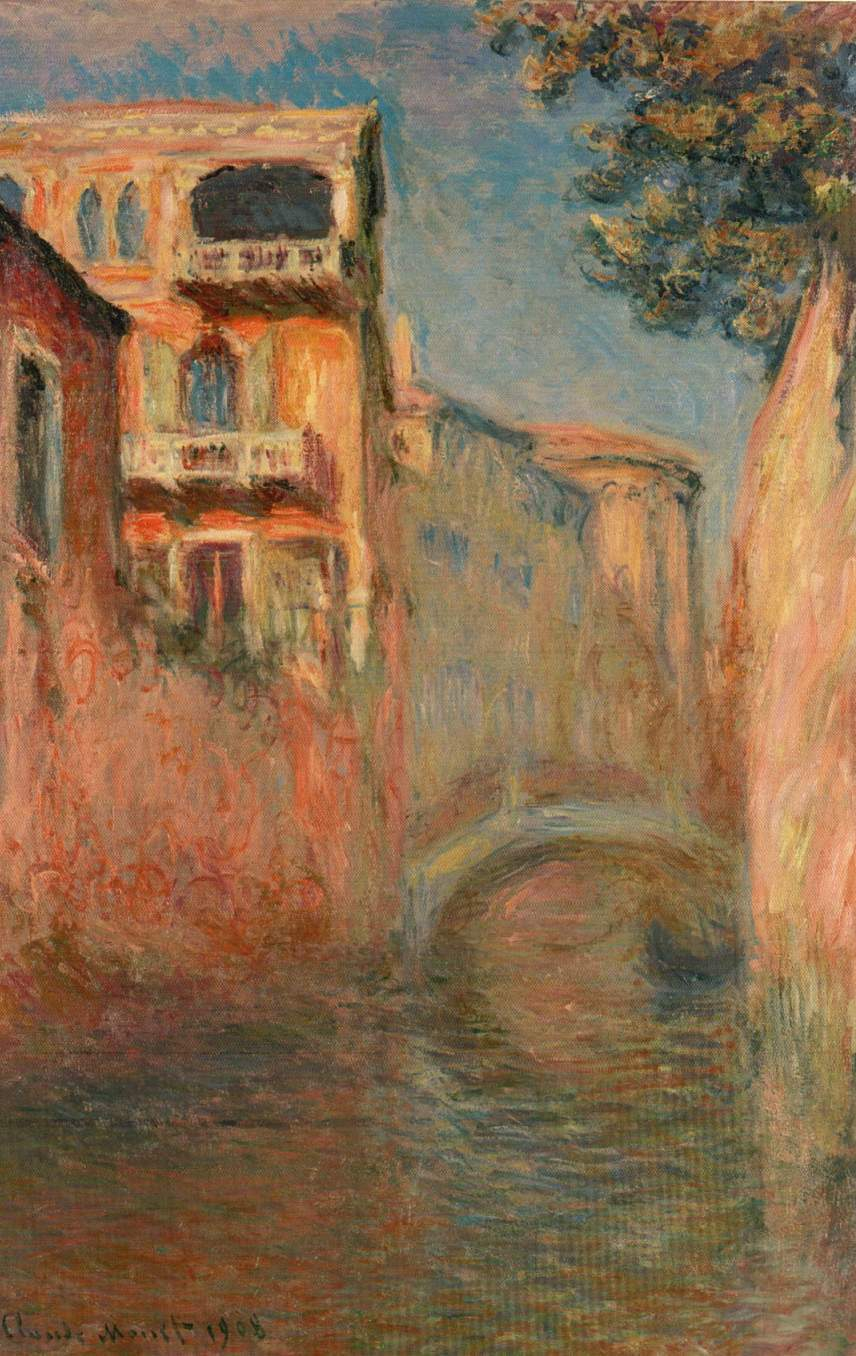
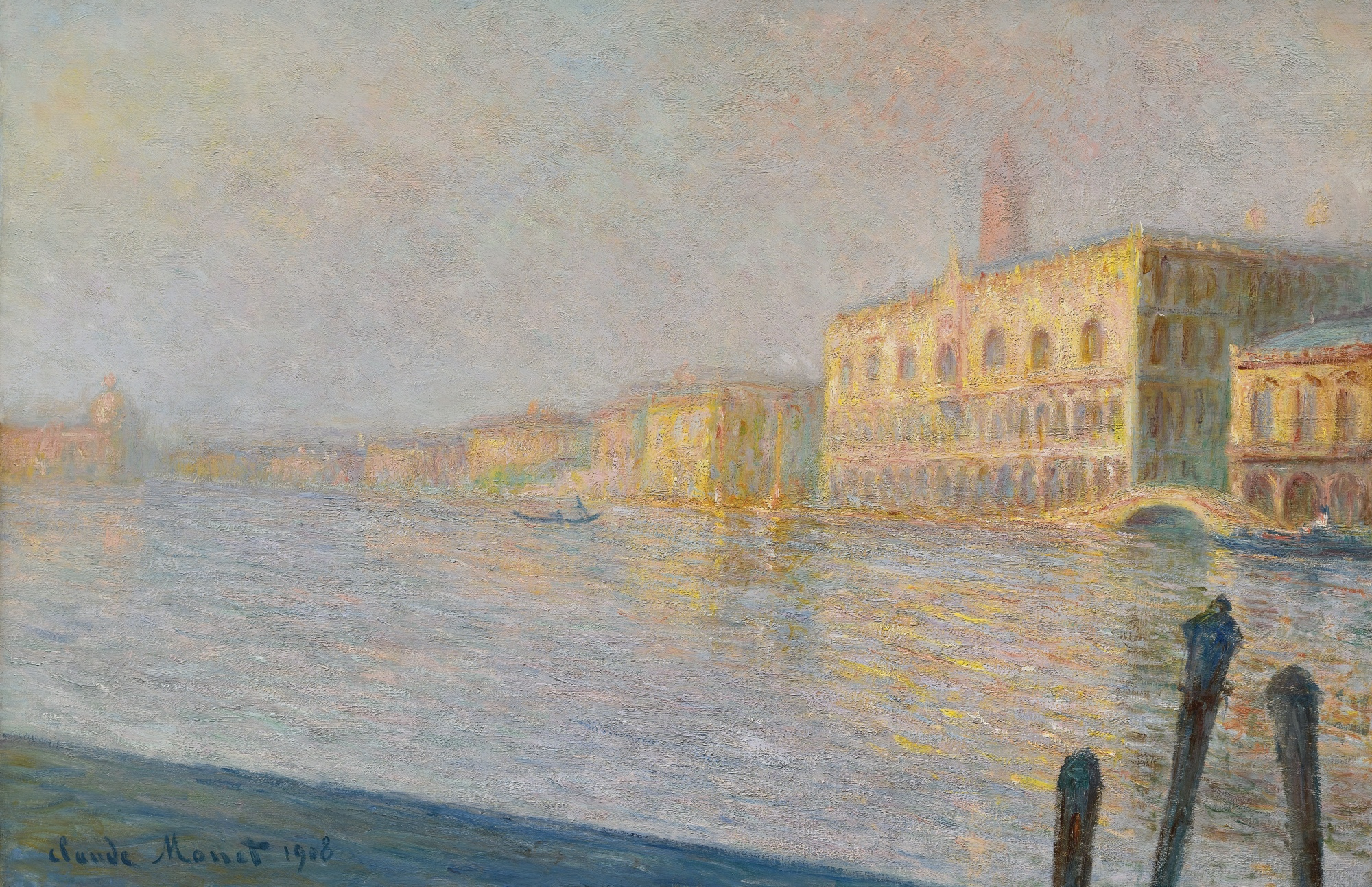

## Importancia

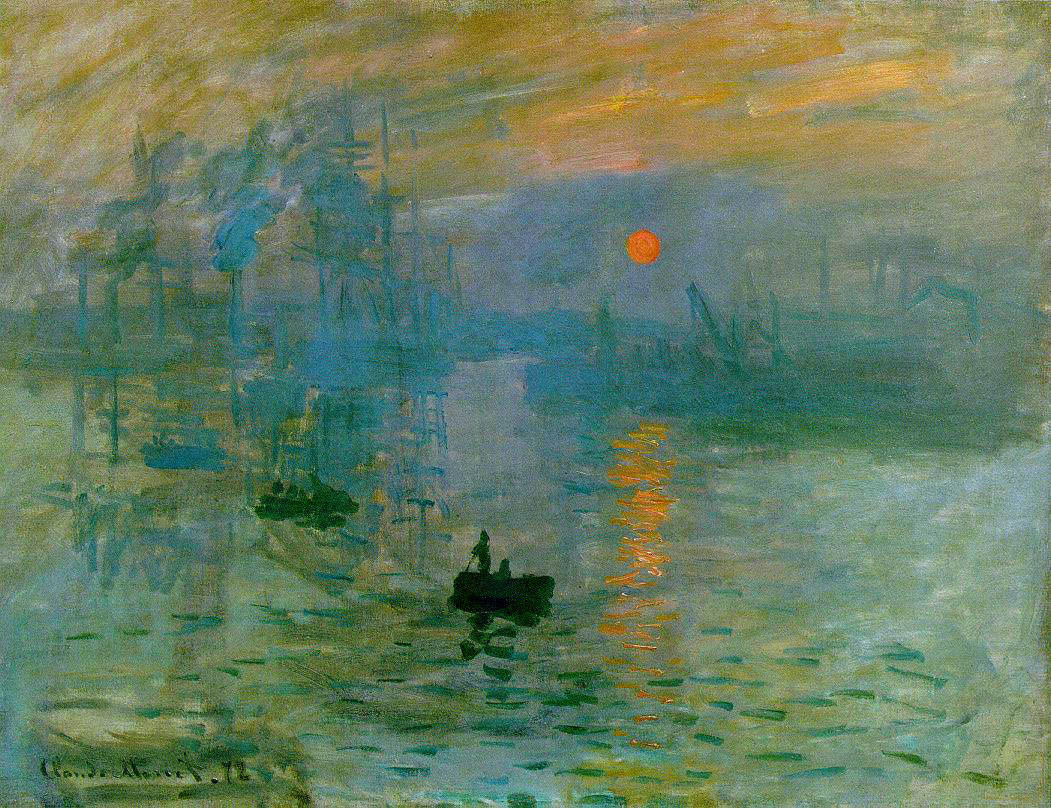
Cuadro de Claude Monet, Impression, soleil levant, 1872.

### Significado artístico y notoriedad
La obra de Monet acompasa la influencia de varias tendencias estilísticas. Sus primeras obras pertenecen al realismo pictórico, del cual se alejó cada vez más a lo largo de su carrera. Fue un miembro destacado de los impresionistas, y algunas de sus obras se cuentan entre las más importantes de este estilo pictórico. Sus obras tardías se componen sobre todo por series de paisajes y jardines. Las pinturas de la serie de nenúfares que Monet donó al estado francés, se presentaron al público el 17 de mayo de 1929 en el Museo de la Orangerie como Musée Monet, pero la exposición despertó poco interés. En estas salas se mostró una retrospectiva de Monet en la que las obras de periodo tardío estuvieron poco representadas. Posteriormente el museo organizó otras exposiciones en estas mismas salas, lo que contravenía el acuerdo realizado con el artista. Para la presentación de tapices flamencos de 1935 incluso se descolgaron los cuadros de Monet para colocar los tapices en su lugar. La crítica valoró la obra tardía de forma negativa debido a sus formas disueltas y colores intensos, considerando que les faltaba contacto empírico con la naturaleza, y que contradecían de esta manera la idea de que el impresionismo daba una representación óptica exacta de la naturaleza. Hasta la década de 1980, con pocas excepciones, en la historia del arte se diferenciaba entre las obras impresionistas tempranas, que comprende los cuadros creados entre 1870 y 1880, y las poco valoradas obras tardías.
Entre 1880 y el fin de siglo, Monet fue visto por la crítica como un visionario. Después de 1890 sus cuadros se encuentran entre el naturalismo y el abstraccionismo, lo que hace difícil clasificar la tendencia estilística de sus obras tardías.
Artistas como Max Liebermann, Giovanni Giacometti y Lovis Corinth valoraban las obras impresionistas de Monet, y fueron influenciados por él. Esta influencia de Monet, incluso después de su muerte, se extinguió con la muerte de Pierre Bonnard en 1947, quien se llamaba a sí mismo el “último impresionista”. Aunque los cubistas rechazaron la obra de Monet, sobre todo por la disolución de las formas, muchos pintores extranjeros, como Wassily Kandinski, reconocieron la importancia de Monet para la modernidad.
A finales de la década de 1940 y en la década de 1950 hubo un resurgimiento en el interés por Monet. En 1947 Marc Chagall dijo: «Monet es para mí, el Miguel Ángel de nuestra época». Sin embargo a su juicio las obras tardías no tenían una posición especial. André Masson expresó una opinión diferente en 1952, cuando llamó a los grandes óleos de nenúfares «la capilla Sixtina del impresionismo».
Gran parte de la creciente popularidad de Monet se debió a la pintura de posguerra en los Estados Unidos, en la que el gesto regresa a primer plano, y en la que se impuso el antirracionalismo. El interés por las obras tardías de Monet resurgió con el advenimiento de la pintura abstracta. Más de trescientos artistas norteamericanos viajaron a París en la década de 1950, donde entre otros, estudiaron a Monet. Estos eventos fueron el impulso para las primeras grandes exposiciones individuales en la década de 1950, que llevaron al reconocimiento internacional de la obra de Monet. Entre estas, la exposición impresionista en el Kunsthalle de Basilea de 1949 tiene especial importancia. El resurgimiento en el interés por la obra de Monet también llevó a un incremento en el número de visitantes la Orangerie.

### Éxito comercial
Por gran parte de su carrera artística, Monet vivió en la pobreza. Sus obras, al igual que las obras de otros artistas que no se adherían al estilo clásico preferido por el público, fueron ignoradas por los compradores en su momento. Con el auge económico después de la guerra franco-prusiana de 1871 los precios subieron, e incluso las obras de artistas impresionistas consiguieron precios altos de forma sorpresiva. El mercader de arte Paul Durand-Ruel, quien conoció a Monet durante su estadía en Londres, compró por muchos años obras de Monet y otros artistas rechazados por la crítica. No pagaba mucho, pero esos ingresos regulares le permitieron a Monet llevar una vida financieramente segura. A partir de 1873 Durand-Ruel tuvo que restringir su apoyo a los artistas impresionistas debido a una fuerte crisis económica en Francia, que afectó el mercado de arte. La caída en los precios fue especialmente fuerte en las obras de tipo impresionista. Es así como en 1874 Ernest Hoschedé pudo comprar la pintura Impresión, sol naciente por 800 francos, pero en la subsecuente subasta forzada por la bancarrota, en 1877, la obra alcanzó tan solo un precio 200 francos. Esta subasta documenta claramente la caída en los precios de obras de los artistas impresionistas. La situación económica de Monet empeoró nuevamente. A fines de 1878 Monet dijo al respecto: «No soy un principiante, y es terrible a mi edad estar en esta situación, teniendo que mendigar y molestar a los compradores». La situación de Monet no mejoró hasta que se mudó a Giverny, cuando Durand-Ruel pudo reiniciar su apoyo a los impresionistas. Las obras de Monet ganaron en reconocimiento, y los precios de sus cuadros subieron. A mediados de la década de 1890, los cuadros de la serie de la Catedral de Ruan alcanzaron un precio de 15 000 francos. En su casa de Giverny fue visitado por importantes coleccionistas de arte como Matsukata Kojiro.
A fines de la década de 1980 las obras de artistas impresionistas alcanzaron precios en subasta que no han podido ser superados hasta la fecha. Monet es la única excepción. Uno de sus cuadros de nenúfares de 1907 alcanzó en 1989 un precio de 10,5 millones de dólares, y el mismo cuadro fue vendido en una subasta de Christie's con una ganancia de dos millones de dólares en noviembre de 2005. Esto se debe a que muy pocas obras de Monet están disponibles en el mercado. En 2004 fueron 26, en 2005, 22 y en 2006, 28 cuadros. En junio de 2007 un cuadro de la serie de nenúfares de 1904, valuado entre 10 a 15 millones de libras esterlinas, fue subastado en Sotheby's por 18,5 millones de libras esterlinas. El comprador fue un coleccionista asiático. Se convirtió en el cuarto cuadro más caro de Monet, solo superado por el cuadro de nenúfares Le Bassin aux nympheas que en 2008 alcanzó 51,7 millones de euros en la casa de subastas Christie's; el cuadro Puente de ferrocarril en Argentuil, que se vendió en mayo de 2008 por 41,4 millones de dólares, también subastada por Christie's; y un cuadro de nenúfares de 1900 que fue subastado en Sotheby’s en 1998 por 19,8 millones de libras esterlinas.

## Influencia
Las obras de Monet son usadas con frecuencia en calendarios y postales, formando de esa manera parte de nuestra vida cotidiana. Además, Monet y su obra fueron una fuente de inspiración para otros impresionistas.

### Literatura
El autor francés Marcel Proust se dejó inspirar por la obra de Monet. Proust era afín al impresionismo en general y en particular admiraba las obras de Monet. Aunque no las menciona específicamente, hay paralelismos temáticos en sus escritos con la obra de Monet. Proust describe en su novela En busca del tiempo perdido fenómenos que Monet captura en el lienzo. El narrador da sus impresiones de las nubes y del mar en el balneario ficticio de Balbec. En Jean Santeuil, novela fragmentaria, el mismo Proust menciona a Claude Monet varias veces cuando un coleccionista de Ruan compra algunos de sus cuadros. El narrador describe con ese motivo los sentimientos que en él despiertan cinco cuadros del pintor.

### Literatura infantil
En 2020 se publica Monet y el Impresionismo, un álbum ilustrado infantil de los autores Ángel de Frutos y Leticia Rodríguez que saca partido de las vivencias del pintor para narrar una historia de superación y puesta en valor de la diferencia, combinando la educación en valores con la educación artística.

### Pintura
Claude Monet fue plasmado en varios cuadros hechos por sus amigos del grupo de artistas impresionistas. Pierre-Auguste Renoir lo retrató tres veces. El primer cuadro, del año 1872, lo muestra sentado fumando una pipa y leyendo el periódico. En el segundo cuadro, del año 1873, se ve a Monet pintando en su jardín. En el tercer cuadro, de 1875, se muestra a Monet de pie, con un pincel y una paleta en las manos. También Édouard Manet retrató a Monet en un cuadro que lo muestra con su esposa Camille, sobre la barca-atelier que usaba para pintar sobre el agua.

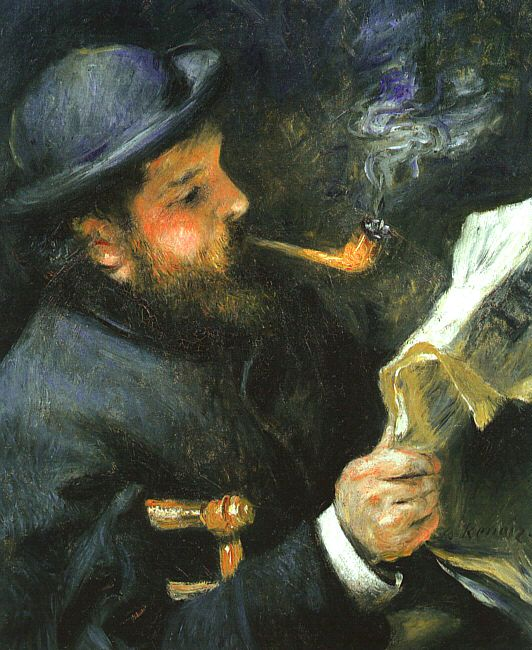
Claude Monet leyendo el periódico, por Pierre-Auguste Renoir, 1872
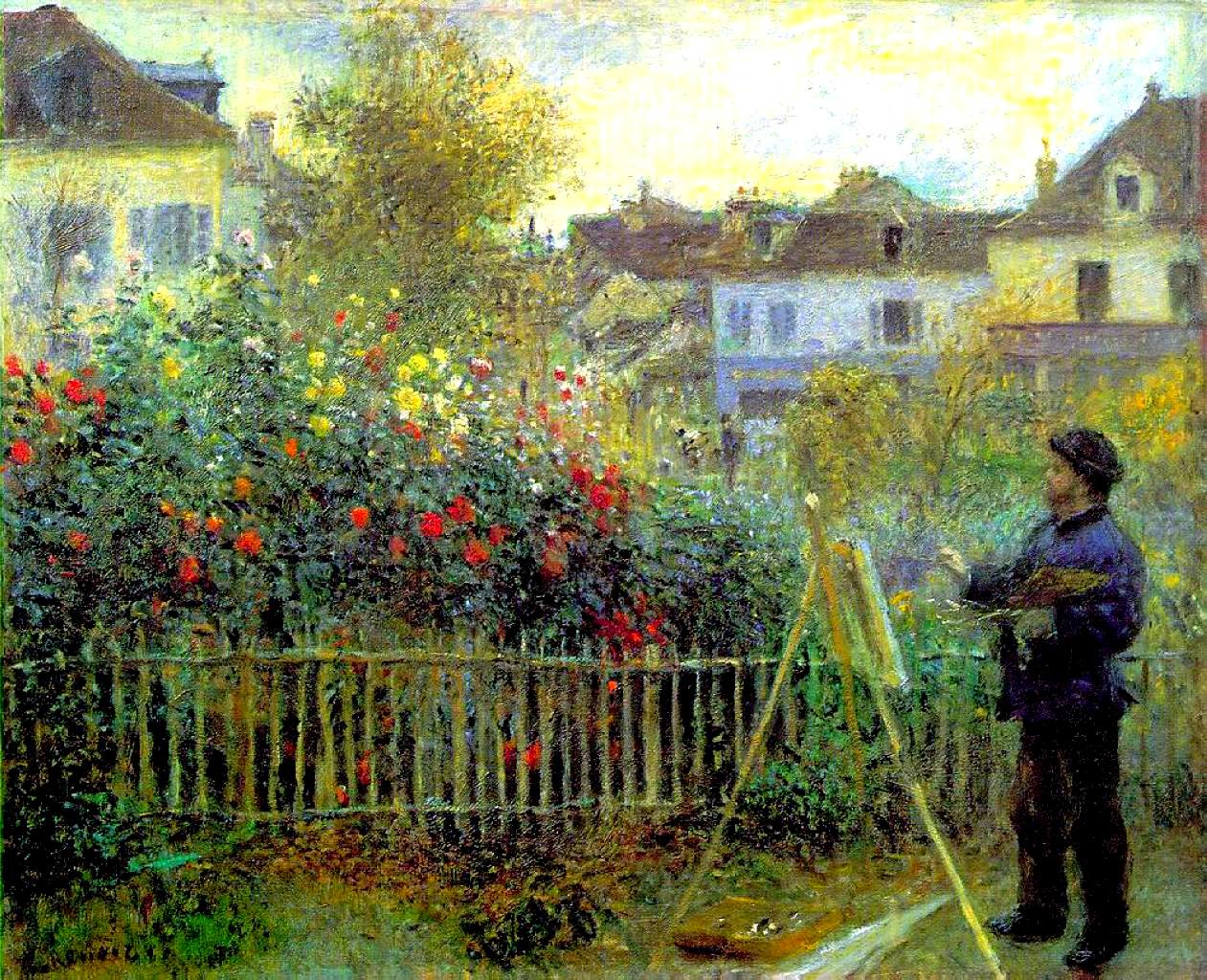
Monet pintando en su jardín de Argenteuil, por Pierre-Auguste Renoir, 1873
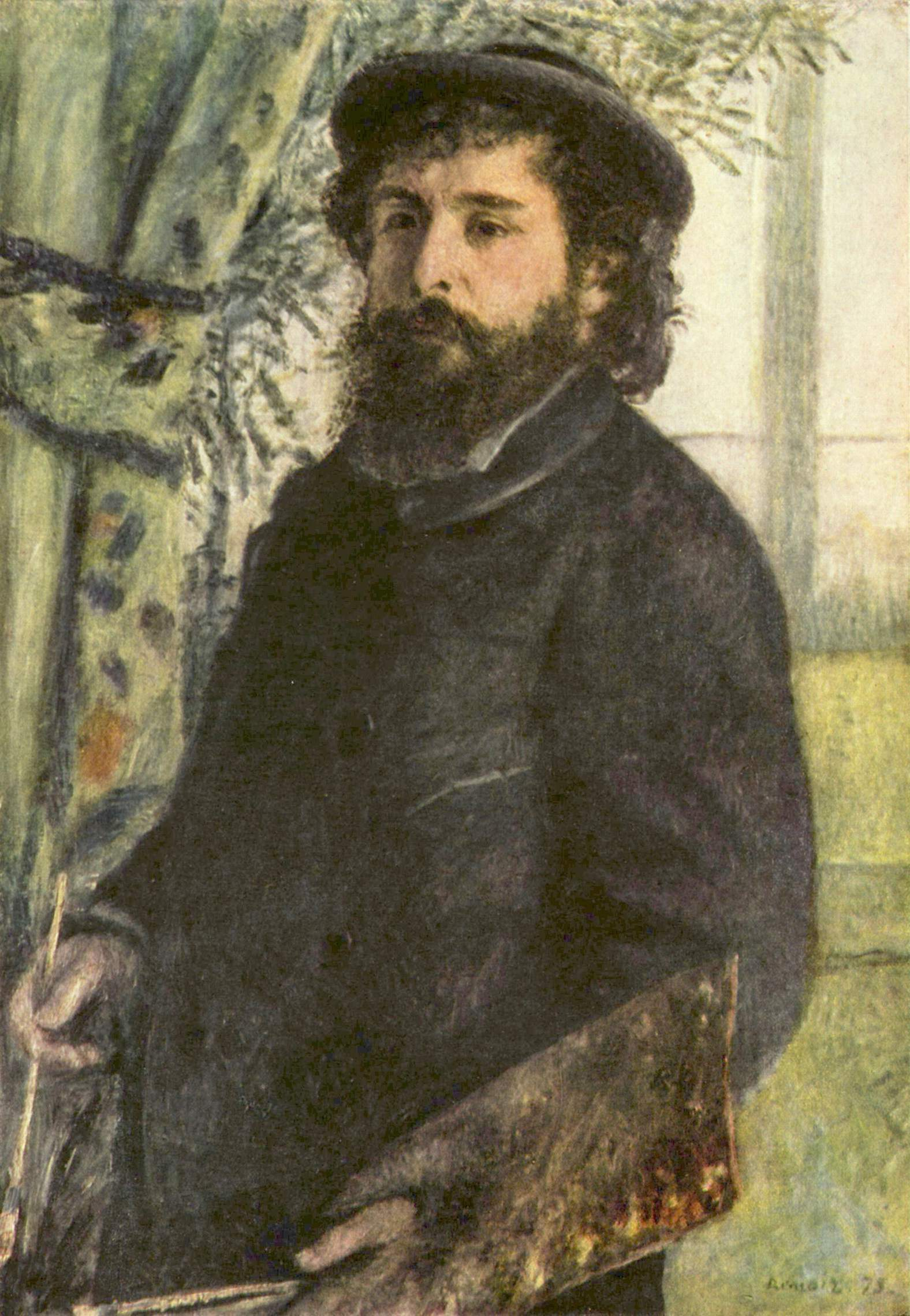
Retrato del pintor Claude Monet, por Pierre-Auguste Renoir, 1875
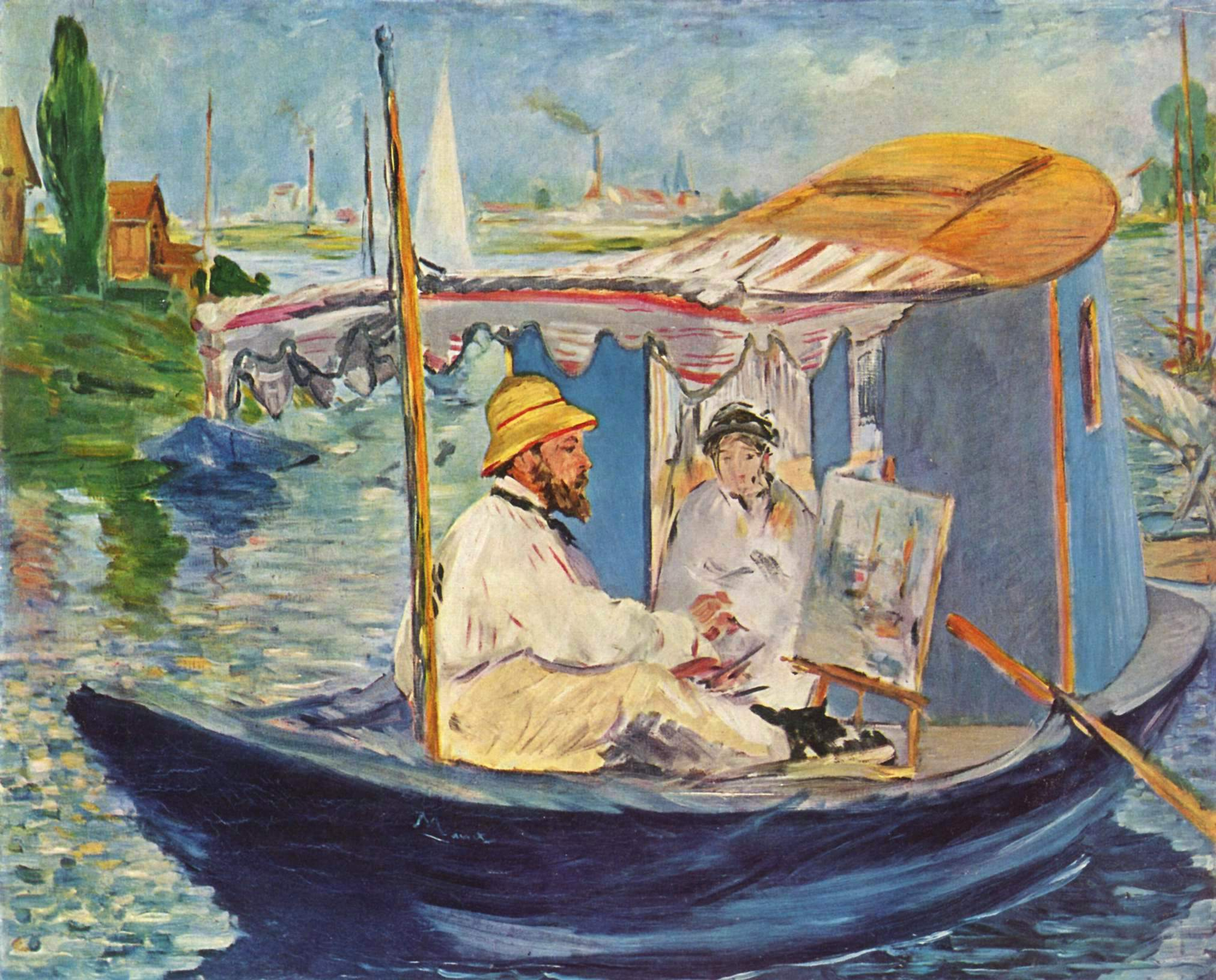
Claude Monet y su esposa sobre la barca atelier, por Edouard Manet, 1874

La influencia de Monet se puede ver en varios artistas modernos. Las gruesas texturas de color de Jackson Pollock recuerdan las obras tardías de Monet. La serie “Flores” del artista pop, Andy Warhol fue inspirada en la serie de cuadros de nenúfares de Monet, y puede ser vista en el Museo de Arte Moderno de Nueva York.

### Cine
En la película del año 1915 del director Sacha Guitry, Ceux de chez nous, se valora la vida cultural francesa durante la Primera Guerra Mundial. La película se concentra sobre todo en Renoir, pero también se contempla a Degas y a Monet, a quien se le observa mientras pinta uno de sus cuadros de nenúfares.
El cielo en la pintura de Monet, El puente de Argenteuil (1874) es mencionado en la película Vanilla Sky del año 2001. El protagonista vive en un mundo creado por su imaginación que se diferencia de la realidad por tener un cielo de color vainilla, como en la obra de Monet.
Antes de esto, una de sus obras es usada como objeto en la película El Caso Thomas Crown (1999), en donde un millonario estadounidense obsesionado con el arte roba una pintura solo por diversión.

### Cómic y novela gráfica
En el 2017, se publicó una novela gráfica que narra los primeros años del pintor hasta su establecimiento en Giverny, obra del guionista Salva Rubio y del dibujante Ricard Efa, enteramente pintada a gouache. En Francia, en Bélgica y en los Países Bajos fue publicada por Le Lombard, y en España, por Norma Editorial.

## Honores

### Eponimia
- Cultivar de rosa Claude Monet por la Casa Delbard.